# Модерн
Моде́рн (фр. moderne — современный) — интернациональное художественное движение на рубеже XIX—XX веков, представители которого ставили цель создания нового художественного языка искусства и посредством этого формирование нового художественного стиля. В англо- и франкоязычной литературе за этим явлением закрепился термин ар-нуво (фр. art nouveau), что в переводе означает «новое искусство», в немецкой и австрийской — югендстиль (нем. Jugendstil). В различных странах искусство того же периода получило иные именования.
Несколько устаревшим считается взгляд на модерн, как на единый художественный стиль, по аналогии с принятой в академической науке классификацией стилей искусства: готика, барокко, классицизм и так далее. Также устаревшим считается определение модерна, как «моста» между историзмом и модернизмом — чрезвычайно популярной ранее концепции, высказанной Николаусом Певзнером в 1970-х годах. Модерн являлся сложным явлением, охватывавшим самые разнообразные художественные направления, течения и школы, объединённые главной идеей — преодоления эклектизма искусства предыдущей эпохи.

## История термина и его интерпретаций

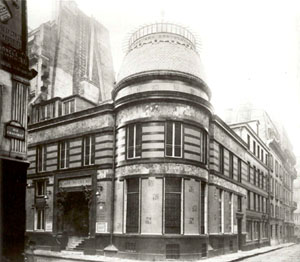
Здание выставочной галереи «Дом Нового искусства» (Maison de l’Art Nouveau) З. Бинга в Париже, от названия которой произошёл термин «ар-нуво». Фотография 1895 г.

«Новый стиль» получил заметный международный успех уже в конце 1890-х годов, однако не имел какого-либо единого наименования: в разных странах складывались свои термины для обозначения явления. Главной проблемой в выборе названия являлся тот факт, что современники не имели представления о месте его происхождения. Англичане, ещё не оценившие собственный важный вклад в развитие нового стиля, называли его французским термином «ар-нуво» (фр. art nouveau — «новое искусство»). Считается, что эта лексема была заимствована из названия галереи «Дом нового искусства» (фр. Maison L'Art Nouveau), открытой 26 декабря 1895 года в Париже франко-германским коммерсантом Зигфридом Бингом.
Во Франции стиль искусства рубежа XIX—XX веков вначале обозначали самыми разными названиями: иногда его именовали английским термином современный стиль (англ. modern style); в графическом искусстве новый стиль обозначали шутливым «стиль лапши» (фр. style nouille); иногда — более прямолинейным термином «стиль входных павильонов в метро» (фр. style de bouche de métro). Архитектор Эктор Гимар, разработавший проекты наземных павильонов парижского метрополитена, считал, что явление нужно именовать его именем — «стиль Гимара» (фр. style Guimard). Писатель Эдмон де Гонкур, настороженно воспринявший обтекаемые линии модерна, придумал для его обозначения пейоративный термин «стиль яхтинга». В итоге за явлением во Франции закрепился термин «ар-нуво» (фр. art nouveau).
В Германии стиль первоначально называли «Belgishe» и «Veldeshe» в честь бельгийца Анри Ван де Велде, переехавшего в Германию в 1897 году и ставшего лидером искусства модерна в этой стране. Иногда модерн обозначали термином «Studio Style» по одной из англоязычных публикаций, описывавшей работы представителей английского движения Уильяма Морриса «Искусства и ремёсла». Иногда стиль называли более причудливо: «стиль загогулин» (нем. schnürkelstil) или «стиль ленточного червя» (нем. bandwurmtil). Тем временем, немецкий термин югендстиль (нем. jugendstil) — «молодой стиль», по названию основанного в 1896 году в Мюнхене иллюстрированного журнала Jugend, получил распространение и закрепился в немецких словарях.
В Австрии новый стиль получил название «Сецессион» (нем. Secessionstil), по названию выставочной организации «Венский сецессион». Шотландские художники использовали самоназвание «Школа Глазго» (англ. Glasgow school) по главному месту своей деятельности в столице Шотландии. В Испании закрепился термин модернизмо (исп. modernismo).
В Италии модерн первоначально именовали по преобладанию растительного (флорального) орнамента «цветочным стилем» (итал. stile floreale), но позднее за ним закрепился термин стиль Либерти (итал. stile liberty), по фамилии английского коммерсанта Артура Ласенби Либерти, открывшего в 1875 году в Лондоне магазин, торговавший предметами искусства Китая, Японии и английского и итальянского «нового стиля». В Бельгии модерн называли «стилем угря» (нидерл. paling stil) или «стилем Общества XX» (нидерл. Le Style des Vinght) или «свободной эстетикой» (нидерл. La Libre Esthétique). Два последних термина использовали с целью отождествить модерн с одноимёнными объединениями художников, которые вывели Брюссель в лидеры нового художественного движения.
Русская художественная критика 1900-х годов применяла по отношению к символизму и модерну термин «новый стиль», а художественный критик Владимир Стасов, негативно отзываясь и о том и о другом, объединял их общим названием «декадентство». В русской искусствоведческой литературе термин «модерн» появился в 1920-х годах, в работах Эдуарда Старка («Старинный театр», 1922) и Алексея Фёдорова-Давыдова («Русское искусство промышленного капитализма», 1929).
Иногда в качестве обозначения национально-романтической ветви модерна используют термин «национальный романтизм», под которым чаще всего понимается архитектурный стиль Финляндии и стран Скандинавии конца XIX — начала XX века, но который также используют в более широком значении, обозначая все национально-романические течения периода историзма конца XIX века и модерна. Например, в Швеции термином «национальный романтизм» обозначают декоративно-прикладное искусство 1870—1920-х годов, при этом по немецкому образцу период с 1895 по 1905 год, когда художественная культура страны наиболее тяготела к западноевропейскому модерну, обозначают термином «югендстиль». С термином «национальный романтизм» было связано возникновение сугубо русского термина «северный модерн». Впервые он появился в дипломной работе Владимира Лисовского в 1966 году; использовать термин Лисовскому предложил Андрей Пунин. Под «северным модерном» подразумевалась национально-романтическая ветвь модерна в Скандинавии и Финляндии, а также её региональное ответвление в Санкт-Петербурге.

## Теоретические концепции искусства модерна
Вопрос о предмете понятия «модерн» является спорным. Американский историк искусства Мартин Эйдельберг писал:

Проблема точного определения ар-нуво — давний спор. Является ли ар-нуво особым стилем или обозначает общую тенденцию к обновлению искусства на рубеже веков? Данная полемика уходит корнями во времена самого Бинга. Бинг считал, что термин «ар-нуво» обозначает всего лишь поиск нового стиля. Тем не менее, история его галереи показывает: хотя первоначально, когда он начинал свою деятельность в 1895 году, не существовало ясной концепции [нового стиля], к 1900 году ситуация уже поменялась и Бинг остановил выбор на чрезвычайно связном дизайне, основные элементы которого были заимствованы из экспрессии абстрактного, линейного стиля Ван де Вельде. Действительно, критики непременно упоминают стиль «удара бича», когда пытаются дать определение «высокому ар-нуво», а уже затем, как бы не в обиду, упоминают и другие художественные формы. В результате вопрос точного определения так и остаётся запутанным. Эстетика Гимара и Галле может быть описана одним термином, только если этот термин будет обозначать скорее хронологический период, чем единый стиль. Однако, если решить, что термин ар-нуво должен обозначать только хронологический период, неразрешённой останется другая проблема — как именовать и осмысливать те стили, которые возникли в этот период.— Мартин Эйдельберг, 1989
Обозначенные Эйдельбергом проблемы можно проиллюстрировать подходом, при котором искусство модерна пытаются определить через теоретические эссе бельгийского художника, критика и теоретика Анри Ван де Велде: взгляды художника на искусство помогают понять «геометрическую» концепцию стиля в немецкоязычных странах, но если строго следовать этой концепции, тогда фантасмагорический испанский художник Антонио Гауди этого же времени выпадает из круга мастеров модерна. В связи с этим, норвежский историк искусства Стефан Чуди-Мэдсен одним из первых, в 1967 году, отмечал, что модерн на самом деле представлял собой целый ряд стилей, отличавшихся своеобразием в разных частях Европы, но единых в своих основных принципах.
В российской историографии сложилось несколько интерпретаций и теоретических концепций «искусства модерна». Первая, академичная и наиболее распространённая, утверждает термин «модерн» в качестве наименования определённого художественного стиля, получившего распространение в данный хронологический период. Такой подход предложил, в частности, Д. В. Сарабьянов в книге «Стиль модерн» (1989), не приводя убедительной теоретической аргументации. Сложность заключается в том, что в этот краткий, но интенсивный период художественной жизни, в том числе и в России, сосуществовали различные стилевые течения, художественные школы, творческие объединения. По содержанию и формам они значительно различались между собой, что противоречит общему определению стиля в искусстве.
Иную концепцию отстаивал Г. Ю. Стернин, основываясь на том, что главным содержанием культуры периода модерна было «стремление к синтезу различных источников, часто противоречивых методов и стилей, разнообразных форм и приёмов». Г. Ю. Стернин сделал логичное заключение, что «искусство модерна нельзя понять, описывая лишь его общие стилевые особенности… Несмотря на определённый пластический язык… это не только стиль искусства, но, прежде всего, стиль жизни». «Модерн» как научный термин «уместнее ставить в ряд не с чисто стилевыми категориями, а с таким историко-культурным понятием как бидермайер… Можно сказать, что бидермайер и модерн — это начало и конец целой исторической фазы романтизма».
Ещё радикальнее подошли к это проблеме исследователи архитектуры В. С. Горюнов и М. П. Тубли: «Искусство, которое сравнительно недавно именовалось декадентским, всё отчётливее приобретает значение этапа, завершающего грандиозный цикл развития европейской культуры, начинавшегося ещё в пору античности. Несомненно то, что предпринятая на рубеже веков попытка обобщения эстетического опыта человечества, синтеза художественных традиций Запада и Востока, античности и Средневековья, классицизма и романтизма сопровождалась и, в известной мере, была порождена явлениями упадка, кризиса сложившейся к этому времени системы научных, эстетических и этических ценностей». В этих словах отражены энтузиазм и идеалистические настроения того времени. Многим казалось, что на их глазах создаётся совершенно новое искусство, отсюда и термин «модерн». «Мы гребень вставшей волны»,— писал В. Я. Брюсов, зачинатель символизма в русской поэзии «серебряного века».

## Эстетические и художественные идеи искусства периода модерна
Основная художественная идея, доминировавшая в этот период — антиэклектическая направленность: стремление преодолеть хаос эклектизма в искусстве предыдущего времени, поиск гармонии искусства и жизни в новую промышленную эпоху. Мастера модерна стремились сочетать художественные и утилитарные функции создаваемых произведений, вовлечь в сферу прекрасного все сферы деятельности человека, реализовать идеи «преображения жизни средствами искусства». В этом они следовали традициям романтизма и символизма. Особенностями периода модерна являлись расцвет декоративно-прикладного искусства и возрастание интереса к новым технологиям. Символизм был одним из течений в искусстве периода модерна и, в значительной степени, его идейной основой, хотя и не единственной. Показательно также закрепившееся за этим периодом русской культуры наименование «серебряный век» или же французское выражение «belle époque» («прекрасная эпоха»).
В период модерна происходило стремительное, кардинальное переосмысление старых и открытие новых художественных форм и приёмов, сближение и слияние различных видов и жанров искусства. Художники модерна в стремлении к «большому синтезу» и «большому стилю» дерзко ломали привычные нормы и границы. Немецкое выражение «Jahrhundertwende» («поворот столетий») в этом отношении, как было подмечено А. А. Русаковой, лучше определяет содержание периода, чем чаще употребляемое французское «fin de siècle» («конец века»).
В. Г. Власов, основываясь на концепции Горюнова и Тубли, подчёркивал: «Стремление к целостности — основная цель искусства периода модерна. В то же время многообразие художественных форм и сложность переходной эпохи, её кратковременность не позволили принципу целостности реализоваться достаточно полно во всех произведениях». Картина развития искусства в это время усложняется тем, что в период модерна существовали произведения не только в «стиле модерн». В архитектуре продолжали создаваться композиции в духе историзма и стилизаций в русле национально-романтического движения.
Важное значение имела переоценка роли «малых искусств» после проведения Всемирной выставки 1851 года в Лондоне и эстетическая теория одного из устроителей выставки и её экспозиции выдающегося немецкого архитектора и теоретика искусства Готфрида Земпера.
После общения в Дрездене с Рихардом Вагнером Земпер увлёкся теорией преодоления раздробленности видов искусства и создания «большого стиля» на основе «единения искусств» (нем. Gesamtkunstwerk) — творческой концепции, в основу которой положена идея художественного преображения действительности методом взаимодействия элементов разных видов и жанров искусства в одном произведении. Такой феномен отличается как от первобытного синкретизма, так и от искусственного синтеза произведений разных видов искусства, идеи, сложившейся в XVII—XIX веках, после размежевания этих видов в ренессансном и постренессансном искусстве.
Вагнер мечтал о единстве драмы, поэзии и музыки, как это было у древних греков. Земпер искал общие закономерности формообразования в архитектуре, орнаменте и художественных ремёслах. По мнению обоих, такое единство уже существовало однажды, в античности, оно изначально присуще целостному по своей природе художественному мышлению и было лишь нарушено буржуазно-потребительским отношением к художественному творчеству в XIX веке. «Гезамткунстверк» возможен и в искусстве будущего, когда музыка, драма, танец, архитектура и изобразительное искусство снова сольются в единое и свободное ремесло, которое «перестанет быть праздной забавой в руках скучающих бездельников»; там, «где нет действительных потребностей, там царит произвол».
На опыте подготовки экспозиции первой Всемирной выставки в Лондоне Земпер опубликовал эссе под названием «Наука, промышленность и искусство» с подзаголовком «Предложения по улучшению национального вкуса в связи с Лондонской промышленной выставкой» (1852). Основная идея оставшегося незаконченным капитального труда «Стиль в технических и тектонических искусствах, или Практическая эстетика» (Der Stil in den technischen und tektonischen Künsten oder Praktische Ästhetik, 1860—1863) заключалась в разработке «практической теории», позволяющей преодолеть пагубное разделение искусства на «высокие» и «низкие» жанры, идеалистические устремления и материальную сторону творчества, проектирование (утилитарное формообразование) и последующее украшение изделий. Идеи Земпера легли в основу «нового стиля» в разных видах искусства не только в Британии, но и всех западноевропейских стран. «Изделия ремесленного искусства», по Земперу, становятся «ключом и основой для понимания архитектурных форм и принципов» нового искусства.

## Предыстория модерна
Развитию «нового стиля» в искусстве предшествовал период становления. Швейцарский архитектор, критик и историк архитектуры XX века З. Гидион связывал развитие «новой пространственной концепции» архитектуры с открытиями в области модернистской живописи и новейшими течениями изобразительного искусства: кубизмом, футуризмом, пуризмом, супрематизмом. Однако искусство модернизма (о его хронологических рамках ведутся споры), не является предтечей модерна, и развивалось, скорее, параллельно на иных идейных и формальных основаниях.
Второе различие модерна и модернизма заключается в том, что последний, в отличие от первого, не имеет национальных корней и чужд историко-культурным национальным традициям. Когда в Париже появилась Эйфелева башня (1889), предшественница конструктивизма в архитектуре, она не вписывалась в архитектуру Парижа настолько, что вызывала бурю негодований.
Первыми модернистами были художники, творившие на рубеже конца XIX века, которые считали, что духовная революция, которая, по их мнению, неизбежно рождалась из кризиса старого мира, требовала отказа от социально-политического радикализма. Новой идейной платформой стала духовная революция как качественно новое сознание — новая «философия жизни». В её основе лежали интуитивизм А. Бергсона и Н. Лосского, феноменология Э. Гуссерля, психоанализ Зигмунда Фрейда и Карла Юнга, экзистенциализм Сёрена Кьеркегора, Мартина Хайдеггера, Карла Ясперса, Николая Александровича Бердяева. На формирование новой эстетики оказали влияние идеи предыдущего этапа развития западноевропейского искусства: Уильяма Морриса и движения «Искусства и ремёсла».

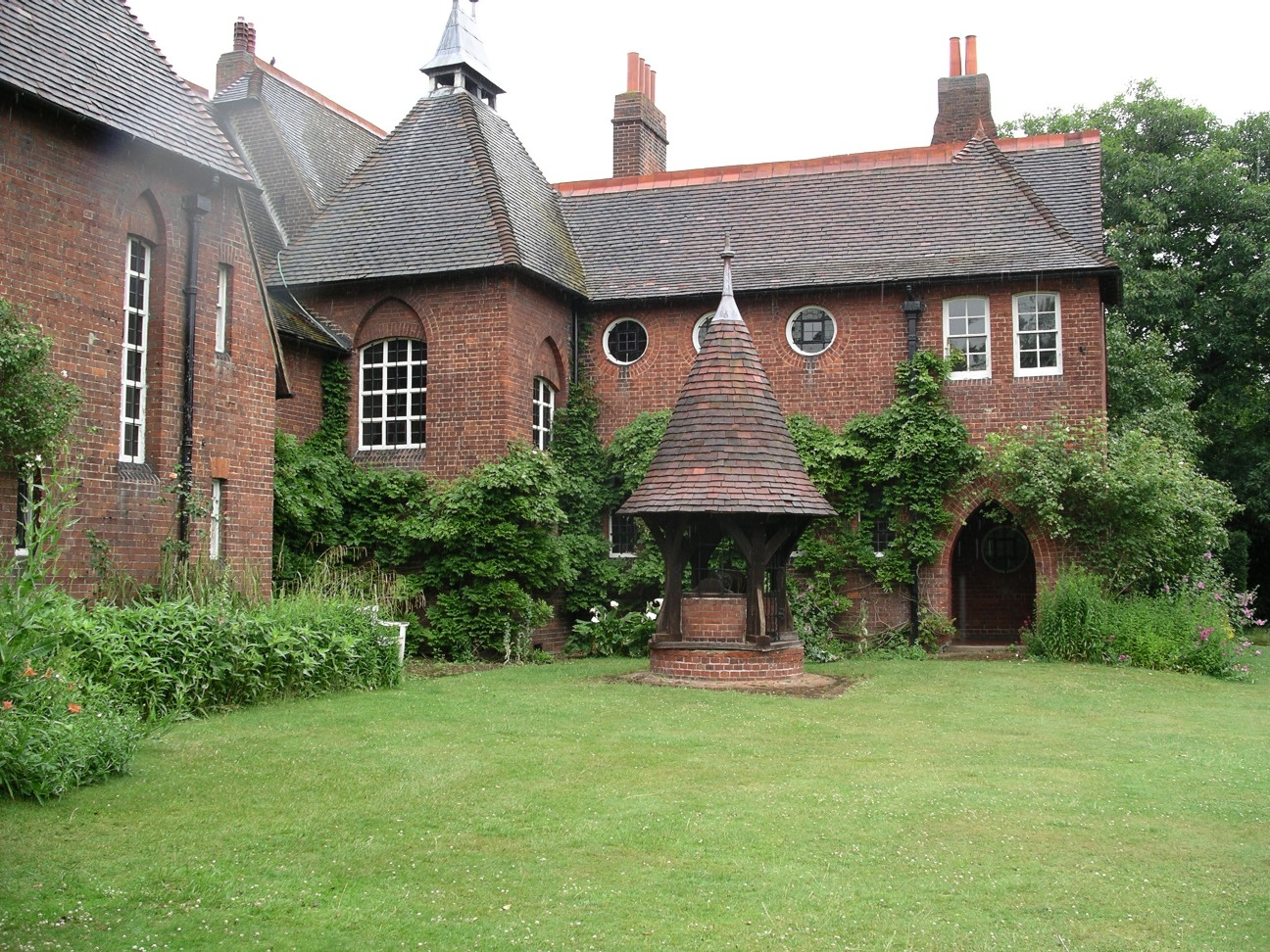
Ф. Уэбб, У. Моррис и сотрудники мастерской «Искусства и ремёсла». «Красный дом». 1859. Большой Лондон, Англия
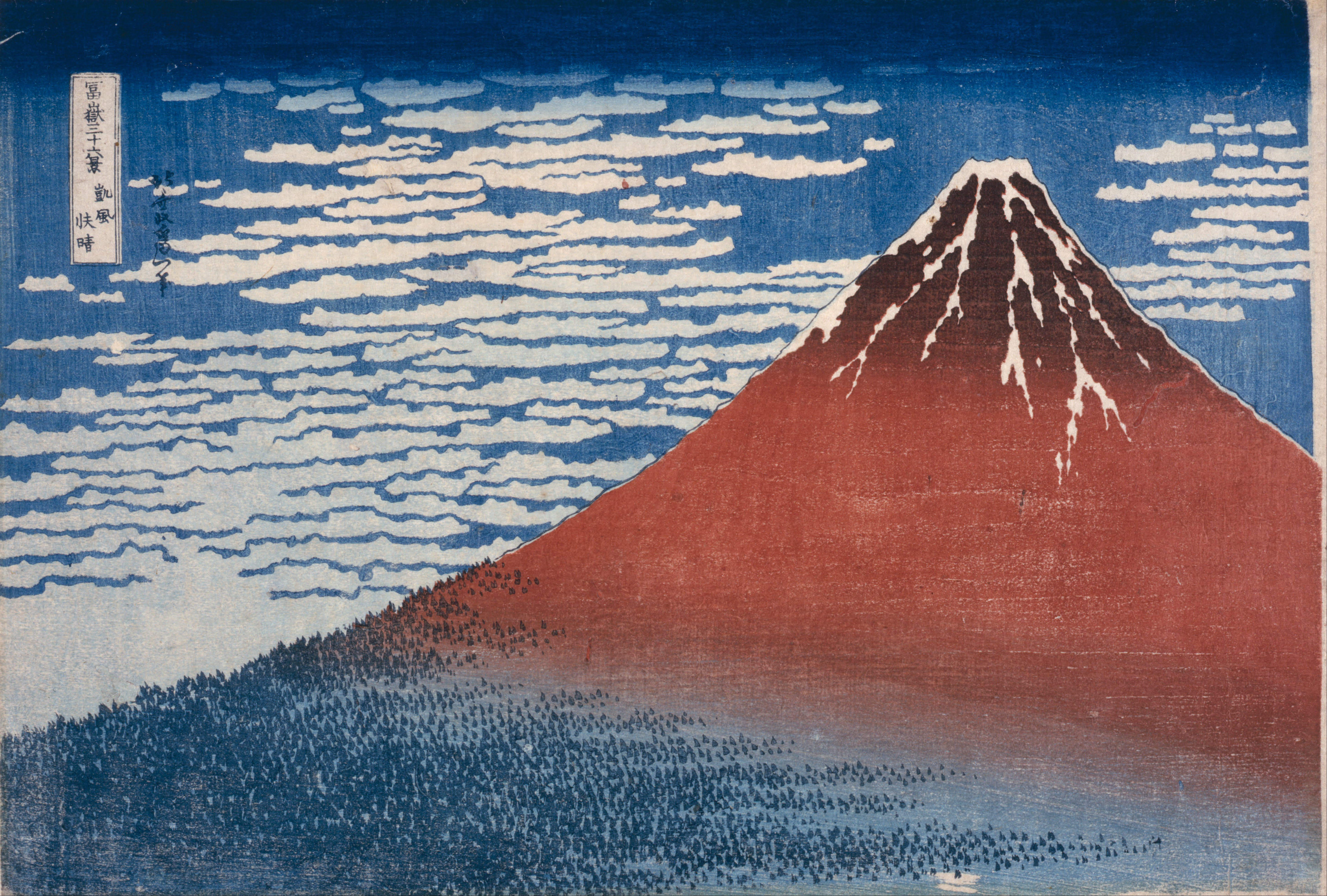
К. Хокусай. Красная Фудзи. Цветная гравюра на дереве из серии «Тридцать шесть видов Фудзи». Ок. 1830 г.
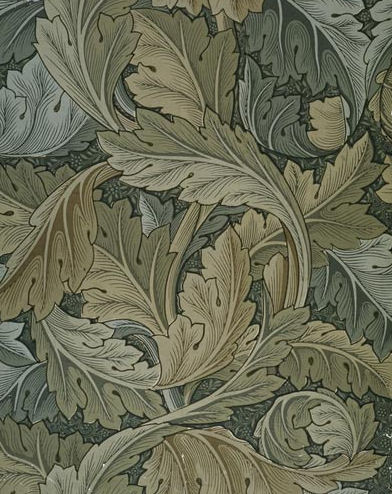
У. Моррис. Рисунок обоев с лиственным орнаментом. 1875. Музей Виктории и Альберта, Лондон
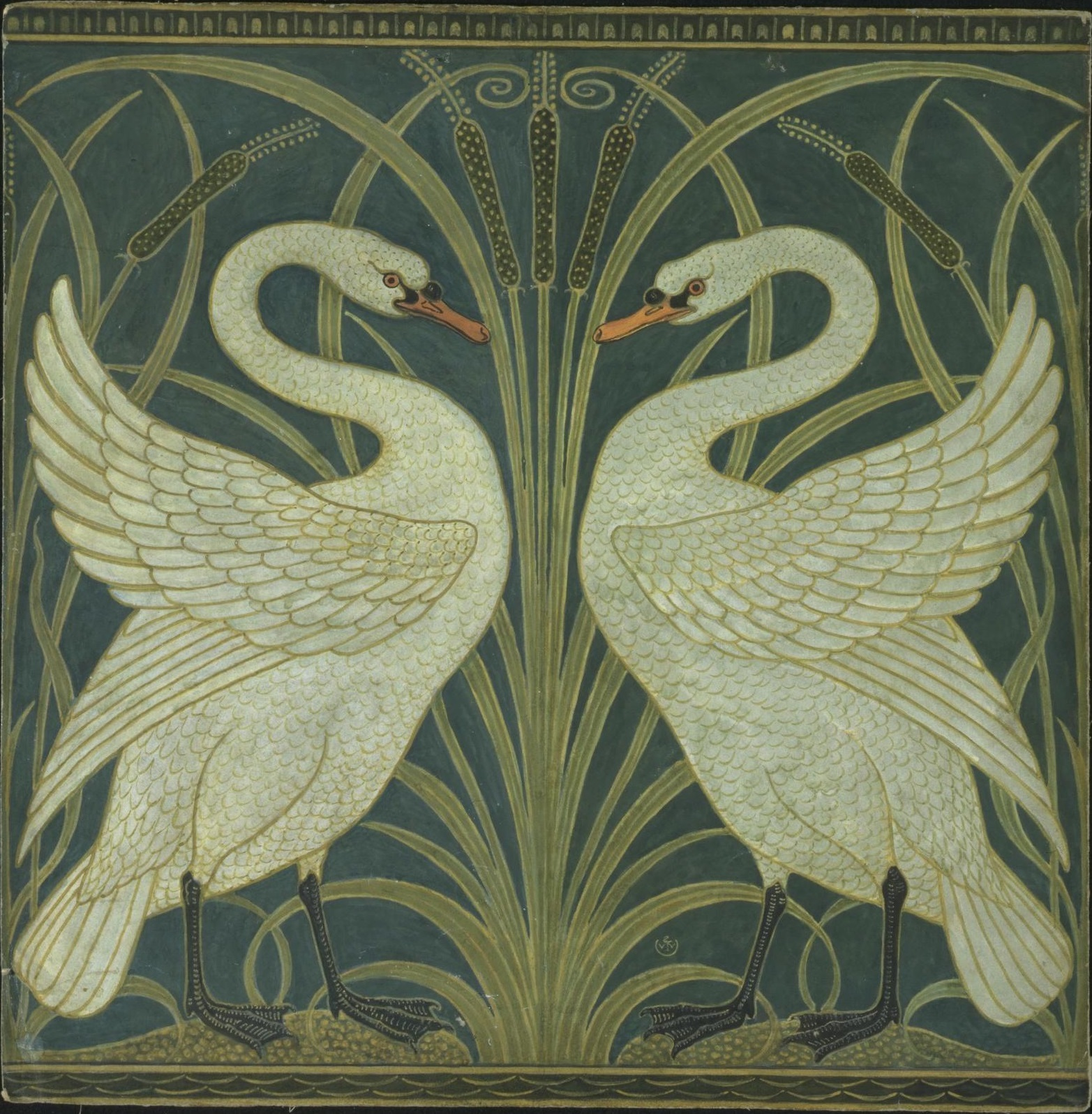
У. Крейн. Обои «Лебедь и ирис». 1883
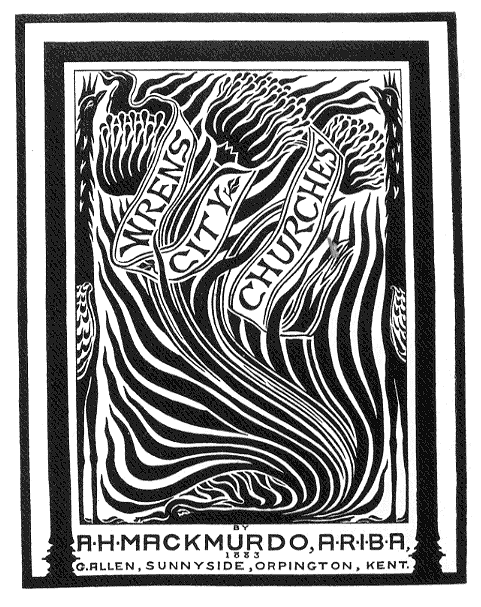
А. Макмердо. Обложка книги «Городские церкви К. Рена». 1883

Одним из источников формирования нового стиля стало искусство Востока, в частности Японии, оказавшееся доступным на Западе с началом эпохи Мэйдзи — цветной гравюры на дереве, открытой ещё импрессионистами, а затем В. Ван Гогом, а также росписей китайского фарфора и шёлковых тканей. Под воздействием восточного искусства складывалось творчество оригинального художника Джеймса Уистлера.
В 1860-х годах развивалось увлечение традиционным искусством Японии — «японизм». С 1862 года у любителей восточного искусства в Париже и Лондоне появилась возможность узнать японские произведения искусства, так как в этом году Япония была широко представлена на Всемирной выставке в Лондоне.
В 1875 году Зигфрид Бинг после путешествия по странам Дальнего Востока открыл в Париже магазин «Ворота в Китай» (La Porte Chinoise), в котором стал продавать произведения искусства Китая и Японии . Бинг коллекционировал и продавал японские гравюры укиё-э, изделия из фарфора и слоновой кости, китайскую лаковую мебель. В 1856 году в книге Оуэна Джонса «Грамматика орнамента» появились примеры китайских орнаментов, в 1870 году О. Х. Мозер и Т. У. Катлер опубликовали книги о японском искусстве. Некоторые художники, такие как Виктор Орта, собирали предметы дальневосточного искусства.
В 1870-е годы в страны Западной Европы привозили произведения искусства японских мастеров ксилографии: Кацусика Хокусая и Утагавы Кунисады. Японскими гравюрами увлекались многие художники. Одна из наиболее ранних коллекций гравюр Хокусая была собрана английским художником-прерафаэлитом Данте Габриэлем Россетти. Японские гравюры коллекционировали французские писатели Жюль и Эдмон Гонкуры, Эмиль Золя, художники Э. Мане, Э. Дега, К. Моне, В. Ван Гог, А. Фантен-Латур.
В декабре 1895 года Зигфрид Бинг создал в Париже знаменитую галерею «Дом Нового искусства» (Maison de l’Art Nouveau), в которой показывал не только изделия стран Востока, но и произведения молодых французских художников в «новом стиле». В галерее были выставлены изделия из керамики и стекла, мебель, ткани мастерской Уильяма Морриса, ювелирные изделия главы Школы Нанси Эмиля Галле, а также Луиса Комфорта Тиффани, Анри Ван де Велде Эжена Грассе, Эдварда Колонны, Рене Лалика, художников группы «Наби» Пьера Боннара, Жана Эдуара Вюйара, Анри де Тулуз-Лотрека, норвежца Эдварда Мунка, английского художника Френка Бренгвина. В галерее выставляли свои работы Огюст Роден и Константин Менье. В рекламных проспектах утверждалось, что «Дом Нового искусства» призван побороть эклектизм и дурной вкус в домах парижан и привить истинно прекрасное в обыденной жизни. Преображение жизни средствами искусства — основная идея культуры модерна.
Зигфрид Бинг основал ежемесячный журнал «Le Japon artistique» («Художественная Япония») и в период с 1888 года по 1891 году опубликовал тридцать шесть выпусков журнала, иллюстрированных японскими гравюрами. Это событие оказало влияние, как на коллекционеров, так и на французских живописцев. Стилизованные линии, заимствованные из японских гравюр, стали появляться в западноевропейской графике, росписи фарфора и фаянса, ювелирных изделиях и мебели модерна.
В Англии, а затем во Франции и Италии, такой же магазин открыл Артур Ласенби Либерти, от фамилии которого произошло одно из названий искусства западноевропейского модерна: «стиль либерти».

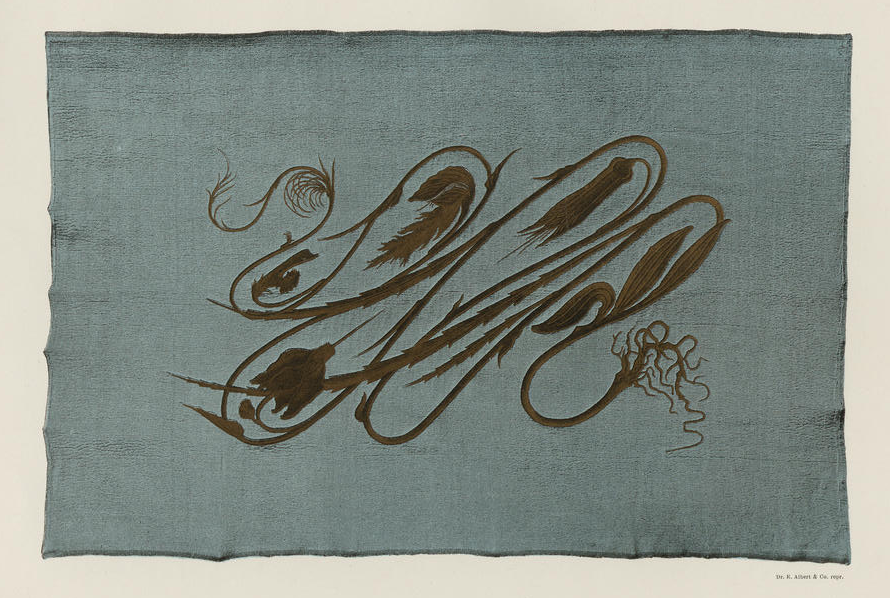
А. Обрист. Цикламен. 1895. Гобелен, прозванный «Ударом бича». Городской музей, Мюнхен
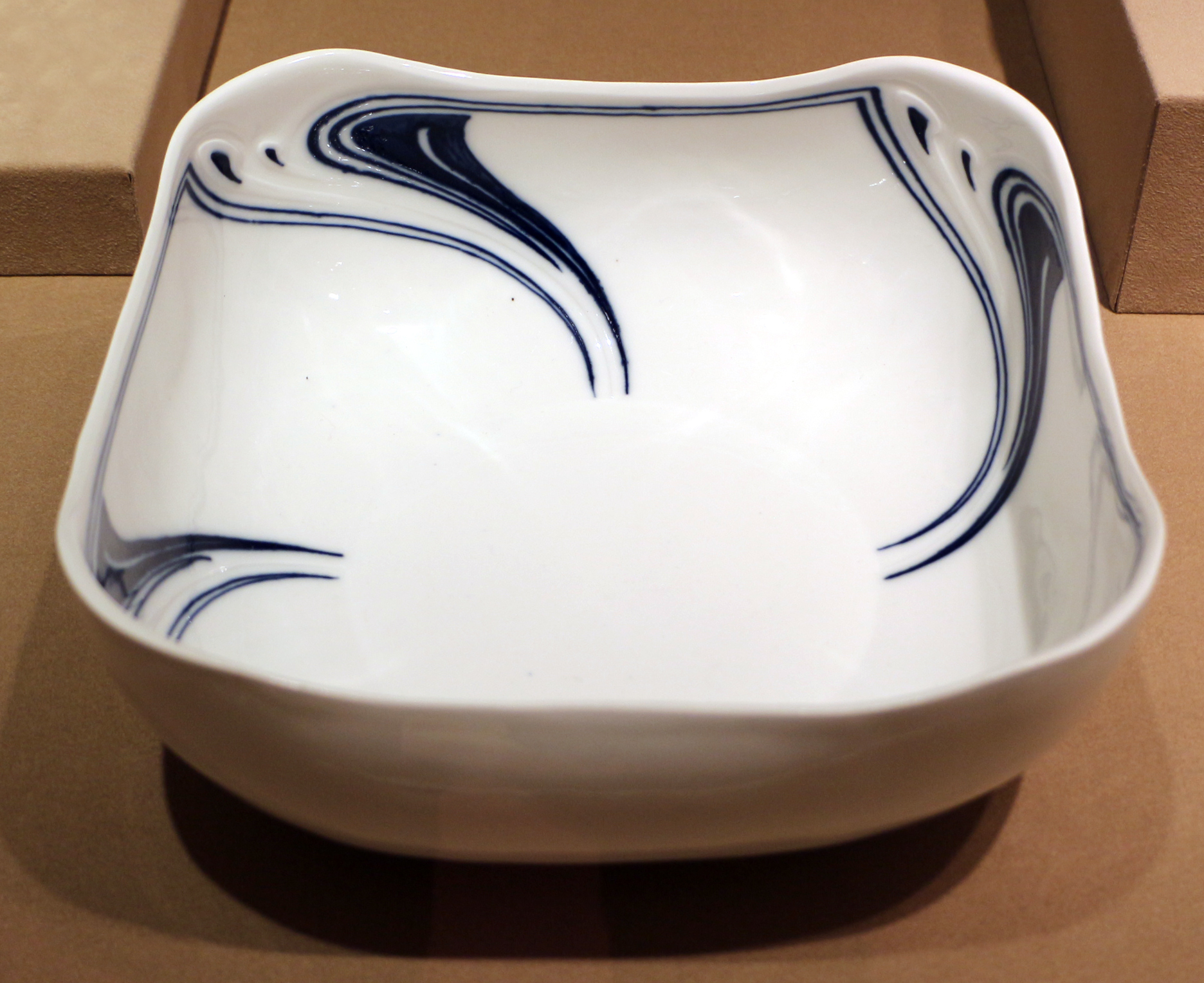
А. Ван де Велде. Салатник. 1903—1904. Фарфор. Майсен
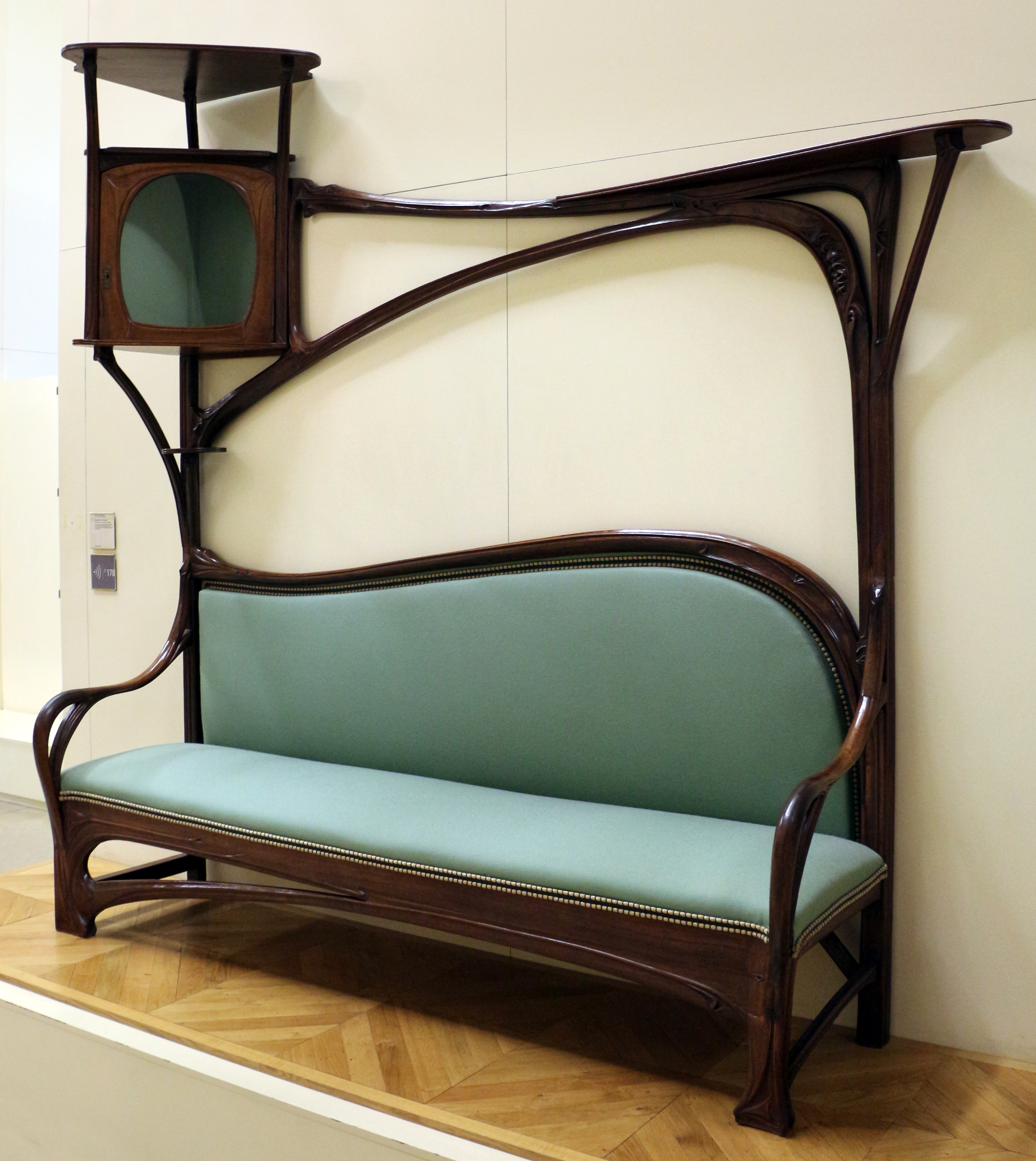
Э. Гимар. Диван. Музей д'Орсе, Париж
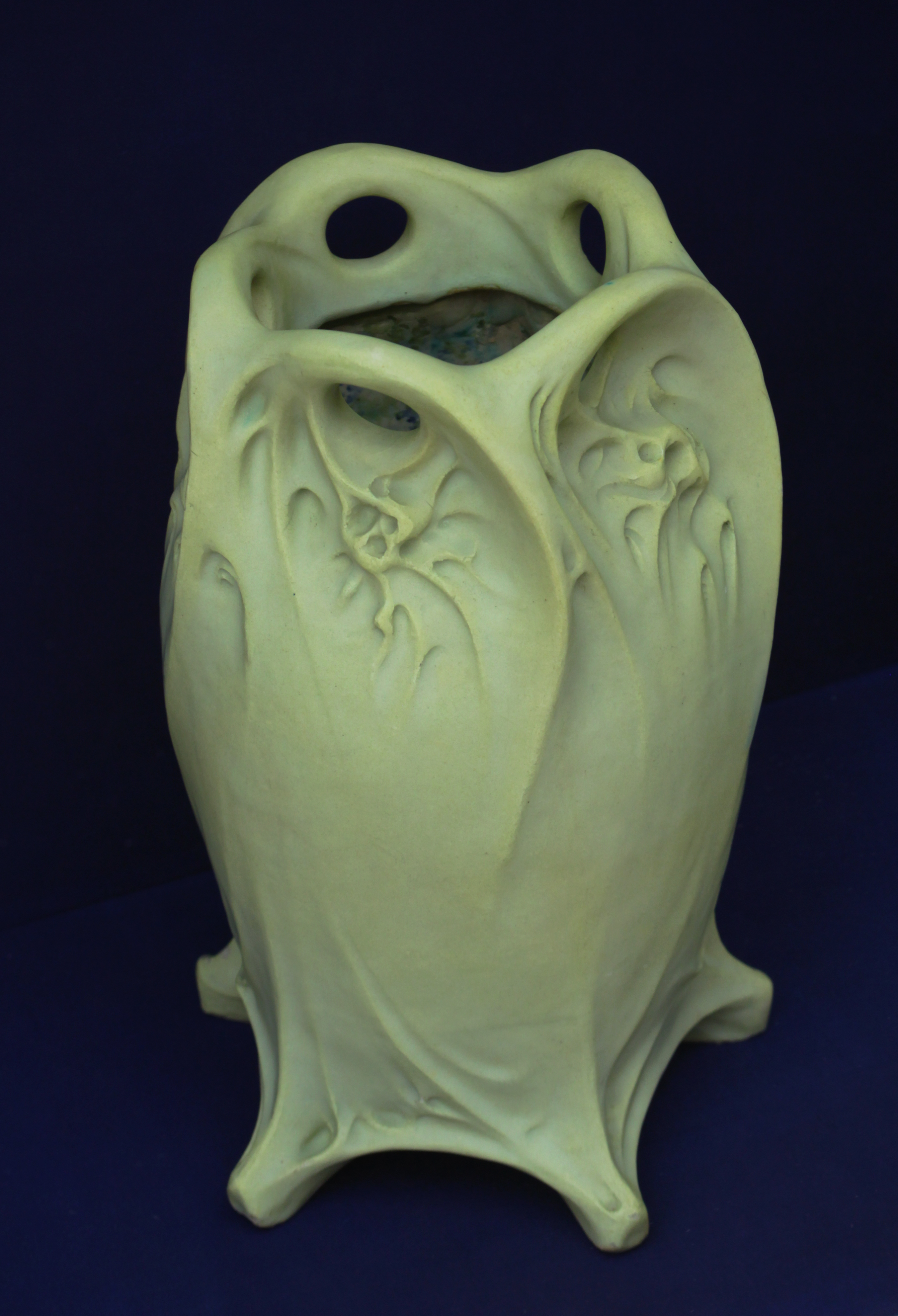
Э. Гимар. Ваза. 1899. Фаянс
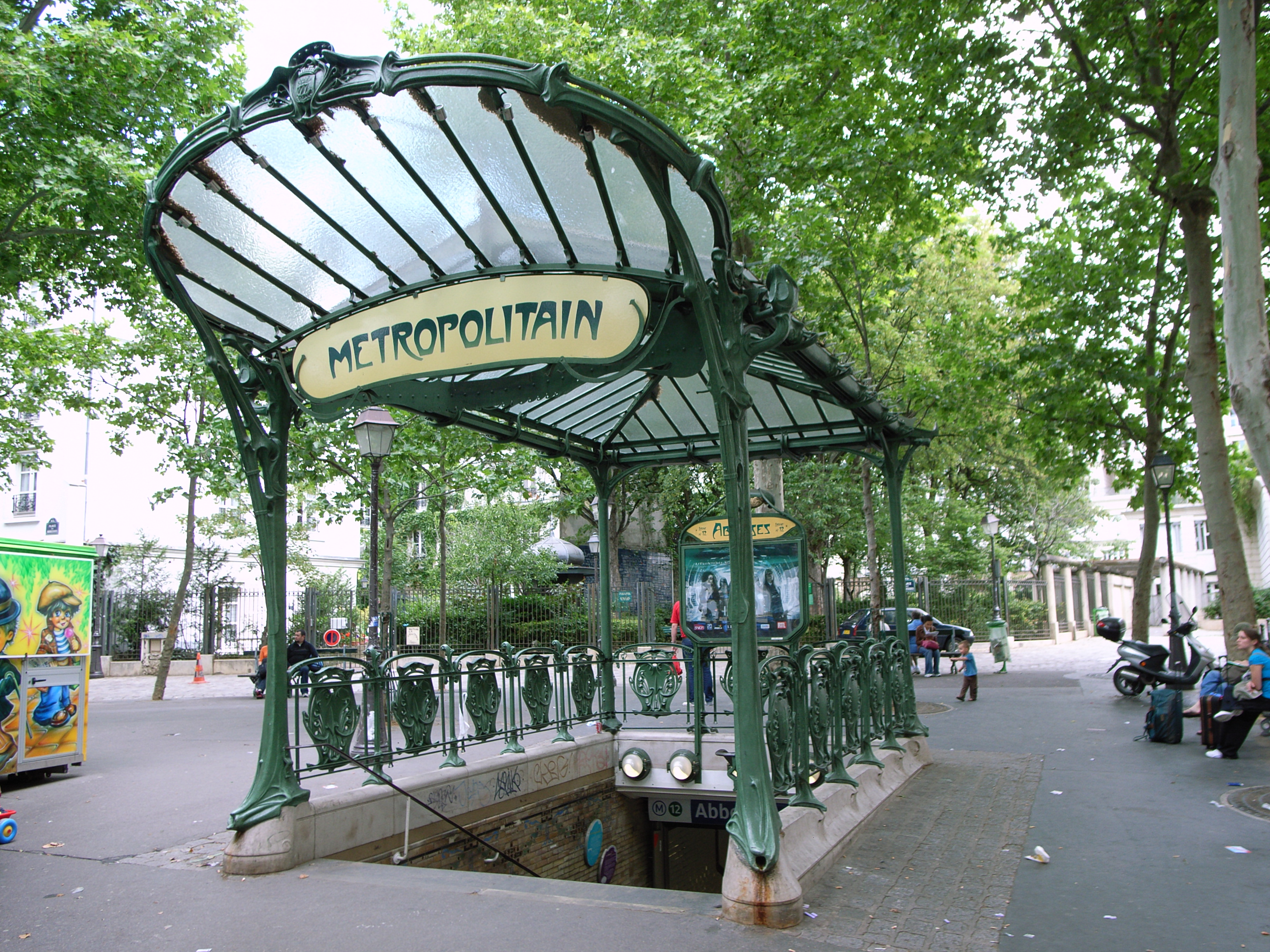
Э. Гимар. Вход в метро. Станция Аббес. Париж
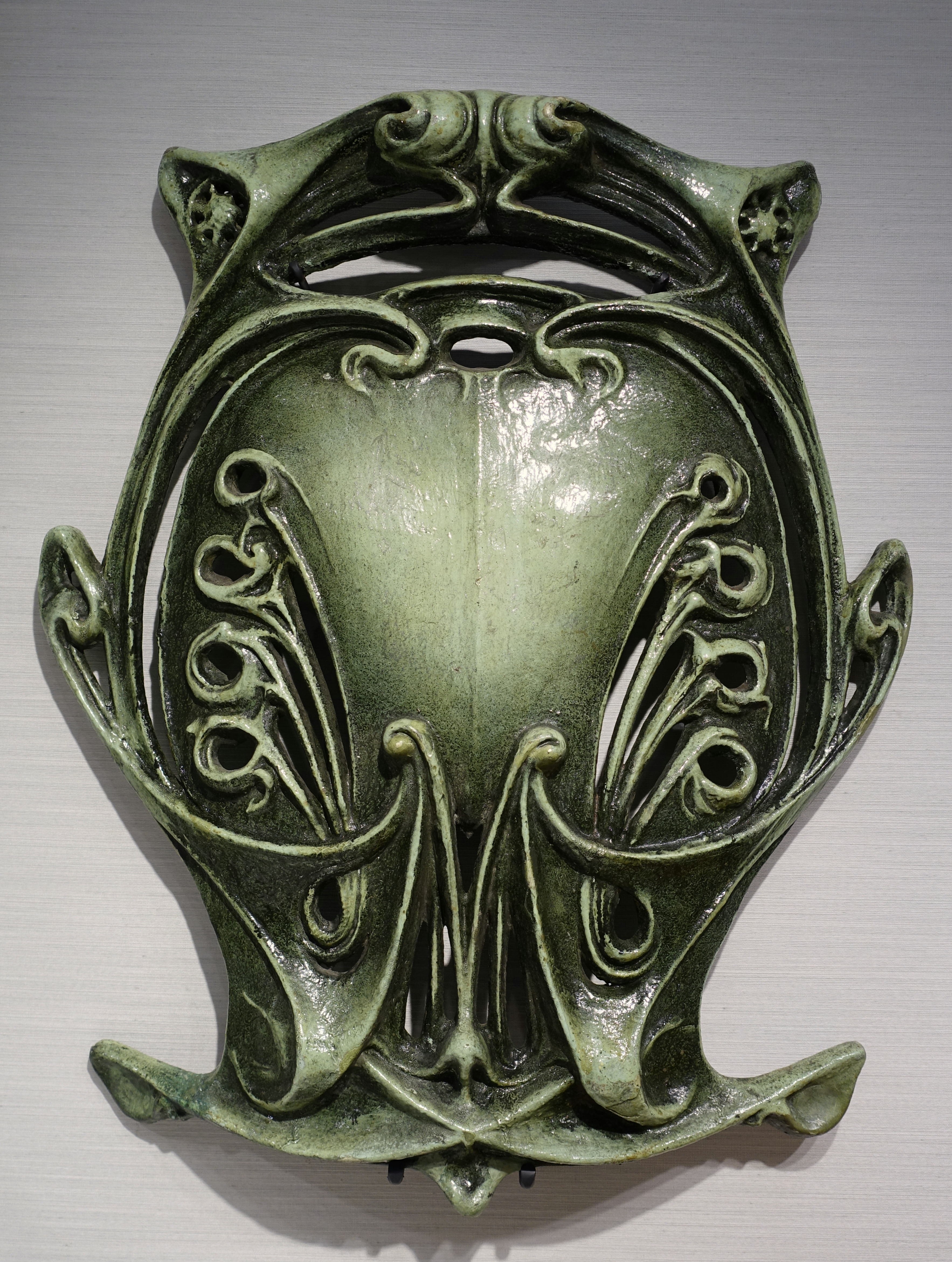
Э. Гимар. Картуш ограды входа в парижское метро. Ок. 1900 г.
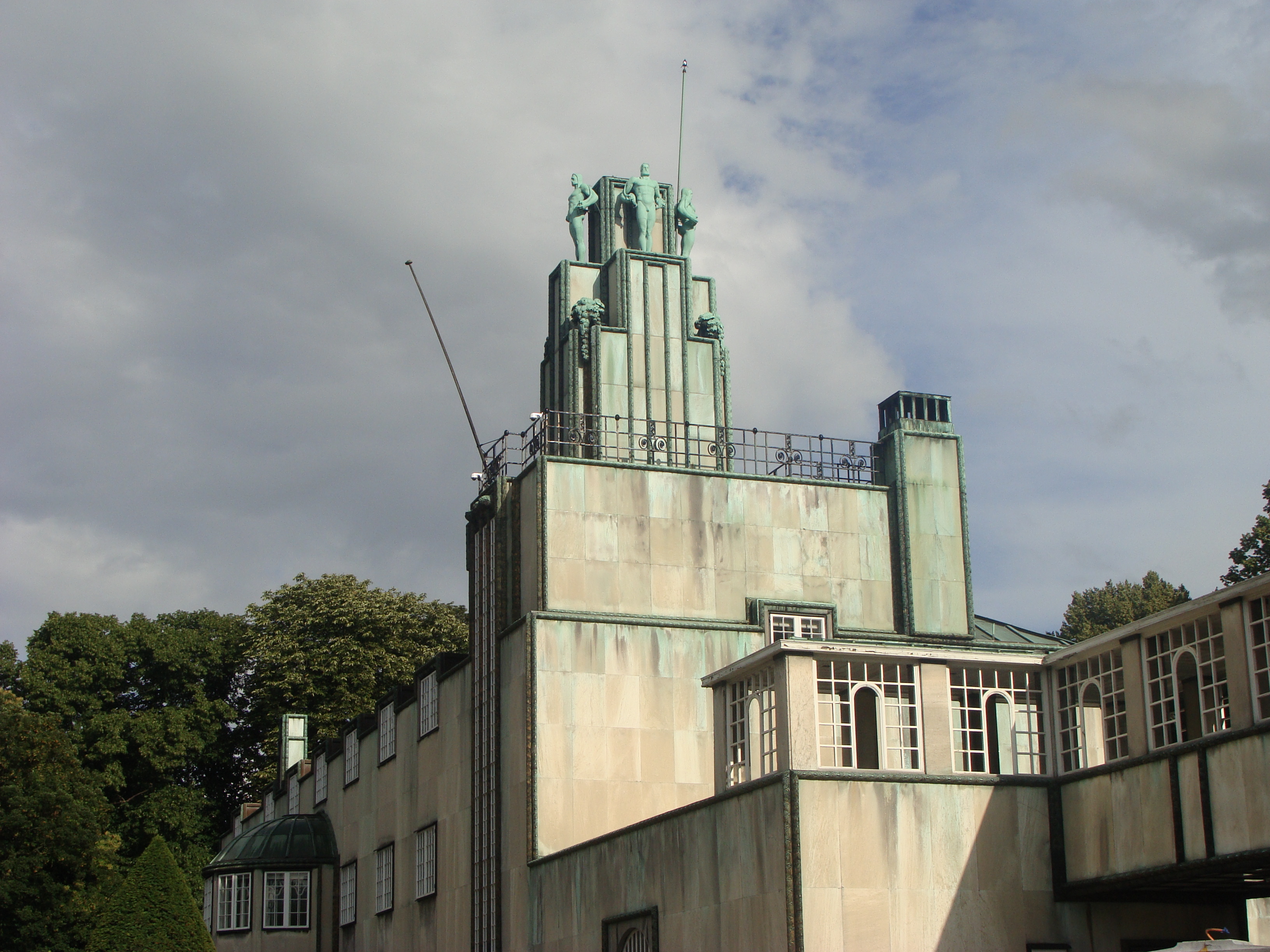
Дворец Стокле. 1905—1911. Брюссель, Бельгия. Архитектор Й. Хоффман

## Основные этапы развития искусства модерна
Период развития искусства модерна: конец 1880-х — 1914 год — начало первой мировой войны, оборвавшей естественное развитие искусства в большинстве стран Европы. Условно выделяют три основных этапа развития искусства модерна:
- 1890—1900 годы. Декоративный этап. Поиск новых форм и целостности композиции на основе какого-либо одного или немногих формообразующих элементов: чаще изогнутой линии «удара бича» или стилизации растительных форм;
- 1900—1905 годы. Символический этап, переход к лаконичным формам, обобщённой пластике и ритму простых геометрических объёмов;
- 1910-е годы. Усиление неоклассических тенденций и зарождение предпосылок конструктивизма.

На первой стадии развития искусства «нового стиля», согласно лозунгу, выдвинутому А. Ван де Велде: «Назад к природе», художники стремились освободиться от излишеств декора, свойственных эклектизму «викторианского стиля», второго ампира, необарокко и неоренессанса. На второй стадии архитекторы модерна переходили к целостному проектированию здания «изнутри наружу» (ранее господствовал противоположный метод отдельного оформления фасада сложением элементов разных стилей по принципу «слоёного пирога»). При этом возрождалась старая традиция, когда архитектор рисовал всё «до последнего гвоздя»: от общего эскиза сооружения до рисунков дверных ручек, оконных переплётов, светильников и каминов. Причём в качестве основного формообразующего мотива мог быть выбран любой завиток или иной небольшой элемент. Так, например, узор вентиляционной решётки мог стать доминантным мотивом-символом, как эхо повторяющимся в других формах и в композиции целого. Это придавало некоторую мистичность, загадочность и уберегало «стиль модерн» от излишней рациональности.
Поэтому даже отвлечённая декоративная композиция с изображением петлеобразно изогнутого стебля цикламена на гобелене Анри Обриста (1895) — линии, названной критиками «ударом бича», — кажется не расслабленной, а полной конструктивного напряжения. В произведениях Эктора-Жермена Гимара — оформлении входов в парижское метро (1898—1904) — характерно «органогенное» начало, превращающее металлические конструкции в причудливо изгибающиеся стебли и цветы невиданных растений. Биоподобные, флоральные формы оград парижского метро, созданных Гимаром, до такой степени отвечали вкусам нового стиля, что искусство ар нуво в Париже одно время называли «стилем метро», или «стилем Гимара».
В 1892—1899 годах бельгийский архитектор Виктор Орта́ выстроил несколько зданий в Брюсселе, ставших знаменитыми в истории архитектуры: особняки Сольве, Тассель, Этвельде, «Старой Англии» и собственный дом (Ателье Орта). Элементы строительной конструкции в постройках Орта сливаются с причудливо изогнутыми линиями декора: конструкция плавно переходит в форму, а форма — в декор на плоскости или изогнутых поверхностях.
«Новый стиль» развивался столь интенсивно, что в относительно позднем произведении Виктора Орта — «Народном доме» в Брюсселе (1896—1899) — заметнее становятся элементы конструктивизма. Своё кредо архитектор определил следующим образом: «Я хочу уже в фасаде выразить план и конструкцию здания так, как это делалось в готике, и, подобно готике, выявить материал, а природу — отобразить в стилизованном декоре».
На завершающем этапе развития культуры модерна в архитектуре сложилось неоклассическое течение, так называемый «модерн-классицизм», рационализм, на основе которого возникли функционализм и конструктивизм, а также символическое течение, представленное творчеством Эриха Мендельсона, его последователей, и Антонио Сант-Элиа, предвестника футуризма.

## Развитие модерна в различных странах

### Формирование исторических предпосылок и развитие «нового стиля» в Великобритании
Предпосылки «нового стиля» (Modern Style) в Великобритании складывались в эпоху историзма и эклектики, в частности в русле исторических стилизаций и эклектизма длительной и многоэтапной викторианской эпохи (1837—1901).
Один из представителей неоготического стиля в Англии, его романтического течения, Огастес Пьюджин, искал основы развития национального искусства в идеях католического движения «Готического возрождения» (Gothic Revival). Художественное движение, связанное с деятельностью «Братства прерафаэлитов», возникшего в 1848 году вокруг художника и поэта Данте Габриэля Россетти, основывалось на проповеди искренности в искусстве, близости к природе, непосредственности в выражении чувств, воплотившихся ранее, по их убеждению, только в живописи раннего итальянского Возрождения.
Другая идейная основа «нового стиля», прежде всего в архитектуре и изделиях декоративно-прикладного искусства — философия и эстетика Джона Рёскина и мастерских «Искусства и ремёсла» Уильяма Морриса, как реакция на промышленную революцию в Англии и сопротивление проникновению в область «малых искусств» изделий массового производства и промышленного дизайна.
Важное значение имела переоценка роли «малых искусств» после проведения Всемирной выставки 1851 года в Лондоне и эстетическая теория одного из устроителей выставки и её экспозиции выдающегося немецкого архитектора и теоретика искусства Готфрида Земпера.
В процессе формирования идей «нового английского стиля» (new english style) родилось течение, названное «Эстетическим движением», неофициальным лидером и теоретиком которого стал писатель Оскар Уайльд. К движению примкнули Эдвард Бёрн-Джонс, Обри Бёрдсли, Джеймс Уистлер. Созданная в 1876—1877 годах Уистлером Павлинья комната, является ярким примером, суммирующим многие идейные движения искусства нового времени: эстетизма, ориентализма (японизма), декоративизма, предвещающих эстетику искусства интернационального модерна.
«Новый стиль» успешно развивался под девизом «возвращения к природе», органичности, простоте и функциональности изделий художественных ремёсел (ручного труда), в противопоставлении их дизайну — проектированию изделий промышленного производства. Геометрическое течение «нового английского стиля», получившего позднее интенсивное развитие в Германии и Австрии, формировалось одновременно с «органогенным», или «флоральным стилем», в мастерских Уильяма Морриса и в творчестве шотландских художников Школы Глазго, а также, несколько позднее в работах Артура Макмердо и мастеров студии «Гильдия века», в которой в традициях мастерской Уильяма Морриса художники изготавливали предметы декоративно-прикладного искусства и проектировали элементы оформления жилого интерьера: мебель, светильнки, посуда, ткани, обои. В «Школу Глазго» входили архитекторы-декораторы и художники-графики: Чарльз Ренни Макинтош (1868—1928), его жена Маргарет Макдональд (1864—1933), друг Макинтоша, художник Джеймс Герберт Макнейр (1868—1955) и его жена Фрэнсис Макдональд-Макнейр (1873—1921, сестра Маргарет).
Новое движение сказалось на творчестве британских художников-графиков 1880-х годов Селвина Имиджа, Хейвуда Самнера, Уолтера Крейна, Альфреда Гилберта и Обри Бёрдсли. Созданная Макмердо обложка книги «Городские церкви Ренна» считается первым графическим произведением в «новом стиле».

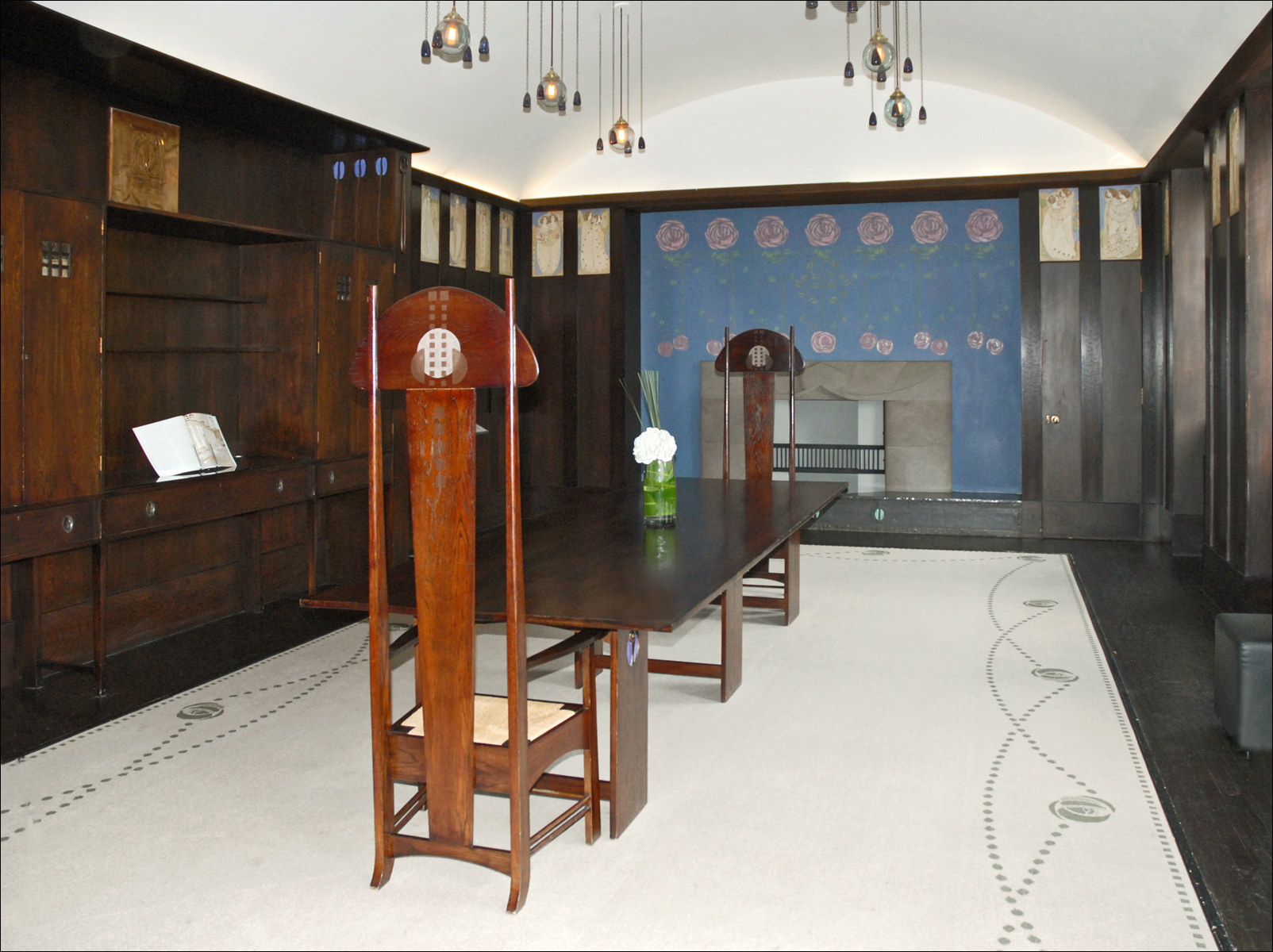
Ч. Р. и М. Макдональд. Дом любителя искусства. Столовая. 1901. Парк Беллахьюстон, Глазго
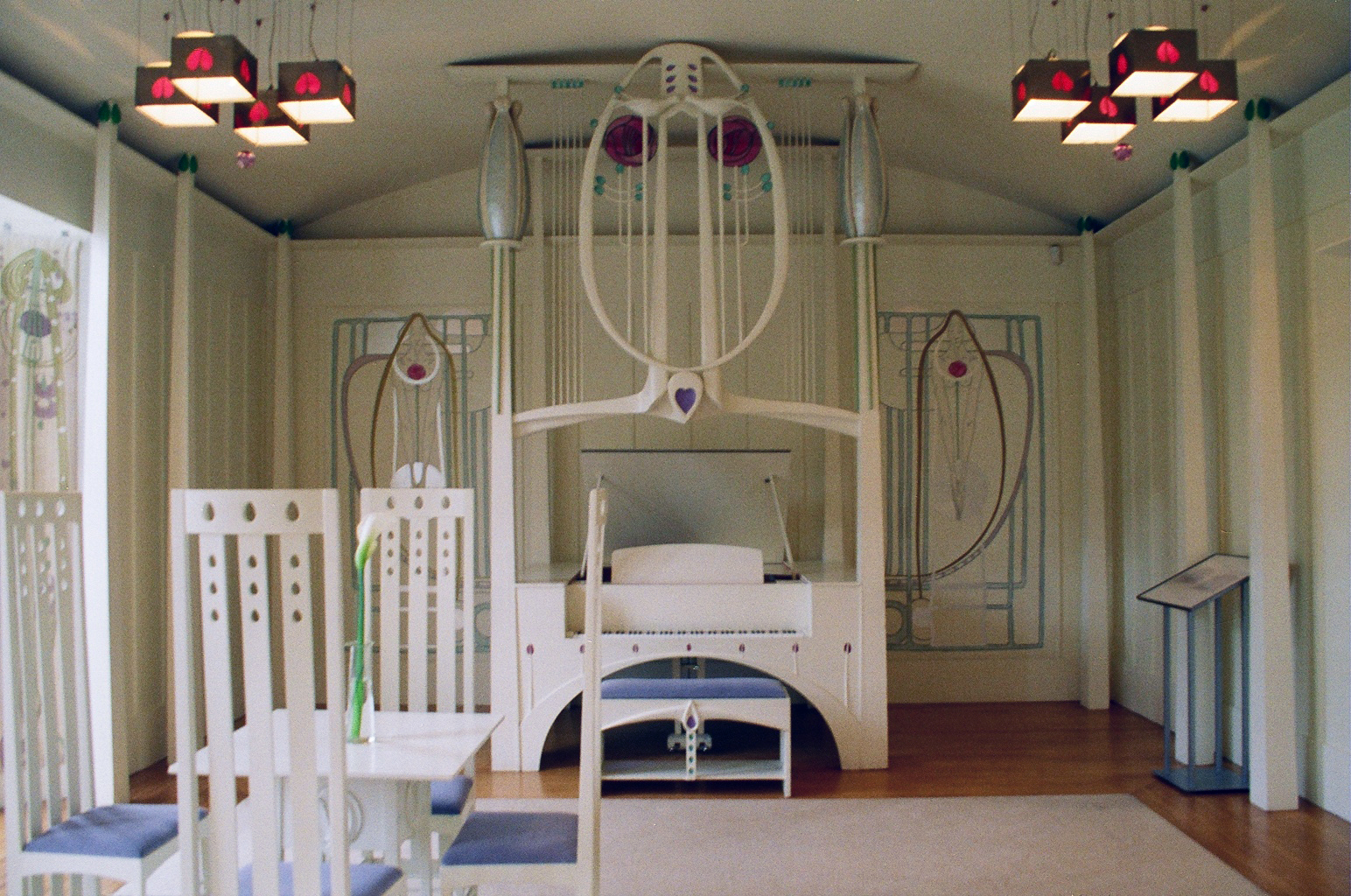
Дом любителя искусства. Музыкальный салон
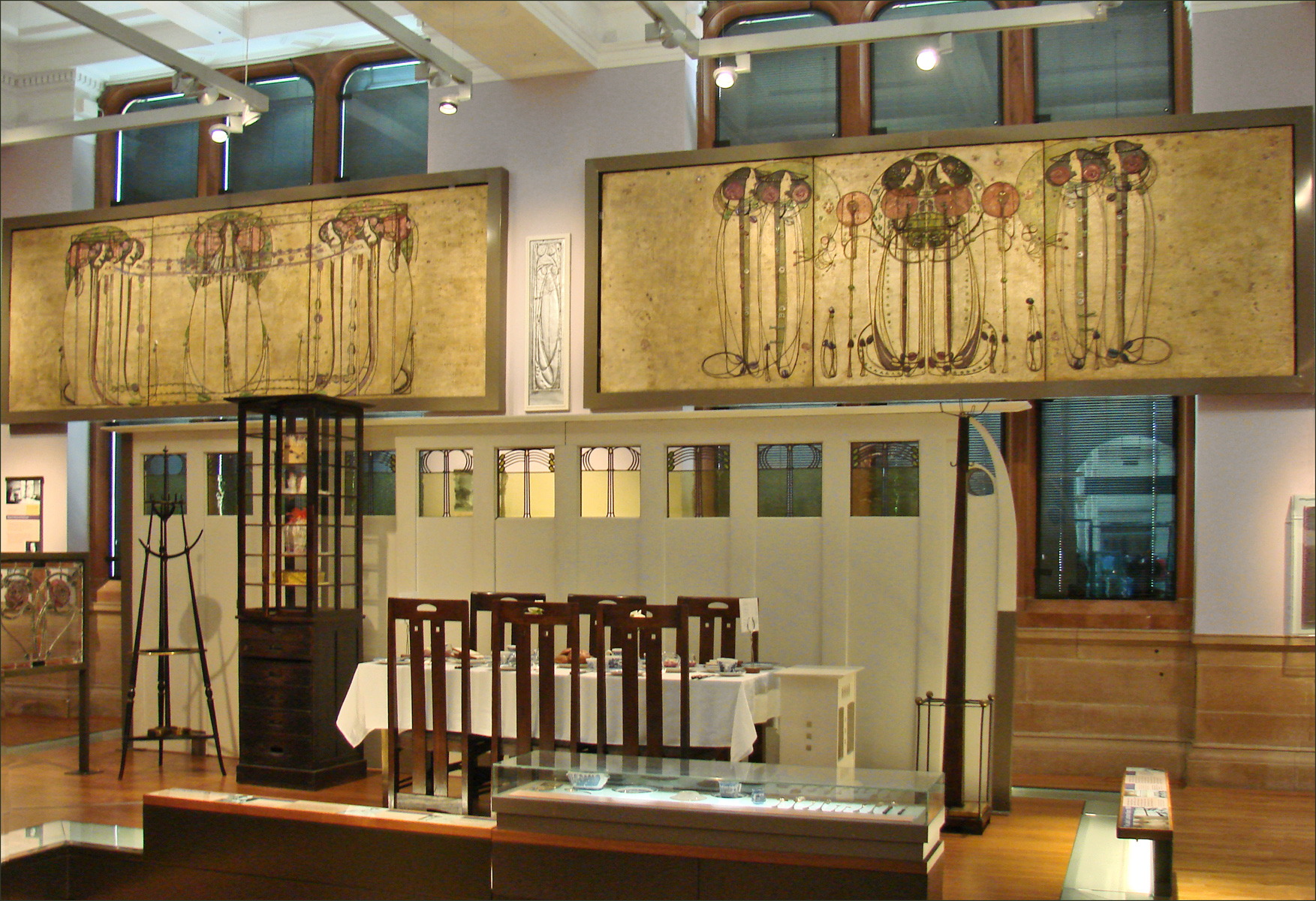
Столовая Келвингрув, Глазго
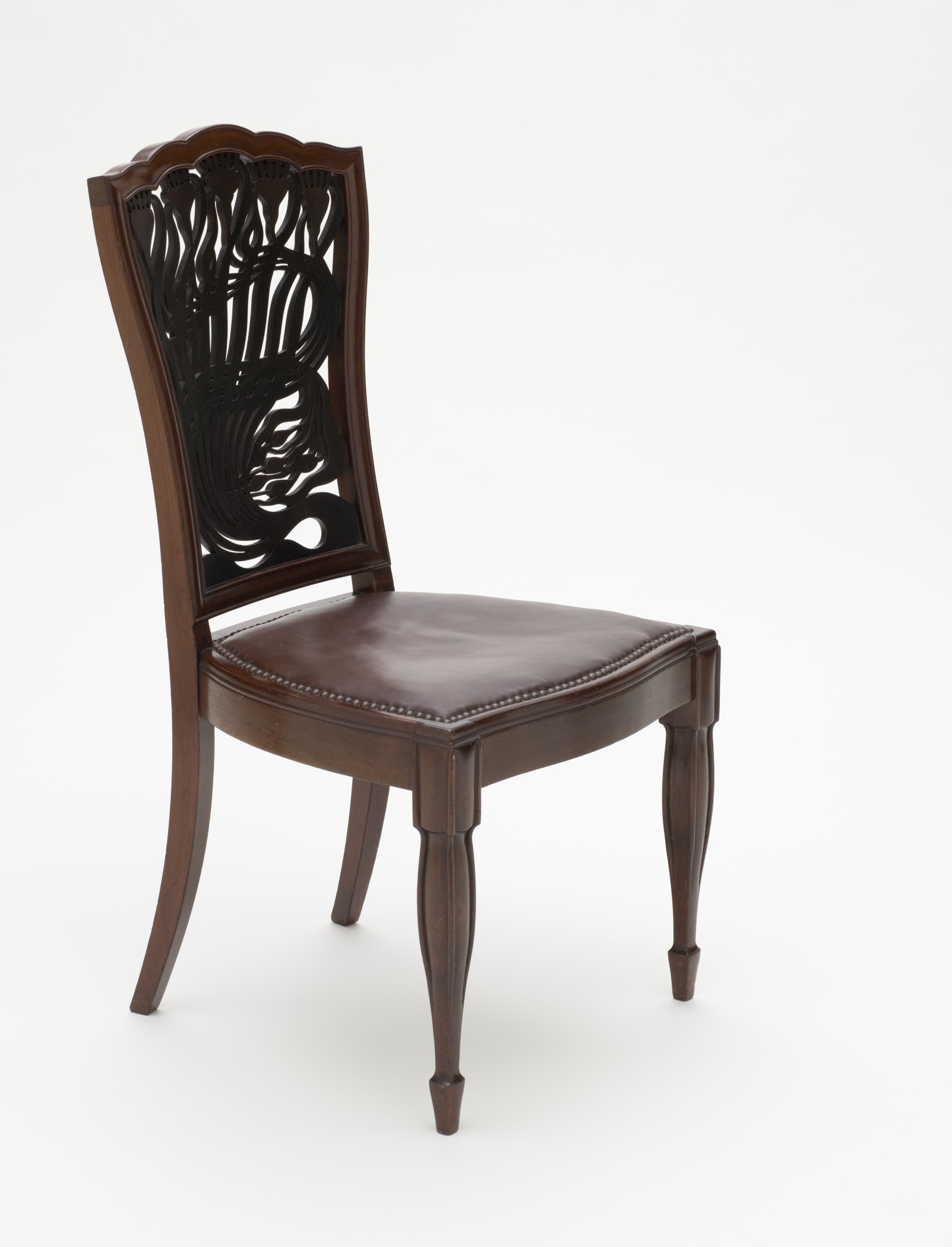
А. Макмердо. Стул. 1881
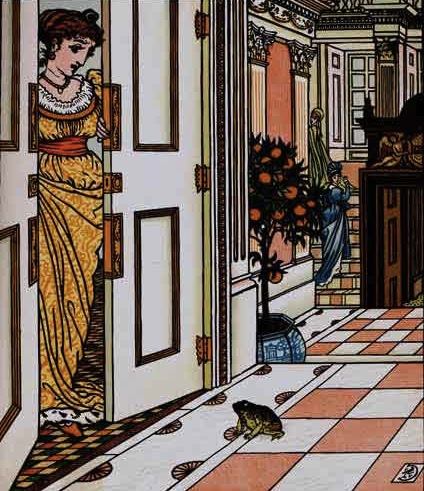
У. Крейн. Иллюстрация к сказке «Король-лягушонок». 1874 год
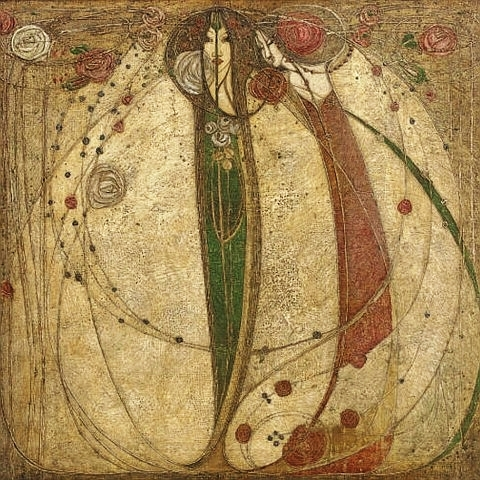
М. Макдональд. Роза белая и роза алая. 1902

### Развитие стиля ар-нуво в Бельгии и Франции
Во Франции одним из источников формирования нового стиля, получившего позднее название «ар-нуво» (фр. art nouveau — новое искусство), стали сочинения историка и теоретика архитектуры Эжена Виолле-ле-Дюка. В своих историко-теоретических трудах, в частности в книге «Беседы об архитектуре» (фр. Entretiens sur l'architecture; 1863—1872), он отвергал исторические стилизации (хотя в своей реставрационной практике широко применял такой метод), провозглашал принцип рационализма и призывал к выявлению природных свойств строительных материалов. Он писал: «Используйте средства и знания, данные нам нашим временем, без вмешательства традиций, которые уже не являются жизнеспособными сегодня, таким образом мы можем открыть новую архитектуру. Для каждой функции свой материал; для каждого материала своя форма и орнамент».
Важную роль во Франции имели достижения живописи постимпрессионизма, который в значительной степени развивался в направлении декоративизма, прежде всего в творчестве художников группы «Наби», наследников позднего стиля Поля Гогена и клуазонизма понт-авенской школы: Мориса Дени, Эмиля Бернара, Пьера Боннара, Кер-Ксавье Русселя, Жана Эдуара Вюйара, Поля Серюзье, Феликса Валлотона. Пластика изогнутых контуров и выразительность крупных пятен локального цвета стали непременным свойством произведений декоративного искусства стиля ар-нуво .
Международный престиж Парижа как столицы искусства привлекал в город иностранных художников. Художник швейцарского происхождения Эжен Грассе был одним из первых создателей французских плакатов в стиле ар-нуво. Он участвовал в оформлении интерьеров кабаре «Чёрный кот» (фр. Le Chat Noir) в 1885 году, так же он выполнил плакаты для Парижской выставки и плакат для Сары Бернар. В 1896 году Теофил-Александр Стейнлен создал знаменитый плакат для кабаре «Чёрный кот». Чешский художник Альфонс Муха прибыл в Париж в 1888 году, а в 1895 году нарисовал плакат для пьесы «Жисмонда» (фр. Gismonda) Викторьена Сарду. Успех этого плаката привёл к контракту на производство плакатов ещё для шести пьес Сары Бернар.
Однако главным центром нового искусства стал не Париж, а столица Бельгии — Брюссель. Этот город в то время отличался бо́льшей свободой нравов, и публика была менее консервативна, чем в Париже, поэтому большинство выставок и проектов нового искусства осуществлялось именно в Брюсселе. В столице Бельгии возникло «Общество XX», объединение художников, сложившееся в 1883 или в январе 1884 года, в которое вошли живописцы-постимпрессионисты и другие художники, не придерживающиеся какого-либо определённого направления. Среди них был и живописец, акварелист и архитектор-декоратор Анри ван де Велде. С 1884 года общество называлось «Свободная эстетика» (La Libre Esthetique), в нём принимал активное участие Уильям Моррис. Название «ар-нуво» впервые появилось на страницах журнала «Современное искусство» (L’Art Nouveau), издаваемого обществом.
В 1892 году молодой архитектор Виктор Орта построил здание на улице Тюрен, 12, которое «открыло первую фазу нового искусства». Одним из первых знаменитых брюссельских отелей (фр. Hôtel — частный дом, особняк) Орта был Особняк Тассель на улице Поль-Эмиль Янсон № 6. Интерьер здания поразил многих. Архитектор использовал особые свойства стекла и железа, которые изучил ранее, на строительстве королевских теплиц в Лакене, чтобы создать интерьер, наполненный светом и пространством. В особняке Тассель Орта применил световые фонари и шахты, а также расположение комнат одного этажа на нескольких уровнях. В этой композиции причудливо изогнутые линии металлодекора сливаются с элементами строительной конструкции: конструкция плавно переходит в форму, а форма — в декор на плоскости или изогнутых поверхностях. Один и тот же рисунок повторяется в переплётах витражей, мозаичном узоре на полу и в перилах лестницы. Чугунные колонны лестницы вестибюля как бы вырастают из приподнятой площадки первого этажа, а чугунные «листья» их капителей легко превращаются в абстрактный рисунок свода, стен и мозаики пола. Это придает особенную пластичность всей композиции, удивительную цельность конструкции, формы и декора. Недалеко от Отеля Тассель по улице Тюрен и в близлежащих кварталах расположены выстроенные Орта дом Сольве и дом ван Этвельде.

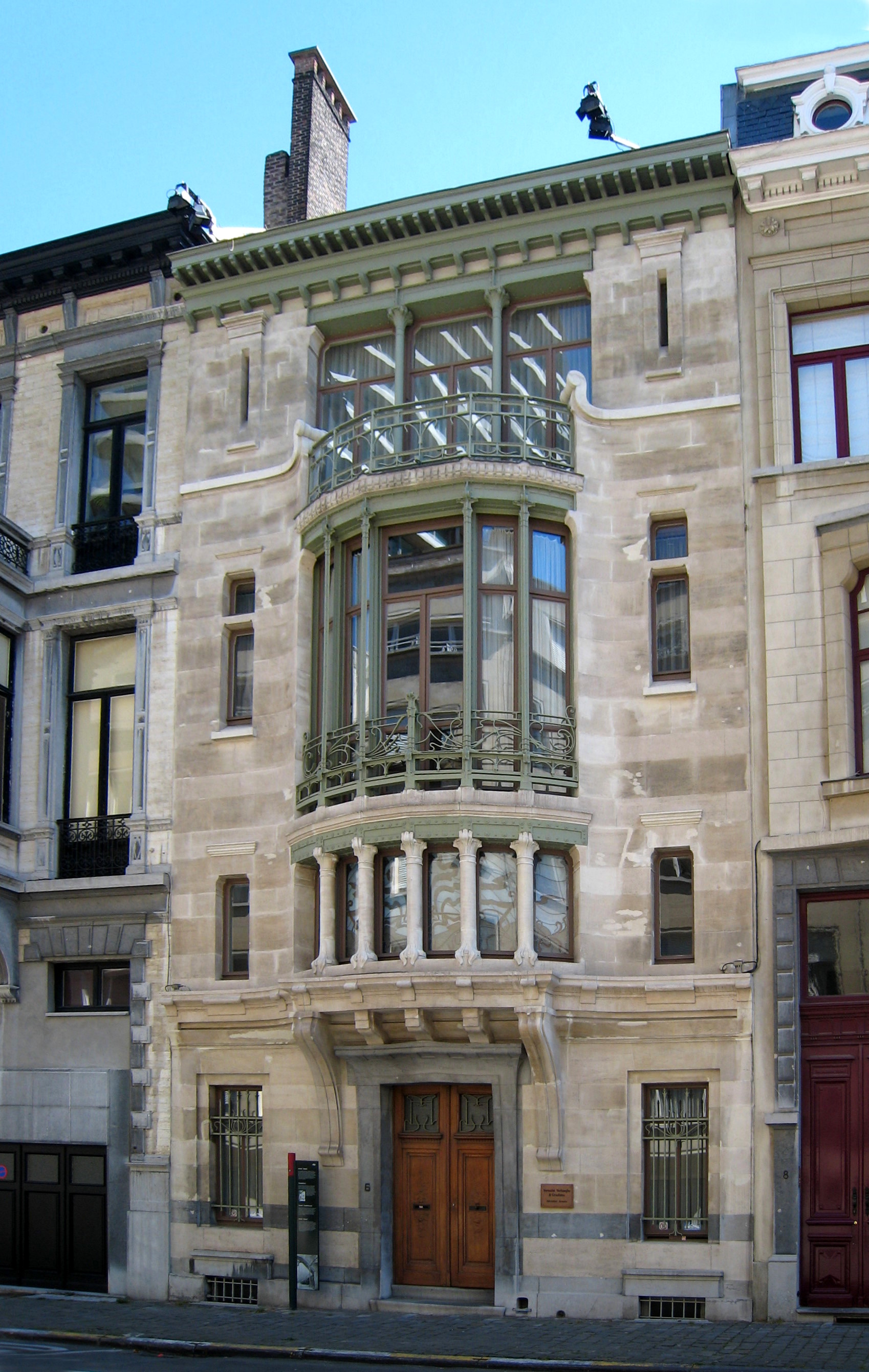
Отель Тассель. 1892—1893. Брюссель. Архитектор В. Орта
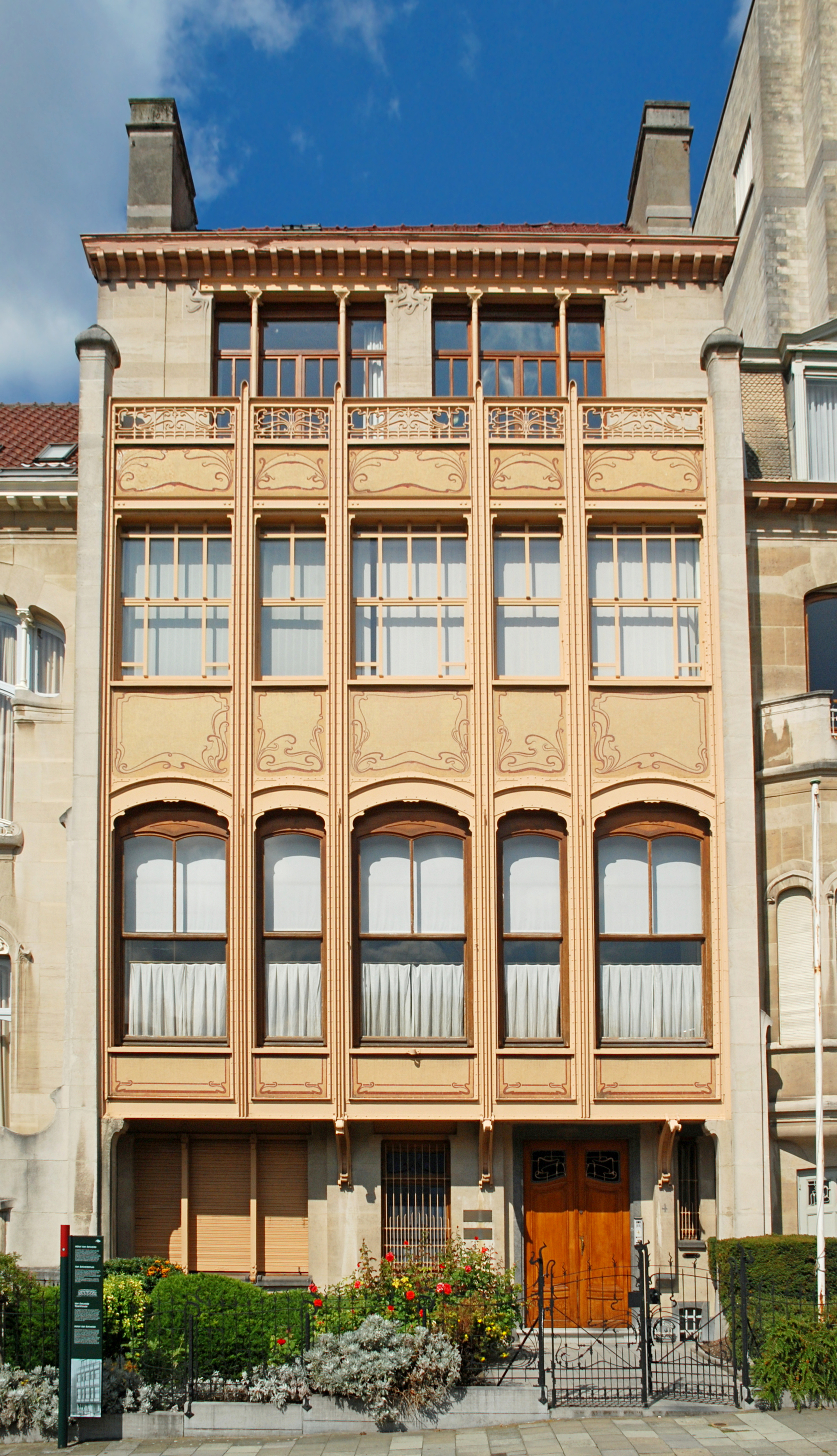
Дом ван Этвельде. 1898—1900. Брюссель. Архитектор В. Орта
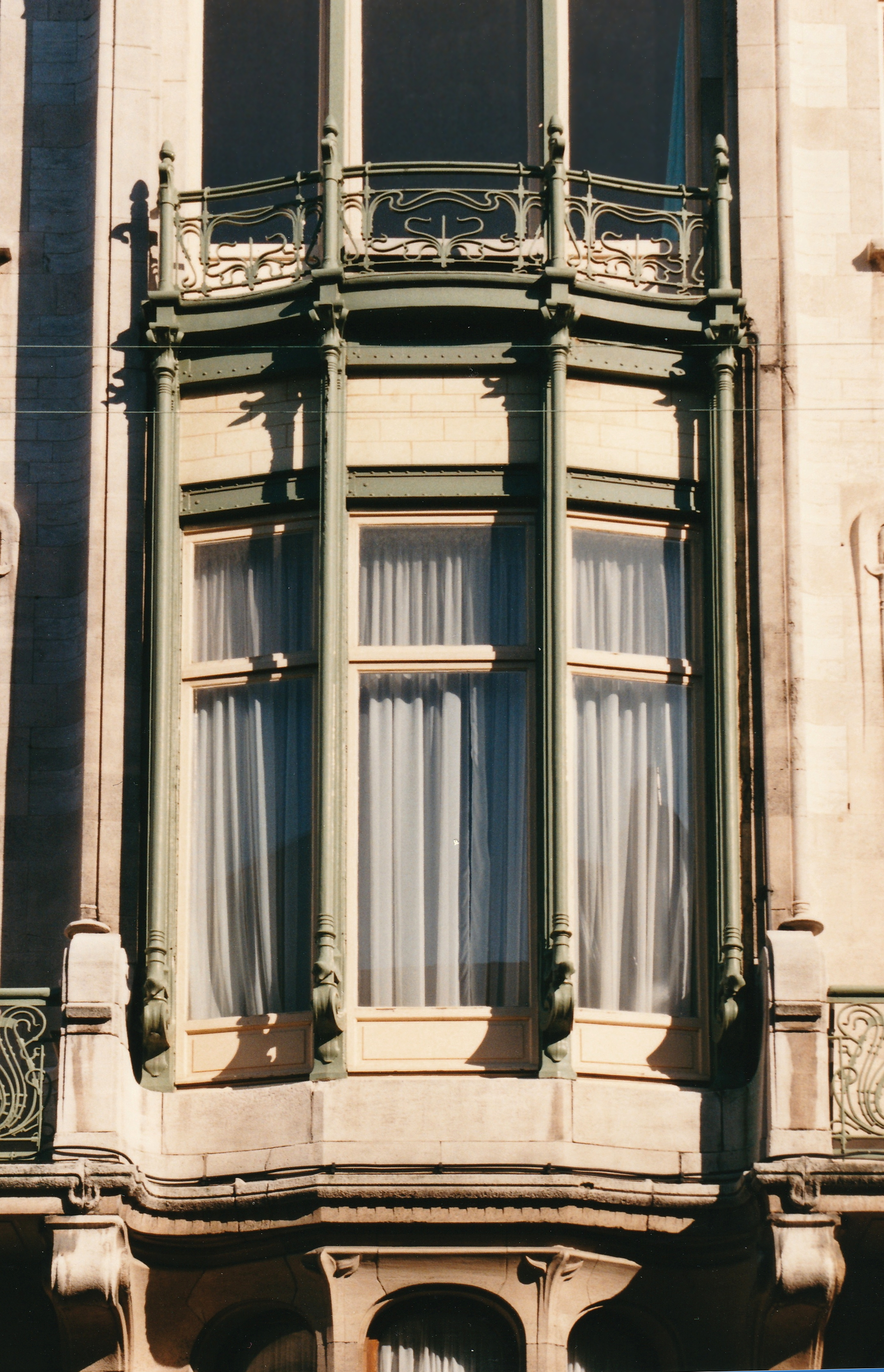
Отель Винсинжер. 1894—1897. Брюссель. Архитектор В. Орта
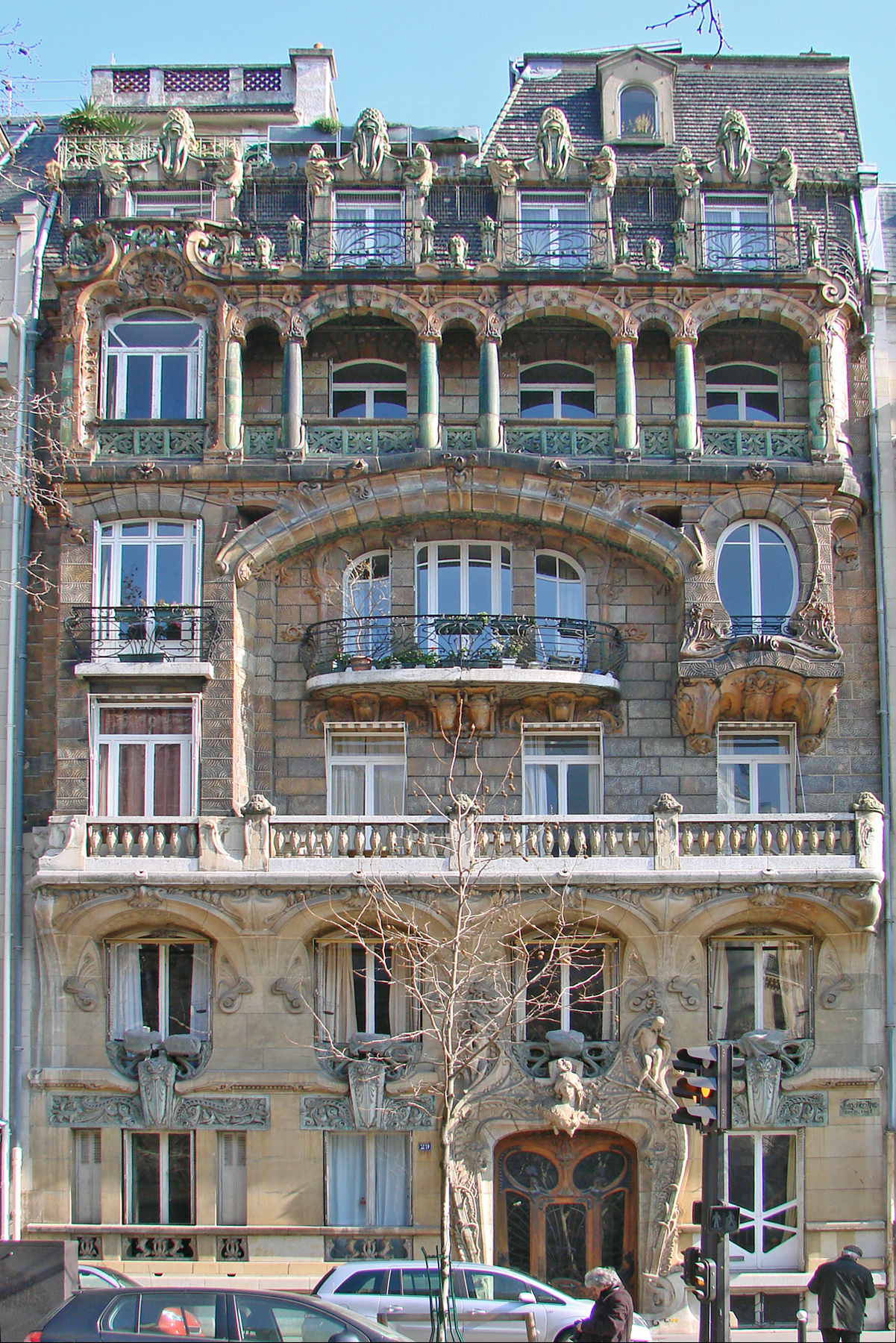
Дом Лавиротта в 7-м округе Парижа. 1901. Архитектор Ж. Лавиротт
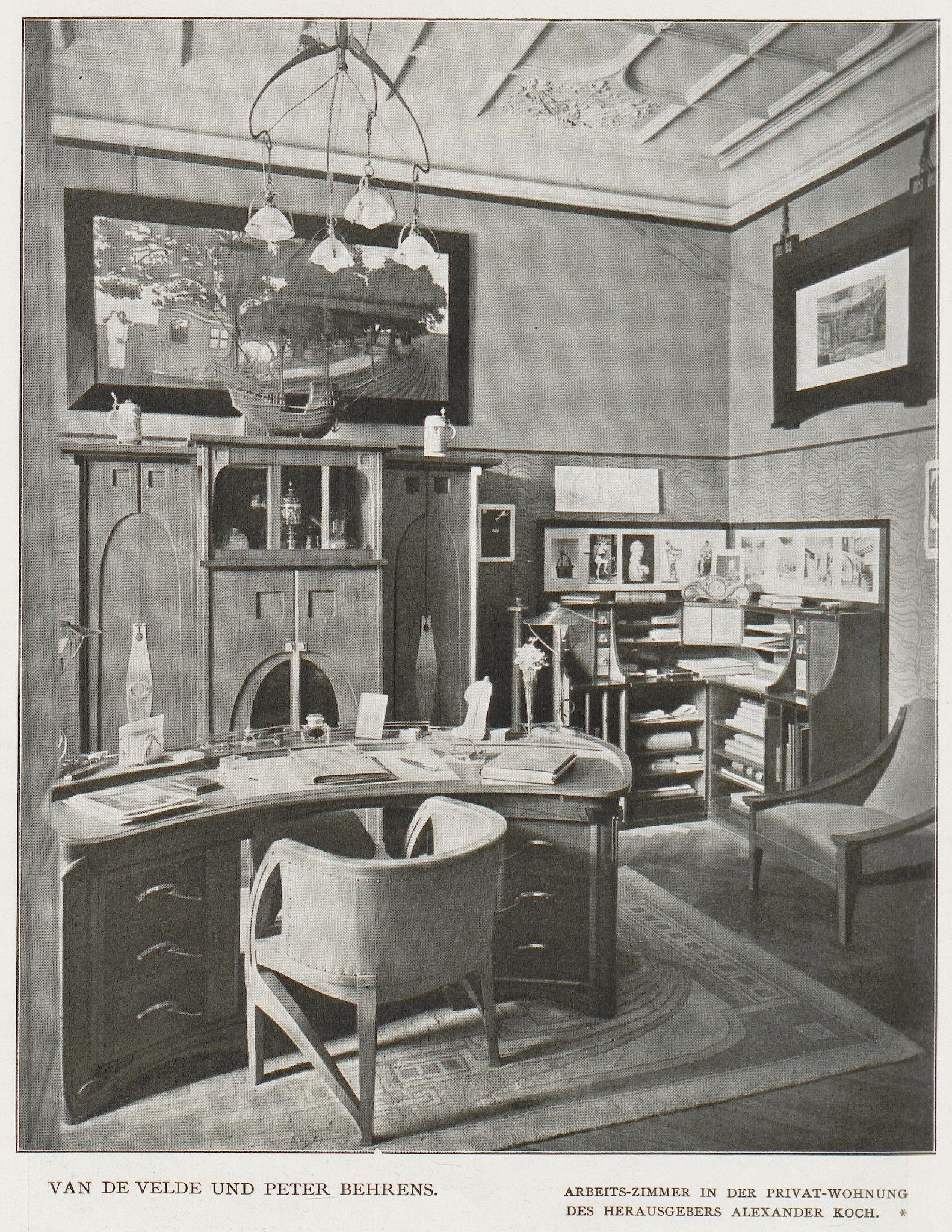
Рабочий кабинет. Петер Беренс и А. ван де Велде. Ок. 1903 г.
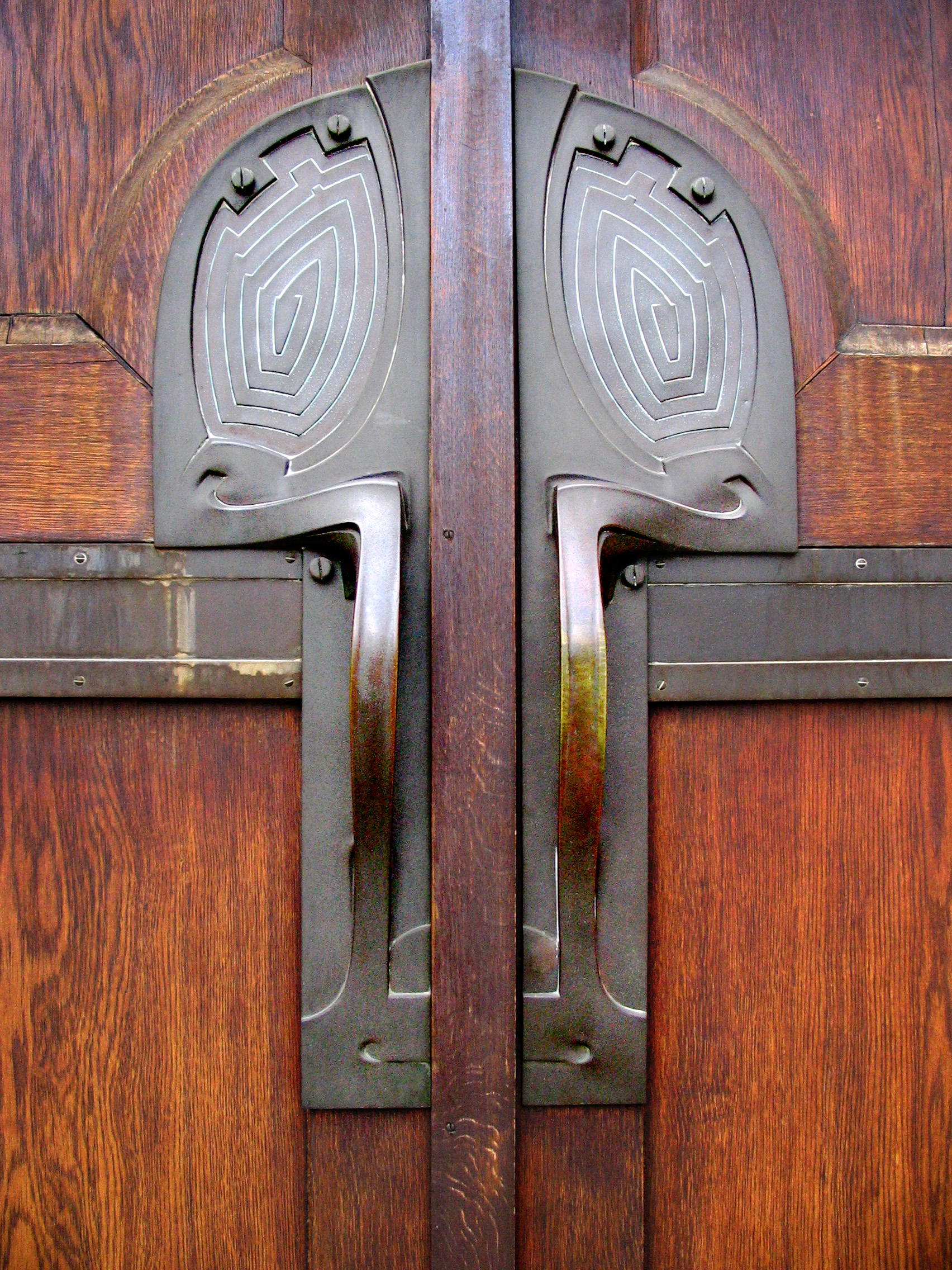
А. ван де Велде. Дверные ручки. Ницше-архив, Ваймар. 1900—1902
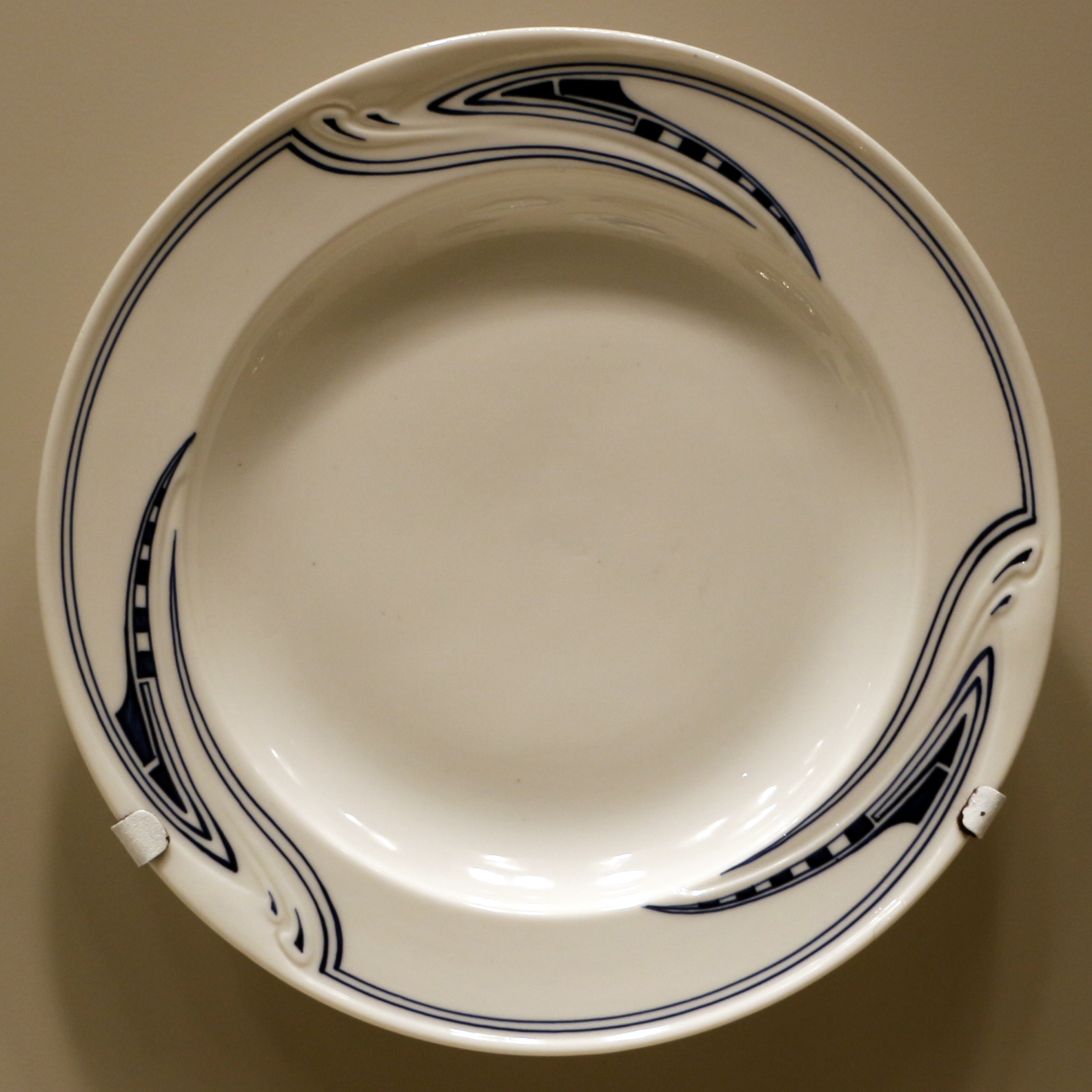
А. ван де Велде. Тарелка. 1904—1905. Фарфор. Майссен
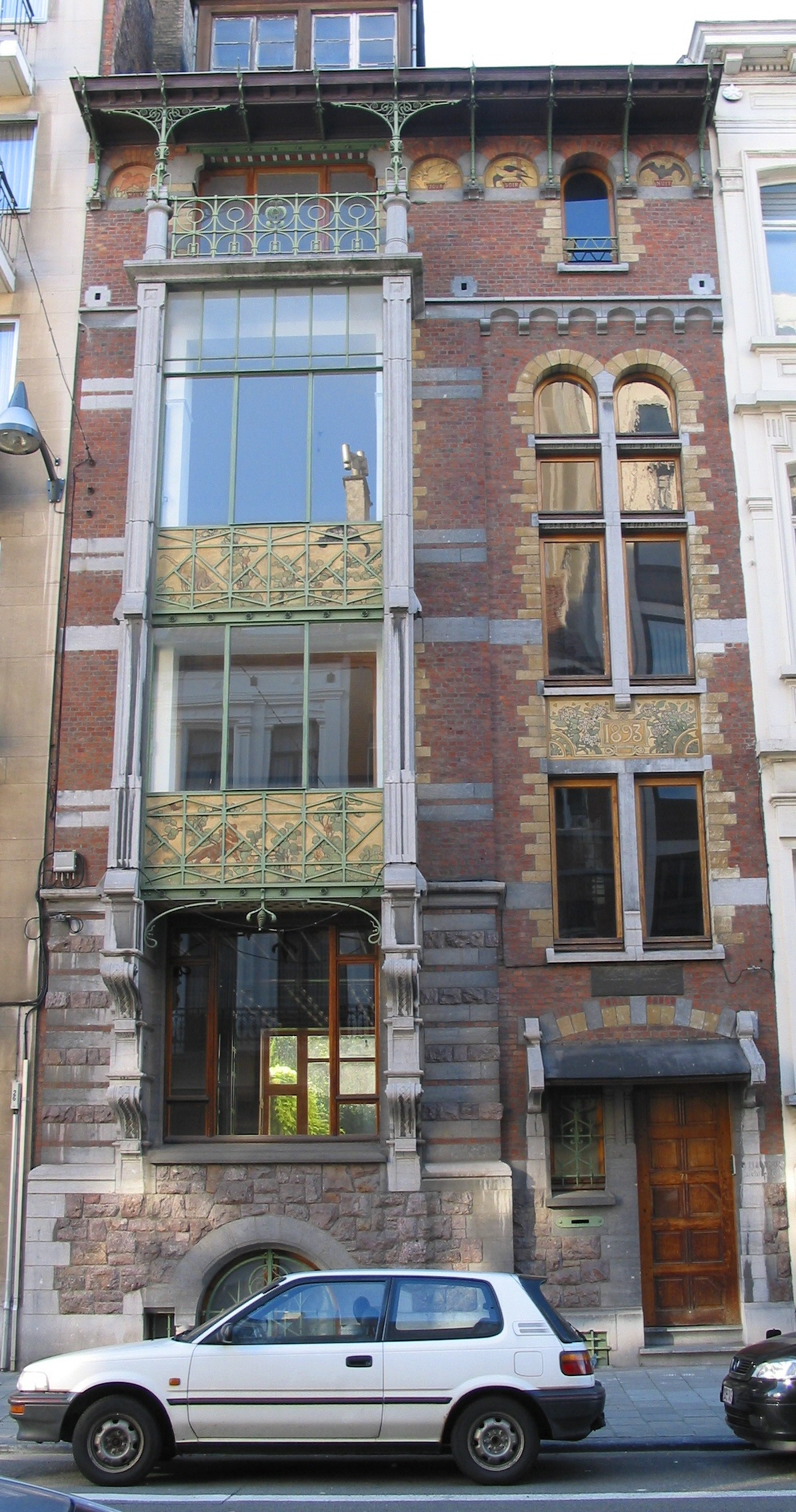
Дом Анкара. 1893. Брюссель. Архитектор П. Анкар
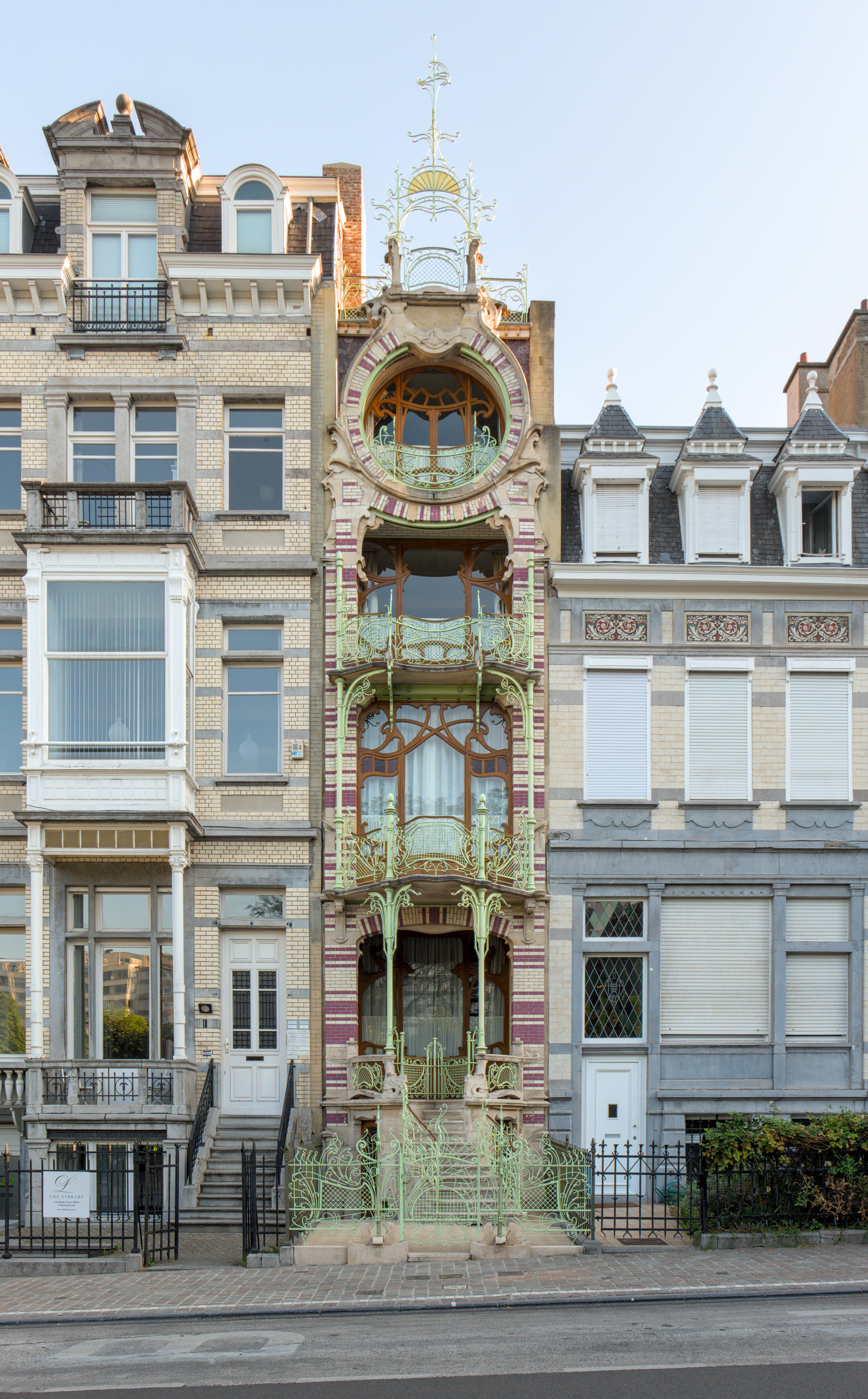
Дом Сен-Сира. 1901—1903. Брюссель. Архитектор Г. Стровен

Одним из пионеров брюссельского модерна был Поль Анкар. Его собственный дом построен в Брюсселе в 1893 году, в том же году, что и особняк Тассель. На творчество Анкара сильное влияние оказали идеи Виолле-ле-Дюка и английского движения «Искусства и ремёсла». Его концепция заключалась в том, чтобы объединить архитектуру, декоративно-прикладное и изобразительное искусство в единое целое. Он поручил скульптору Альфреду Крику и живописцу Адольфу Креспину украсить фасады домов своими произведениями. Наиболее ярким примером был дом и студия, построенная для художника Альберта Чиамберлани в Брюсселе, для которого он создал красочный фасад, покрытый сграффито с окрашенными фигурами и орнаментом, воссоздав приёмы декорации в архитектуре Италии XV века. Однако работы Анкара получили признание только после его смерти в 1901 году.
Ещё одним видным брюссельским архитектором был Гюстав Стровен. Прежде чем начать собственную практику в возрасте двадцати одного года он был помощником Виктора Орта. Его самая известная работа — Дом Сен-Сира в Брюсселе. Имея ширину всего четыре метра, дом сверху до низу украшен прихотливо изогнутым декором. Другими заметными бельгийскими мастерами ар-нуво были декоратор Гюстав Серрюрье-Бови, живописец и график Фернан Кнопф .
После очередной Всемирной выставки, состоявшейся в 1900 году в Париже, «столицей» нового искусства окончательно стала столица Франции. «Органогенные» ограды наземных станций парижского метро Эктора Гимара стали одним из символов франко-бельгийского стиля ар-нуво. Самые экстравагантные здания были спроектированы архитектором Жюлем Лавироттом, их фасады полностью покрыты керамическими облицовочными плитками и скульптурным декором. Наиболее ярким примером его произведений является «Дом Лавиротта» в Париже.
Столицей нового стиля в декоративно-прикладном искусстве стал город Нанси в Лотарингии. В 1874 году выдающийся французский художник, мастер стеклоделия и проектировщик мебели Эмиль Галле основал в своём родном городе Нанси стекольную фабрику и при ней школу для будущих мастеров. С ним работали Антонин (Антуан) Дом, его брат Огюст, Луи Мажорель, Анри Соваж и другие художники. Они выпускали изделия из стекла, керамики, ювелирные изделия и мебель в «новом стиле».

### Развитие югендстиля в Германии
«Новый стиль» в Германии зарождался в среде объединений художников-авангардистов, архитекторов и мастеров декоративно-прикладного искусства, таких как Дармштадская колония художников, Мюнхенский сецессион, Берлинский сецессион, Германский Веркбунд. Основными центрами были Мюнхен, Дармштадт, Карлсруэ, Нюрнберг, Лейпциг, Берлин, Хаген.
В немецкоязычных странах новый стиль рубежа XIX—XX веков известен под именованием «югендстиль» (нем. Jugendstil — «молодой стиль») по названию художественного журнала «Jugend», который выходил в Мюнхене с 1896 года. Издание было основано в 1896 году Георгом Хиртом, который оставался редактором журнала до своей смерти в 1916 году. Издание выходило до 1940 года. В начале XX века журнал был полностью посвящён искусству. Позднее термин „югендстиль“ был частично заимствован странами Балтии и Северной Европы.
В 1892 году Георг Хирт создал Мюнхенский сецессион. Берлинский и Венский сецессион сецессионы заимствовали своё название от мюнхенской группы. Важными изданиями, способствовавшими развитию нового искусства в Германии, стали журналы „Югенд“ и „Симплициссимус“ (нем. Simplicissimus), публикуемые в Мюнхене, а также журнал „Пан“ (нем. Pan), который выходил в Берлине.
Отто Экман был одним из самых известных немецких художников, связанных с журналами „Югенд“ и „Пан“. Его интересовало японское искусство и приёмы стилизации растительных и животных форм. Так стилизованное изображение лебедя, стало одним из лейтмотивов германского модерна.
В „югендстиле“ сочетались извилистые линии с геометрическими формами, которые использовались для оформления обложек книг, рекламы и выставочных плакатов. Художники создавали оригинальные стили шрифтов, которые гармонично сочетались с изображениями, например, шрифт Арнольда Бёклина, созданный в 1904 году.
В 1899 году была основана Дармштадтская колония художников — объединение, действовавшее в 1899—1914 годах под покровительством великого герцога гессенского Эрнста Людвига. Герцог пригласил в Дармштадт группу молодых художников — Петера Беренса, Йозефа Ольбриха, Ганса Кристиансена, Людвига Хабиха, Патриса Юбера, Пауля Бурка и Рудольфа Боссельта чтобы придать импульс экономическому развитию области, в том числе привлечением художников „нового искусства“. В 1908 году к свадьбе герцога Ольбрих выстроил „Свадебную башню“ (Hochzeitsturm) высотой 48,5 м с колоколами, украшенную внутри мозаиками. Во „Дворце свободного искусства“ разместилась постоянная выставка, демонстрирующая достижения „новой германской архитектуры и живописи“. В 1905—1913 годах под патронажем герцога действовала керамическая мастерская.
Немецкий Веркбунд» (нем. Deutscher Werkbund) был основан в 1907 году в Мюнхене по инициативе архитектора Германа Мутезиуса. В 1896—1903 годах Мутезиус работал в Англии, где изучал архитектуру традиционного английского дома, был близок идеям движения «Искусства и ремёсла». Под влиянием достижений нового английского искусства, рационалистической архитектуры, работ участников «Школы Глазго» Чарльза Макинтоша у Мутезиуса и возникли идеи нового союза. Учредителями Веркбунда стали: Петер Беренс — один из основоположников промышленного дизайна, Теодор Фишер, Йозеф Хоффман, Вильгельм Крайс, Макс Лаугер, Адельберт Нимейер, Йозеф Мария Ольбрих, Бруно Пауль, Рихард Римершмид, Якоб Юлиус Шарфогель, Пауль Шульце-Наумбург, Фриц Шумахер.
Петер Беренс, как и Герман Мутезиус, стали не только выдающимися художниками «молодого стиля», но и одними из родоначальников европейского промышленного дизайна.

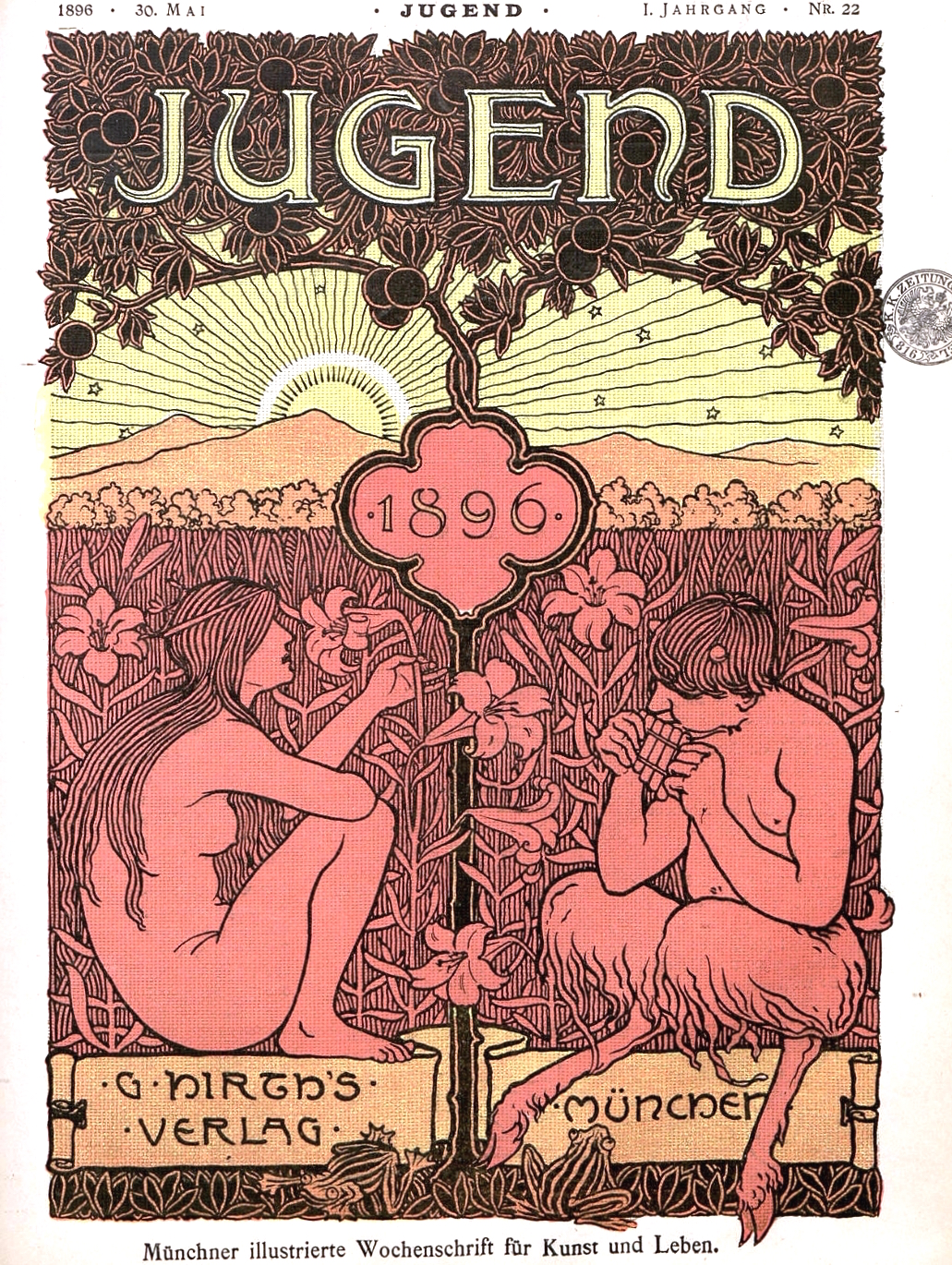
Обложка журнала «Югенд» от 30 мая 1896 года
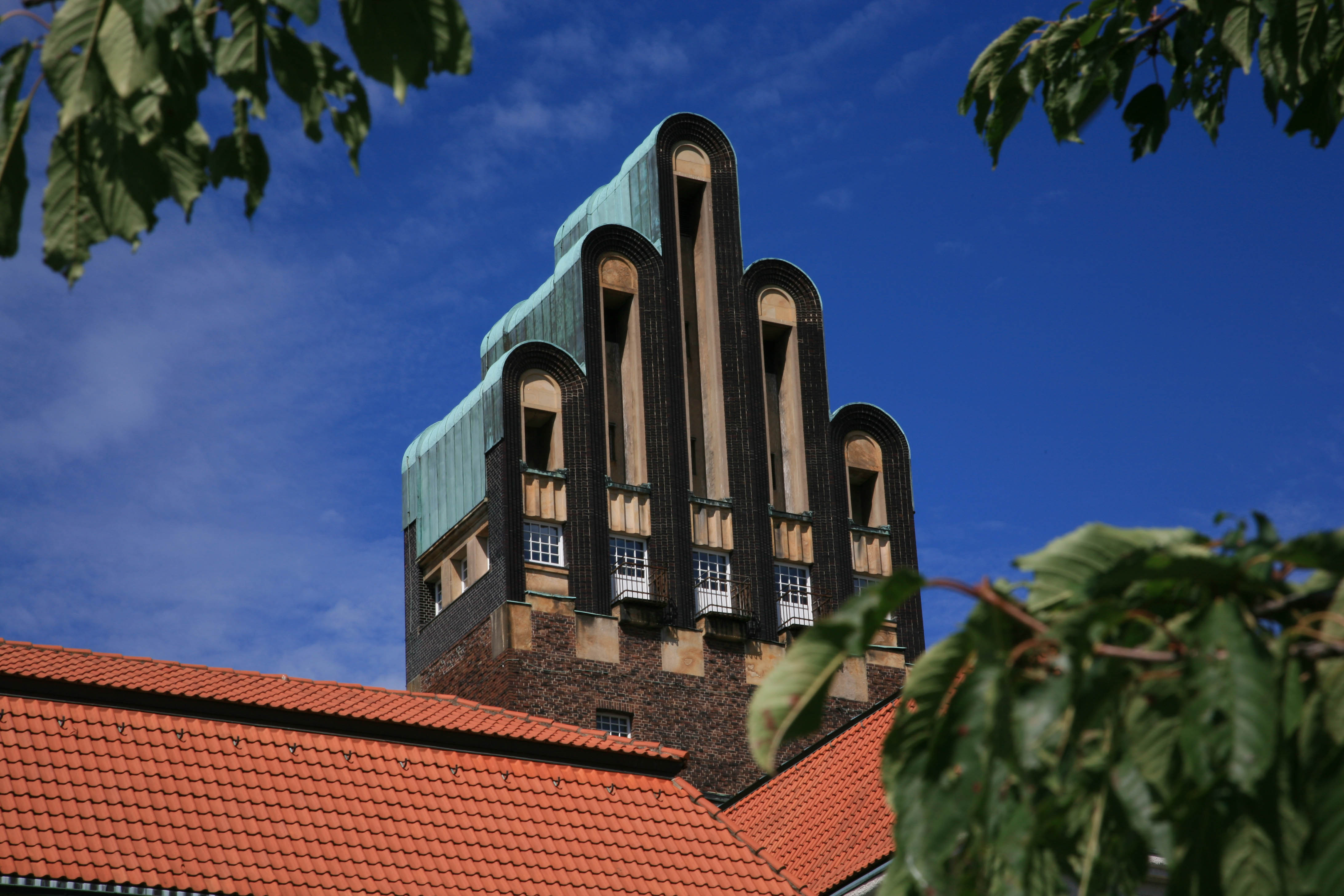
Свадебная башня. 1908. Дармштадт. Архитектор Й. Ольбрих, 1908
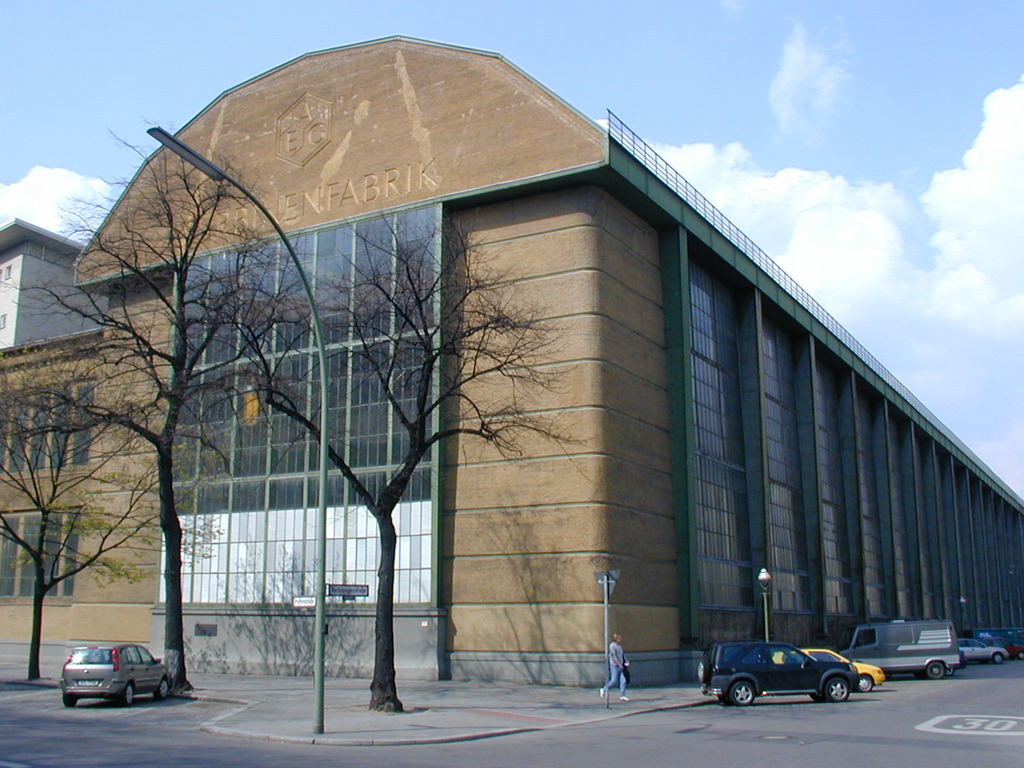
Здание Турбинной фабрики концерна AEG. 1908—1909. Архитектор П. Беренс
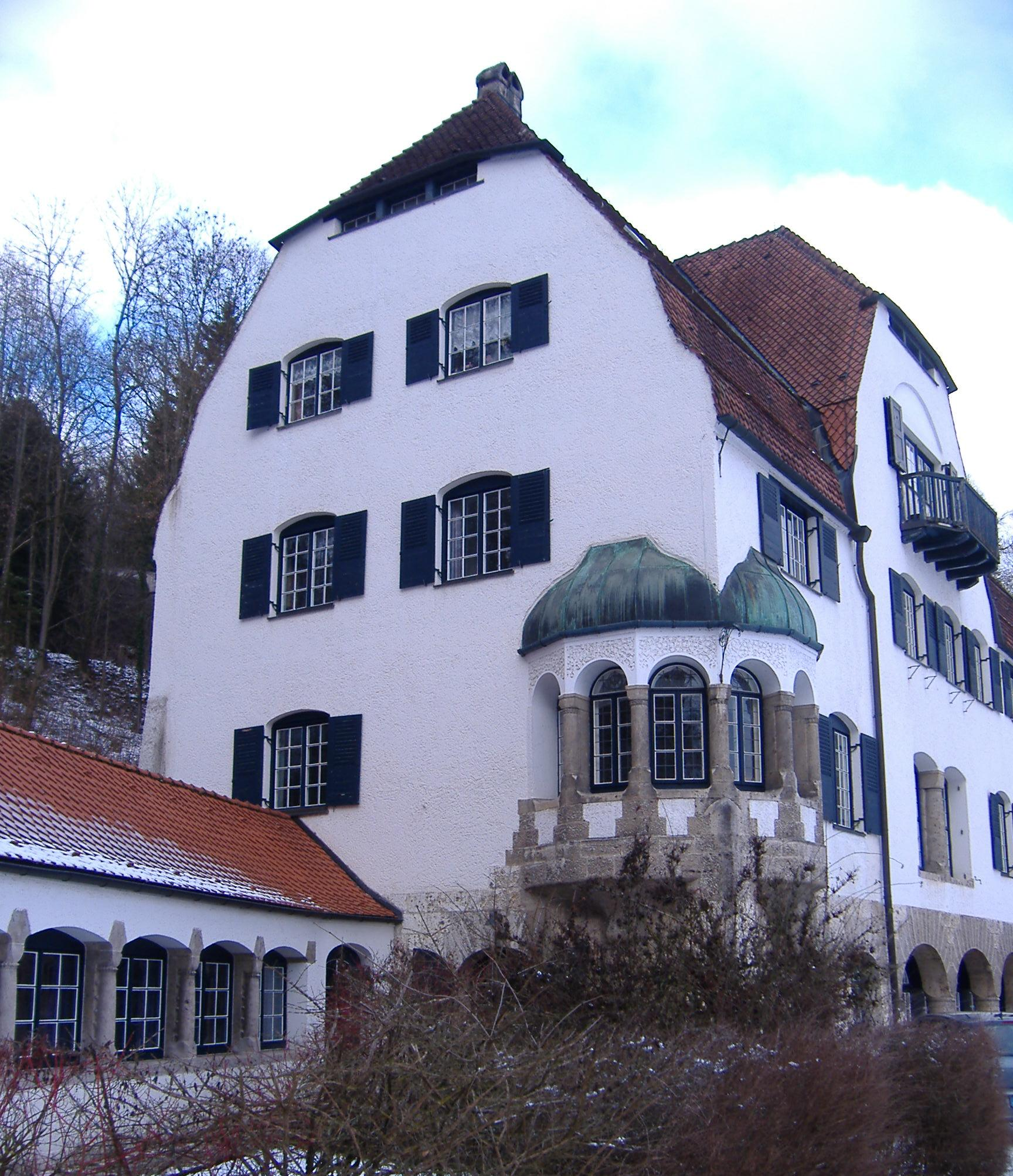
Вилла Линденхоф в Геррлингене. 1904—1906. Архитектор Р. Римершмид
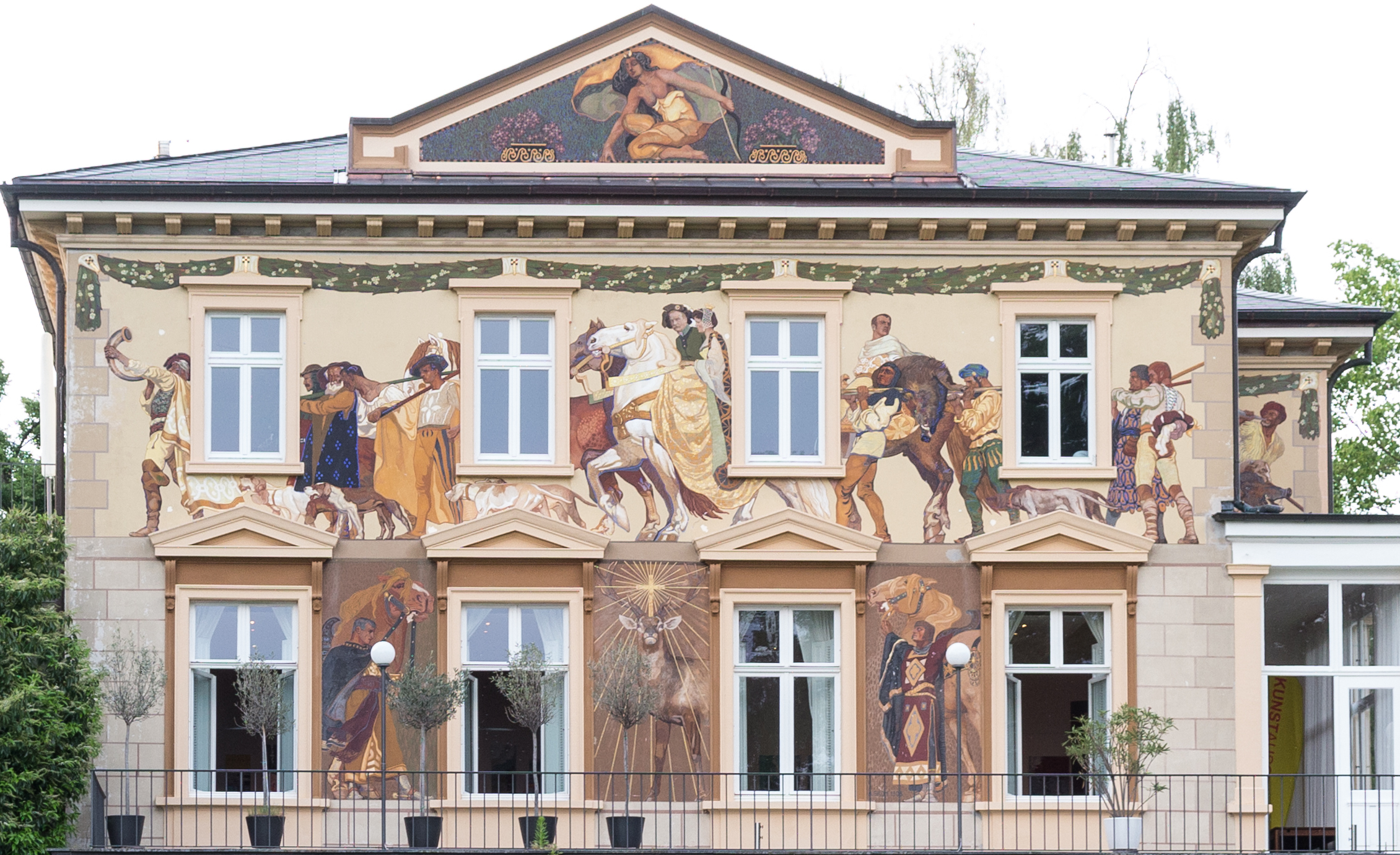
Вилла Прим в Констанце. Художник Август Гро[нем.], 1908.

### Развитие «стиля сецессион» в Австро-Венгрии
Развитие нового стиля в Австрии было связано с деятельностью художников объединения «Венский сецессион». Он был основан в апреле 1897 года группой художников, в которую входили Густав Климт, Коломан Мозер, Йозеф Хоффман, Джозеф Мария Ольбрих, Макс Курцвейл, Эрнст Штёр и другие. Примером для них стали Берлинский и Мюнхенский сецессионы Лидером движения стал Густав Климт. Молодые художники в знак протеста против консервативно-салонного искусства вышли из выставочной организации Кюнстлерхаус — официального союза австрийских художников. Для продвижения нового стиля члены Сецессиона издавали журнал «Весна священная» (лат. Ver Sacrum) . По проекту Йозефа Ольбриха, ученика Отто Вагнера, был возведён похожий на храм выставочный павильон в совершенно новом стиле, который своими кубическими формами резко отличался от роскошных эклектичных дворцов венской Рингштрассе. Здание Сецессиона венчал ажурный купол, сверкавший на солнце тысячами золочёных лавровых листьев, символизировавших молодость искусства. Формальная изысканность и сила контрастов как нельзя лучше выражали творческие устремления сецессионистов. Над входом золотыми буквами начертан девиз Сецессиона, придуманный венским критиком и историографом движения Людвигом Хевеши: «Der Zeit Ihre Kunst, Der Kunst Ihre Freiheit» («Каждому времени своё искусство, каждому искусству своя свобода»).
Густав Климт стал самым известным из участников движения. В его произведениях стиралась граница между изобразительной живописью и декоративной росписью. Другим важным членом движения был Коломан Мозер, необычайно разносторонний мастер, работы которого включали иллюстрации в журналах, проекты зданий, изделия из серебра, керамические изделия, фарфор, текстиль, витражи и мебель.
«Духовным отцом» и создателем архитектурной школы венского модерна был Отто Вагнер. В 1894—1914 годах Вагнер преподавал в венской Академии изобразительных искусств, где, развивая идеи рационализма, воспитал целое поколение художников австрийского и чешского модерна, среди которых Леопольд Бауэр Ян Котера, Йозеф Хоффман, Йоже Плечник, Макс Фабиани, Павел Янак. Сам он присоединился к движению Сецессиона только в 1899 году. Встречался с Ч. Р. Макинтошем и А. Ван де Велде.
В 1894—1901 годах Отто Вагнер работал над системой надземной городской железной дороги: Венского штадтбана (Stadtbahn), соединившей центр Вены с окрестностями. Он не только спроектировал тридцать шесть станций этой дороги, но был главным инженером всего проекта, разрабатывал техническую документацию виадуков, тоннелей и платформ, а также осветительных устройств, ограждений, надписей. Многие из станционных павильонов демонстрируют переходный стиль, другие впечатляют новаторской композицией. Ясное конструктивное начало этих сооружений сочетается с традиционным флоральным (растительным) или так называемым «вагнерианским декором» — сочетанием окружностей или овалов с прямыми вертикальными штрихами. В общей композиции этих сооружений мы видим необычный стиль, созданный именно Вагнером: соединение классики и модерна.
В 1899 году Йозеф Мария Ольбрих переехал в Дармштадтскую колонию художников, а в 1903 году в Вене Коломан Мозер и Йозеф Хоффман основали Венские мастерские (нем. Wiener Werkstätte) для художников и мастеров-ремесленников мебели, посуды, ковров, текстиля  В 1905 году Коломан Мозер и Густав Климт отделились от Венского сецессиона, а Йозеф Хоффман присоединился к Германскому Веркбунду. Густав Климт и Йозеф Хоффман продолжали сотрудничать. В 1908 году они организовали выставку в Вене.
В 1905—1911 годах на окраине Брюсселя по проекту Хоффмана был построен Дворец Стокле. В истории европейской архитектуры это здание отражает основные принципы и апогей геометрического течения в искусстве венского модерна и переход к новому искусству периода модернизма. Дворец Стокле в значительной степени известен по золочёному фризу в его парадной столовой, шедевру Густава Климта. В оформлении интерьеров этого частного особняка приняли участие многие художники Венских мастерских. В 2009 году дом Стокле включён в число памятников Всемирного наследия ЮНЕСКО
.

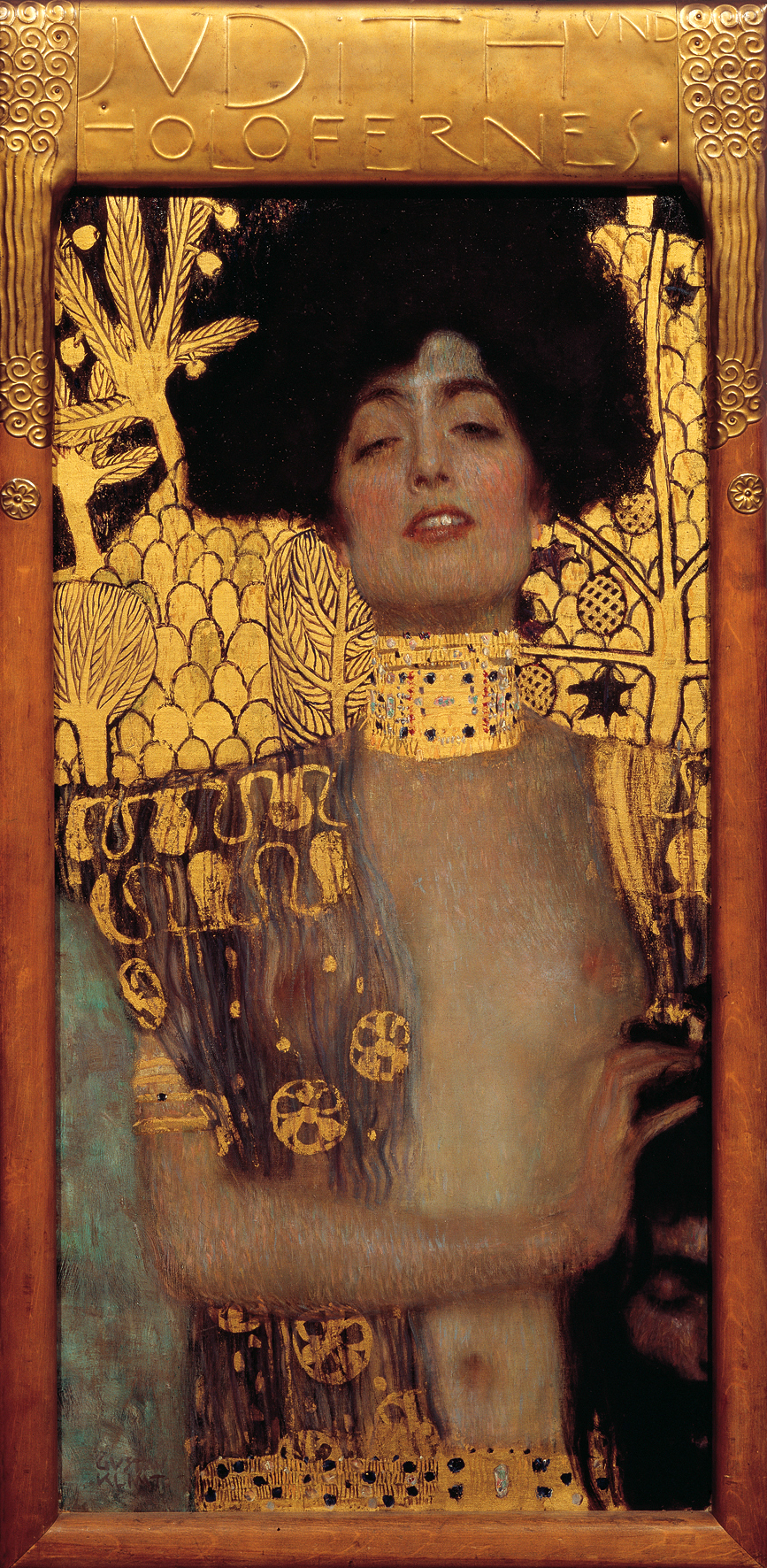
Г. Климт. Юдифь и Олоферн. 1901. Холст, масло. Галерея Бельведер, Вена
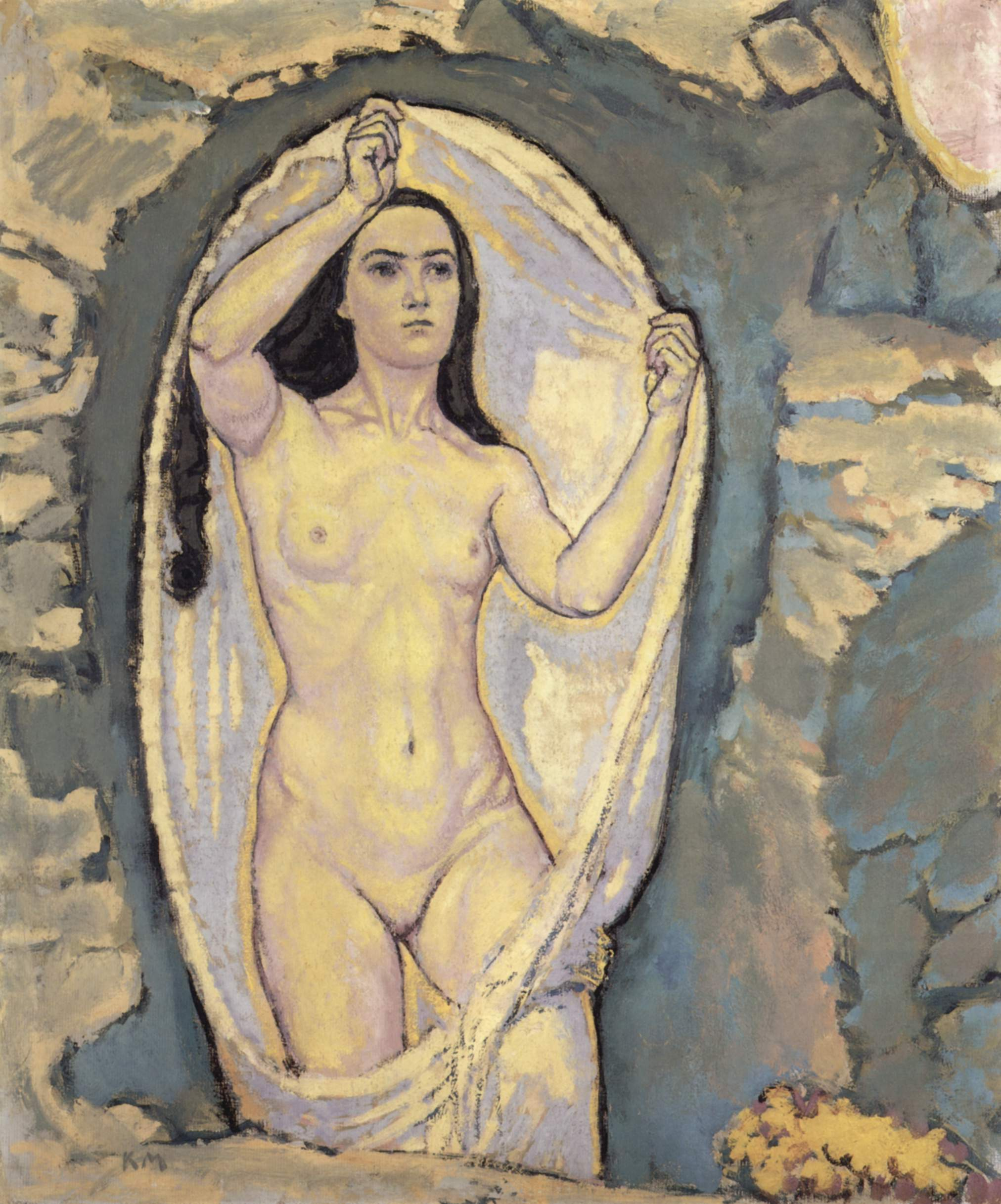
К. Мозер. Венера в гроте. 1915. Холст, масло. Музей Леопольда, Вена
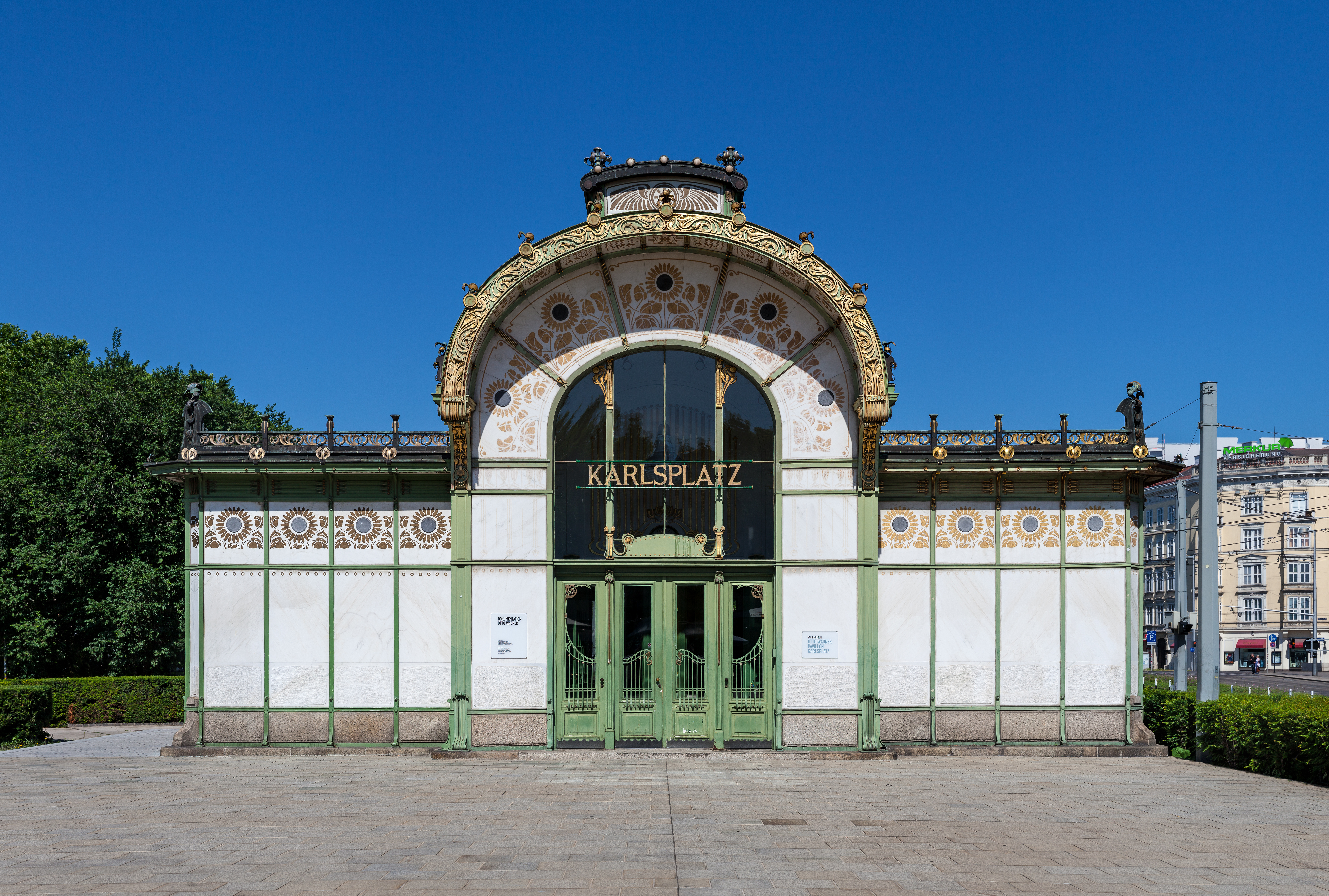
Наземный павильон станции подземной железной дороги Карлсплатц. 1894—1897. Архитектор О. Вагнер
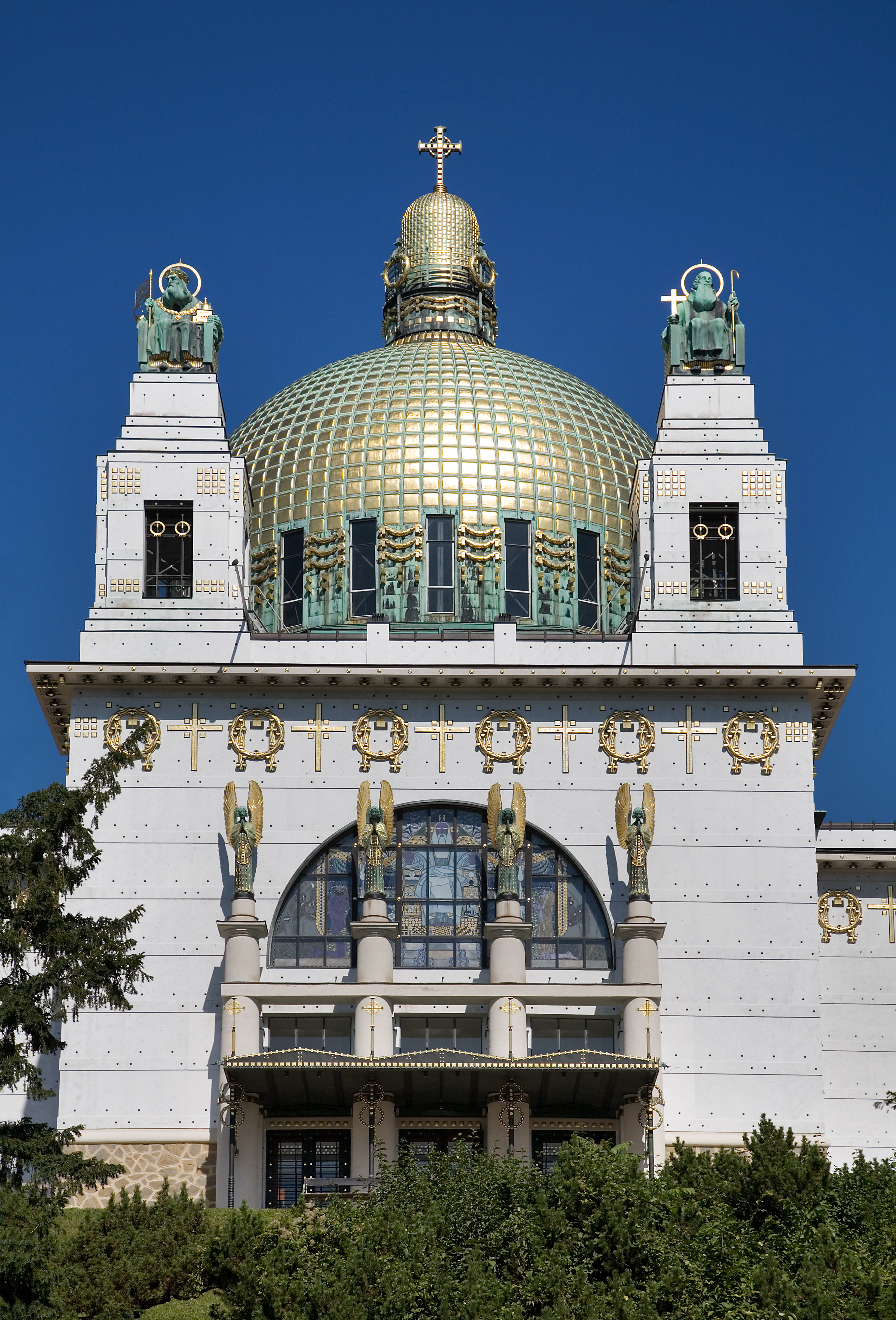
Церковь Св. Леопольда при психиатрическом госпитале в Штайнхофе. 1904—1907. Архитектор О. Вагнер
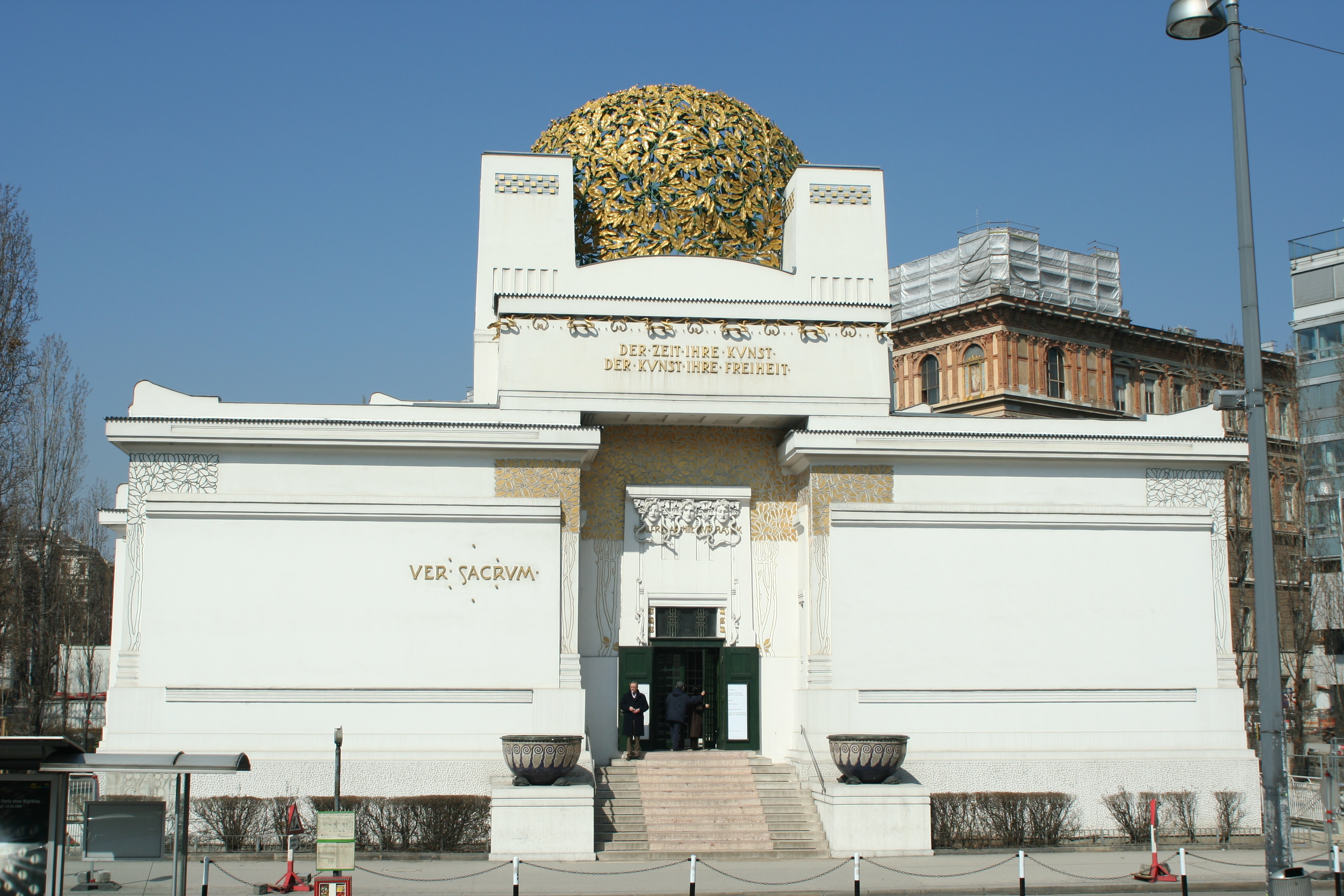
Выставочный зал Венского сецессиона. 1897—1898 Архитектор Й. Ольбрих
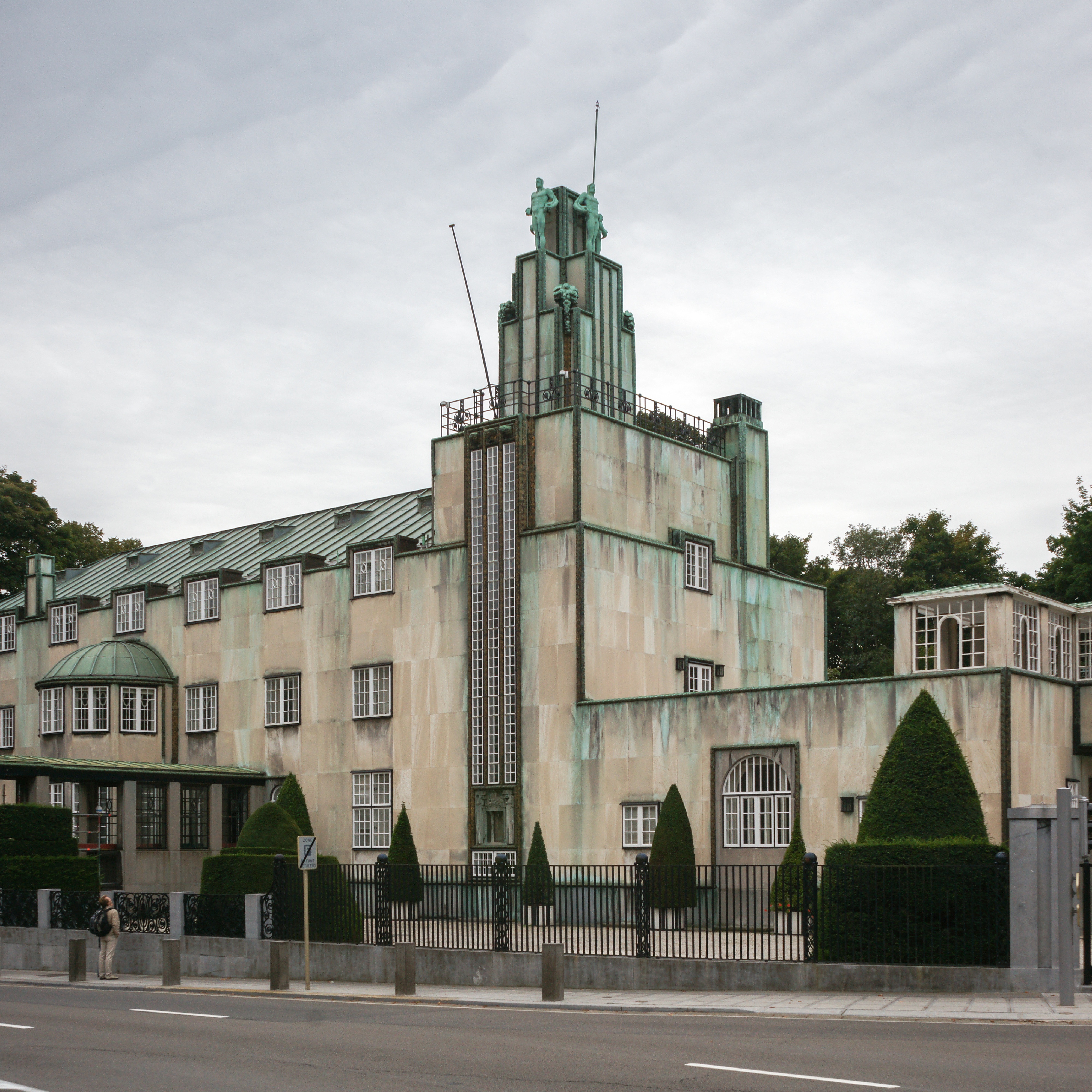
Дворец Стокле. 1905—1911. Брюссель. Архитектор Й. Хоффман

Наиболее известный представитель «нового стиля» в Венгрии — архитектор Эдён Лехнер. Особенность его произведений заключалась в использовании керамики и национальных мадьярских мотивов для декора зданий. В своих работах он применял пирогранит, который выпускали на фабрике Жолнаи, его использовали при строительстве здания венгерского парламента. Также к работам Лехнера относятся здания Музея прикладного искусства, Института и музея геологии и здание почтово-сберегательной кассы. Из-за противостояния с венгерским архитектурным истеблишментом, после первых успехов, Лехнер в дальнейшем не мог получать заказы на строительство. Однако работы Лехнера вдохновляли следующие поколения архитекторов.
Другим значительным венгерским архитектором того времени был Карой Кош, последователь Джона Рёскина и Уильяма Морриса. Его деятельность относят к движению национального романтизма. Важное значение имела Художественная колония Гёдёллё, основанная в 1901 году профессором школы прикладных искусств Аладаром Кёрёшфёи-Кришем.
Участник художественной колонии Гёдёлле, Микс Рёт был занят в нескольких проектах движения, в их числе Дворец Грешэм (витражи, 1906) и Банк Тёрёк (мозаика, 1906), а также создал мозаику и витражи для Дворца культуры (1911—1913) в Марошвашархее. Известный проектировщик мебели Эдён Фараго объединял традиционную и восточную архитектуру. Пол Хорти, другой венгерский проектировщик мебели, представлял более сдержанный и функциональный стиль. Его мебель выполнена из дуба с тонкими узорами из чёрного дерева и латуни.

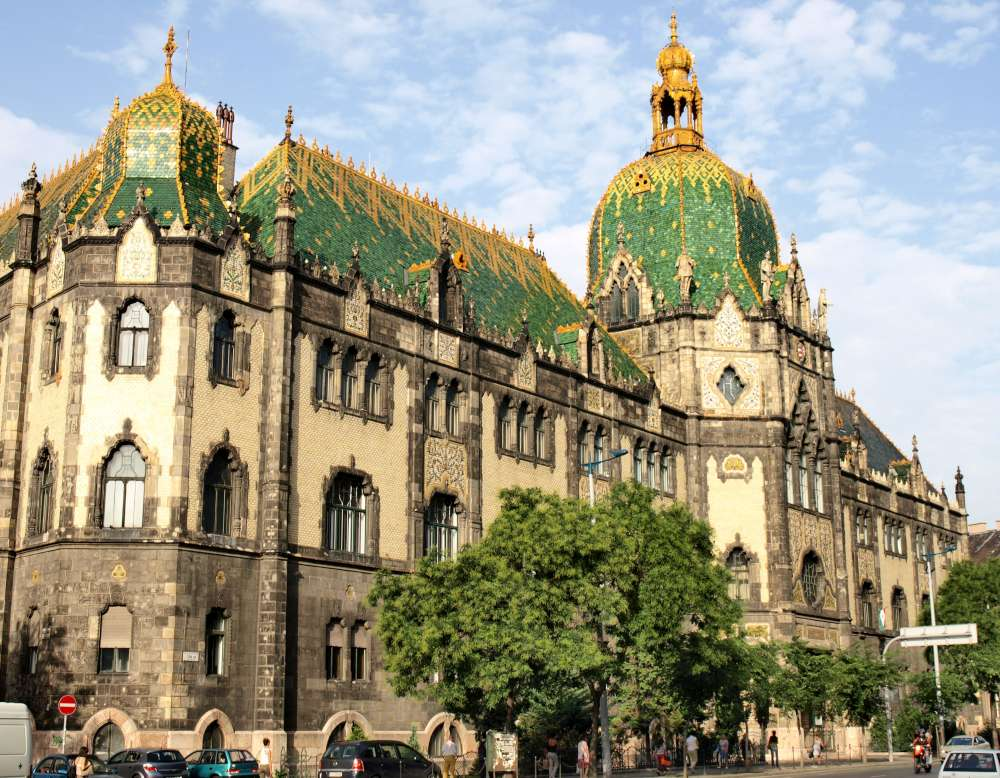
Музей прикладного искусства в Будапеште. 1893—1896. Архитектор Э. Лехнер
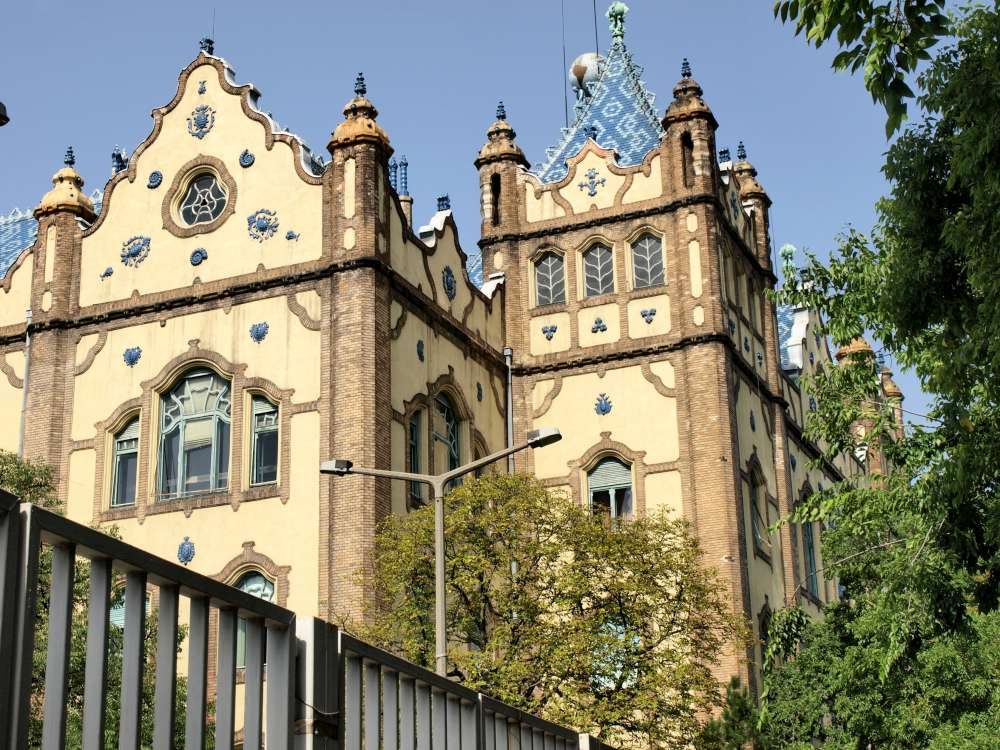
Здание Геологического музея в Будапеште. 1896—1899. Архитектор Э. Лехнер
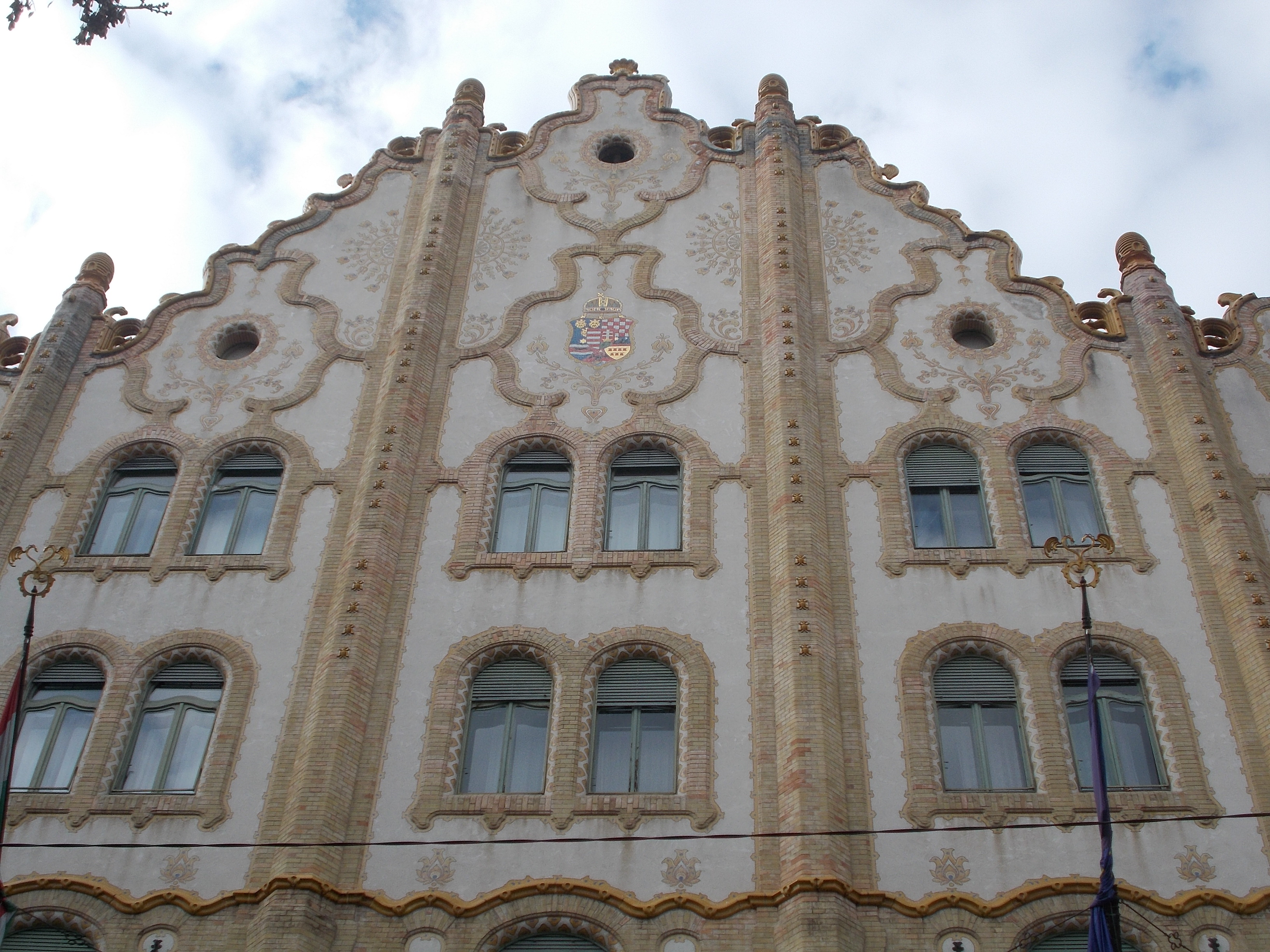
Здание Центральной сберегательной кассы в Будапеште. 1899—1902. Архитектор Э. Лехнер
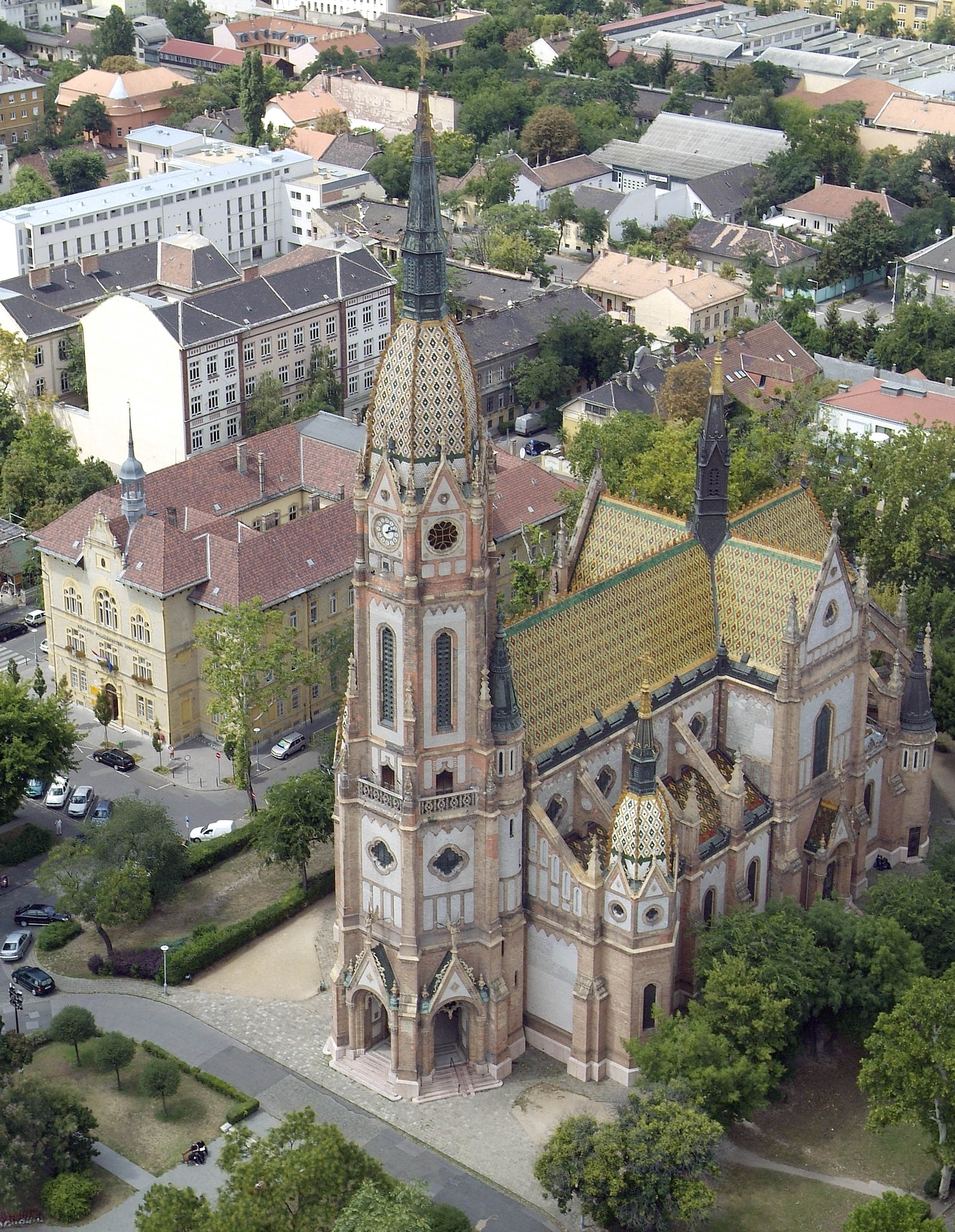
Церковь святого Ласло. 1894—1896. Будапешт. Архитектор  Э. Лехнер

Из-за непосредственной близости к Австро-Венгрии и Воеводине, входившей в состав Австро-Венгерской империи до 1918 года, венский и венгерский Сецессионы играли главную роль на территории современной северной Сербии и её столицы Белграда. Известные австрийские и венгерские архитекторы проектировали множество зданий в Суботице, Нови-Саде, Паличе, Зренянине, Врбасе, Сенте и Кикинде. Наследие модерна в Белграде, Панчево, Аранджеловаце и Врнячка-Бане представляет собой соединение французских, немецких, австрийских, венгерских и местных сербских элементов. Сербский модерн разнообразен и варьируется от пышной цветочной красоты синагоги Суботицы до декоративных розеток, вдохновлённых моравским стилем, на здании телеграфа в Белграде.
В Белграде архитектура модерна принимала различные формы. Ещё в начале 1900-х годов, к северу от Савы и Дуная, возрождающееся венгерское национальное самосознание способствовало использованию в архитектуре, в частности в зданиях в Суботице и Сенте, местных этнических мотивов. Так в крошечном Королевстве Сербия архитекторы, относящие себя к национальному романтизму: Бранко Танезевич и Драгутин Инкиостири-Меденяк, в своих работах использовали традиционный флоральный (цветочный) декор. Другие мастера, такие как Милан Антонович и Никола Несторович, привнесли извилистые линии и природные мотивы в дома своих богатых покровителей, чтобы они, с одной стороны могли продемонстрировать свою этническую принадлежность, а с другой — идти в ногу с самыми современными течениями искусства в Париже, Мюнхене и Вене.

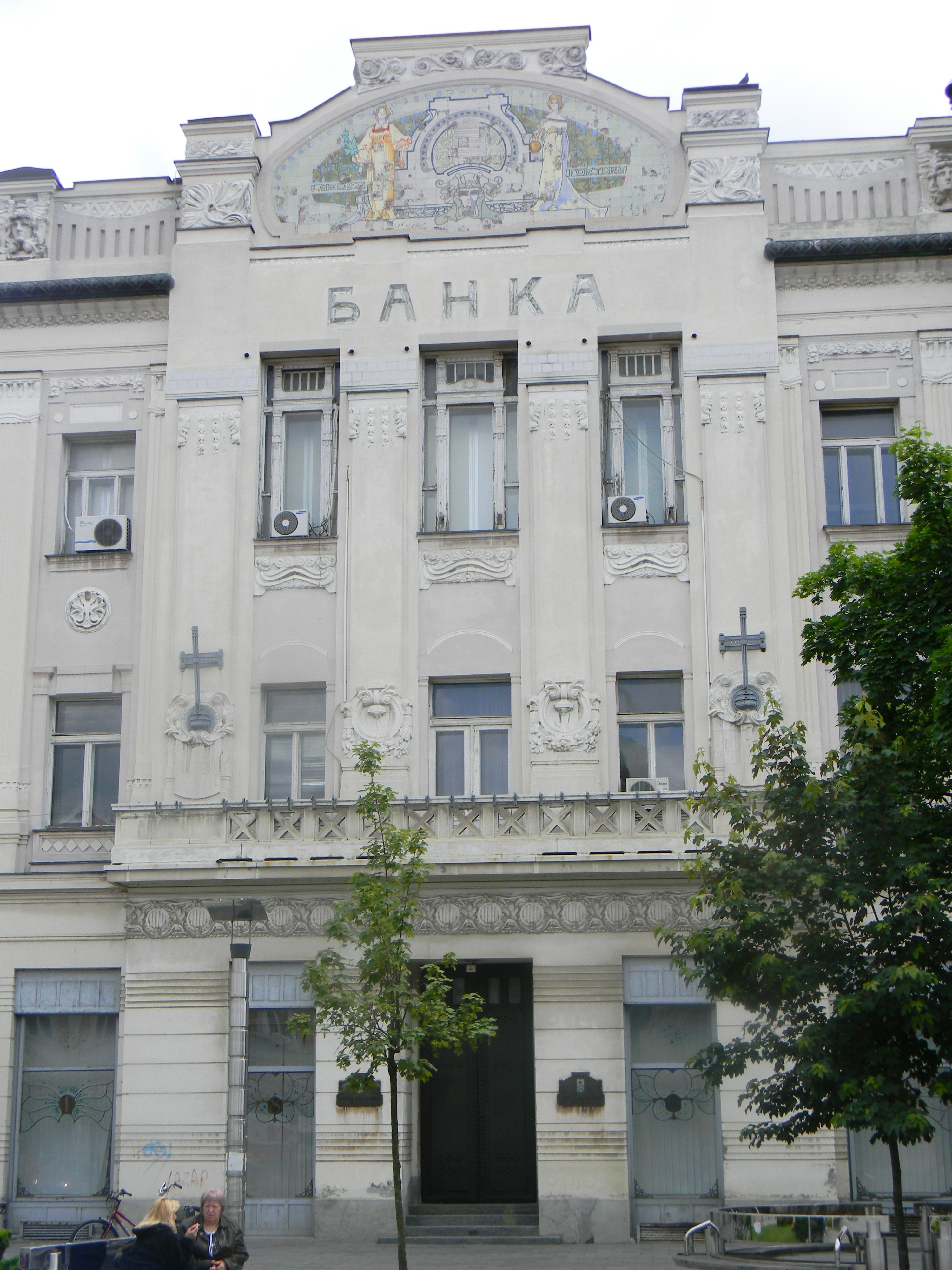
Банк в Панчево. 1868. Сербия. Архитекторы К. Кёрёсси, У. Дьюла
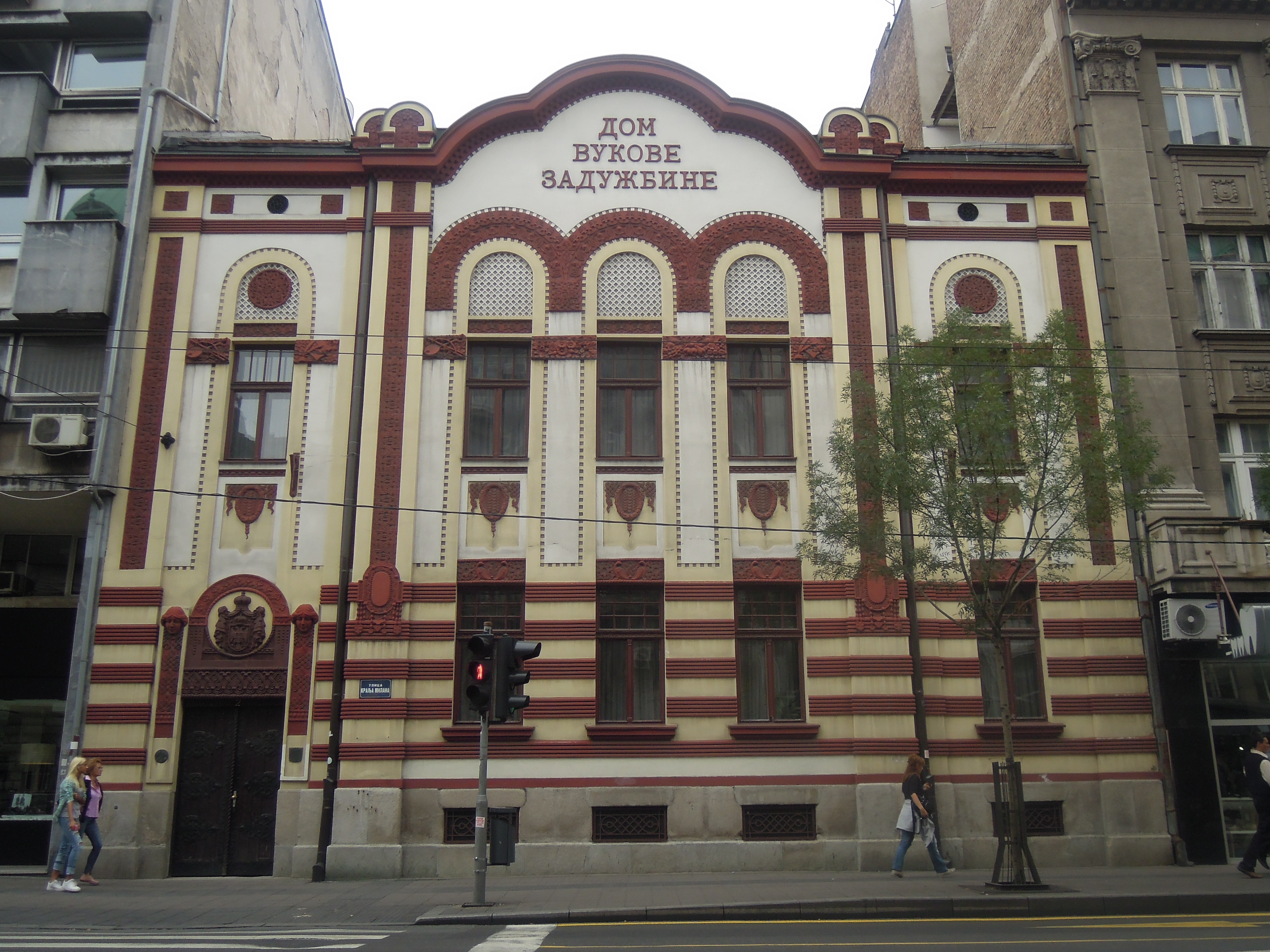
Дом Фонда Фука. 1879. Белград. Архитектор А. Бугарский
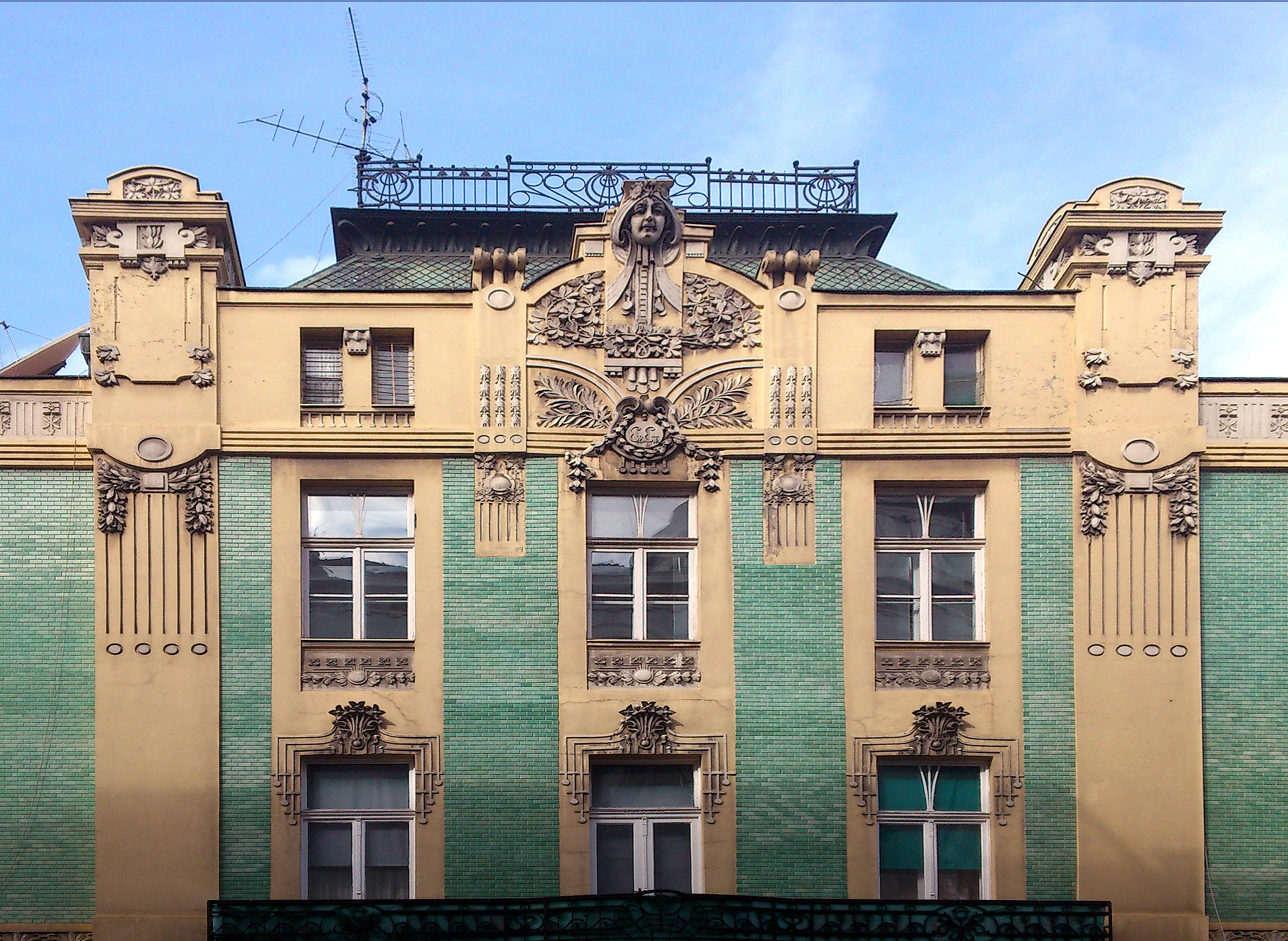
Дом купца Стаменковича. 1907. Белград. Архитекторы Н. Несторович, А. Стеванович
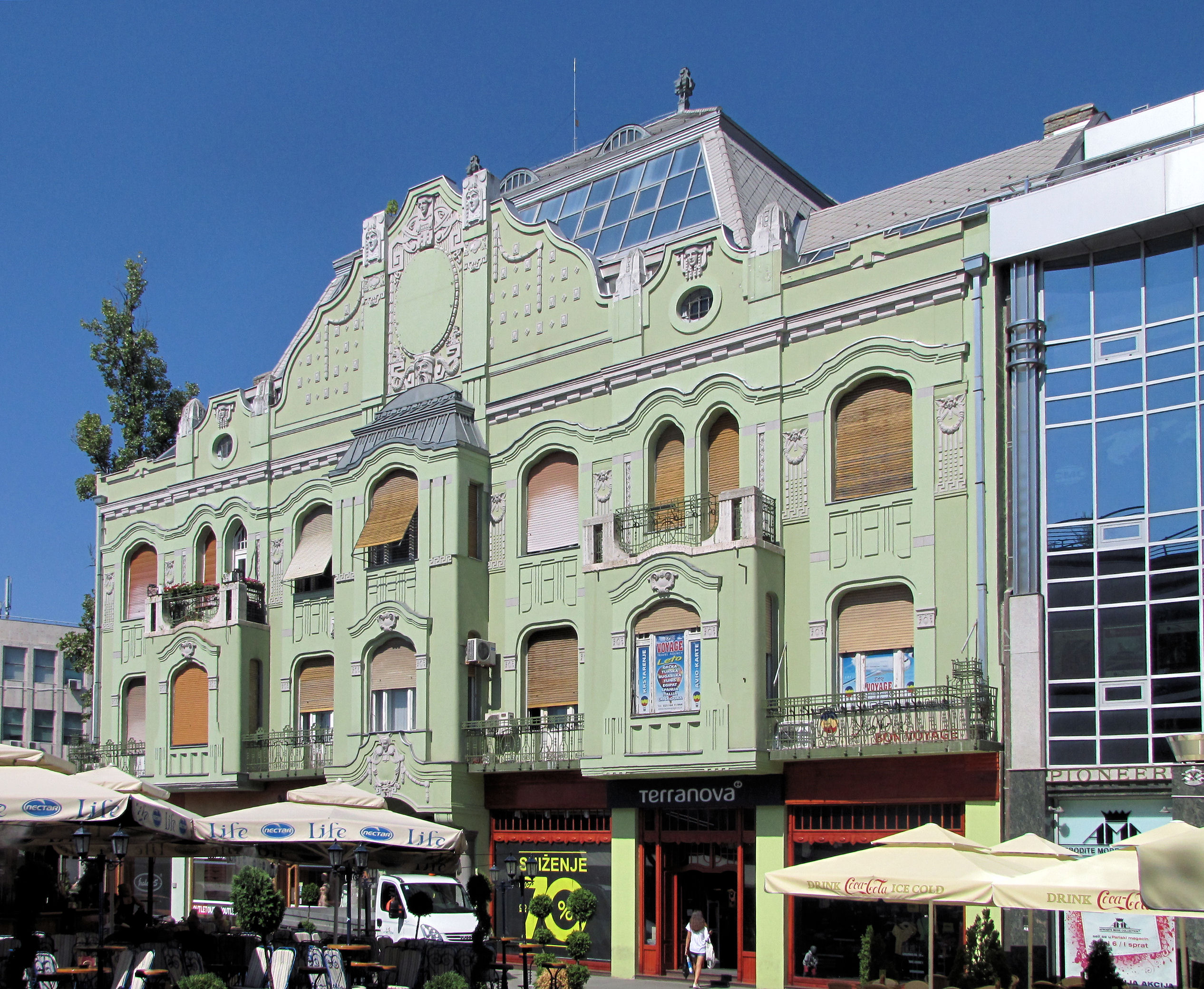
Дом Менрата. 1908. Нови-Сад. Архитектор Л. Баумхорн

#### Чехия, Словакия, Словения, Галиция
Наиболее известным словенским архитектором рубежа XIX—XX веков был Цирил Метод Кох. Он учился у Отто Вагнера в Вене и с 1894 по 1923 год работал в городском совете Лайбаха (ныне Любляна, Словения). После землетрясения в Лайбахе в 1895 году в период с 1900 по 1910 годы проектировал многие светские здания в «стиле сецессиона»: Дом Погачника (1901), Здание Чудена (1901), здание фермерского ссудного банка (1906-07), отреставрированное здание Гауптмана (1904 году). Кульминацией его карьеры стал проект здания ссудного банка в Радманнсдорфе (ныне Радовлица) (1906).
Наиболее известные здания ар-нуво в Праге с самобытным скульптурным и живописным декором — Главный железнодорожный вокзал (1901—1909), проект Й. Фанты (украшен картинами В. Янсы, скульптурами Л. Шалоуна и С. Сухарды, Общественный дом (1905—1912) со скульптурами Й. Маратки и Ладислава Шалоуна, был разработан О. Поливкой и А. Бальшанеком, оформление было выполнено известным чешским художником Альфонсом Мухой. Позднее Муха создал расписные витражи в соборе Святого Вита в своём самобытном стиле. Поливка, Маратка и Шалоун одновременно участвовали в строительстве Новой ратуши (1908—1911) вместе со С. Сухардой.
Стиль, в котором сочетались мотивы венского сецессиона и национальные архитектурные элементы характерен для словацкого архитектора Душана Юрковича. Его самые известные работы — Дом культуры в Шакольце (ныне Скалица в Словакии, 1905), здания курорта в Лугачовице (ныне Чехия, 1901—1903). А также комплекс военных кладбищ возле Нового Жмигруда в Галиции (ныне Польша), большая часть из которых выполнена под влиянием местного лемковского (русинского) народного искусства (1915—1917).

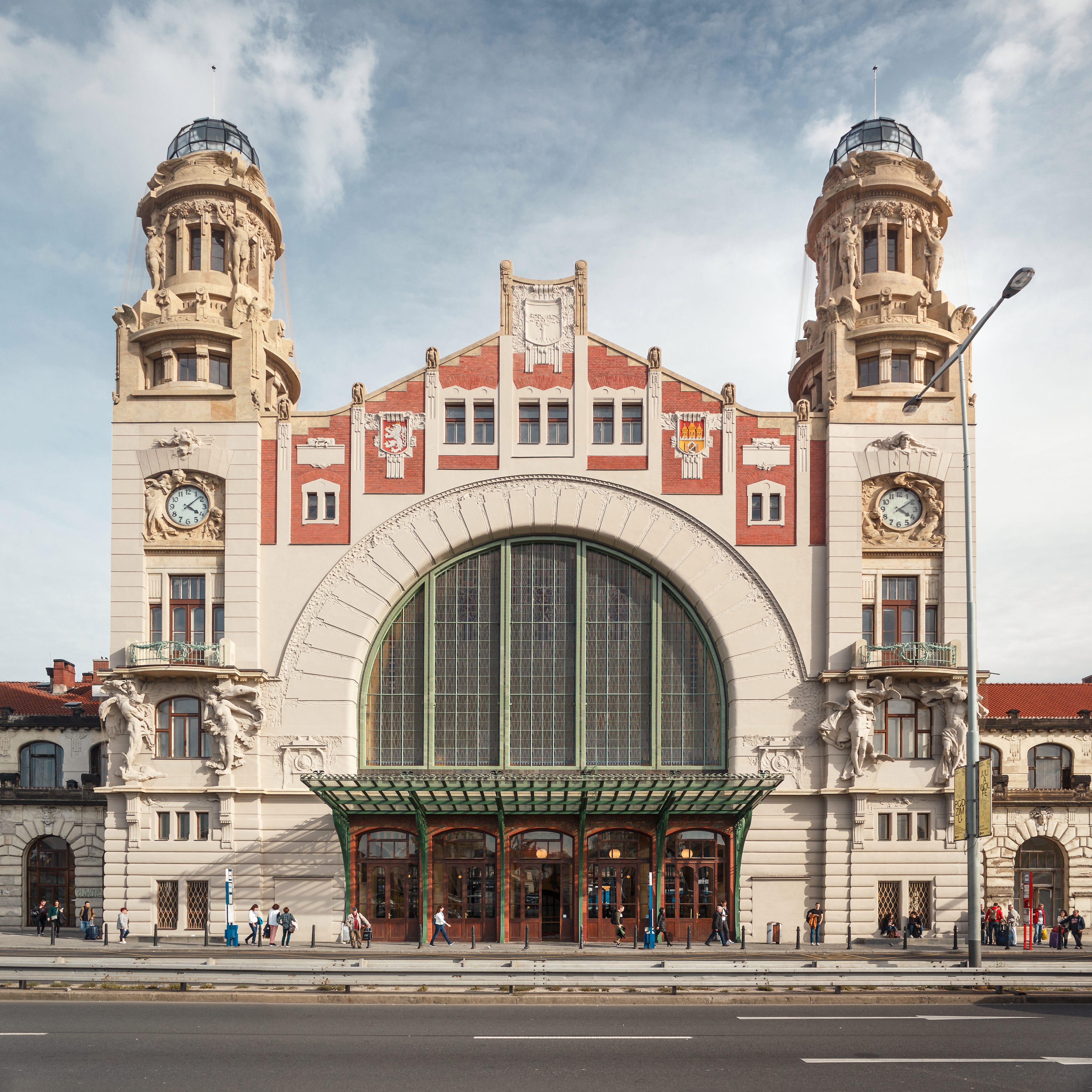
Фасад главного железнодорожного вокзала в Праге. 1901—1909. Архитектор Й. Фанта
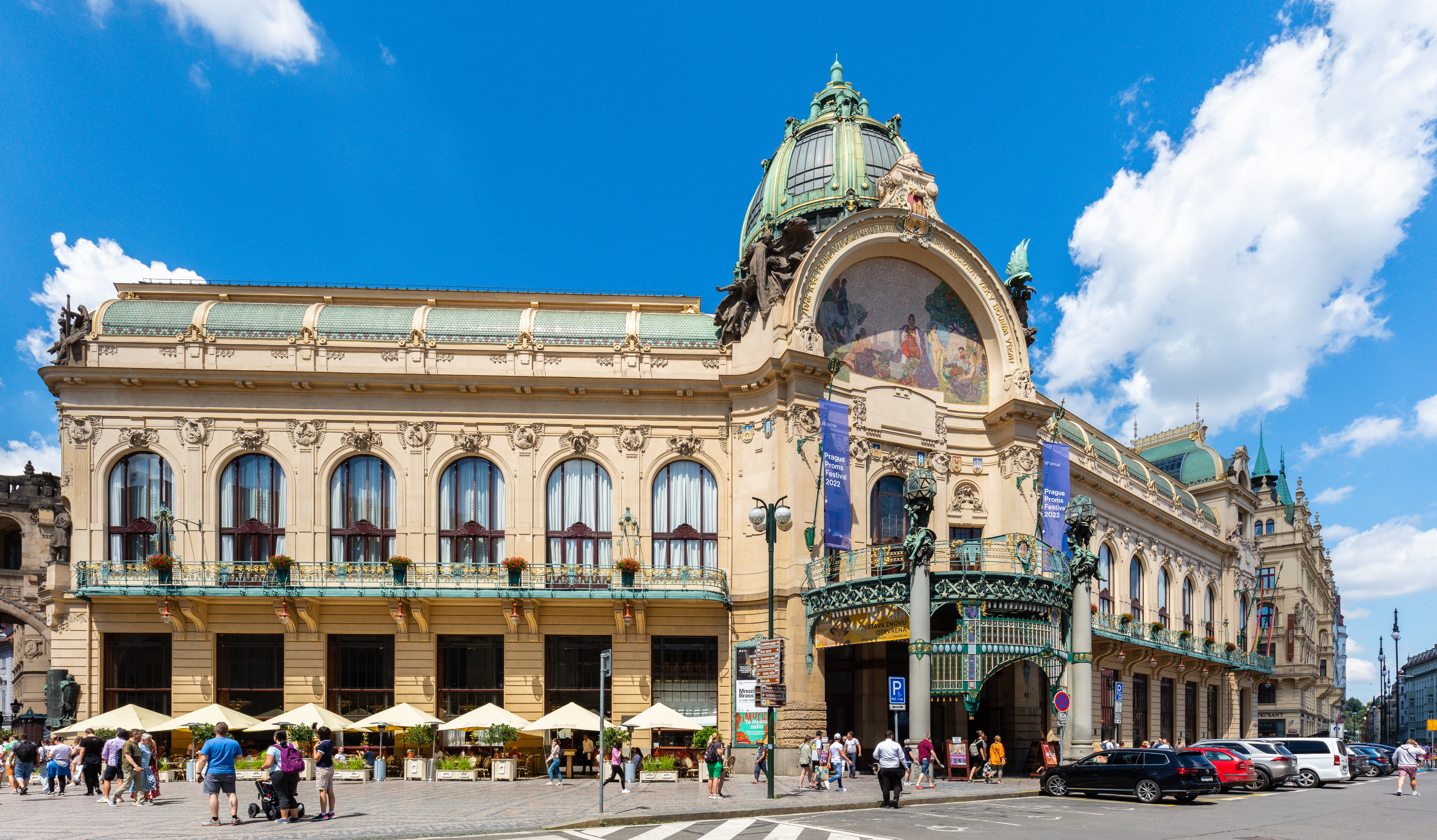
Общественный дом. 1905—1912. Прага. Архитекторы О. Поливка, А. Бальшанек
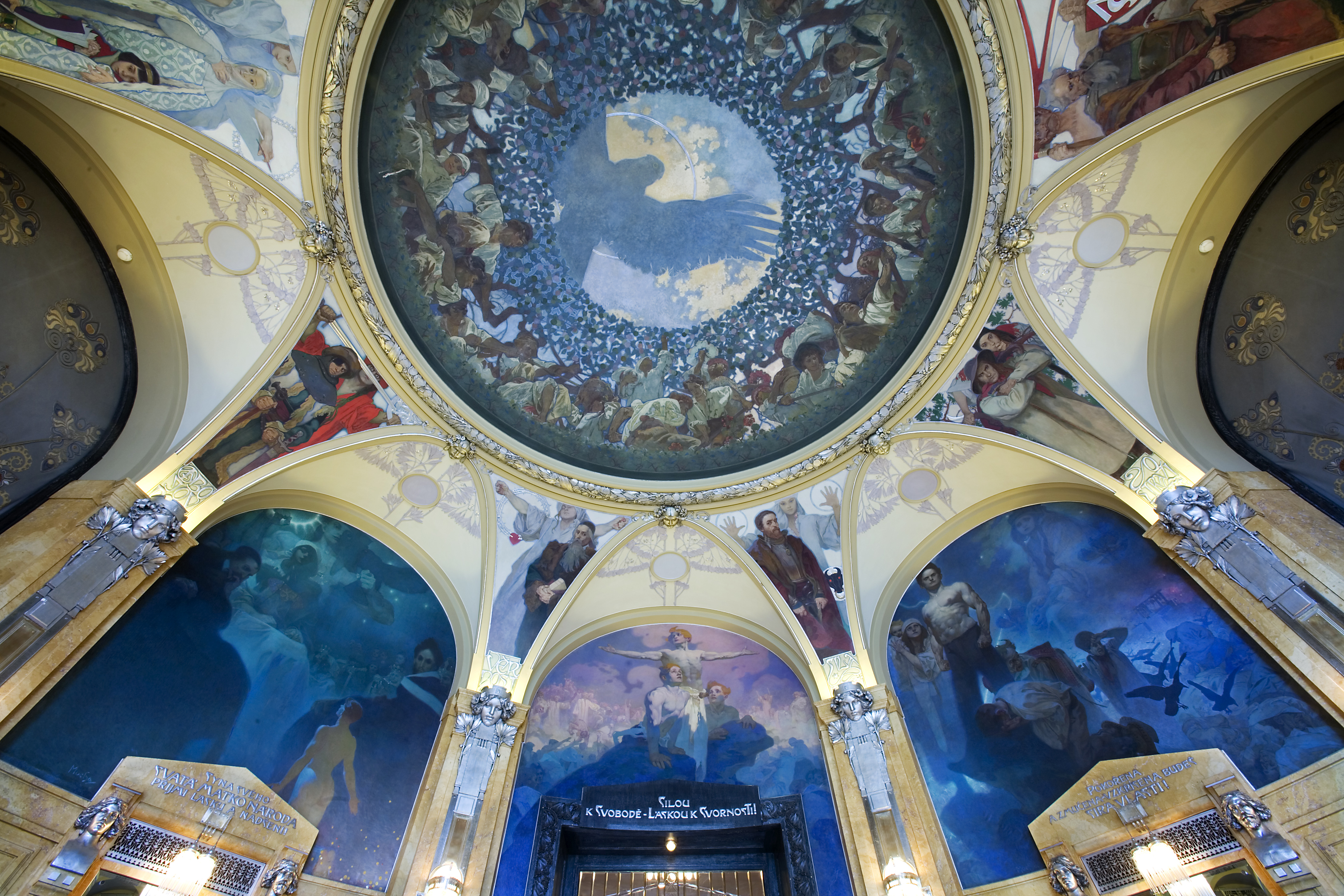
А. Муха. Роспись плафона главного зала Общественного дома в Праге. 1912
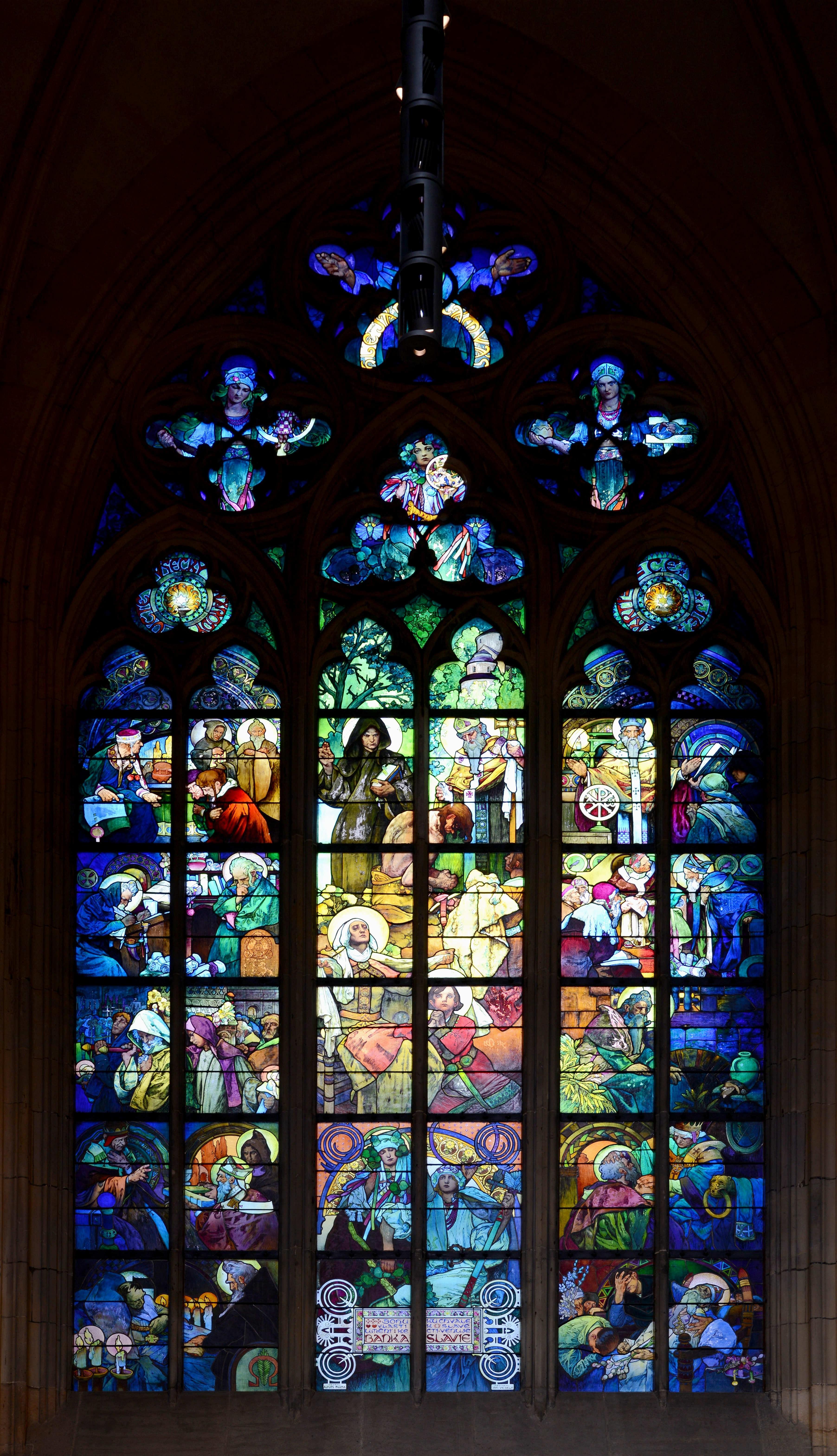
А. Муха. Витраж. Собор Святого Вита. Прага
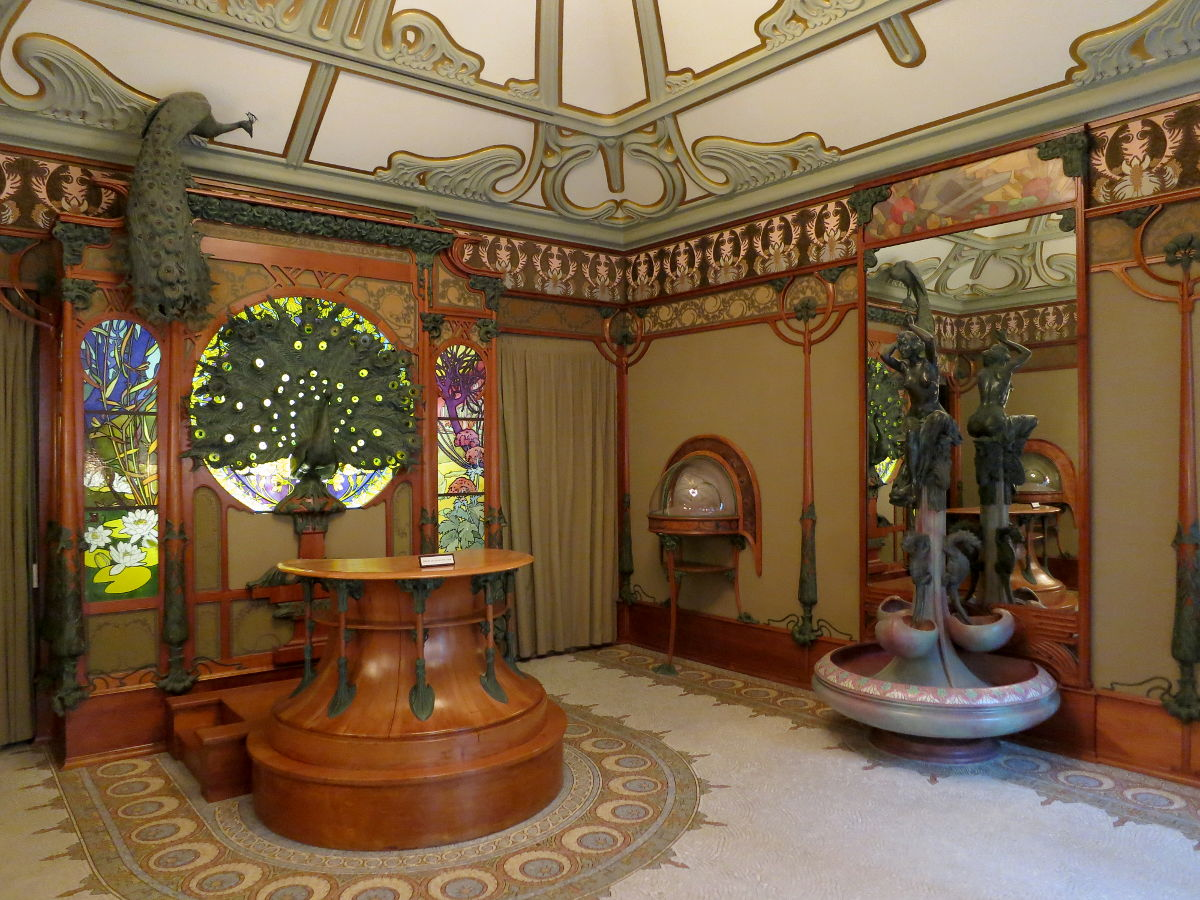
Бутик ювелира Жоржа Фуке в Париже. Интерьер. 1901. Архитектор-декоратор А. Муха
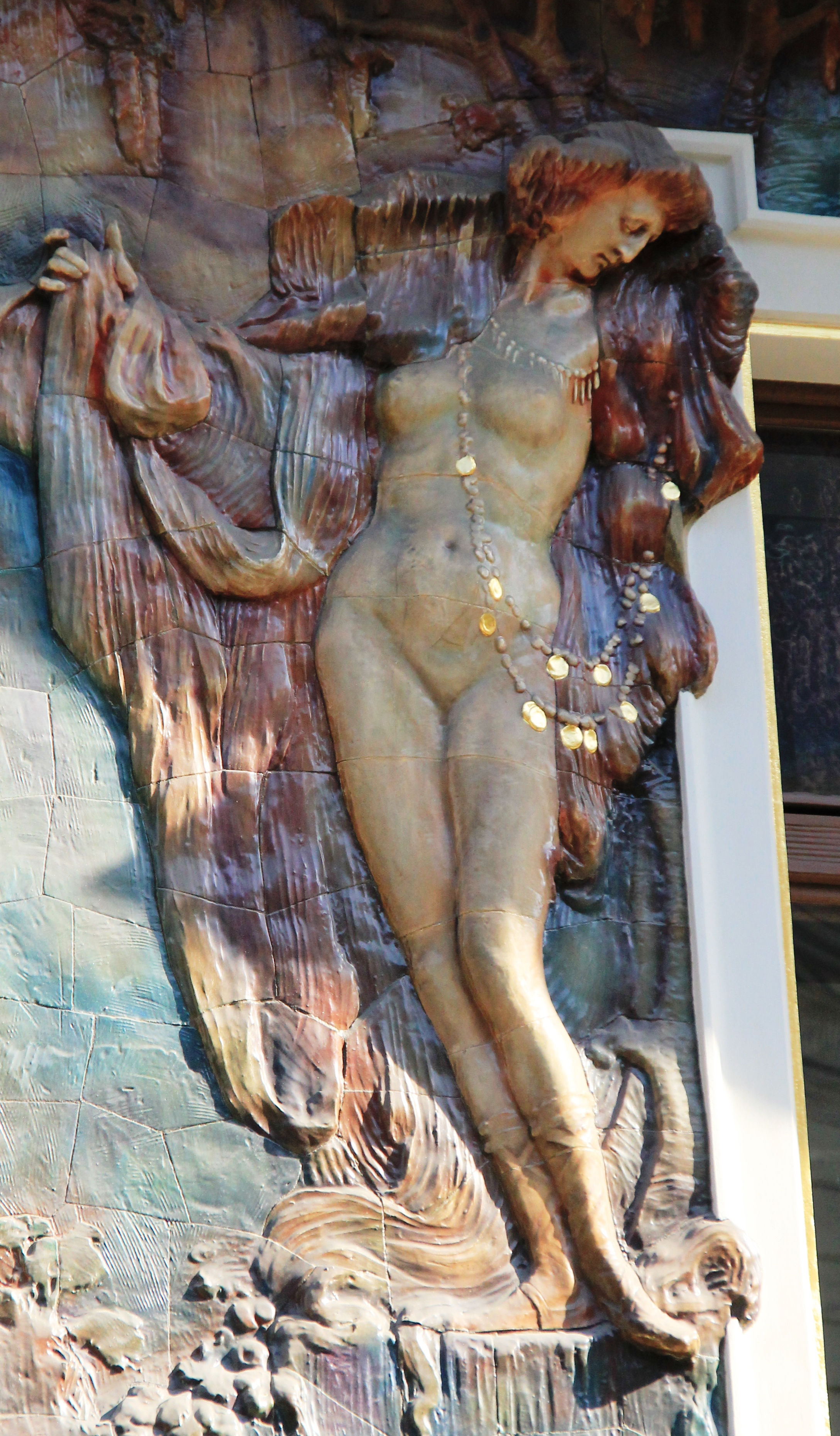
Л. Шалоун. Керамический рельеф на фасаде дома в Праге
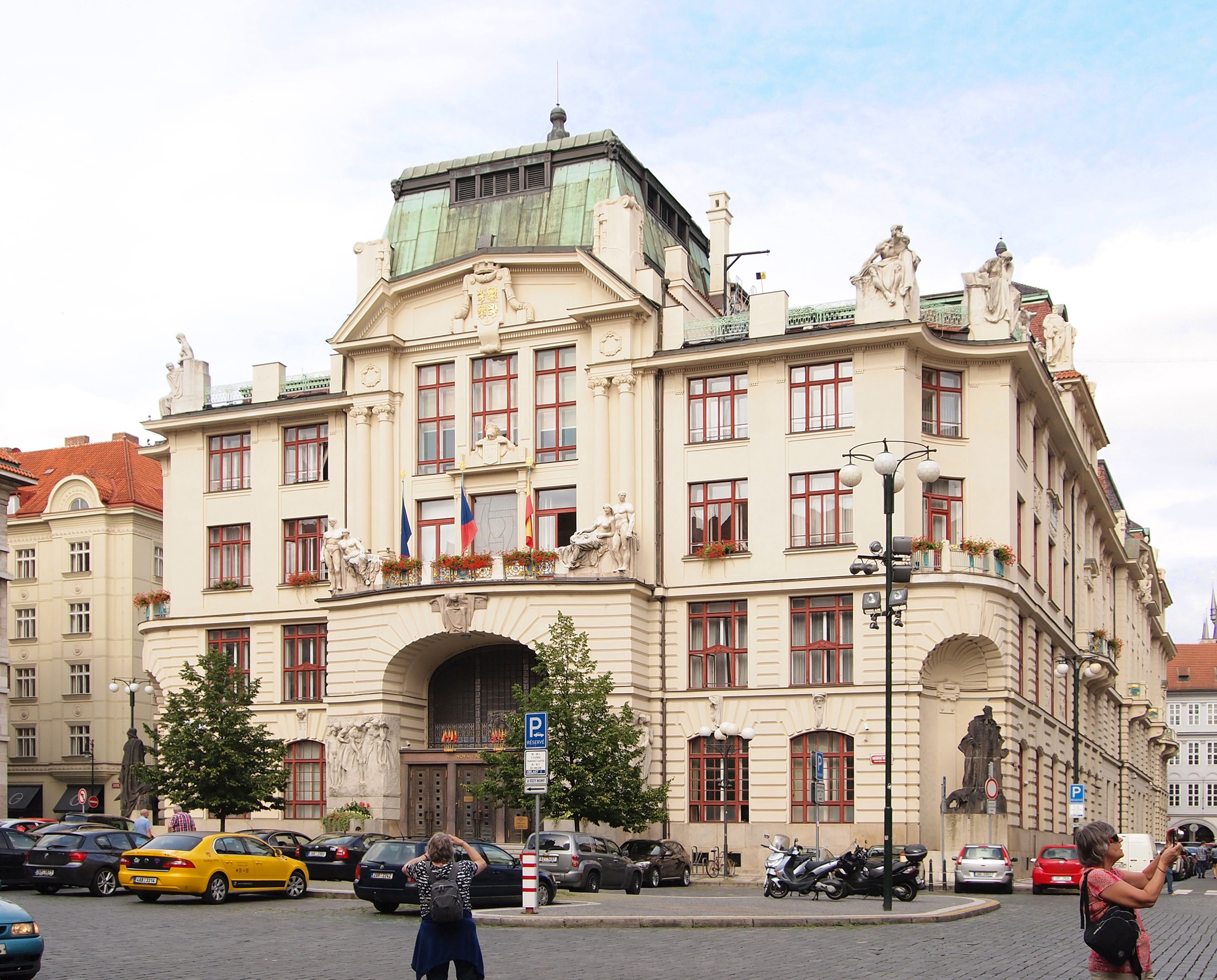
Новая ратуша в Праге. 1908—1912. Архитектор О. Поливка

### Развитие «каталонского модернизма» в Испании
В Испании, главным образом в Барселоне, столице Каталонии, под влиянием новейших тенденций формообразования и на основе глубоких местных традиций средневекового искусства в 1870-х годах складывался особенный историко-региональный художественный стиль, получивший название «каталонский модернизм». По словам писателя Жуана Фустера, поиски нового стиля каталонского искусства были направлены на превращение «традиционной региональной культуры в современную национальную культуру». Считается, что новое искусство развивалось в Каталонии после проведения Всемирной выставки 1888 года в Барселоне, для которой было построено большое количество модернистских зданий, таких как Триумфальная арка в Барселоне и Замок трёх драконов.
Идеи нового художественного движения складывались в кружке испанских прерафаэлитов, который возглавлял живописец, теоретик искусства, коллекционер и меценат Пабло Мила-и-Фонтаналс (1810—1883). В 1851—1856 годах Мила-и-Фонтаналс был профессором Школы изобразительных искусств в Барселоне. Изучением и реставрацией памятников средневековой Каталонии занимался архитектор Льюис Доменек-и-Монтанер (1850—1923). Археолог, писатель, исследователь архитектуры и Жозеп Пуч-и-Кадафалк (1867—1956) участвовал в движении «Искусства и ремесла», зародившемся в Англии, в мастерских Уильяма Морриса, строил здания в Барселоне в неоготическом стиле с элементами искусства ар-нуво. Но более всего движение «каталонского модернизма» связано с именем архитектора-фантаста Антонио Гауди (1852—1926). Заказчиком и покровителем этого необычного художника был Мила-и-Фонтаналс. Гауди называли «гением Модерна». Он был родом из Каталонии, но работал в Барселоне. Гауди удалось создать столь невероятный, фантасмагорический стиль, что для него пришлось придумать специальное название: каталонский модернизм.
Гауди в своих работах широко использовал флоральные и органогенные формы, особенно это заметно в оформлении Парка Гуэль. Другие проекты: дома Каса-Батльо (1904—1906) и Каса-Мила (1906—1912), имеют тесную стилевую связь с искусством ар-нуво, но в основной работе архитектора — Собор Саграда де Фамилия, элементы нового стиля соединены с фантастически-причудливой неоготикой. Архитектура Гауди объединила в себе элементы движения «Искусств и ремёсел», символизма и экспрессионизма, а также повлияла на многие композиционные и технические приёмы архитектуры XX-го века.
Помимо Антонио Гауди заметные достижения в новое каталонское искусство внёс Льюис Доменек-и-Монтанер. Он также строил здания в Барселоне: Замок трёх драконов (1888), Дом Льео-и-Мореры (1902—1906), Дворец каталонской музыки (1905) и больница Сан-Пау (1901—1930). Все здания внесены в список Всемирного наследия ЮНЕСКО. Жозеп Пуч-и-Кадафалк проектировал Дом Марти, Дом Макайя, Дом Аматлера, Палау-дель-Баре-де-Квадрас и многое другое. Помимо Каталонии новый стиль развивался в Валенсии. Некоторые из известных архитекторов: Деметрио Рибес Марко, Висенте Паскуаль Пастор, Тимотео Бриет Монто, и Хосе Мария Мануэль Кортина Перес. Валенсийский модерн отличало использование керамики в оформлении фасадов так и интерьеров, а также в использовании мотивов народного искусства.
Другим вариантом нового стиля в Испании был «мадридский модернизм» (исп. Modernismo madrileño) с такими заметными постройками, как Дворец Лонгория, Казино Мадрида или Цементерио де ла Альмудена. Наиболее известными Мадридскими архитекторами были: Хосе Лопес Саллаберри, Фернандо Арбос-и-Треманти и Франсиско Андрес Октавио.

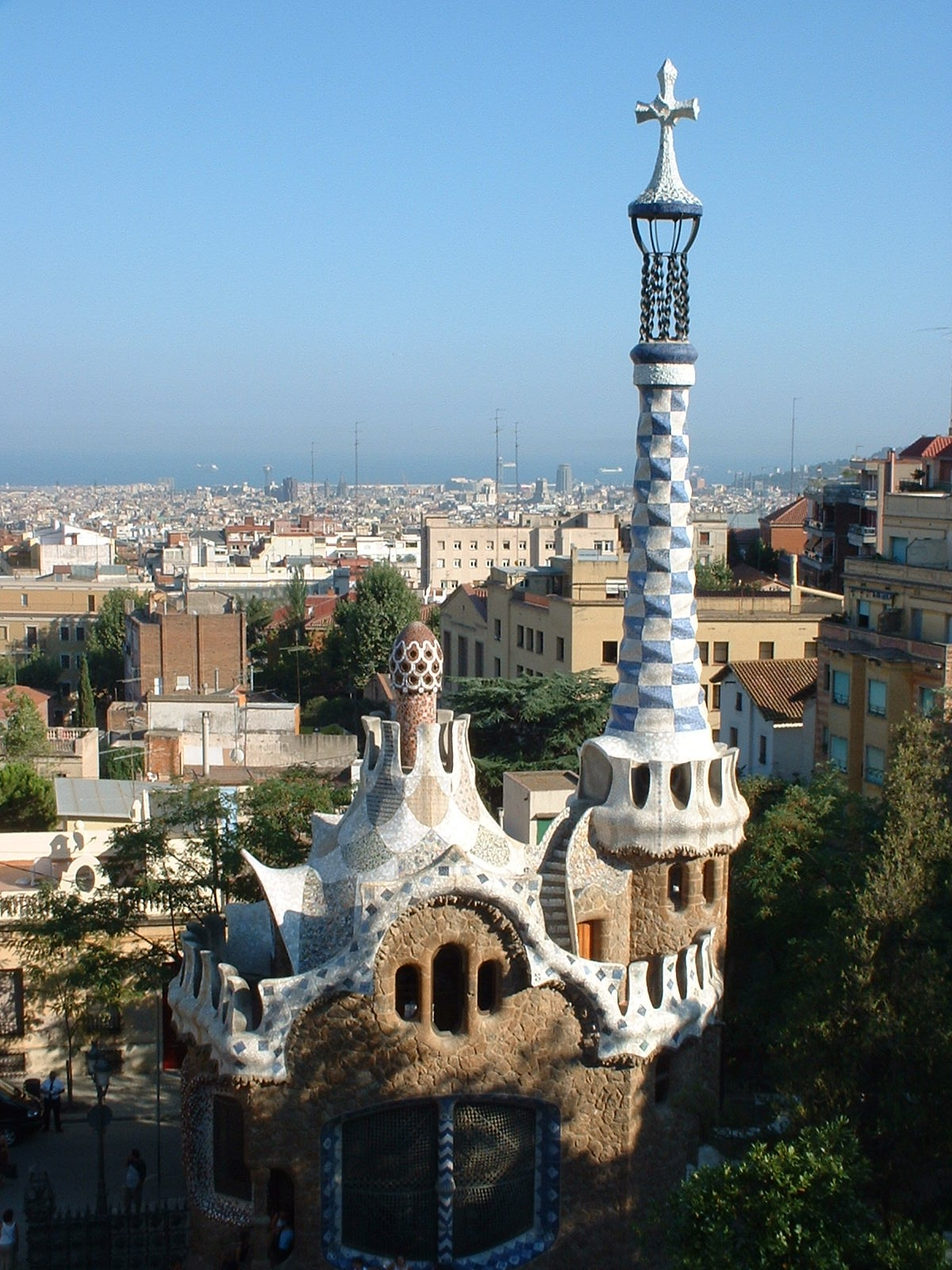
Здание администрации парка Гуэль. 1900—1914. Барселона. Архитектор А. Гауди
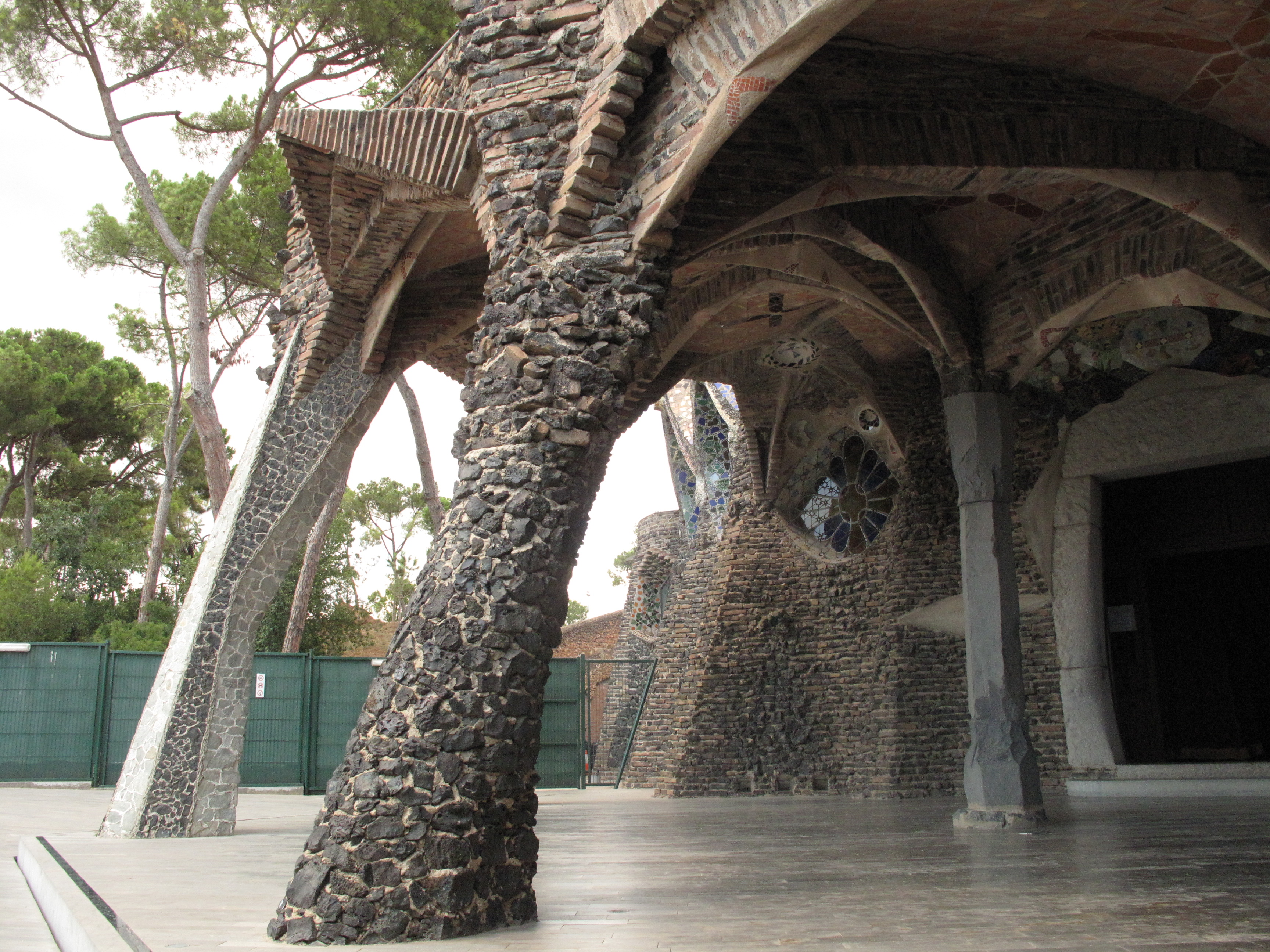
«Крипта» в парке Гуэль
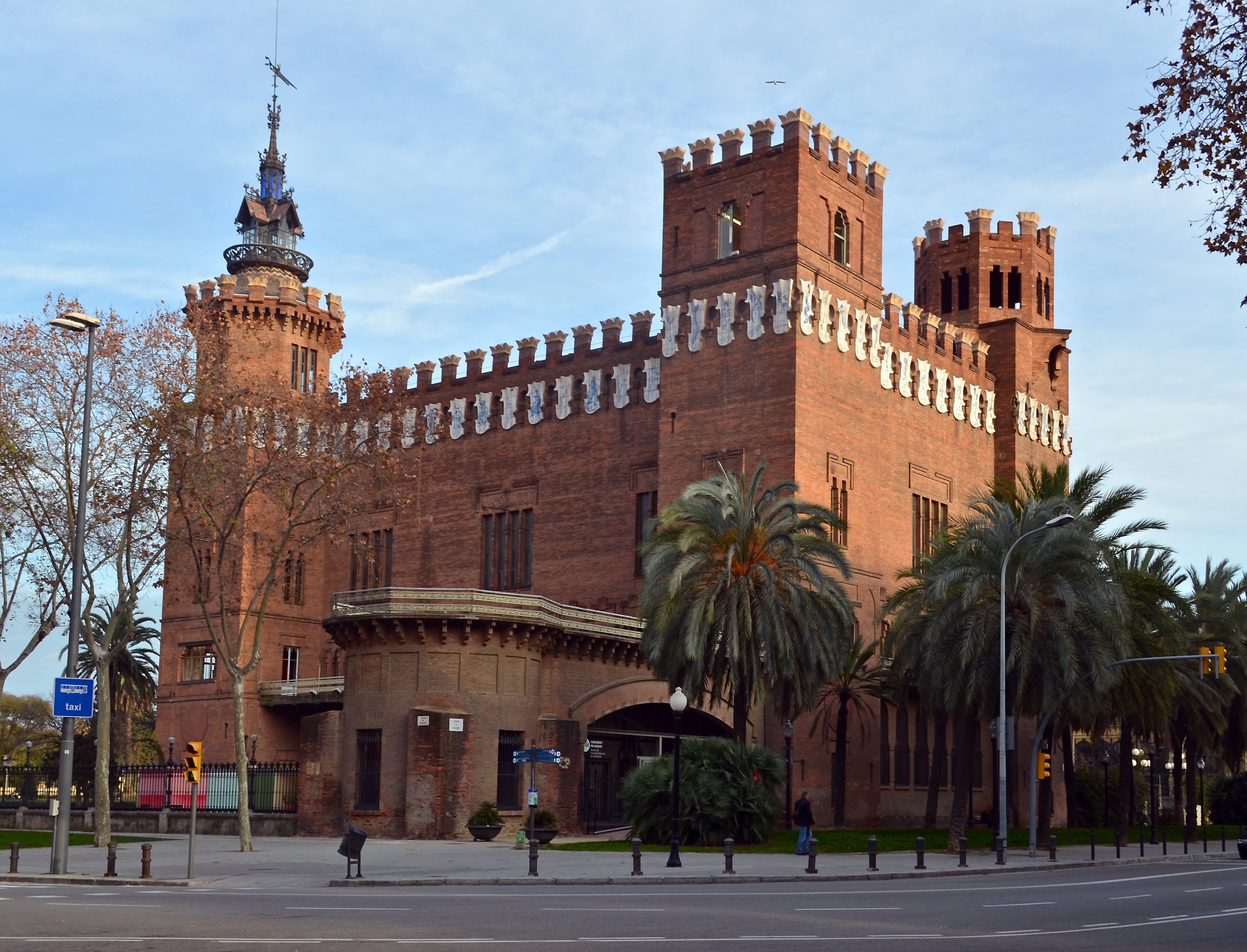
Замок трёх драконов. 1887—1888. Барселона. Архитектор Л. Доменек-и-Монтанер
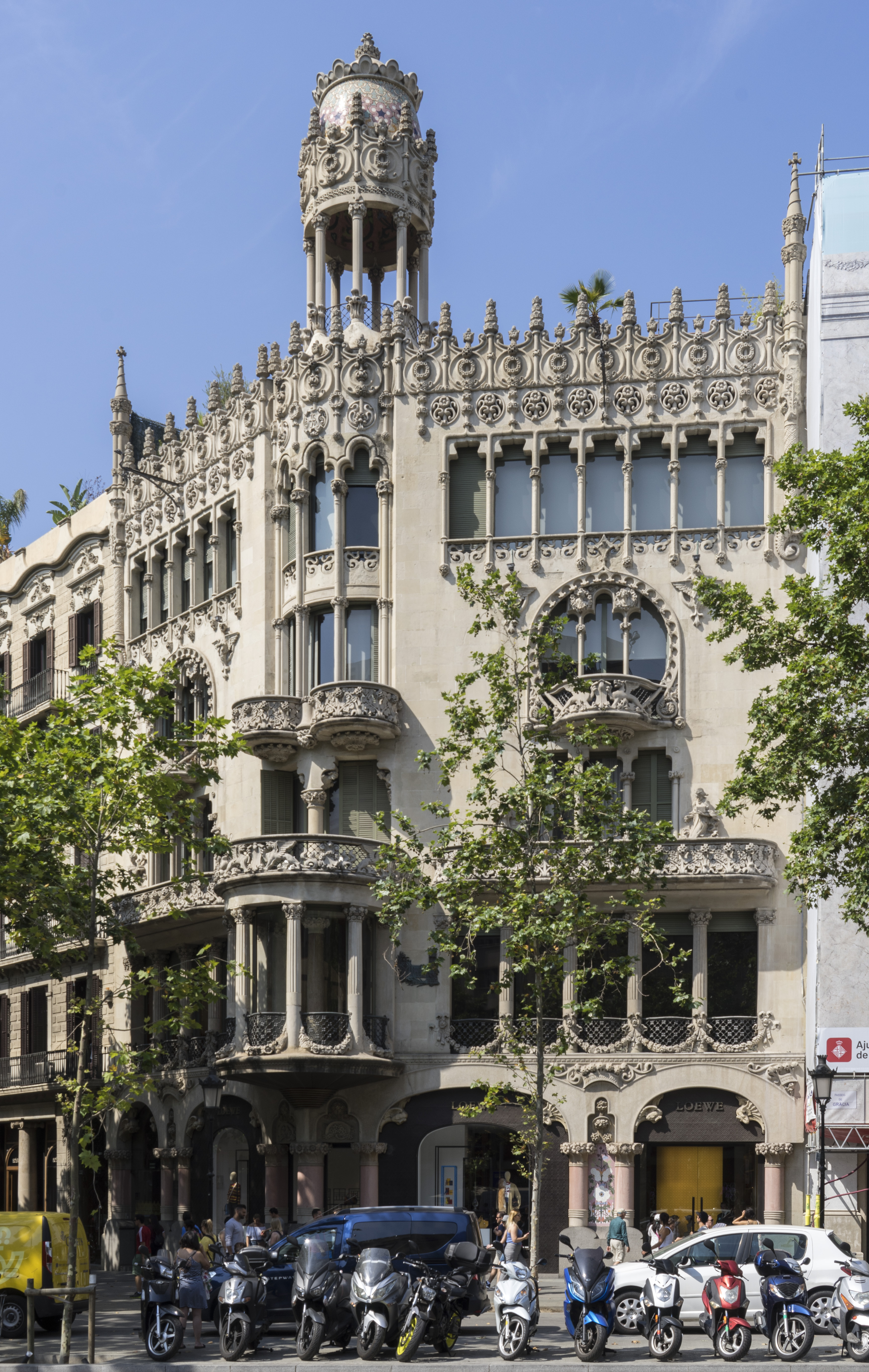
Дом Льео-и-Мореры. 1902—1906. Барселона. Архитектор Л. Доменек-и-Монтанер
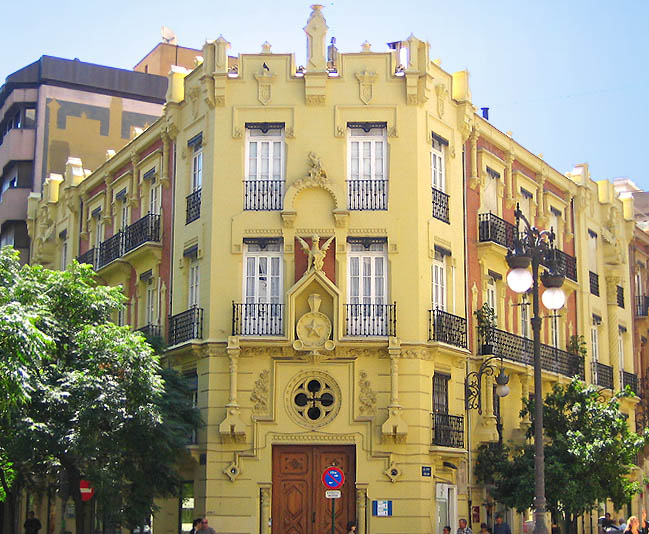
Дом с драконами. 1901. Валенсия. Архитектор Х. М. М. Кортина Перес
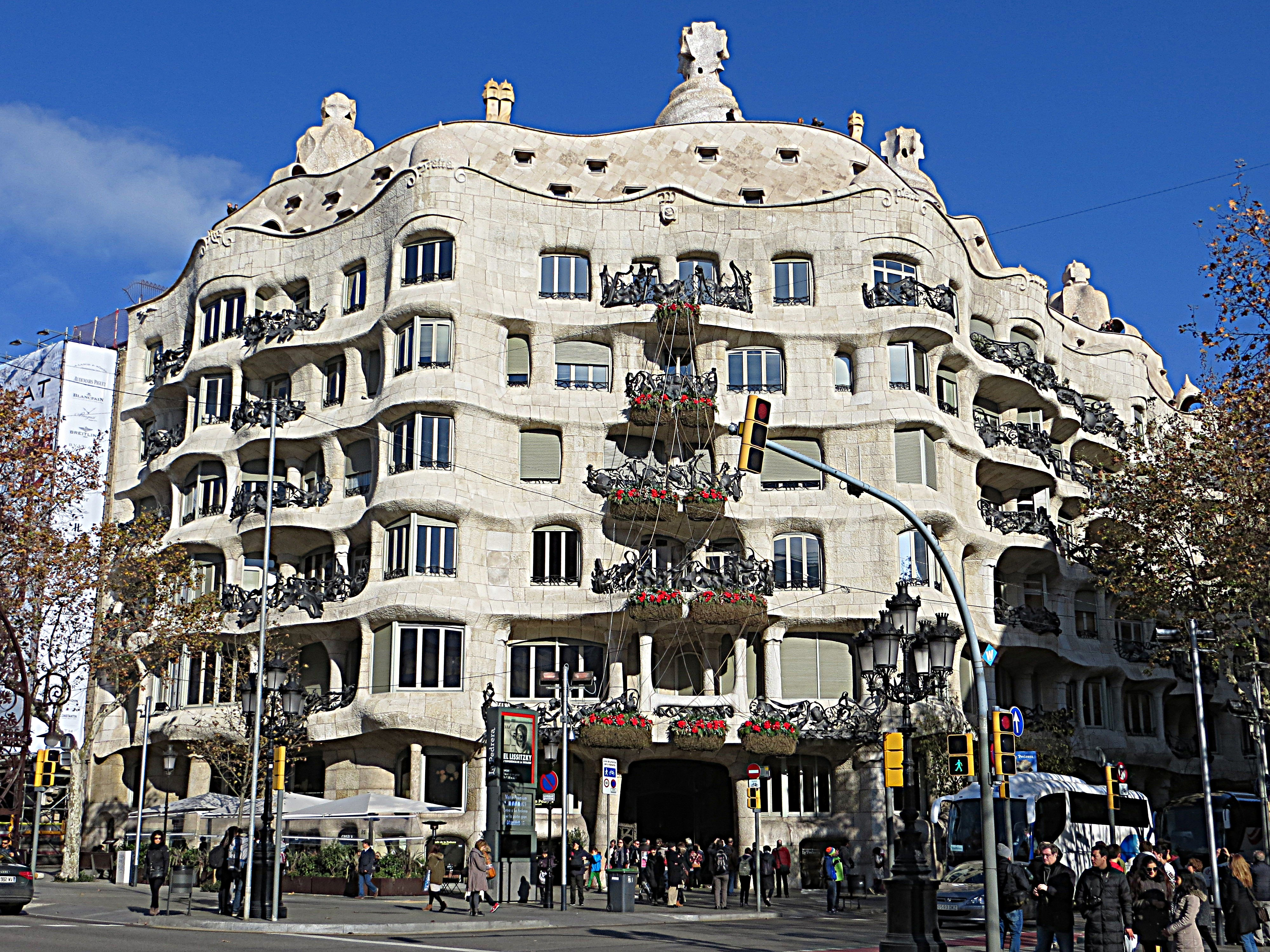
Каса-Мила. 1906—1912. Барселона. Архитектор А. Гауди
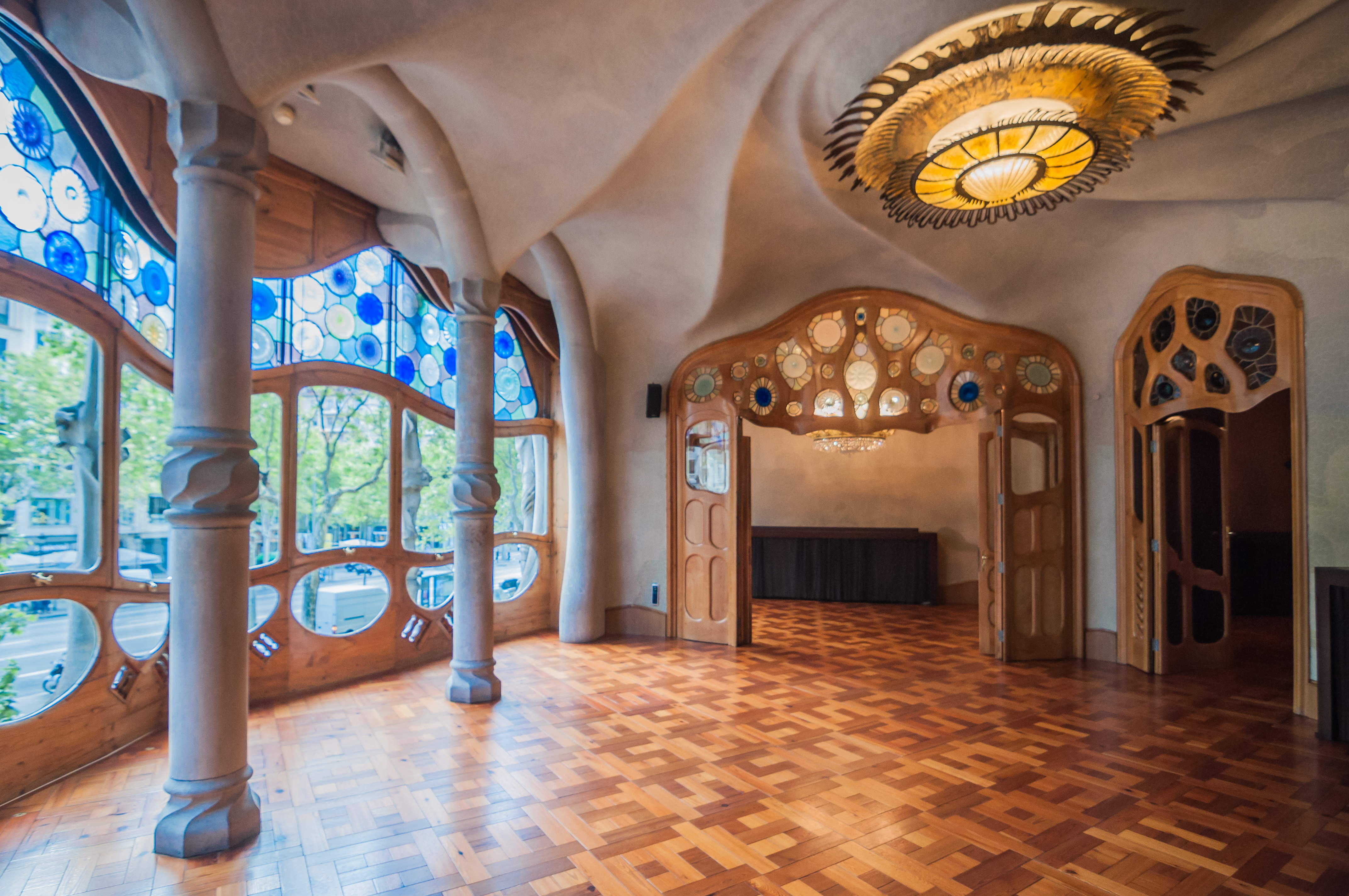
Интерьер Каса-Батльо. 1904—1906. Архитектор А. Гауди
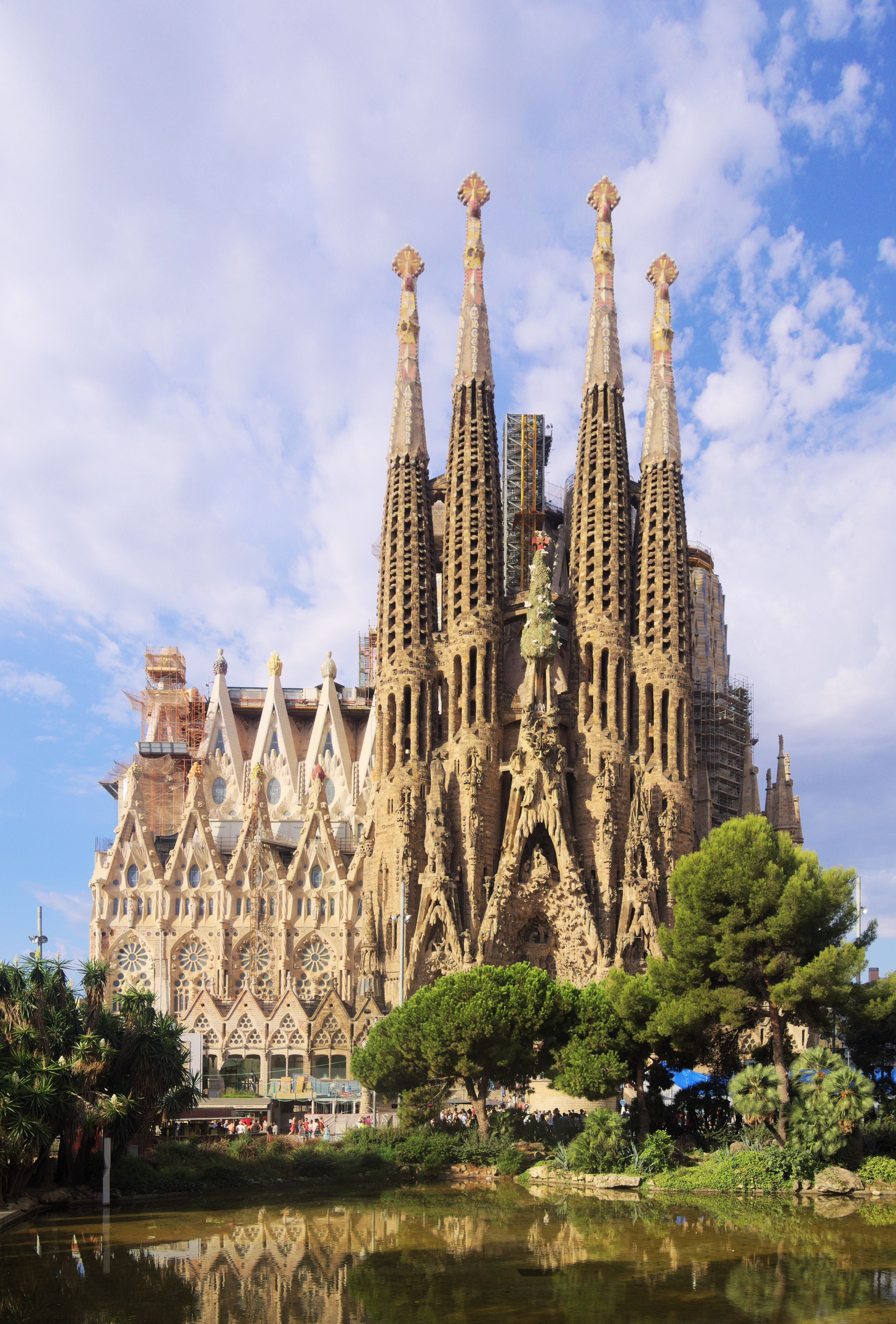
Собор Саграда Фамилия (Святого Семейства). Барселона. Архитектор А. Гауди

### Развитие «нового стиля» в искусстве Нидерландов
В Нидерландах, в отличие от франко-бельгийского стиля ар-нуво, развивалось другое, более конструктивное и функциональное направление, основанное на национальных традициях голландской архитектуры XVII—XVIII веков, тяготевшей к лаконичной простоте и рациональности.
Представителем течения "рациональной архитектуры рубежа XIX—XX веков был нидерландский архитектор, проектировщик интерьера и мебели Хендрик Петрюс Берлаге. В своей работе он отчасти следовал теориям Э. Виолле-ле-Дюка, , который декларировал строгую функциональность и cледование естественным свойствам различных материалов: дерева, камня, металла. В 1897—1903 годах по проекту Берлаге было построено здание Амстердамской биржи (в настоящее время называется биржей Берлаге), — наиболее известное творение архитектора, включённое ЮНЕСКО в нидерландский список объектов всемирного наследия. В своём проекте Берлаге гармонично объединил средневековые традиции национальной нидерландской архитектуры с современными техническими решениями. Характерными отличиями стиля здания являются «честное» использование материалов и чёткость конструкции, лишённой ненужных украшений.
В проекты своих зданий Берлаге часто включал высокие башни в традициях старой Голландии. Другими известными нидерландскими архитекторами были Герман Хендрик Баандерс и Геррит ван Аркель. Они выполнили проекты офисного здания «Астория» (1904—1905) в Амстердаме; железнодорожного вокзала в Харлеме (1906—1908) и бывшего офисного здания компании «Holland America Line» (1917) в Роттердаме.
Известным художником-графиком и книжным иллюстратором был Ян Tороп, представитель символизма в нидерландском изобразительном искусстве. В его работах, в рисунке и цвете, прослеживалось влияние искусства Восточной Азии, в частности острова Ява.

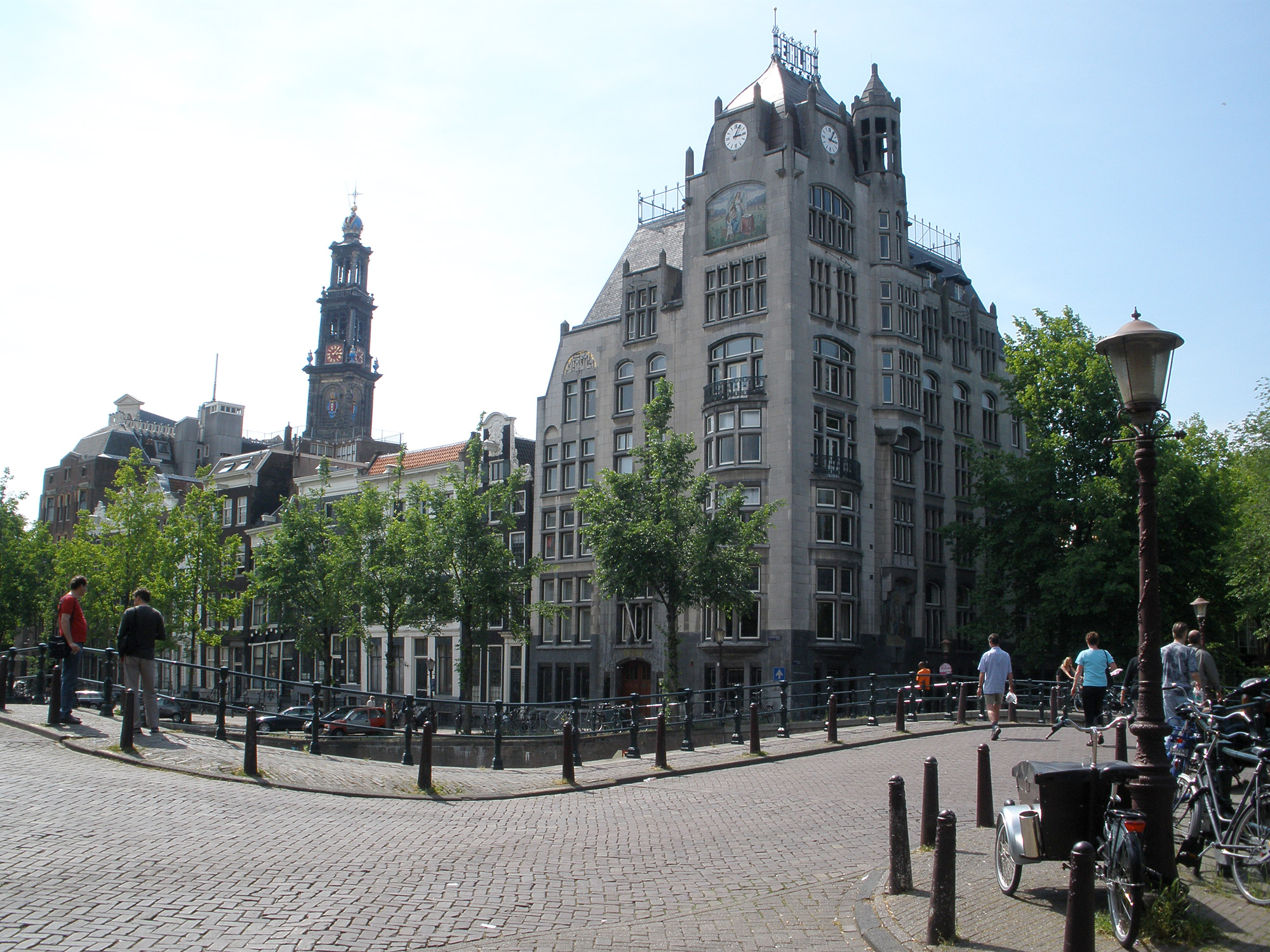
Здание «Астория». 1905. Амстердам. Архитекторы Г. Баандерс, Г. Ван Аркель
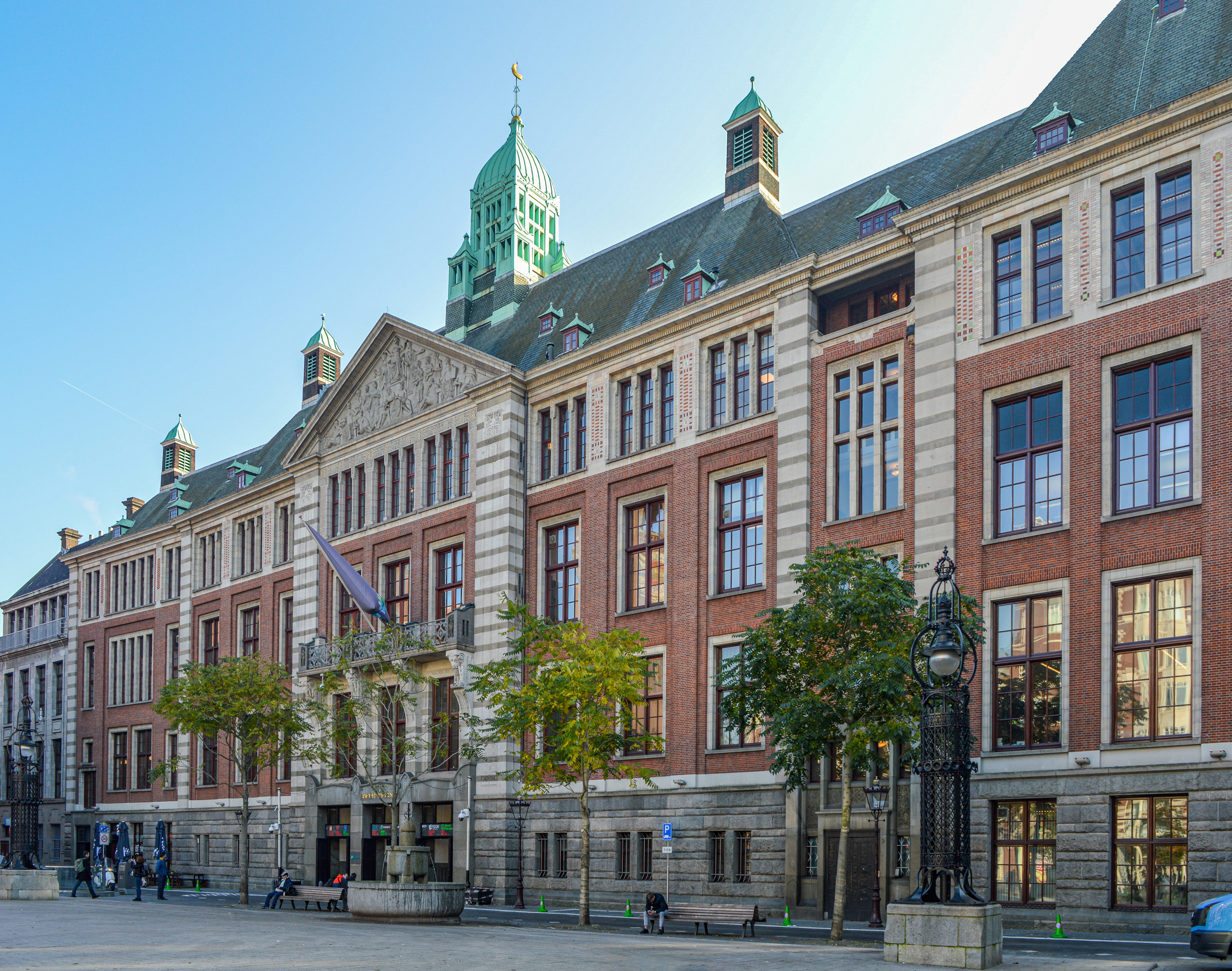
Амстердамская фондовая биржа. 1896—1903. Архитектор Х. П. Берлаге
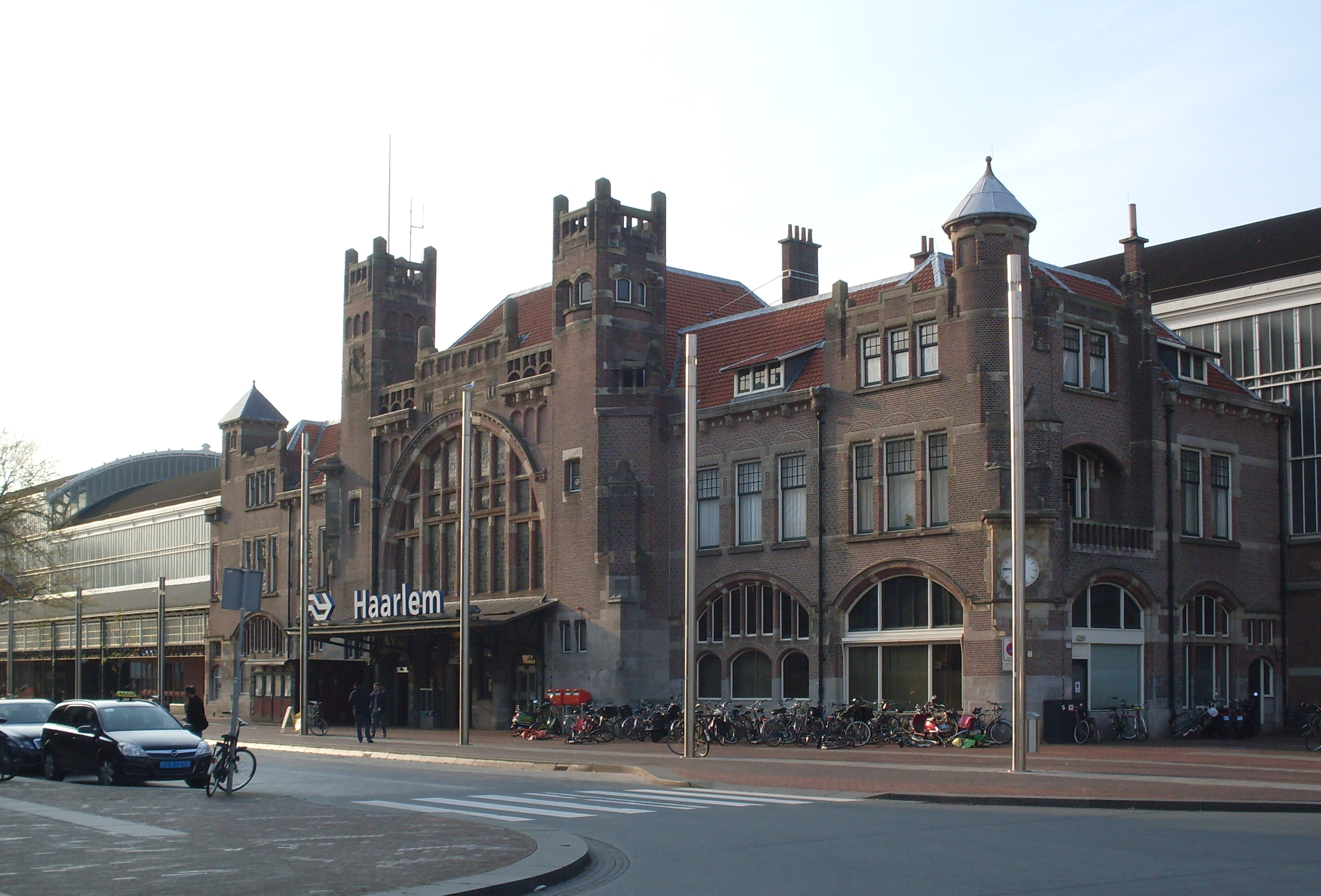
Железнодорождный вокзал в Харлеме. 1906—1908. Архитекторы Г. Баандерс, Г. Ван Аркель
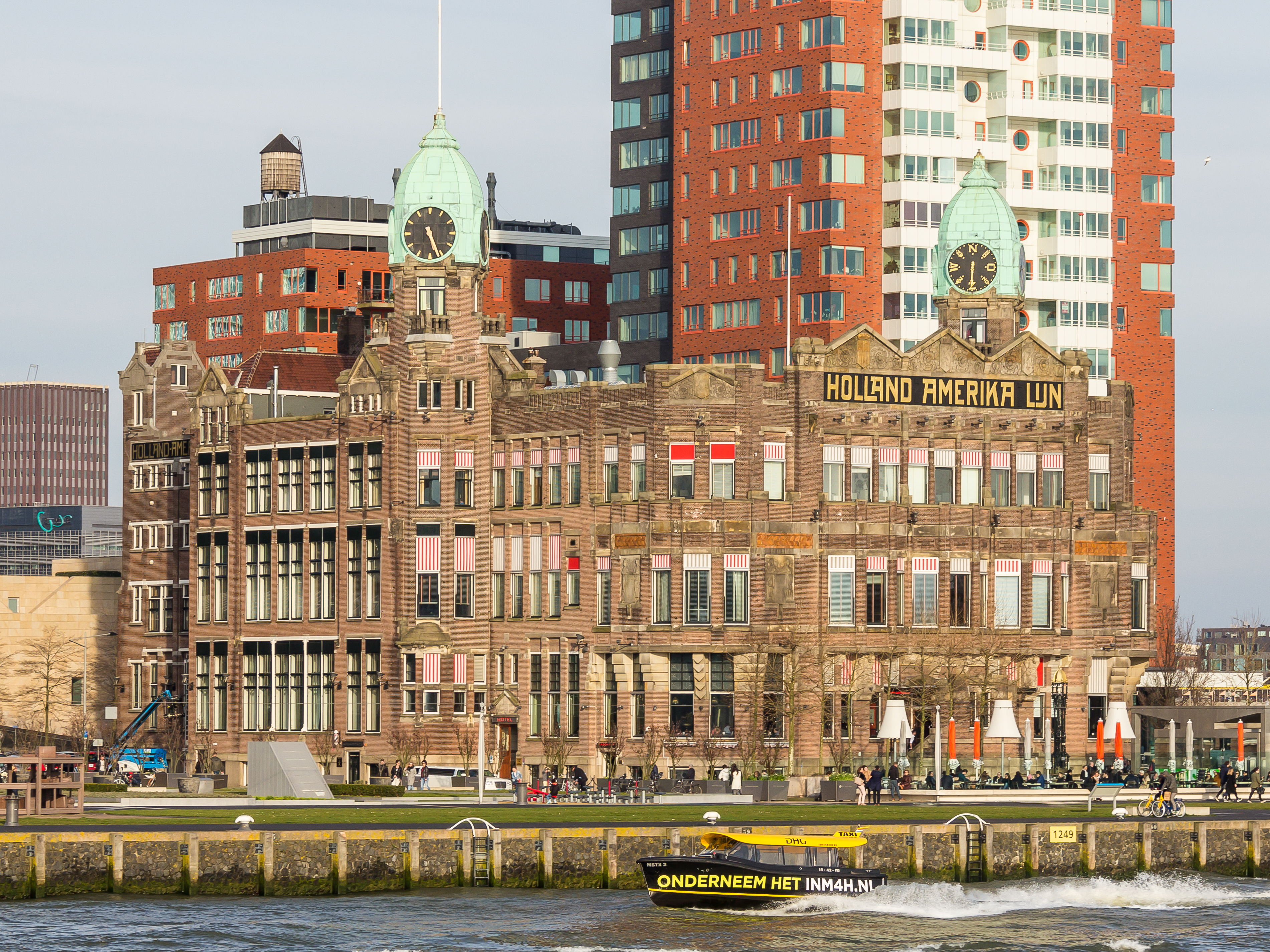
Здание Holland America Line. 1917. Архитекторы Г. Баандерс, Г. Ван Аркель

### «Стиль Либерти» в Италии
В 1875 году британский коммерсант Артур Ласенби Либерти, который специализировался на импорте текстиля и предметов искусства из стран Дальнего Востока, открыл в Лондоне магазин «Liberty & Co» на Риджент-стрит, где стал торговать экзотическими товарами, в том числе тканями, веерами, гравюрами, фарфором) из Восточной Азии. На первой Международной выставке современного декоративного искусства (l’Esposizione internazionale d’arte decorativa moderna) в Турине в 1902 году работы многих мастеров ар-нуво, в том числе при поддержке А. Л. Либерти, имели большой успех до такой степени, что этот стиль в Италии стал известен как «Stile Liberty». Стиль либерти был особенно популярен в крупных городах за пределами Рима, которые стремились создать отчётливую культурную идентичность, особенно в Милане, Палермо и Турине.
Мастера итальянского «стиля либерти», как и в других версиях ар-нуво, стремились превратить обыденные предметы в необычные произведения искусства. В отличие от французского и бельгийского вариантов ар-нуво, основанных на стилизации природных мотивов, стиль либерти находился под влиянием традиционного итальянского барокко с вычурными, пышными орнаментами и пёстрым цветовым решением. Итальянский поэт и критик Габриеле д’Аннунцио писал в 1889 году, когда этот стиль только зарождался: «гениальный чувственный разврат барокко является одним из определяющих вариантов итальянского модерна».
Самым прославленным мастером итальянского модерна был Карло Бугатти. Его произведения, в основном образцы мебели, отличались экзотичностью декора с включением необычных материалов. Мастер создал свой индивидуальный стиль мебели. Его продукция, как правило, выходила из мастерской отдельными экземплярами и была очень дорогой. Свою мебель Бугатти украшал восточными: турецкими или японскими орнаментами и загадочными письменами. Он экспериментировал с новыми формами и материалами, используя пергамент, олово, латунь, верблюжью или львиную шкуру и чеканную медь для покрытия поверхностей, а также инкрустации экзотическими для мебели материалами, такими, как слоновая кость, перламутр, бронза, керамика, ткани, тропические сорта дерева.
Мебель Бугатти была впервые показана в 1888 году на выставке в Милане и на Итальянской выставке в Лондоне (l’Esposizione Italiana di Londra) и имела большой успех. Знаменитым театральным декоратором был Галилео Чини; он разработал декорации для двух знаменитых опер Джакомо Пуччини «Джанни Сикки» и «Турандот».

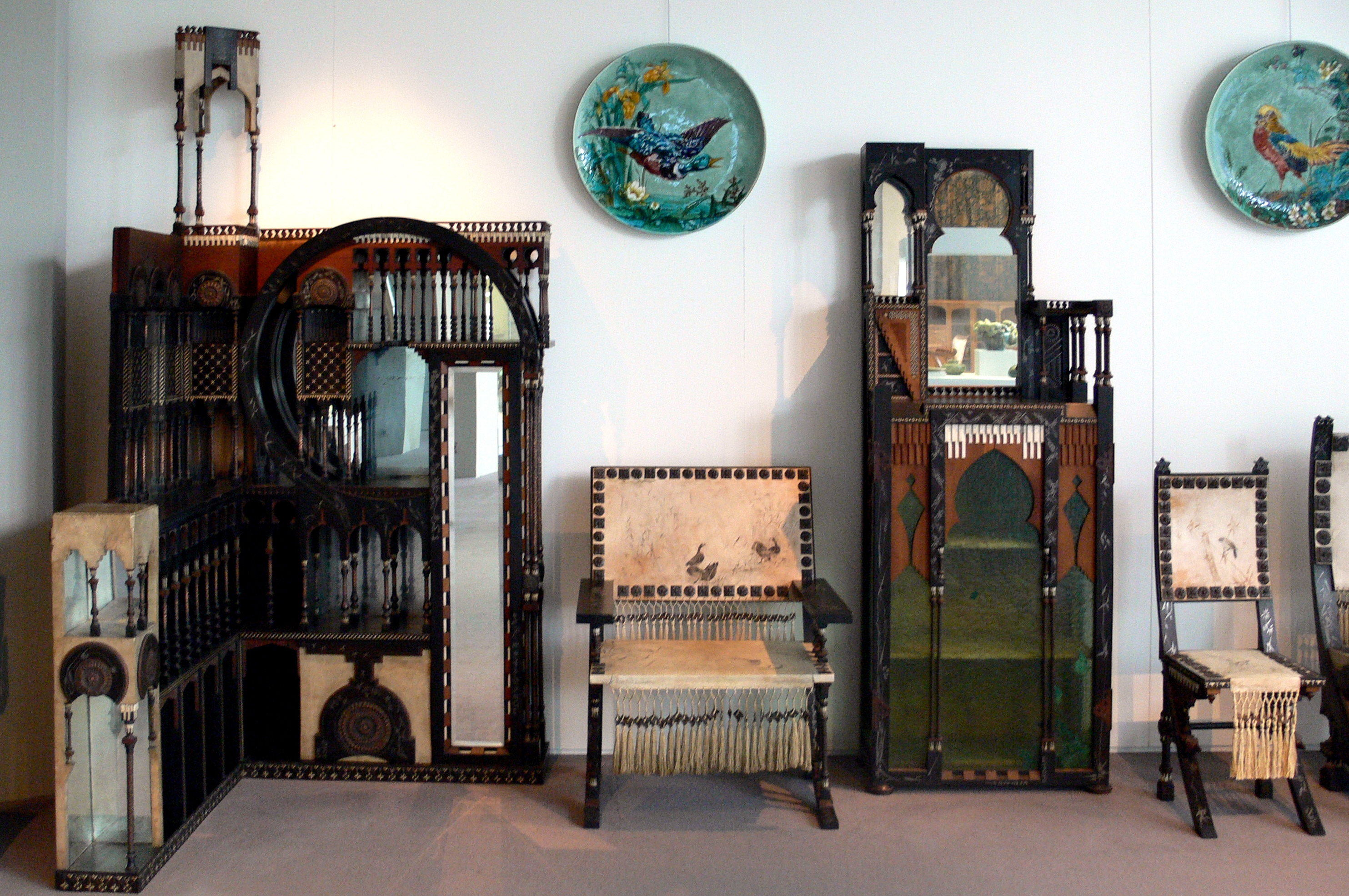
К. Бугатти. Меблировка Салона. Ок. 1885 г. Милан
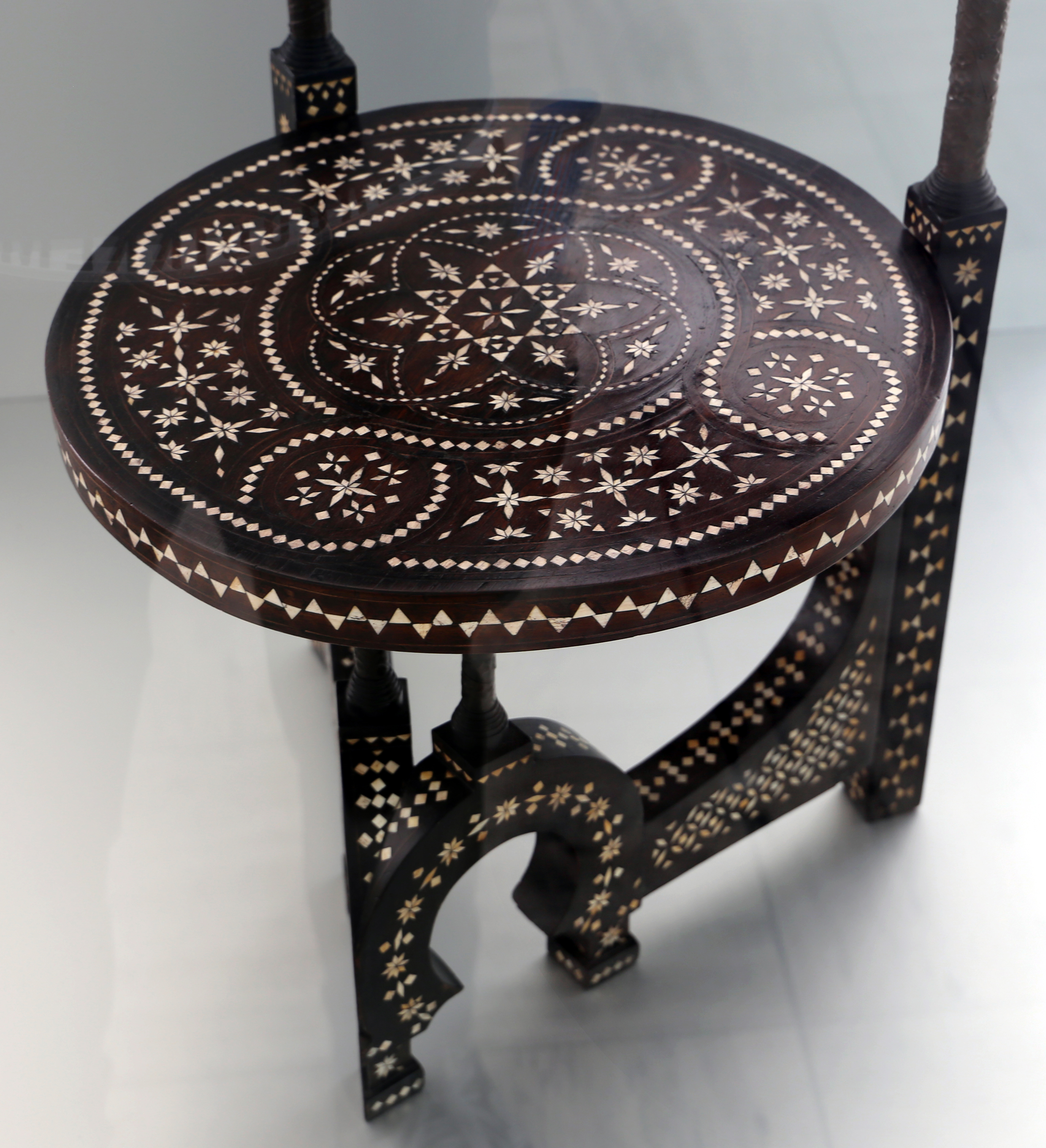
К. Бугатти. Табурет. Ок. 1895. Музей Бойманса — ван Бёнингена, Роттердам
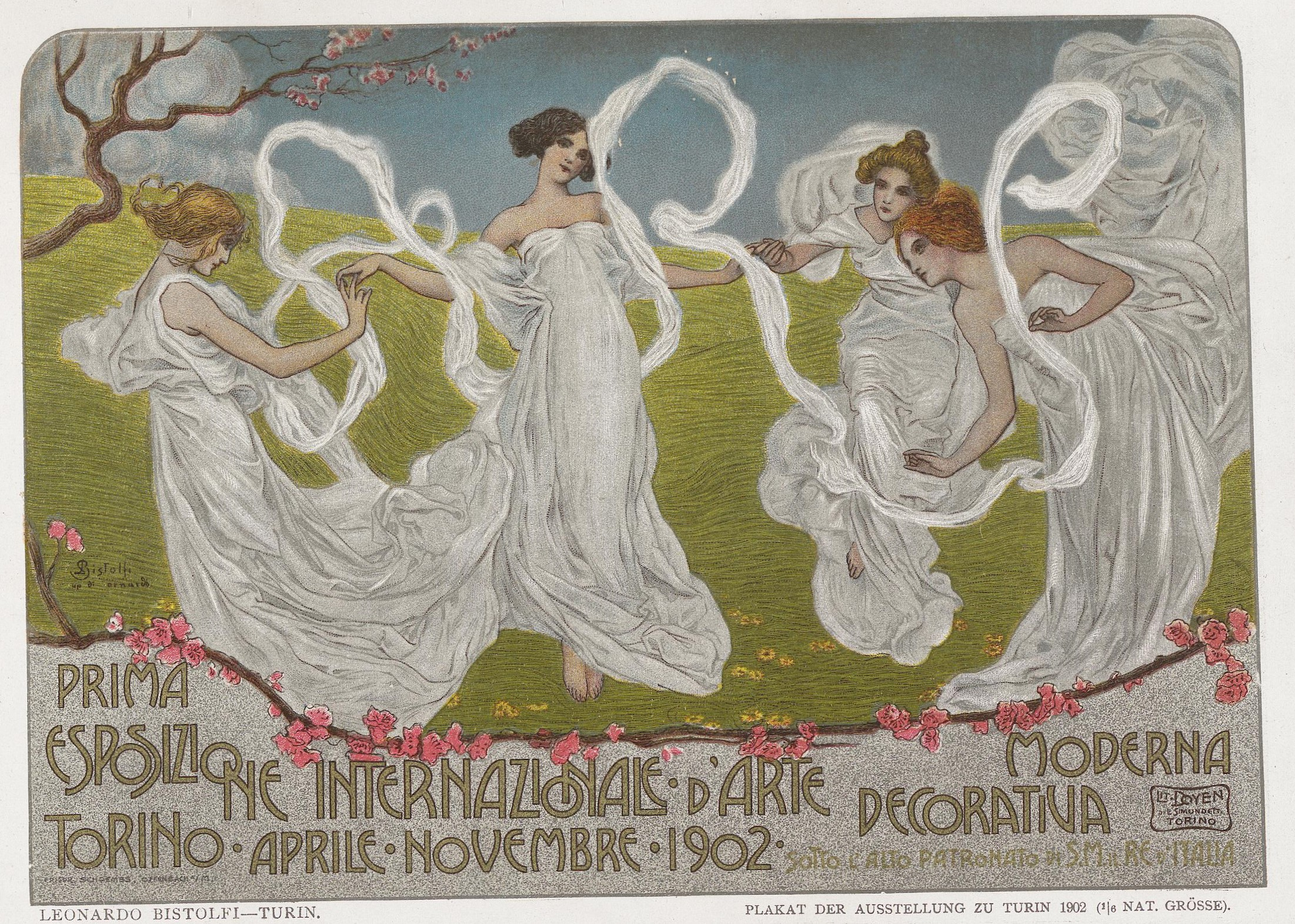
Л. Бистольфи. Плакат Туринской выставки 1902 года
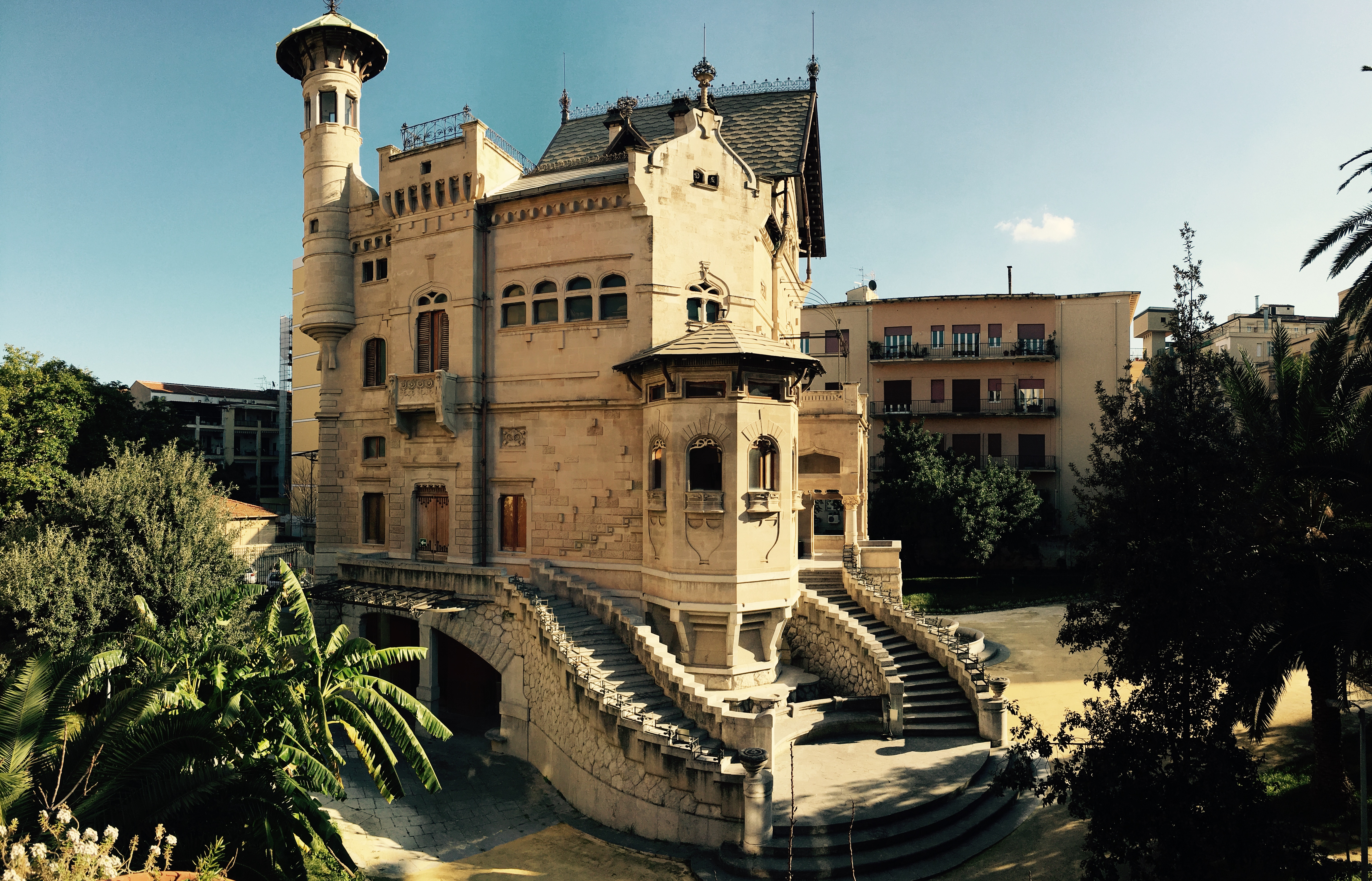
Виллино Флорио. Палермо. 1899—1902. Архитектор Э. Базиле

### Русский модерн
В отношении искусства рубежа XIX—XX веков на территории европейской части Российской империи чаще используют условное обобщающее наименование «русский модерн». Такое название условно, прежде всего потому, что на протяжении истории и, в особенности, в переломные эпохи, к каковой относится русский «серебряный век», национальное искусство питалось обоюдными западноевропейскими, восточноевропейскими и иными источниками.
Столь многообразная эстетическая и иконографическая основа стала также причиной нескольких, иногда почти взаимоисключающих, течений, которые входят в понятие «русского модерна». В поисках собственного национального пути часть художников видела перспективы развития в западноевропейской культуре, включая обращение к античности. К ним относятся «кружок» А. Н. Бенуа в Санкт-Петербурге, а затем, с 1898 года, члены редакции и авторы журнала «Мир Искусства».
Значительным вкладом «Мира искусства» в развитие русского и западноевропейского модерна стало создание труппы «Русский балет» во главе с Сергеем Дягилевым с костюмами и декорациями, разработанными Л. Бакстом и Бенуа. Премьера спектаклей «Русских сезонов» состоялась в Париже в 1909 году. Костюмы и декорации спектаклей воспроизводились в ведущих парижских журналах: «Иллюстрация» (фр. L’Illustration), «Парижская жизнь» (фр. La Vie parisienne), благодаря этому «русский стиль» стал известен в Париже. Балетная труппа осталась в Париже сначала из-за начала Первой мировой войны, а затем и русской революции в 1917 году, и по иронии судьбы никогда не выступала в России.
Одним из главных течений в искусстве русского модерна стал неорусский стиль, ретроспективный по идеологическим установкам, но новаторский в приёмах композиции и формообразования, стилизующих традиционные элементы древнерусской архитектуры, иконописи и народного искусства. Таково творчество В. М. Васнецова, отчасти М. А. Врубеля, И. Я. Билибина, С. В. Малютина, членов художественных кружков Абрамцево и Талашкино.
Отчасти ретроспективная по содержанию архитектура северного модерна, типичная для Швеции и Финляндии, получила распространение в Санкт-Петербурге, но она приобрела, в отличие от скандинавских стран, не национально-романтический, а общекультурный характер, поскольку функцию национально-романтического течения выполнял неорусский стиль. В Санкт-Петербурге северный модерн также часто приобретал преконструктивистский характер, прежде всего в творчестве Ф. И. Лидваля, А. Ф. Бубыря и Н. В. Васильева.
Во многих случаях преконструктивистские тенденции северного модерна соединялись с формообразующими принципами модерн-классицизма, в котором подчас объединены элементы традиционного классицизма и даже палладианства с декором франко-бельгийского ар-нуво (так называемый «флоральный стиль»), но общая композиция остаётся классицистической. Совершенно оригинальными являются произведения неопалладианского стиля И. А. Фомина и А. В. Щусева.
Однако в целом здания периода модерна не отсылают к прошлому, а активно используют новые материалы и технологии (лифт, железобетон). Яркими примерами архитектуры модерн-классицизма являются «несгораемый» из камня, железа и стекла Дом компании «Зингер», построенный в 1902—1904 годах по проекту П. Ю. Сюзора, Торговый дом «С. Эсдерс и К. Схейфальс» (1906—1907, архитекторы В. А. Липский и К. Н. де Рошфор) и Дом торгового товарищества «Братья Елисеевы» (1902—1903, гражданский инженер Г. В. Барановский) в Санкт-Петербурге.

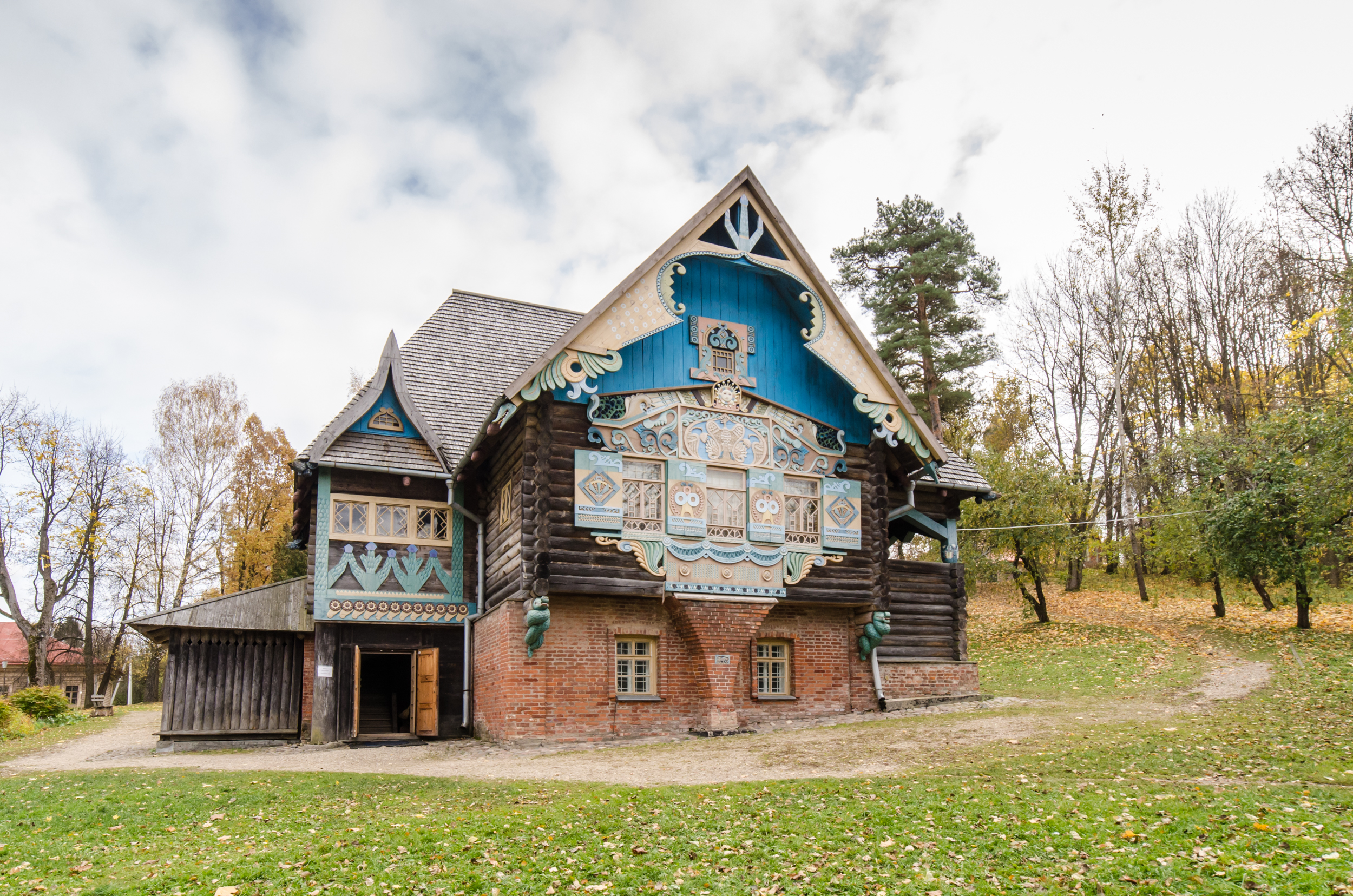
Теремок в Талашкино. По рисунку С. В. Малютина
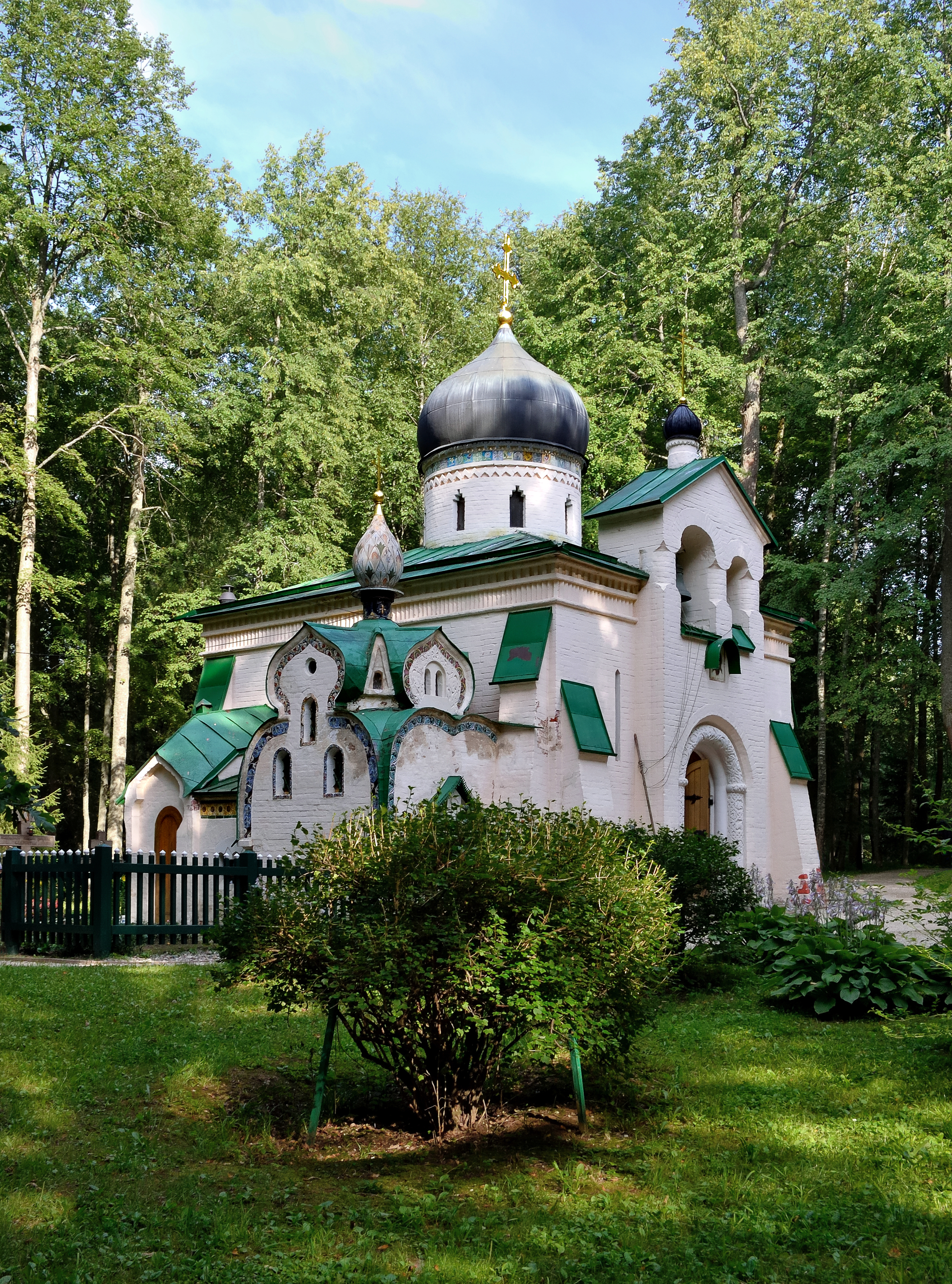
Церковь Спаса Нерукотворного в Абрамцево. 1881—1883. Художники Абрамцевского кружка
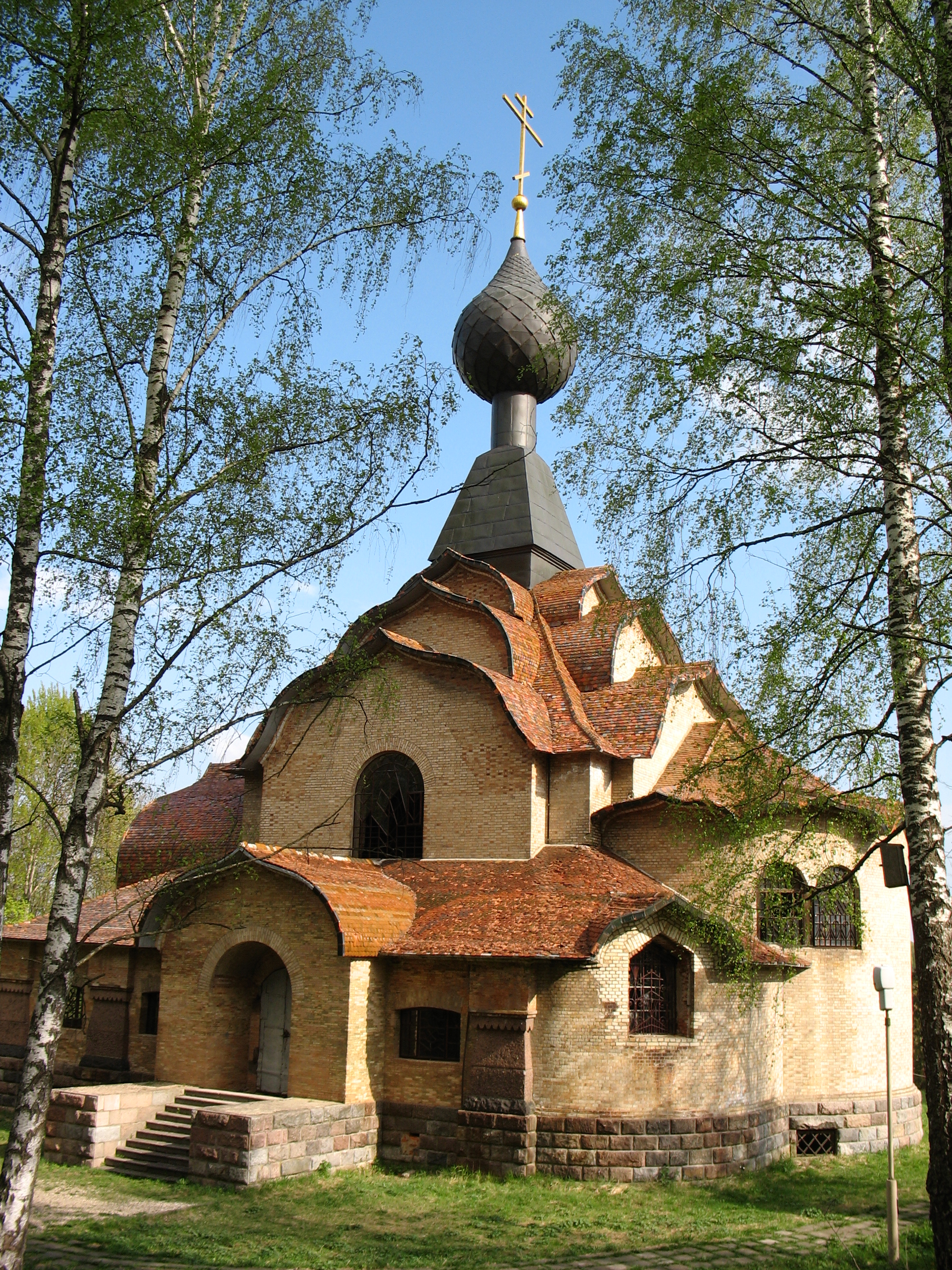
Церковь Святого Духа в Талашкино. 1900—1905. По рисунку С. В. Малютина
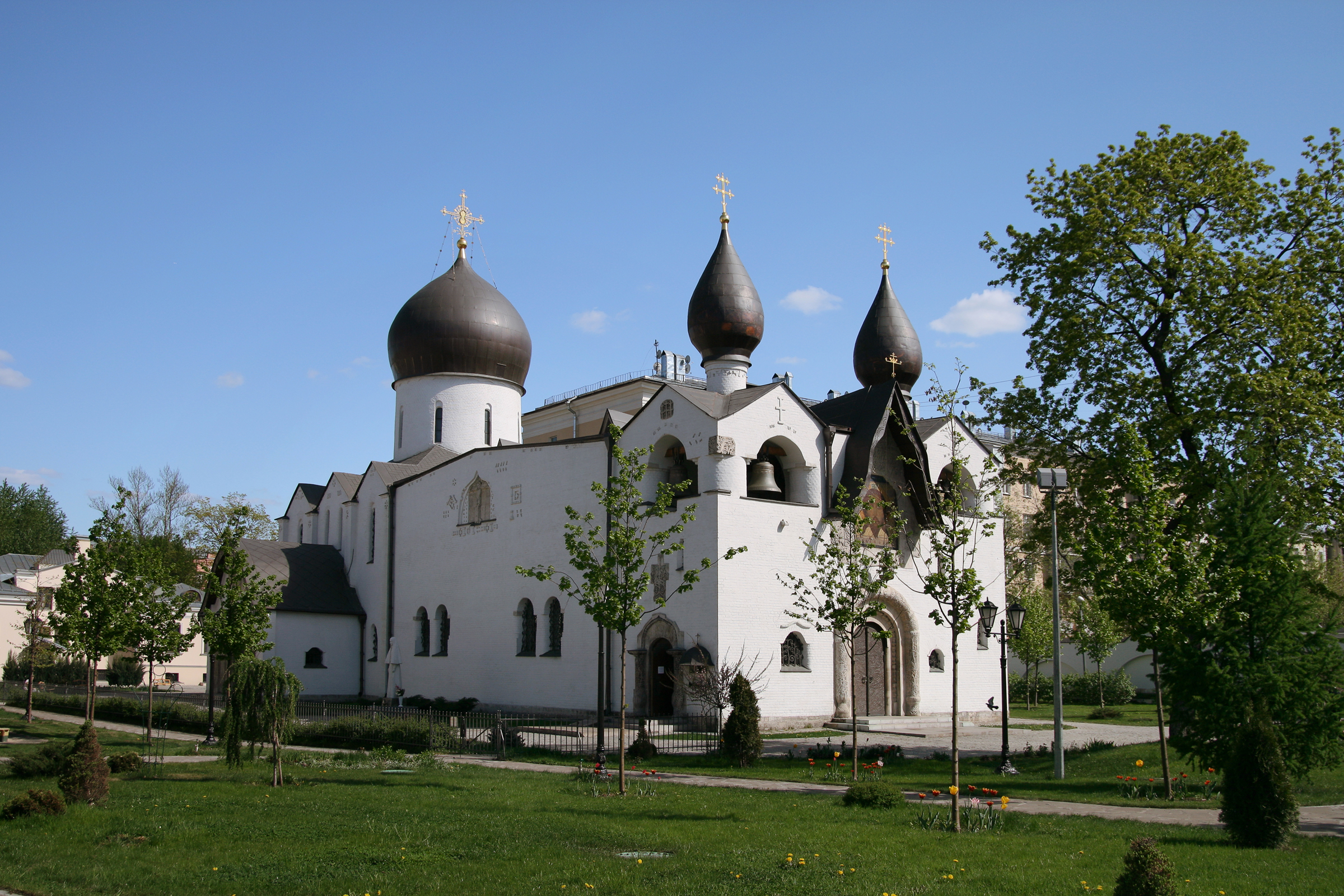
Собор Марфо-Мариинской обители на Ордынке в Москве. 1910. Архитектор А. В. Щусев
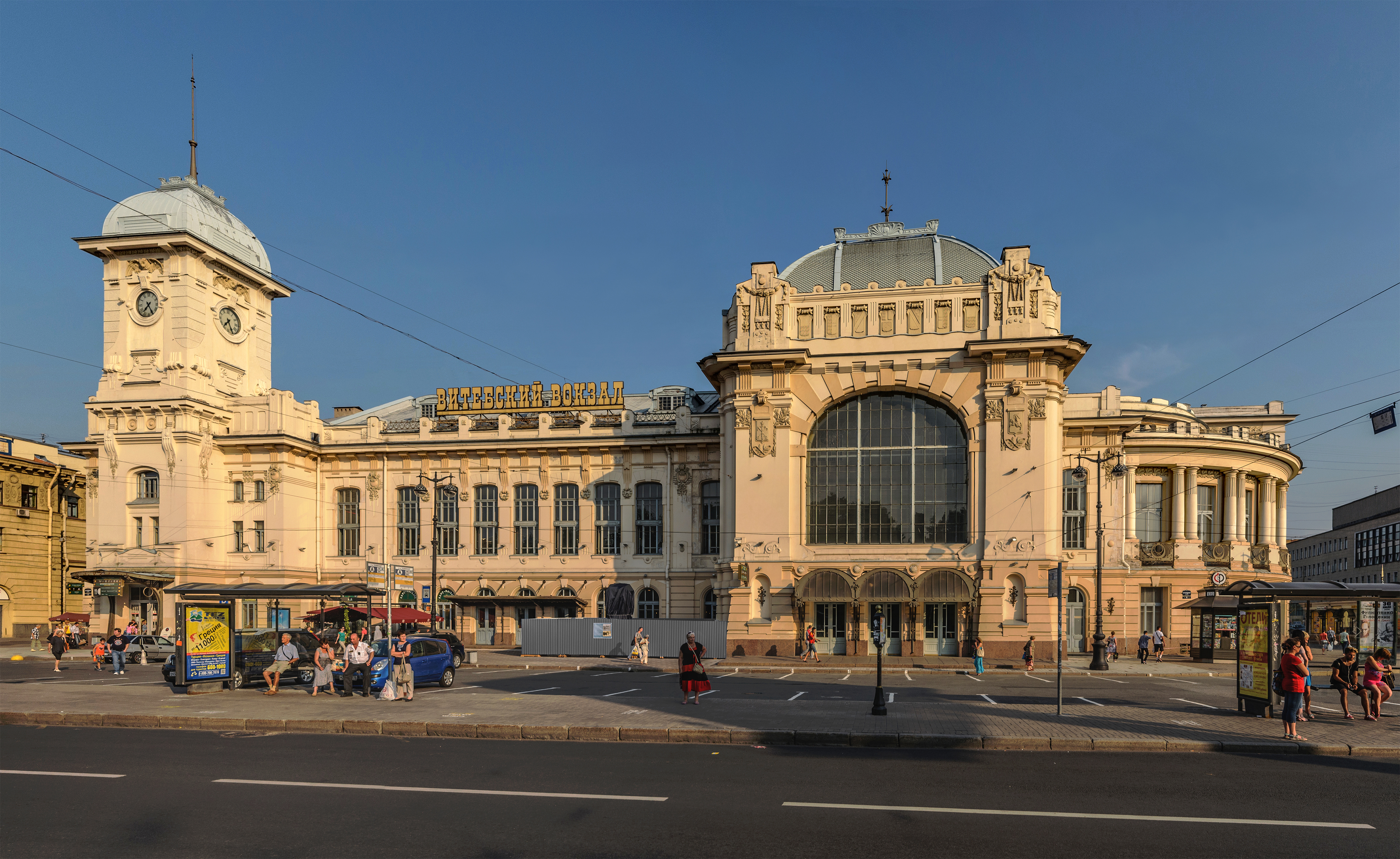
Здание Витебского вокзала в Санкт-Петербурге. 1904. Архитектор С. А. Бржозовский
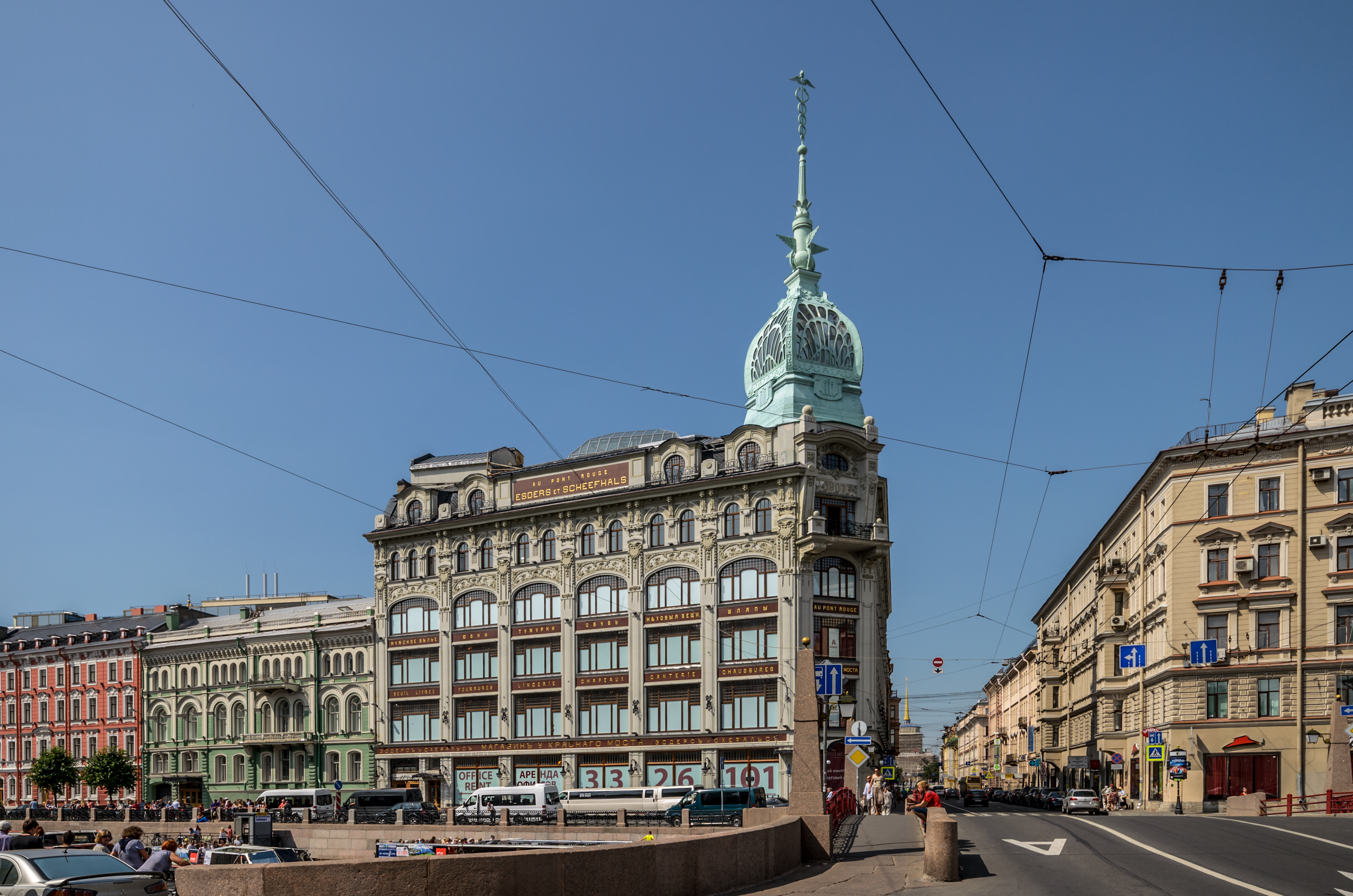
Торговый дом «С. Эсдерс и К. Схейфальс». 1906—1907. Архитекторы В. А. Липский и К. Н. де Рошфор
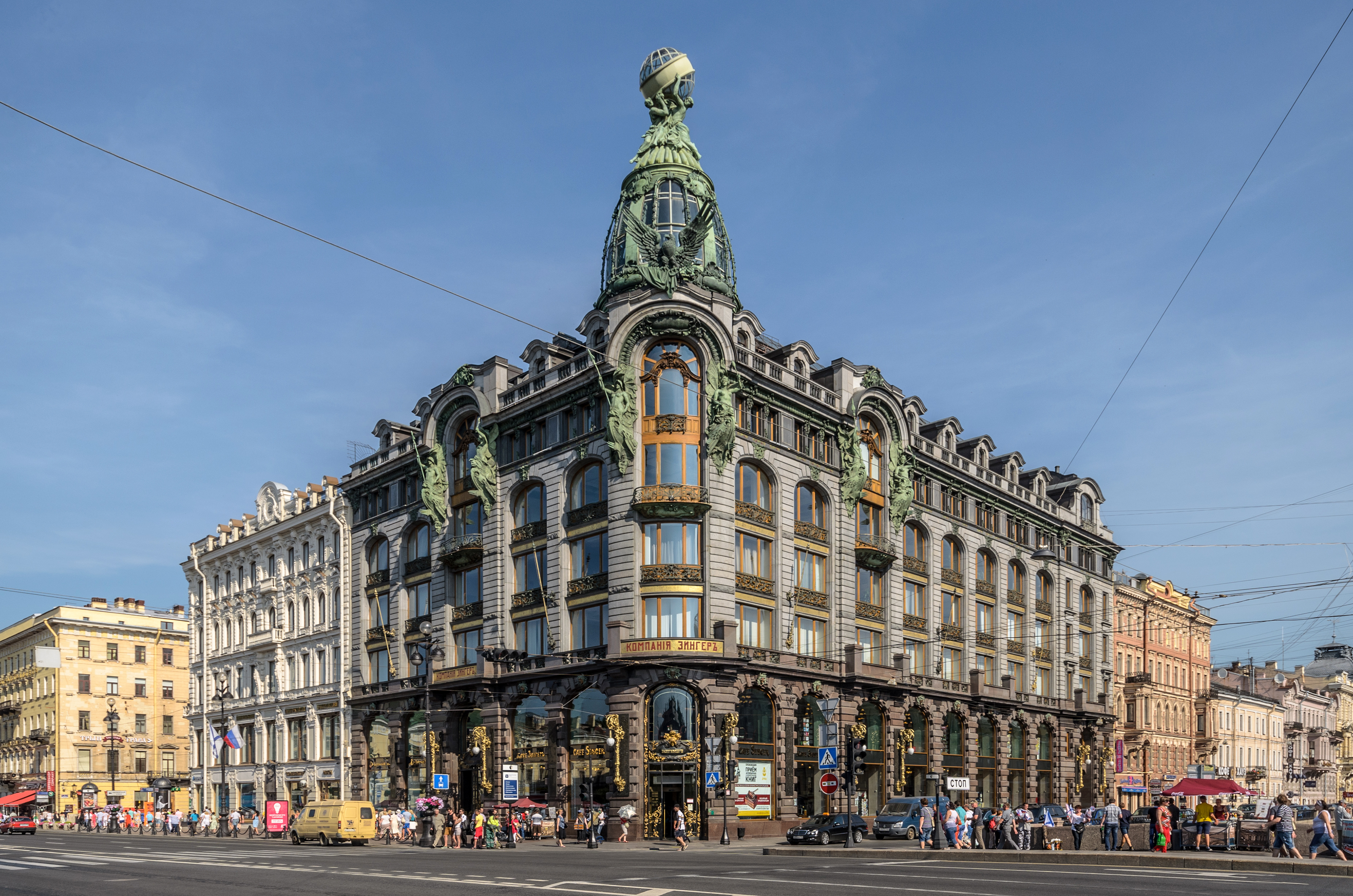
Дом компании «Зингер», Санкт-Петербург. 1902—1904. Архитектор П. Ю. Сюзор
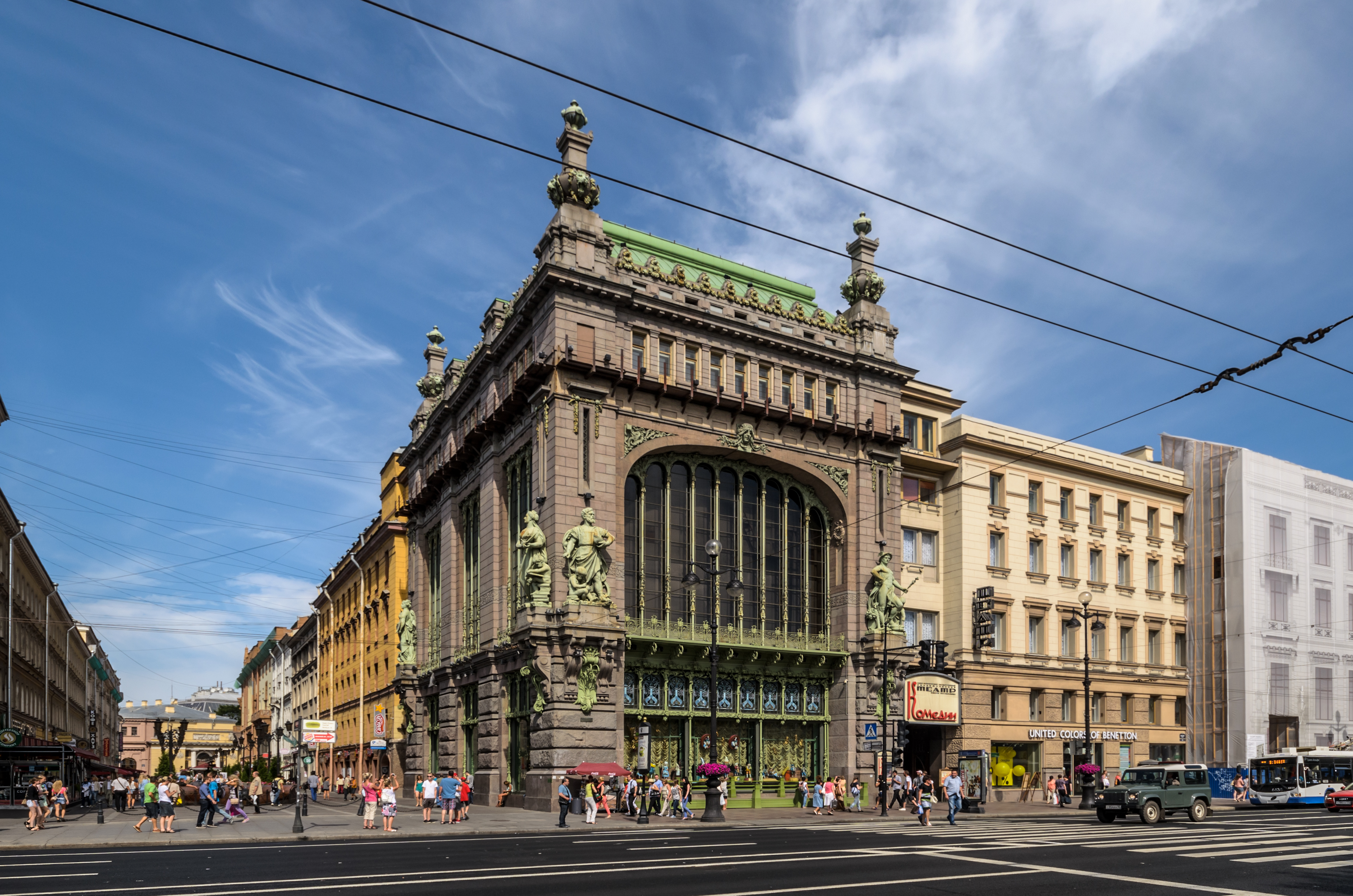
Дом торгового товарищества «Братья Елисеевы». 1902—1903, Санкт-Петербург. Гражданский инженер Г. В. Барановский

#### Искусство модерна в Латвии
Рига, современная столица Латвии, в период рубежа XIX—XX веков была одним из крупнейших городов Российской империи, в котором архитектура модерна имела собственную специфику. Стиль ар-нуво стал пользоваться популярностью и занял доминирующее положение в городе после Латвийской этнографической выставки в 1896 году и выставки промышленности и ремёсел в 1901 году. Здания, построенные в стиле рижского модерна, составляют примерно треть всех зданий в центре латвийской столицы, что сделало Ригу городом с высокой концентрацией архитектуры модерна в Европе. Количество и качество объектов архитектуры модерна стало одним из критериев для включения исторического центра Риги в Список объектов всемирного наследия ЮНЕСКО в Латвии.
В архитектуре рижского модерна выделяют следующие модификации:
- «Декоративный модерн» с обилием элементов флорального декора. Примерами этой разновидности являются постройки М. О. Эйзенштейна.
- «Перпендикулярный модерн» с геометрическим орнаментом, интегрированном в характерные «вертикальные композиции» фасадов зданий. Несколько универмагов в Риге были построены в этом стиле.
- Национальный романтический модерн, произведения которого вдохновлены народным искусством.
- Неоклассическое направление с элементами декора в стиле ар-нуво

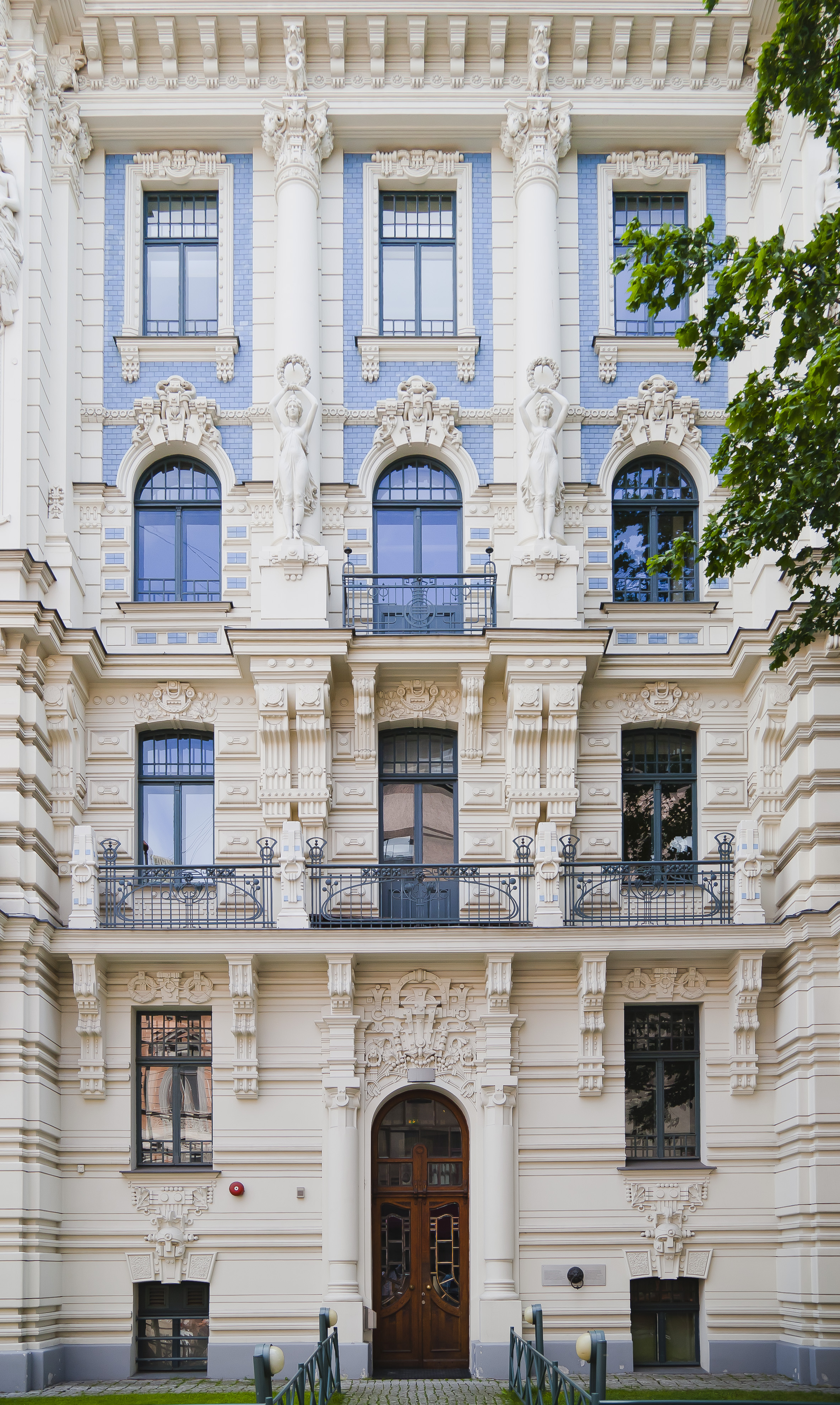
Эклектичный модерн: здание на улице Альберта в Риге. Архитектор М. О. Эйзенштейн
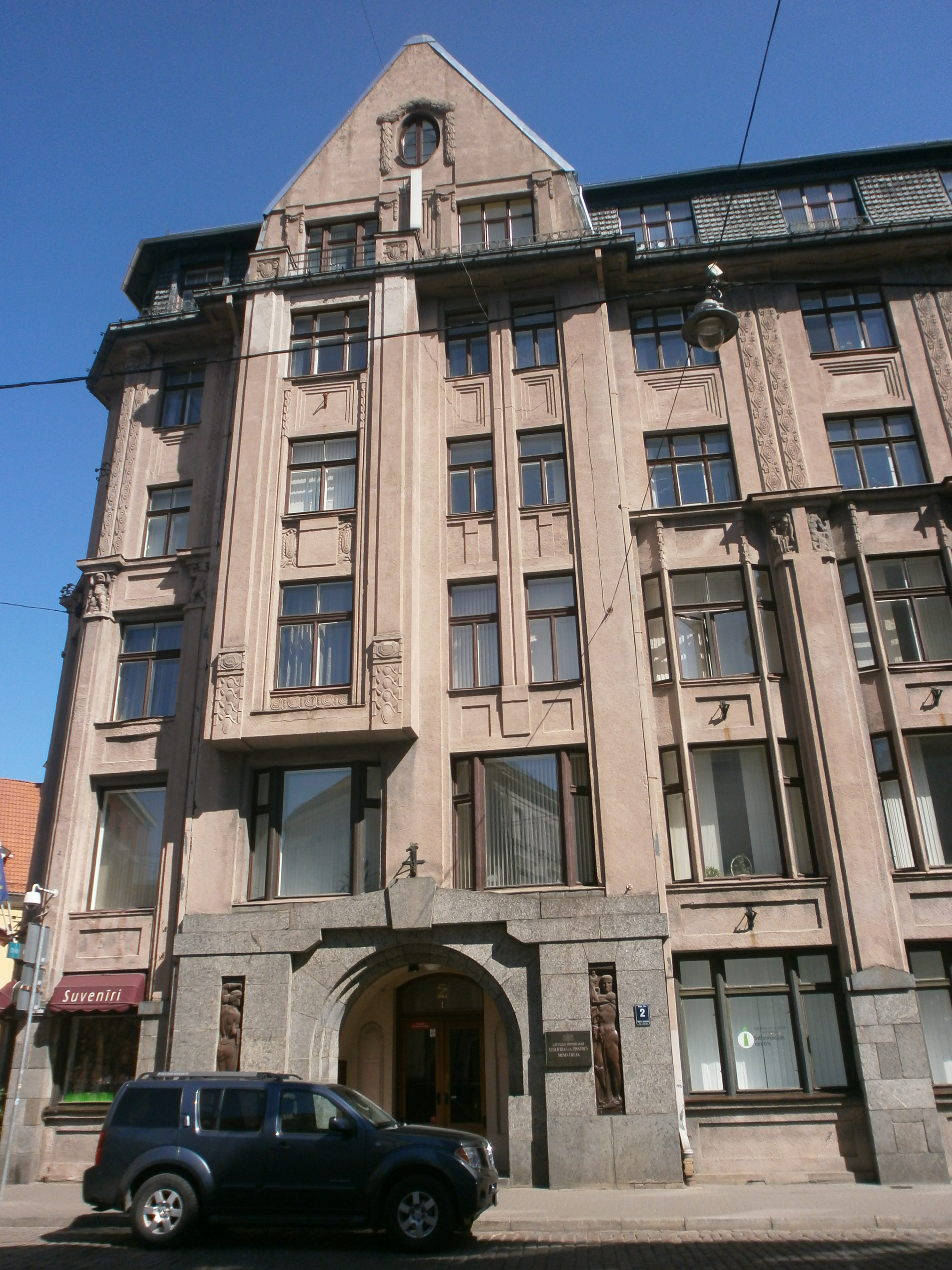
«Вертикальный» модерн. Здание министерства образования в Риге. Архитектор А. Фольц
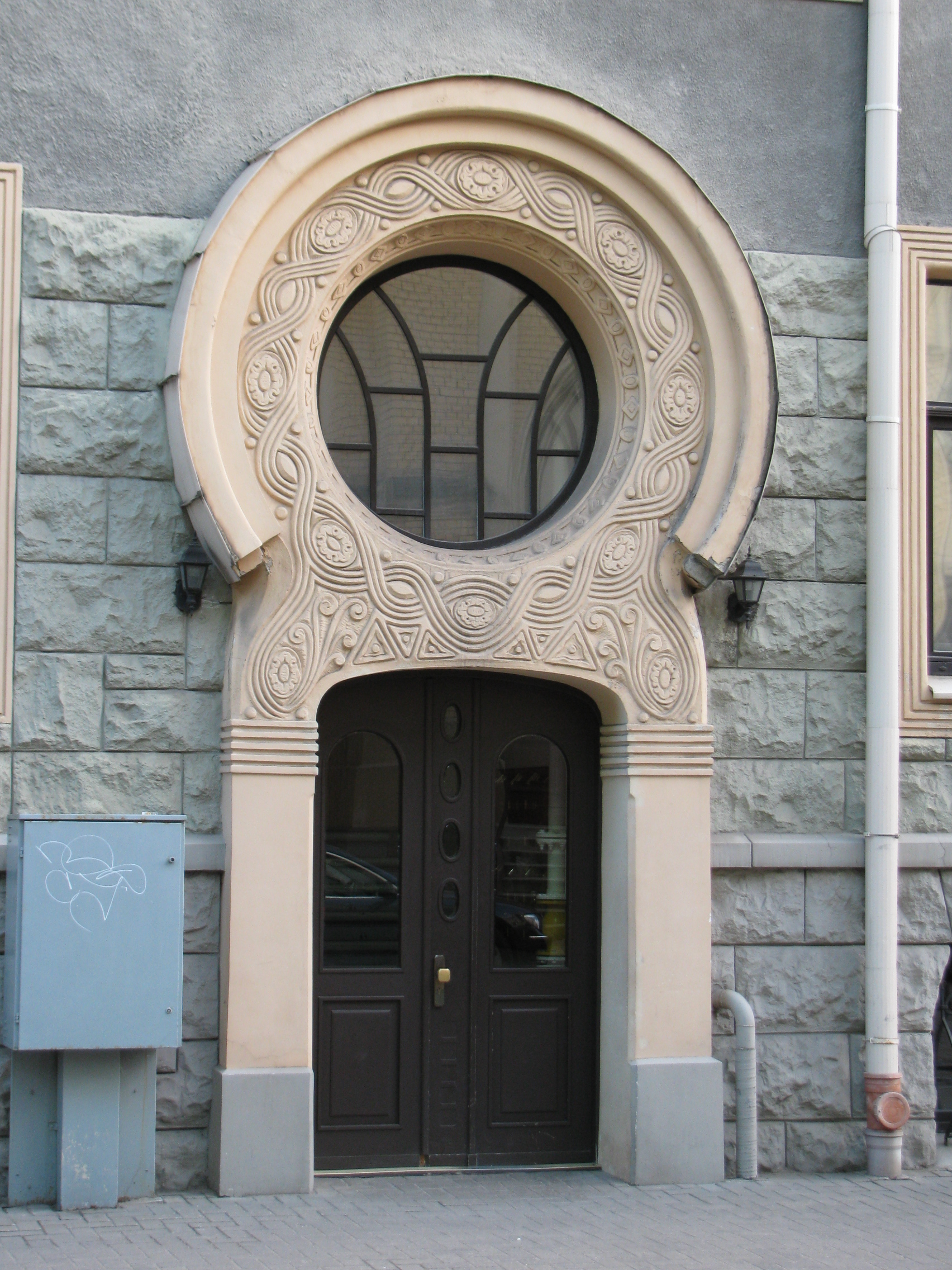
Национальный романтический модерн. Декор дверного проёма. 1908. Рига. Архитектор К. Пекшенс
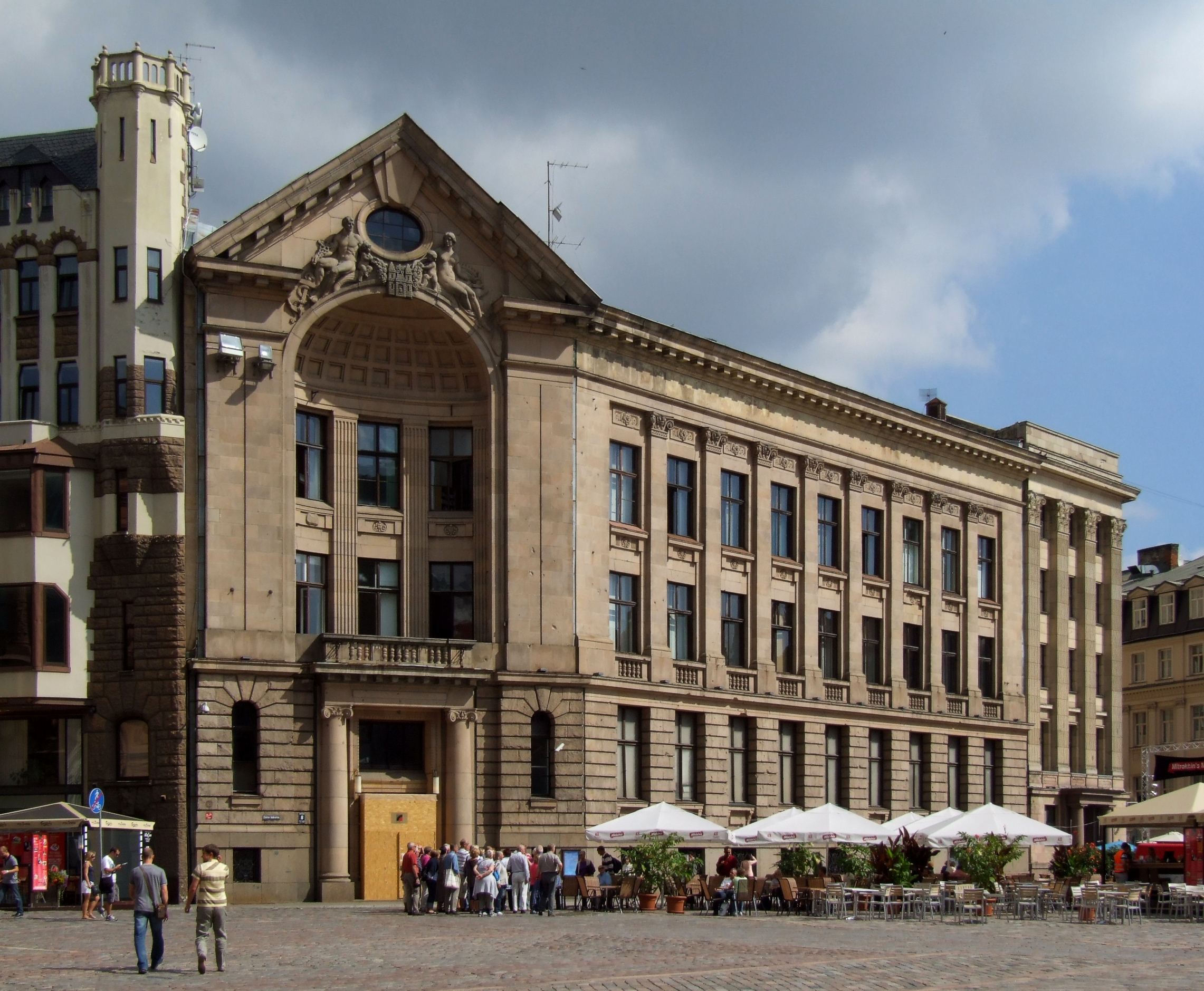
Неоклассический стиль с элементами модерна. Здание в Риге. 1913. Архитектор П. Г. Мандельштам

#### Развитие модерна в Грузии
В период экономического подъёма в конце XIX — начале XX-ого веков, имевшего место в Закавказье, связанного с ростом добычи нефти на бакинских месторождениях и проходящего через территорию Грузии транзита нефти и нефтепродуктов, а соответственно, и увеличению денежных потоков, в Тифлисе (ныне Тбилиси), как в административном центре Российской империи на Южном Кавказе, начинается строительный бум, охвативший как правобережную, так и левобережные части города. Всего в Тифлисе насчитывается порядка 250 сооружений, относящихся к модерну. Диапазон стилевых оттенков в столице Грузии достаточно широк: от сдержанного северного модерна до причудливых и экзотичных по замыслу зданий, созданных в духе ориентализма. В тифлисском модерне проявили себя как зодчие приехавшие из России и Европы, так и плеяда выдающихся местных архитекторов. Наиболее значимыми архитекторами, работавшими по линии модерна в Тифлисе были: Пауль Штерн, Леопольд Бильфельд, Карл Цаар, Степан Кричинский, Александр Рогойский, Михаил Огаджанов, Симон Клдиашвили. В декорировании и отделке строений модерна в Тифлисе особо отличилась мраморная мастерская Анджело Андреолетти.
Кроме Тифлиса архитектура модерна присутствует в других частях Грузии, один из её образцов — Дворец принца Александра Ольденбургского в Гаграх, построенный по проекту архитектора Григория Люцедарского.

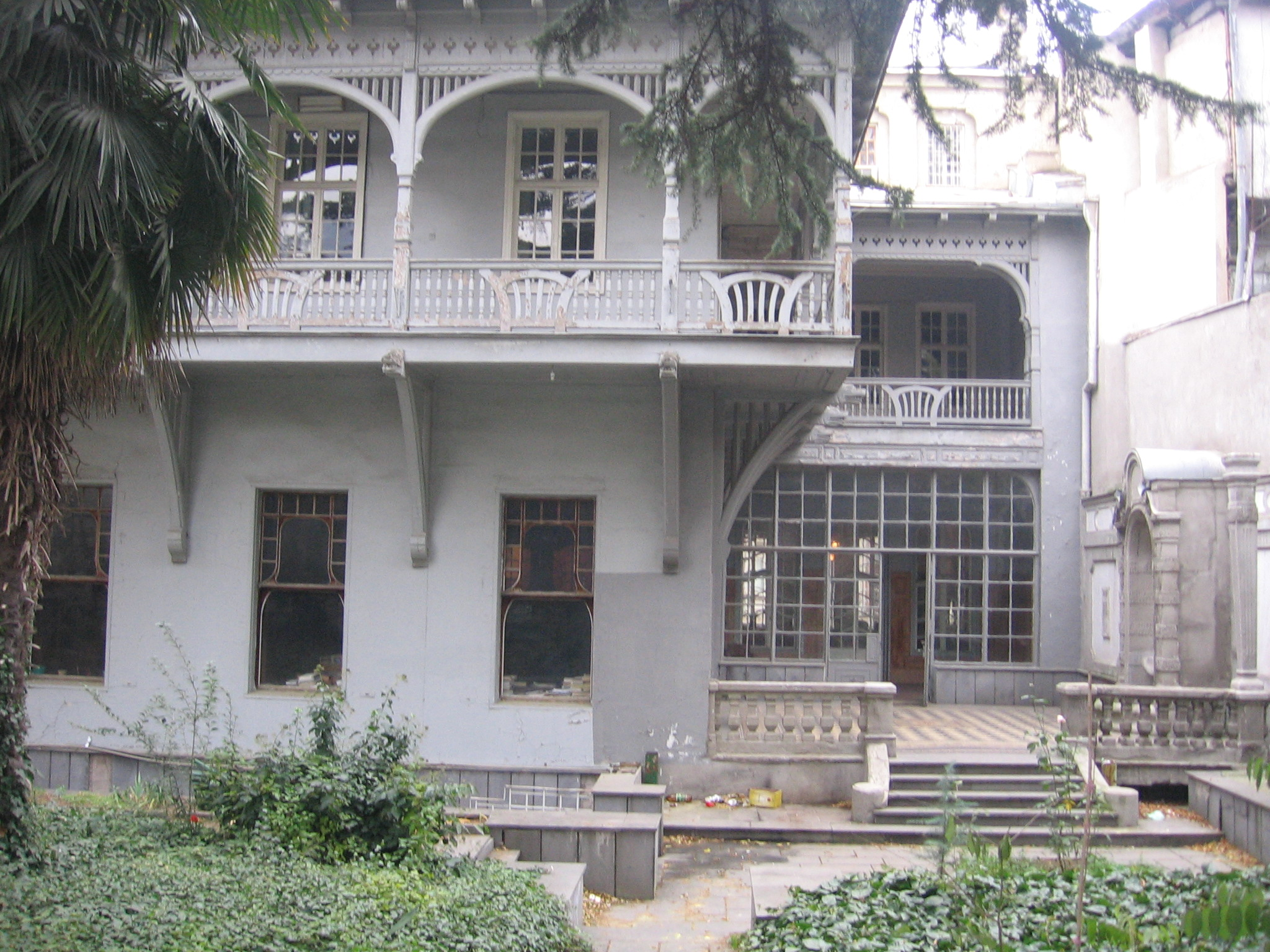
Дом писателей Грузии, Карл Цаар, Тифлис, Грузия, 1905 год
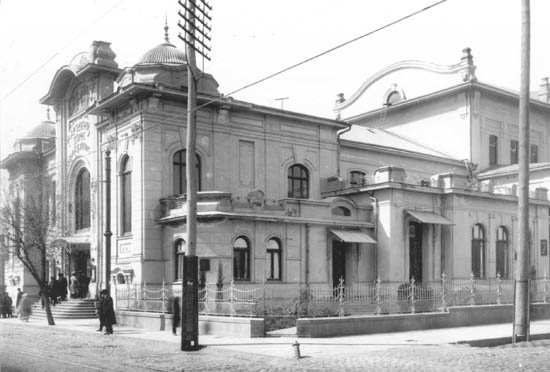
Народный дом Зубалова, Степан Кричинский, Тифлис, Грузия, 1907 год
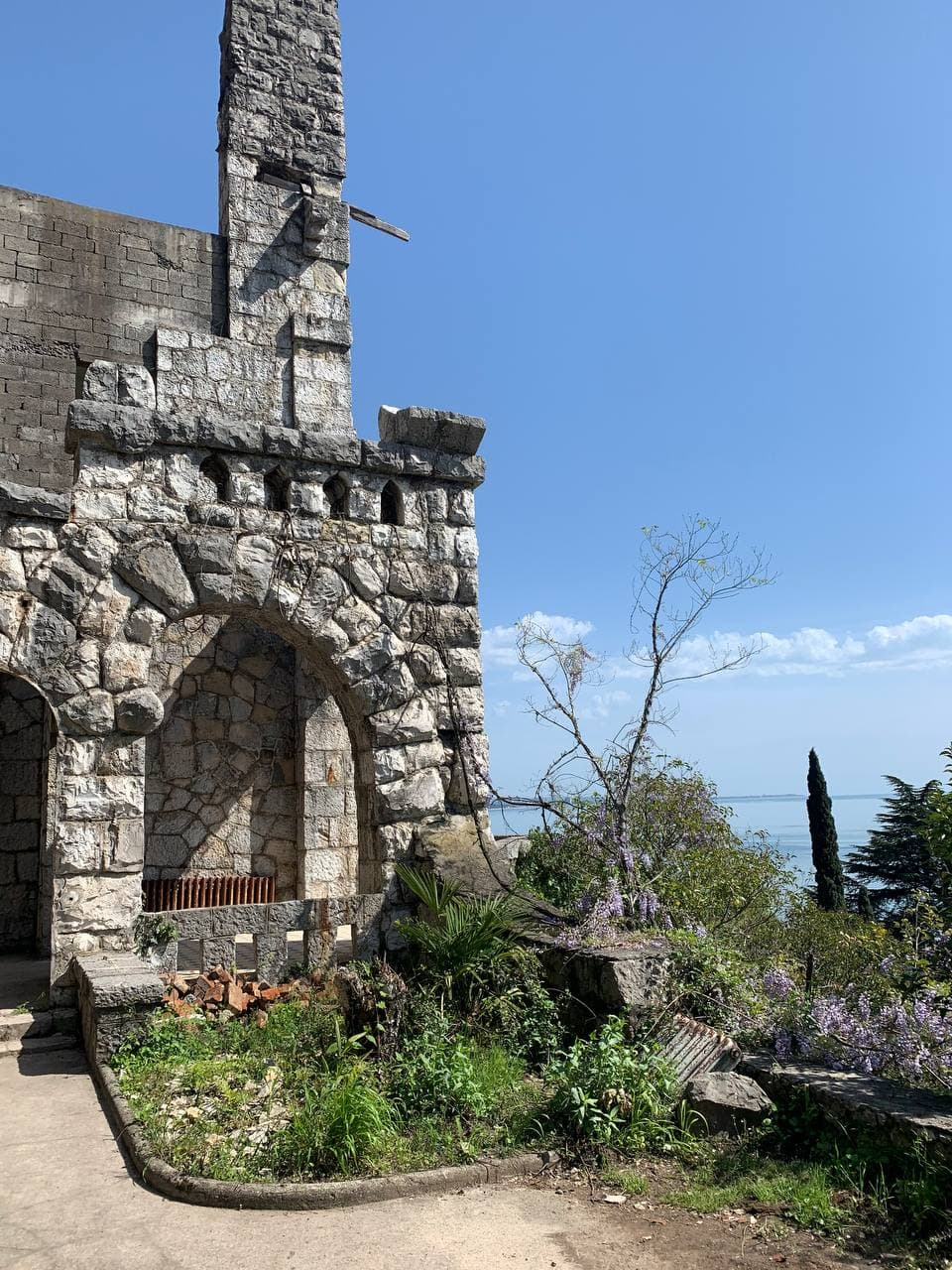
Дворец принца Александра Ольденбургского, Григорий Люцедарский, Гагры, Грузия, 1898 - 1902 годы.

### Развитие модерна в Скандинавских странах
Модерн был популярен в скандинавских странах, где он получил название «Северный модерн», и включал в себя в каждой отдельно взятой стране характерный для неё романтический национализм.

#### Финляндия
Финляндия являлась страной с большим количеством архитектурных зданий, выполненных в модерне, период развития которого совпал с золотым веком финского искусства и национальным пробуждением страны. После Парижской выставки 1900 года ведущим финским художником стал Аксели Галлен-Каллела
На Парижской выставке авторами финского павильона выступили Герман Гезеллиус, Армас Линдгрен и Элиэль Сааринен. Они работали вместе с 1896 по 1905 год и создали много известных зданий в Хельсинки, включая страховое здание «Похьола» (фин. Pohjola) (1899—1901), Национальный музей Финляндии (1905—1910), а также их совместную резиденцию Виттреск в Киркконумми (1902). Архитекторы вдохновлялись скандинавскими легендами и природой. Грубый гранитный фасад стал символом принадлежности стиля к финской нации.
Другим заметным финским архитектором, который создал несколько заметных работ в Финляндии был Ларс Сонк. Его основные работы включали в себя собор в Тампере (1902—1907), дом Яна Сибелиуса (1903), штаб-квартиру Хельсинкской телефонной ассоциации (1903—1907) и др.

#### Норвегия
Норвегия, также как и Финляндия от Российской империи, стремилась к независимости от Швеции, а местный вариант модерна был связан с возрождением, вдохновлённым народным искусством и ремёслами викингов.
Известный норвежский художник Ларс Кинсарвик, разработал проект стульев в традиционных кельтских мотивах и мотивах искусства викингов.
Другой норвежских художник Герхард Мюнте, разработал проект стула со стилизованной драконьей головой — эмблемой древних кораблей викингов, а также выполнил широкий спектр плакатов, картин и графических работ.
Норвежский город Олесунн считается главным центром модерна в Скандинавии, поскольку он был полностью реконструирован после пожара 23 января 1904 года. Здания были отстроены заново между 1904 и 1907 годами по градостроительному проекту инженера Фредерика Нессера. Слияние единства и разнообразия породило стиль, известный как «Ол Стил». Здания имеют линейный декор в котором прослеживаются отголоски Югендстиля, и содержат в себе элементы, выполненные в народных традициях, например, башни деревянных церквей или хохлатые крыши.

#### Швеция и Дания
В Швеции и Дании заметными зданиями в стиле модерн были Королевский драматический театр (1901—1908) в Стокгольме и бывшая городская библиотека (ныне Датский национальный бизнес-архив) в Орхусе, Дания (1898—1901). Хак Кампманн, в то время сторонник национального романтического стиля, создал здание Орхуской таможни, Орхуский театр и виллу Кампен в Орхусе. Самым известным датским дизайнером в стиле модерн был Георг Йенсен. Балтийская выставка в Мальмё 1914 года была последним крупным проявлением Югентштиля в Швеции.

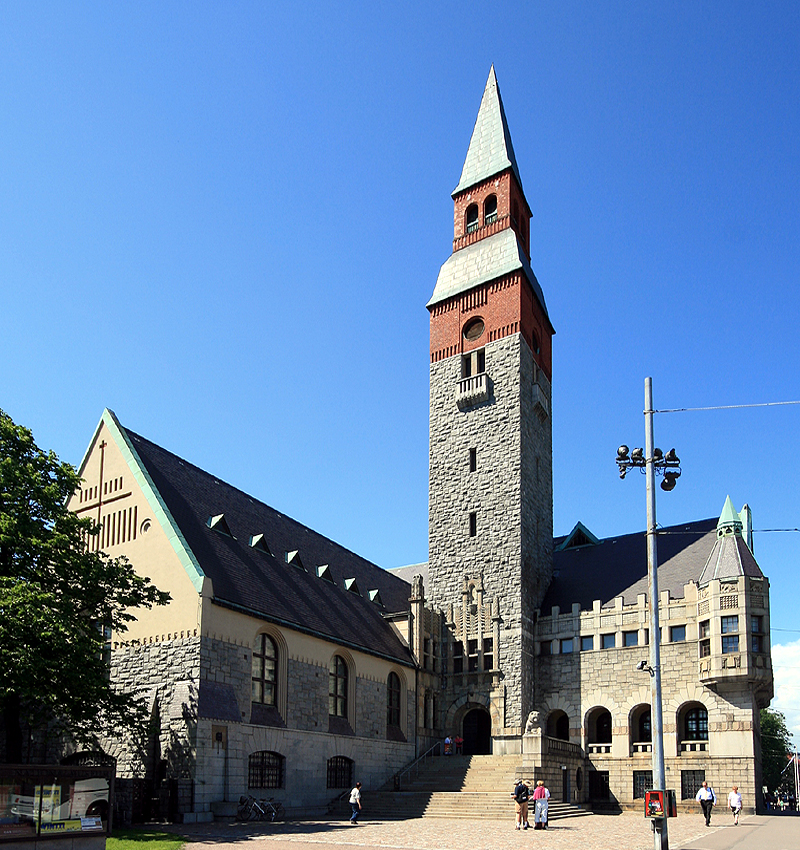
Здание Национального музея Финляндии, Герман, Гезеллиус, Элиэль Сааринен, Армас Линдгрен, Хельсинки, Финляндия, 1905—1910
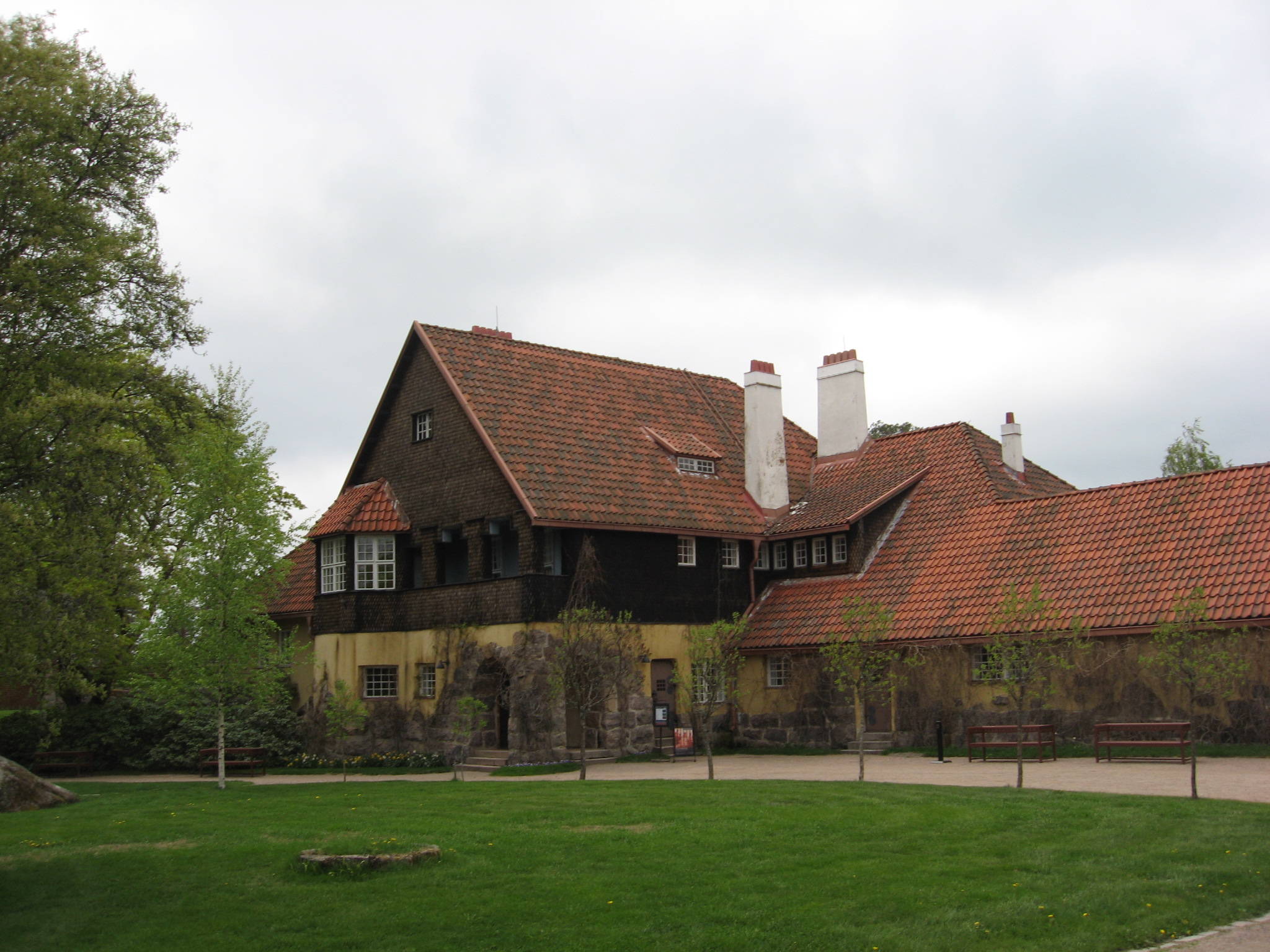
Вилла Виттреск, Герман, Гезеллиус, Элиэль Сааринен, Армас Линдгрен, Киркконумми, Финляндия, 1902—1903
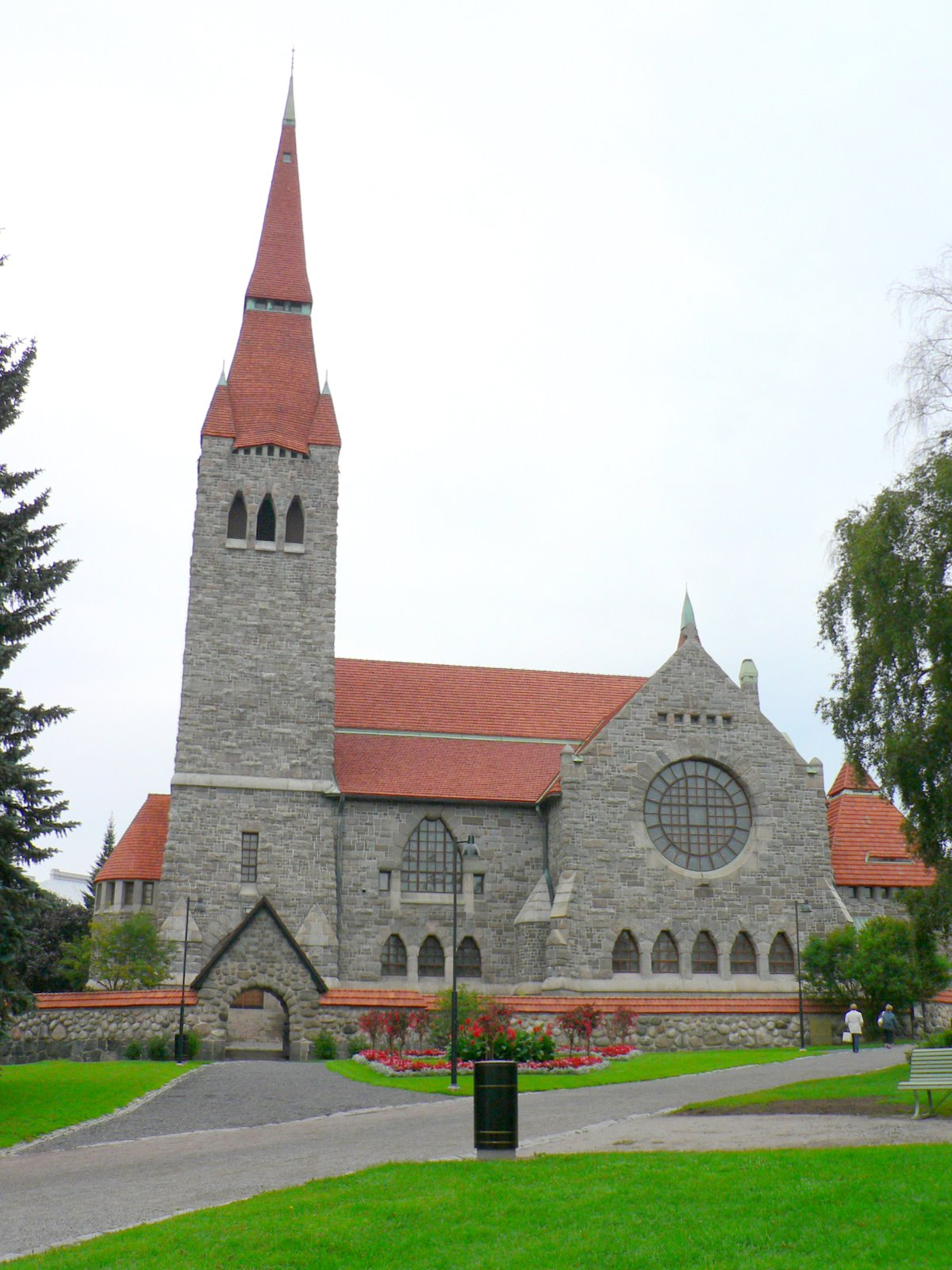
Кафедральный собор Тампере, Ларс Сонк, Тампере, Финляндия, 1902—1907
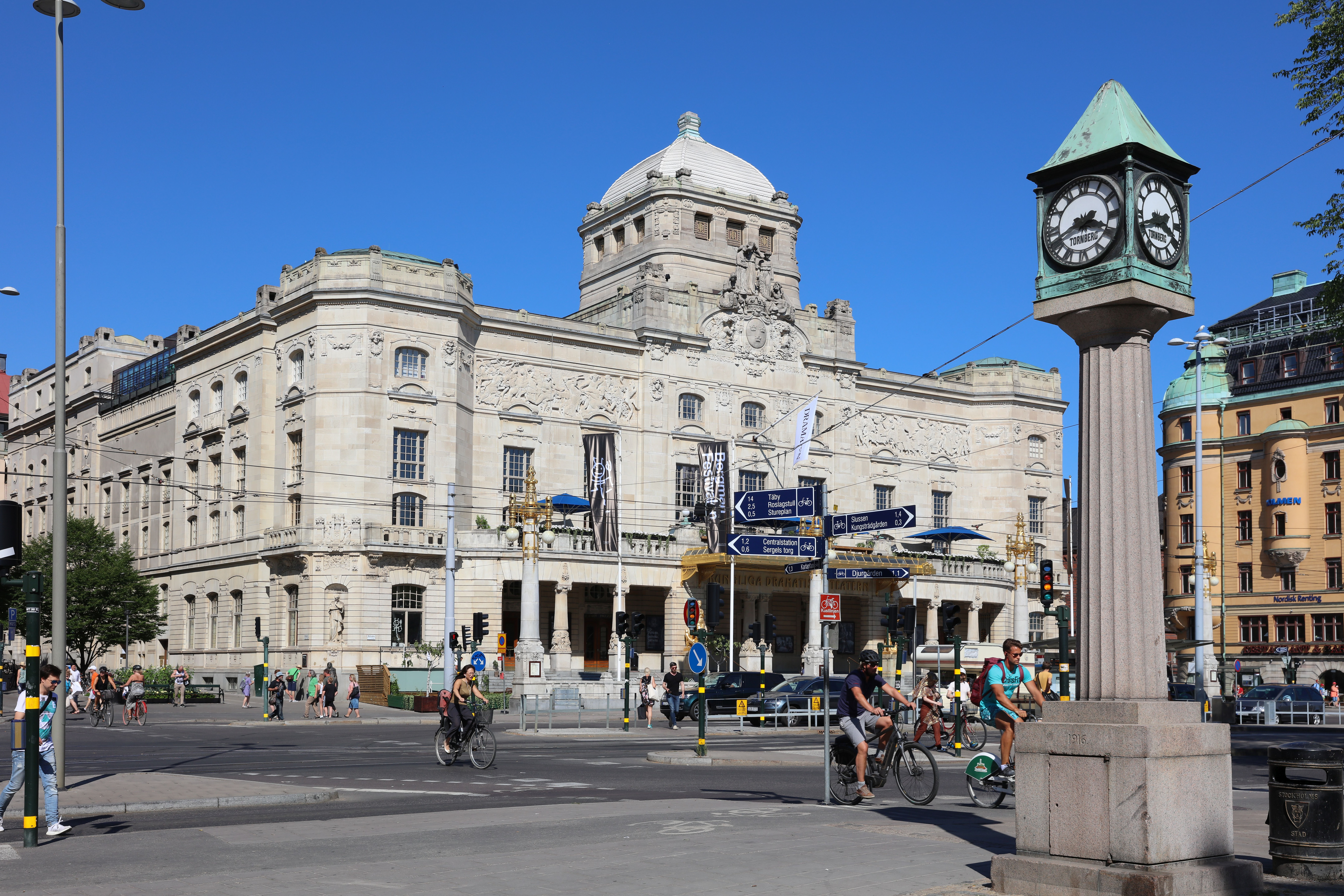
Королевский драматический театр, Фредерик Лильеквист, Стокгольм, Швеция, 1908

### «Стиль сецессии» в Польше
Польский вариант модерна: «стиль сецессии» (по названию Венского и Мюнхенского сецессиона, оказывавших наибольшее влияние на искусство Польши того времени) получил развитие в 1890—1910 годах. Основными центрами искусства польского модерна были: Краков, Лодзь, Вроцлав, Познань и Быдгощ. Варшава до начала Второй мировой войны также была городом с большим количеством исторических зданий, но во время войны город был почти полностью разрушен, и большая часть зданий утрачена.
Наиболее известные архитекторы: Францишек Мончиньски, Тадеуш Стрыенский, Людвик Войтычко, Славомир Одживольский, Бенджамин Торбе, Ромуальд Миллер, Виктор Мярчинский.

Составной частью «польской сецессии» считается архитектурный стиль в курортном городе Закопане, сложившийся на основе польской народной культуры. Польские художники использовали многие декоративные мотивы, характерные для культуры западноевропейского «нового стиля». Наиболее известным живописцем того времени был Станислав Выспянский. Его картины, театральные проекты, витражи и оформление интерьеров зданий в настоящее время широко представлены в Национальном музее в Кракове.

С. Выспянский. Материнство. 1905. Бумага, пастель. Национальный музей, Краков
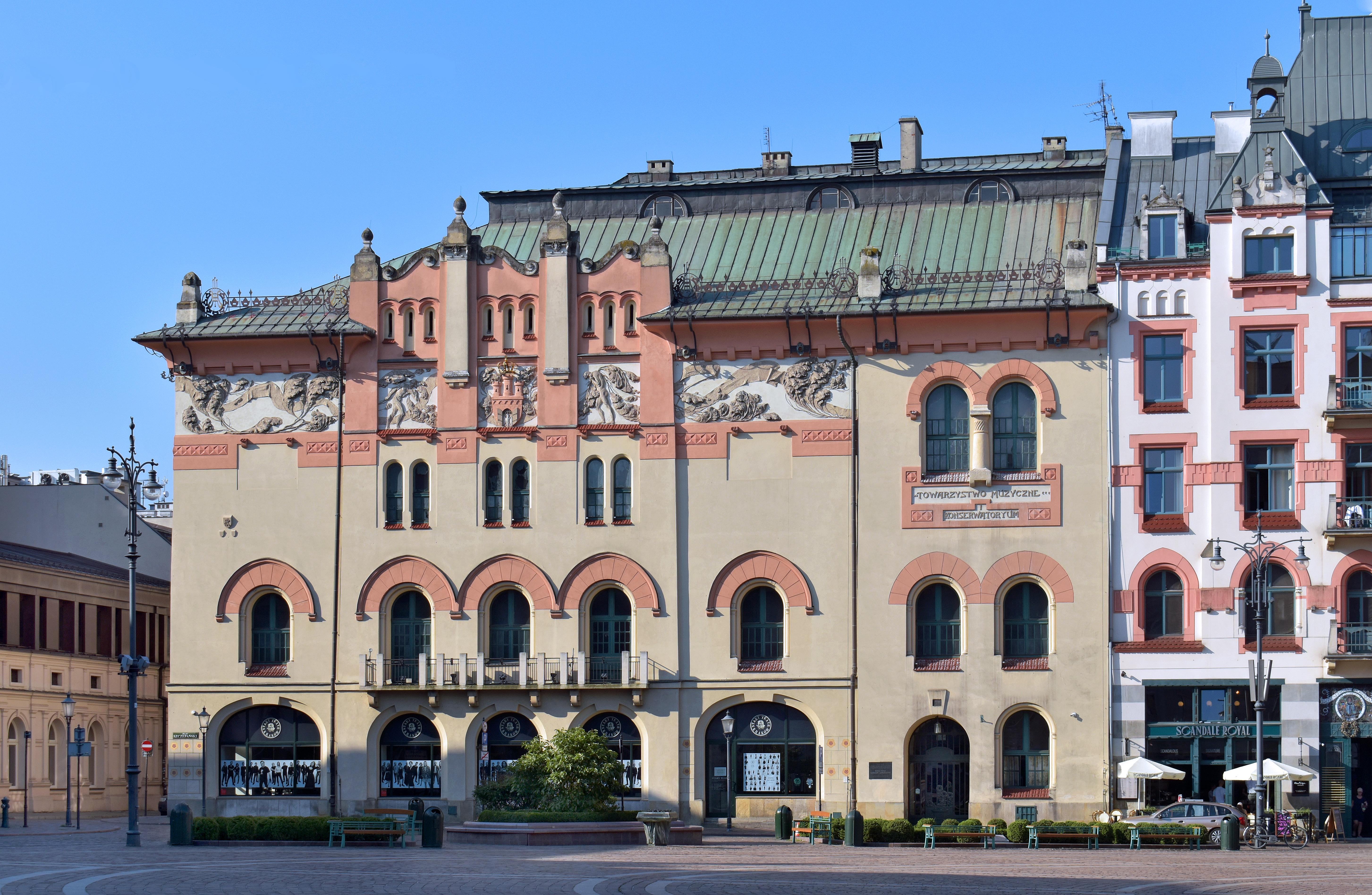
Старый театр в Кракове. Архитектор Ф. Мончинский
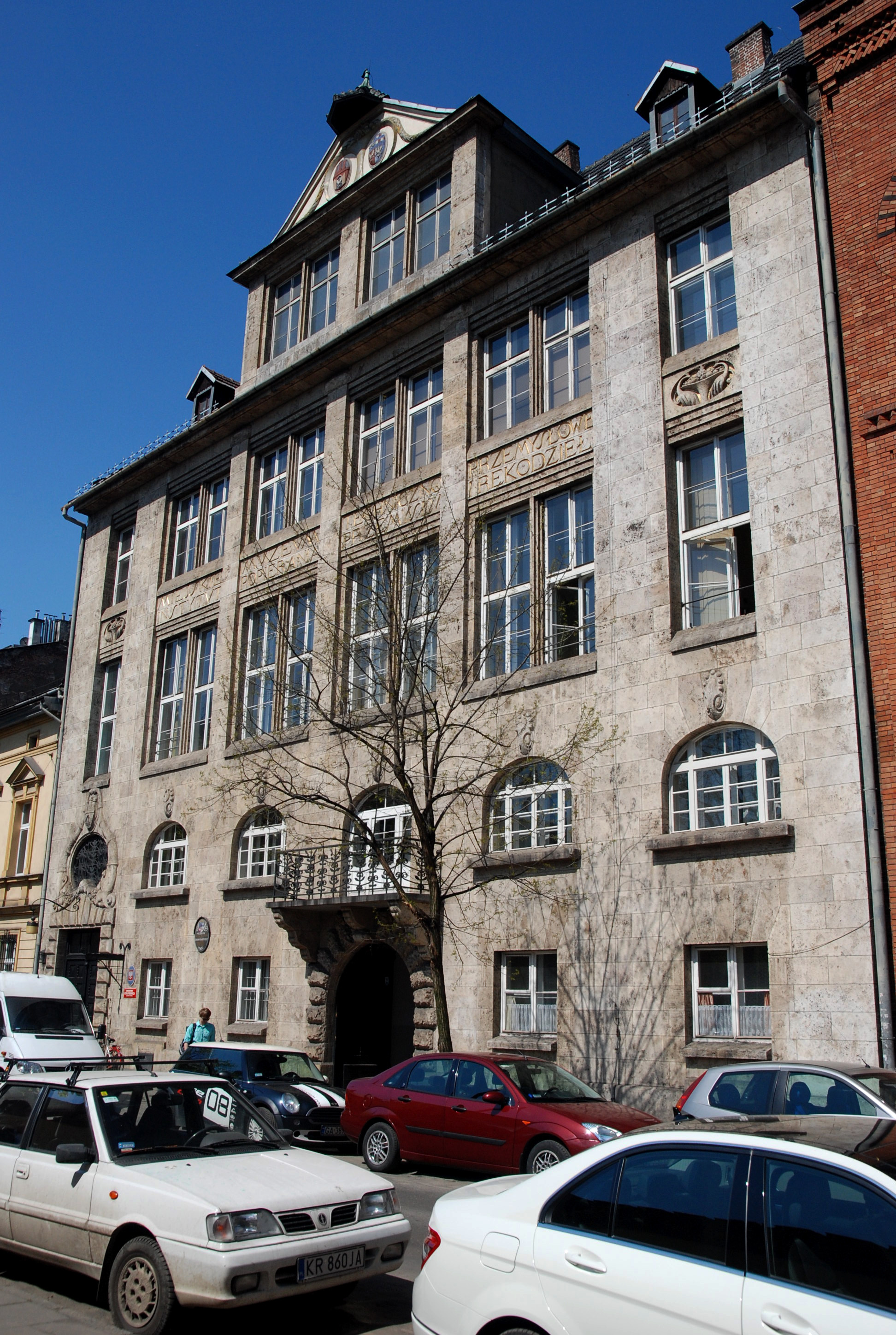
Технико-промышленный музей в Кракове. 1908—1914. Архитекторы Т. Стрыенский, Ф. Мончинский
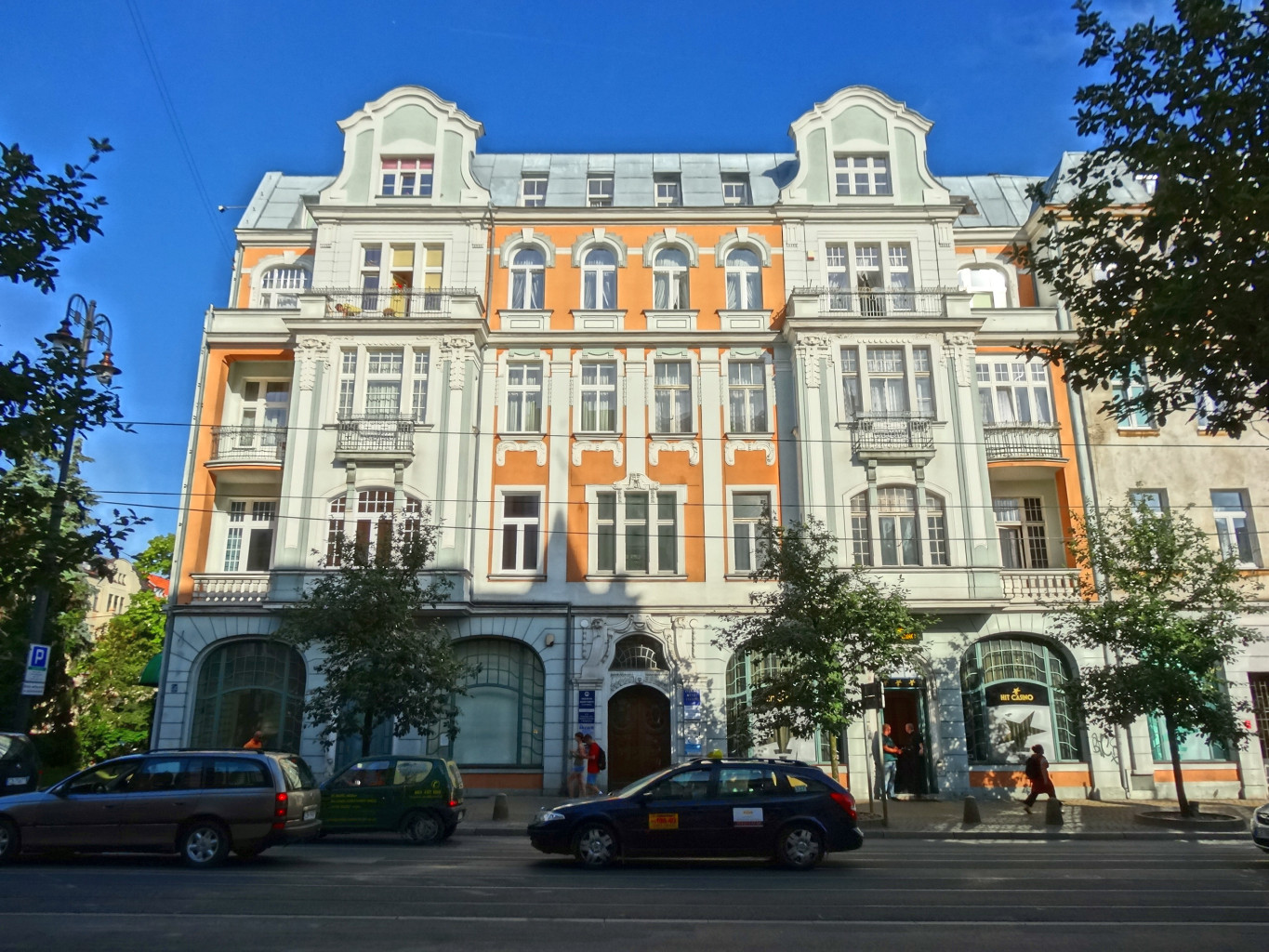
Здание Эдуарда Шульца. 1905. Быдгощ. Архитектор Р. Керн

### Развитие модерна в Румынии
Характерной чертой Румынского модерна являлось наличие в архитектуре рельефных орнаментов с натуралистическими цветочными мотивами, характерными для школы Нанси, а также мотивами морской фауны, такими как ракушки и дельфины, украшавших фасады зданий. Стиль румынского возрождения, присутствовавший в архитектуре, мебели и графическом дизайне, включал в себя элементы разновидности модерна — ар-нуво.
Примером может служить один из домов Бухареста — Дом Дину Липатти работы Петре Антонеску, центральным мотивом которого является входная арка, над которой расположен женский маскарон, выполненный в горельефе. Другими примерами архитектуры модерна в Бухаресте — таунхаусы, в которых присутствуют подковообразные или другой формы окна или украшения, характерные для ар-нуво, а также дом Ромула Пореску, в угловых окнах которого, располагаются витражи, выполненные в стиле египетского возрождения. Некоторые из зданий эпохи необарокко в Бухаресте выполнены с элементами ар-нуво или неороккоко, в том числе Бухарестская обсерватория, дом № 58 на улице Сфинций Войевози, дом велосипедиста Микя и Дворец Кантакузино. Казино Констанцы, вероятно, является наиболее известным примером модерна в Румынии.
Одним из самых известных Румынских художников был Штефан Лукьян, который перенял новаторские и декоративные направления модерна. Этот момент совпал с основанием Общества Илеана в 1897 году, в котором он являлся одним из основателей. В 1898 году общество организовало выставку в отеле «Юнион» под названием «Выставка независимых художников» и выпустила журнал «Илеана».
Также образцы архитектуры модерна и румынского возрождения можно найти в Трансильвании, первые образцы которых относятся к австро-венгерской эпохе. Большинство из них расположены в городе Орадя, прозванном «столицей Румынии в стиле модерн», а также в Тимишоаре, Тыргу-Муреше и Сибиу.

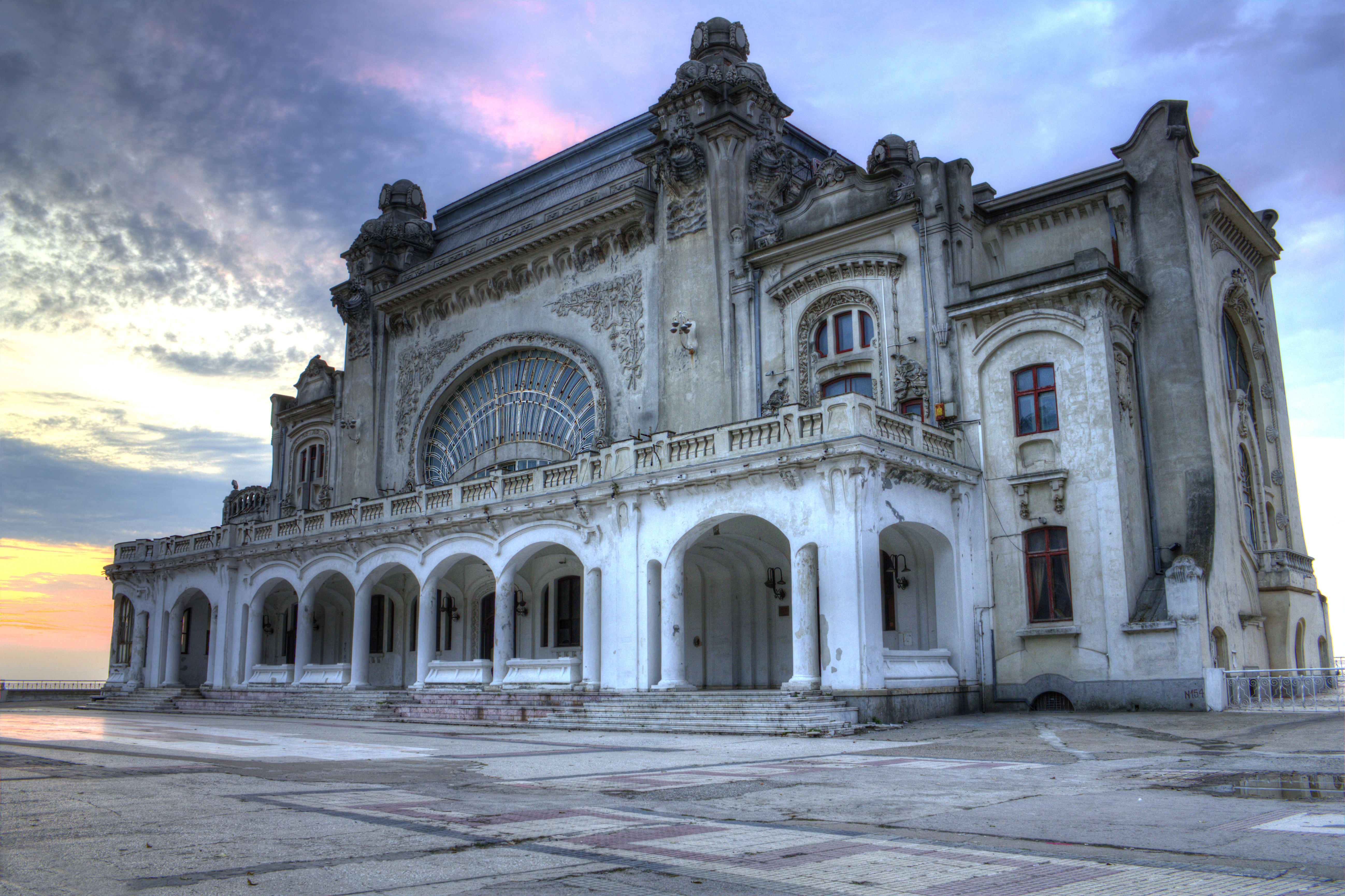
Казино Констанцы, Дэниел Ренард и Петре Антонеску, Бухарест, Румыния, 1905—1910
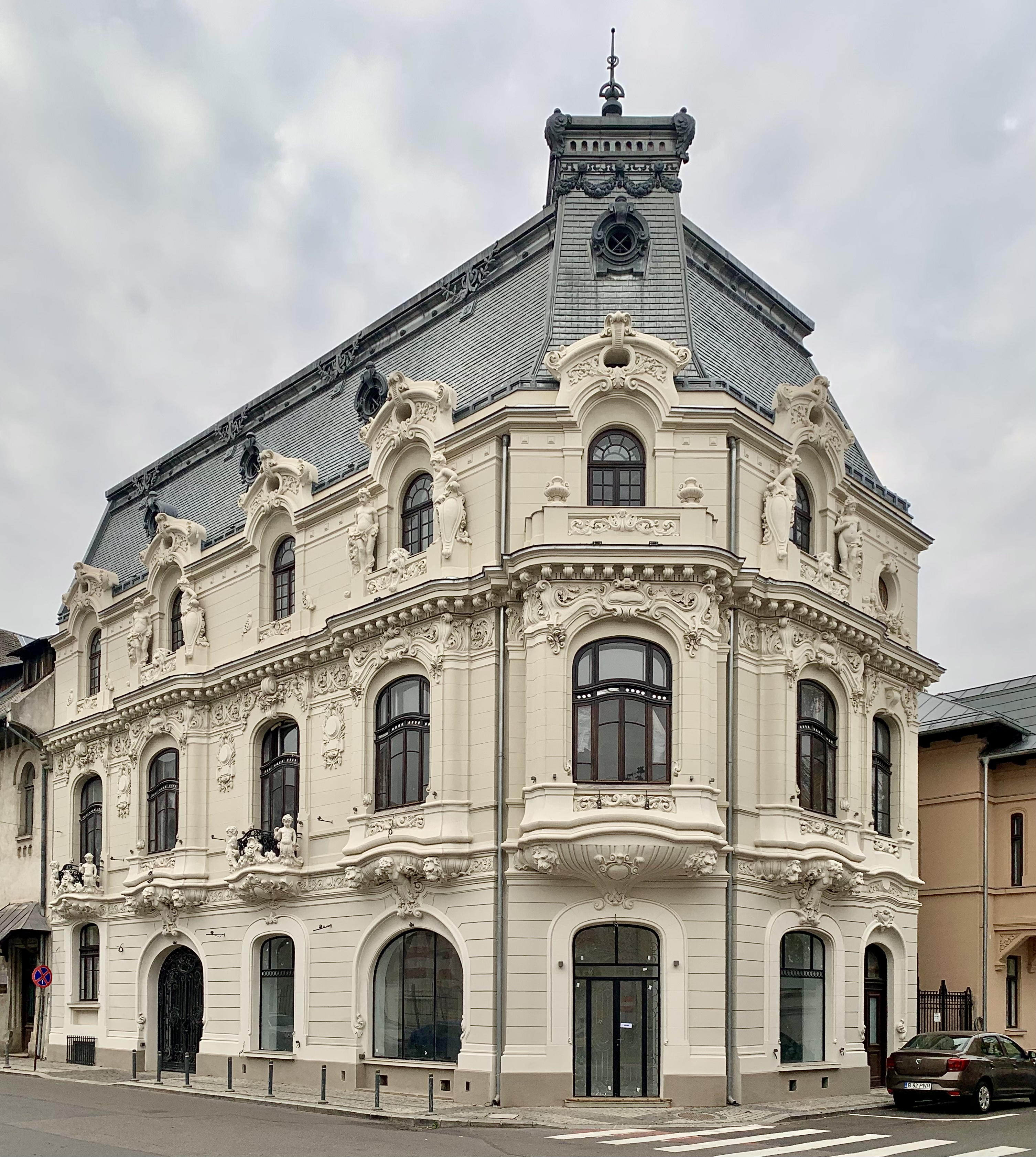
Дом велосипедиста Микя, Бухарест, Румыния, 1908
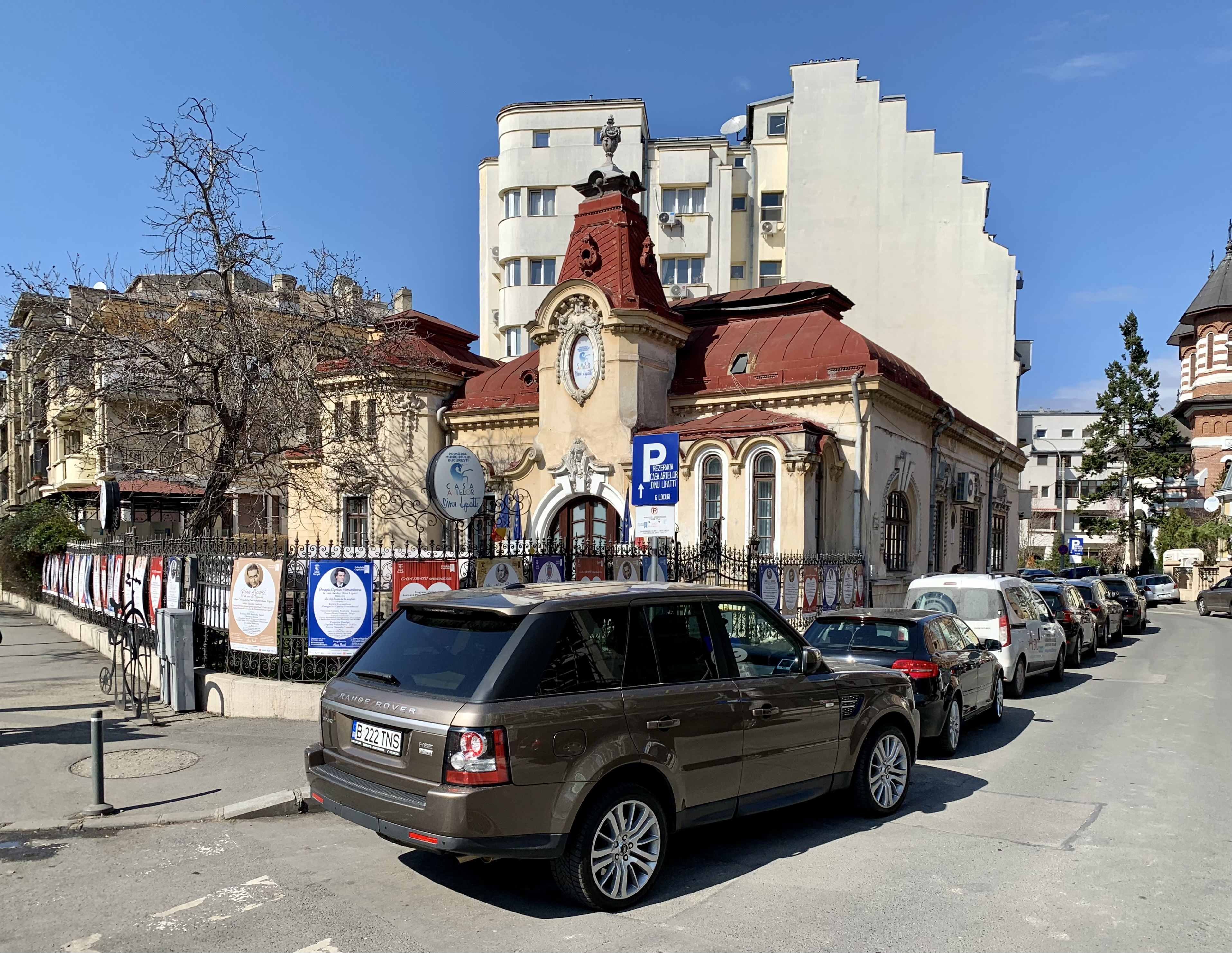
Дом Дину Липатти, Петре Антонеску, Бухарест, Румыния, 1902
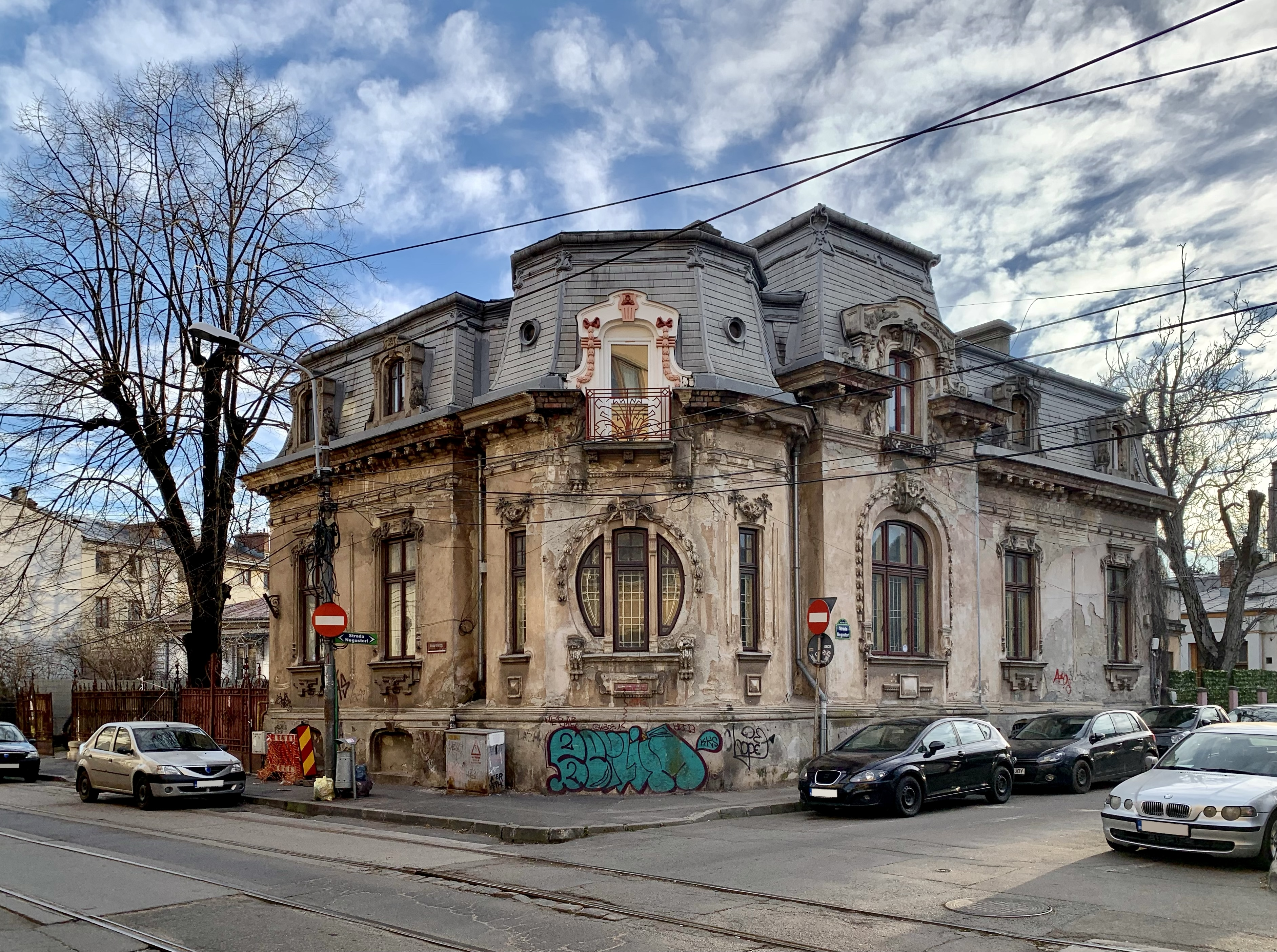
Дом Ромула Пореску, Думитру Маймаролу, Бухарест, Румыния, 1905

### Развитие модерна в Швейцарии
Видным представителем модерна (югендстиля в данном случае) в Швейцарии был архитектор Карл Мозер. Его известные постройки в этом стиле: Музей искусств (Кунстхаус) в Цюрихе (скульптор Карл Буркхардт), Баденский вокзал в Базеле (скульпторы Оскар Кифер — фасад, Карл Буркхард — фонтаны), главный корпус цюрихского университета и другие. 
Вариант модерна под названием «Еловый стиль» появился в Ла-Шо-де-Фон в кантоне Невшатель в Швейцарии. Основателем стиля выступил художник Шарль Л’Эплатенье, который вдохновлялся природными мотивами, такими как сосны, другими растениями, а также дикими животными, водящимися в горах Юра. Одной из его главных работ был Крематорий, в котором использовались треугольные формы деревьев, сосновые шишки и другие природные мотивы этого региона. Стиль также сочетался с более геометрическими стилистическими элементами модерна и венского сецессиона.
Ещё одно здание в этом стиле — вилла Фалле Ла Шо-де-Фон — шале, спроектированное и построенное в 1905 году учеником Л’Эплатенье, восемнадцатилетним Ле Корбюзье. По форме дом напоминал традиционное швейцарское шале, но в оформлении фасада использовались треугольные деревья и другие природные элементы. Ле Корбюзье построил в этом районе ещё два шале, в более традиционном стиле.

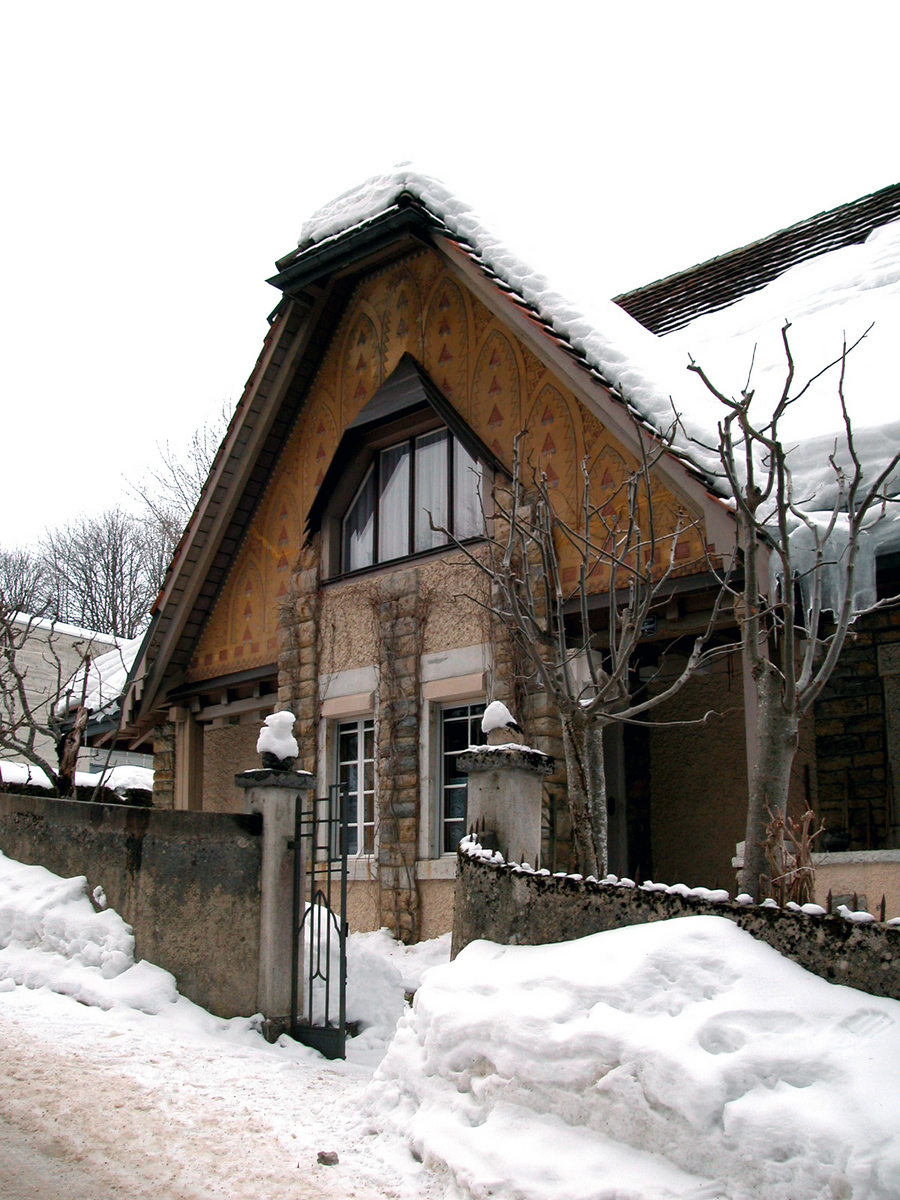
Вилла Фалле, Ле Корбюзье, Ла-Шо-де-Фон, Швейцария, 1906
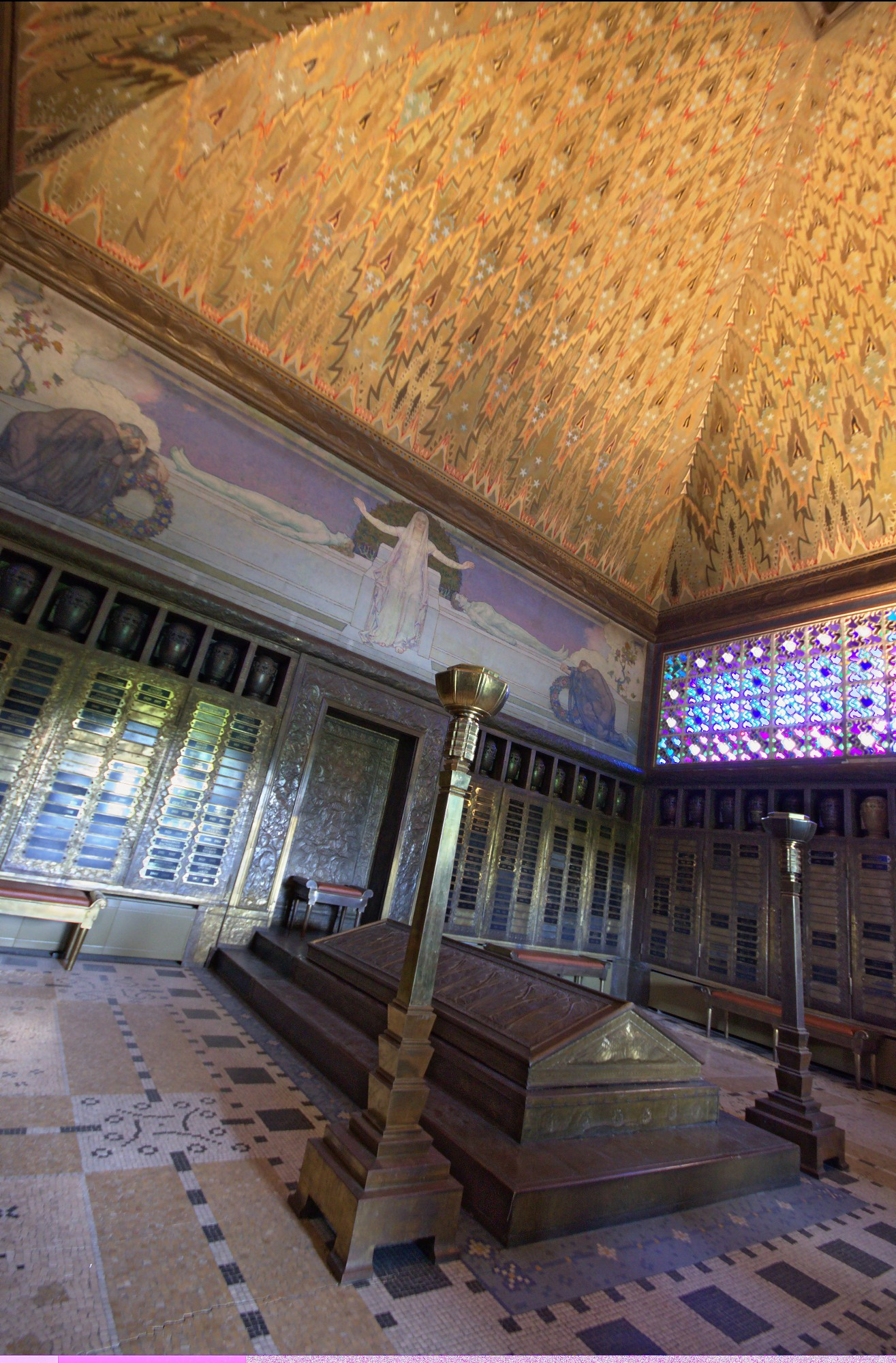
Интерьер, стилизованный под ёлку на потолке. Крематорий, Шарль Л’Эплатенье, 1908—1910
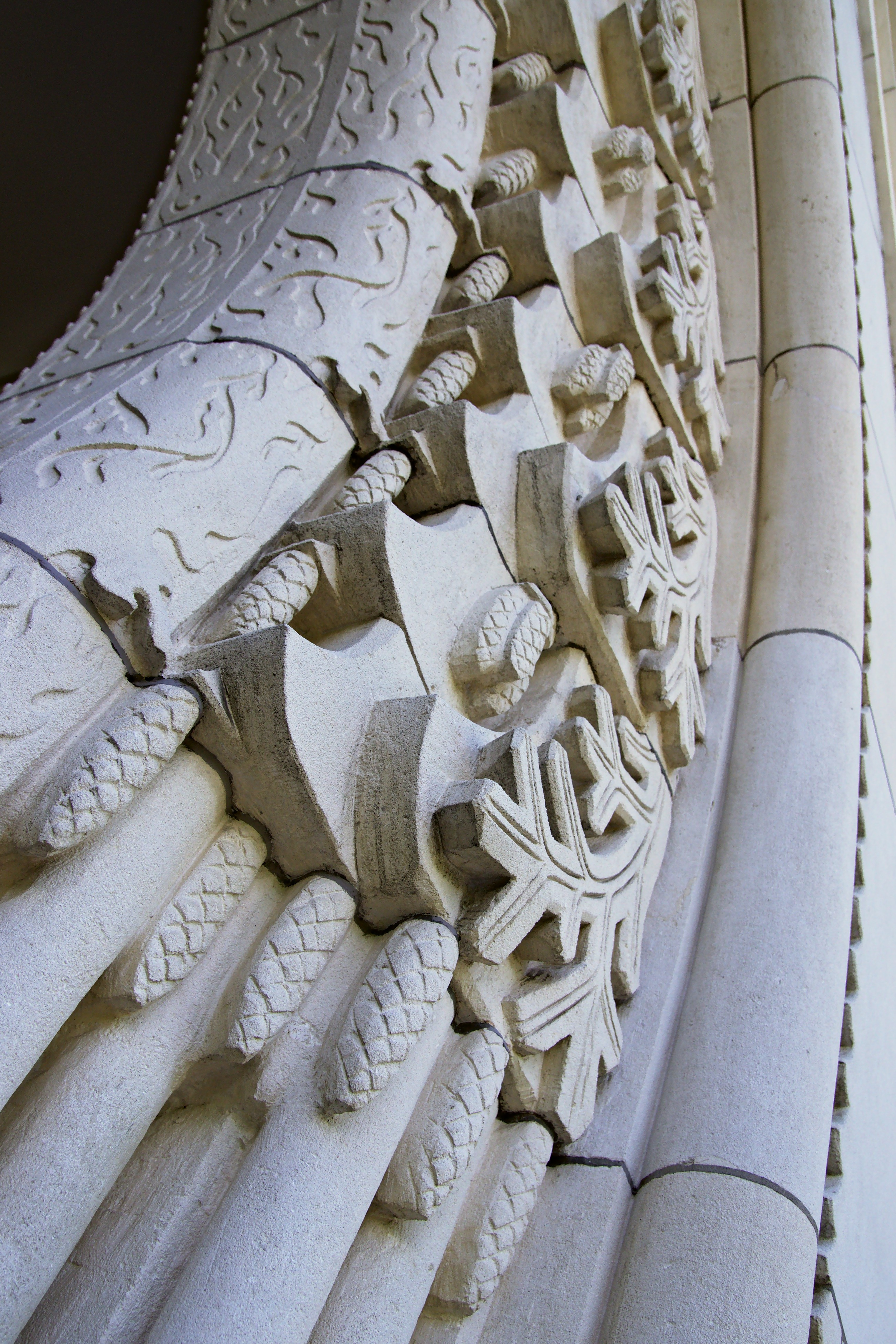
Элемент здания стилизованный под стиль «сапин», Крематорий, Шарль Л’Эплатенье, 1908—1910
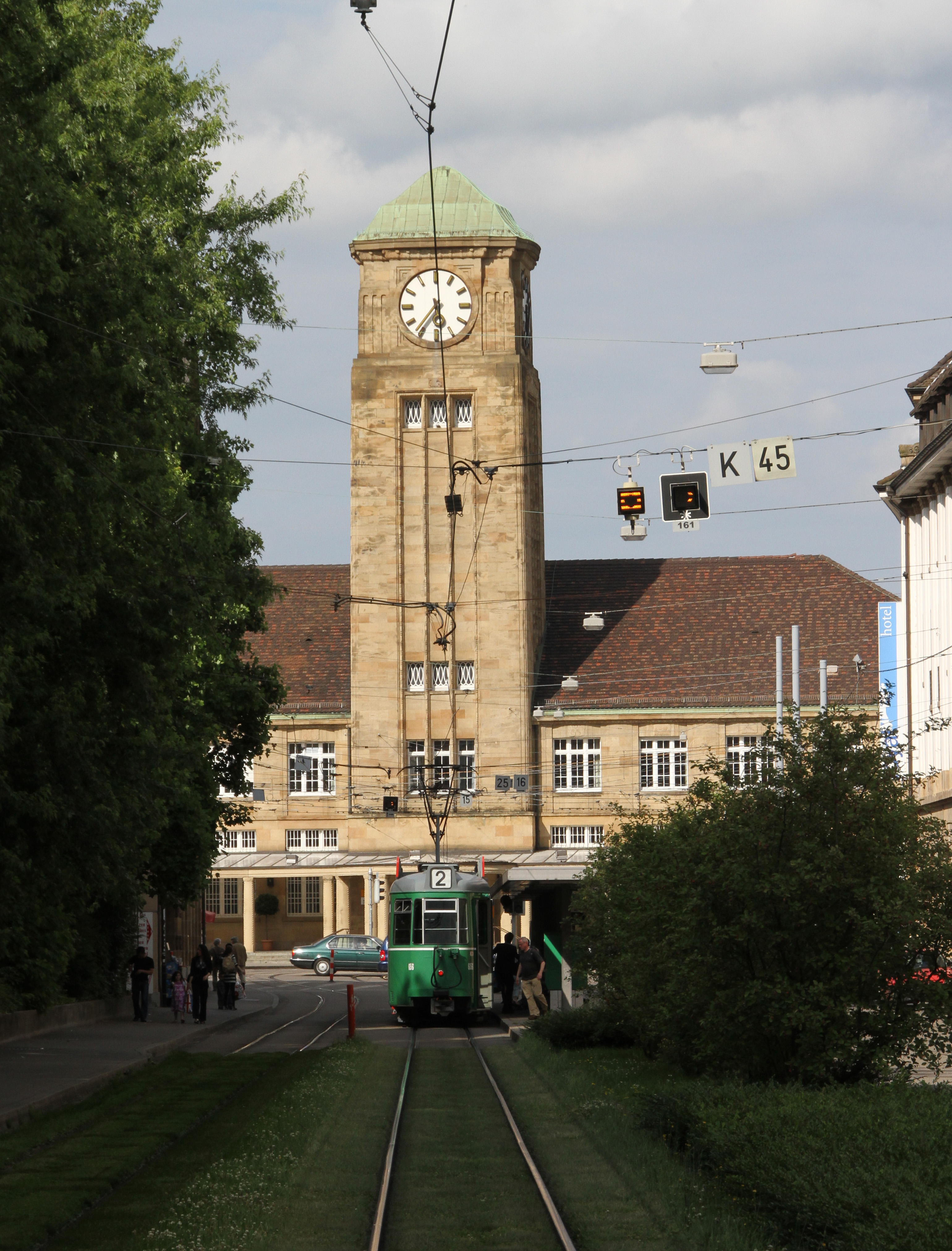
Баденский вокзал в Базеле. Арх. К. Мозер
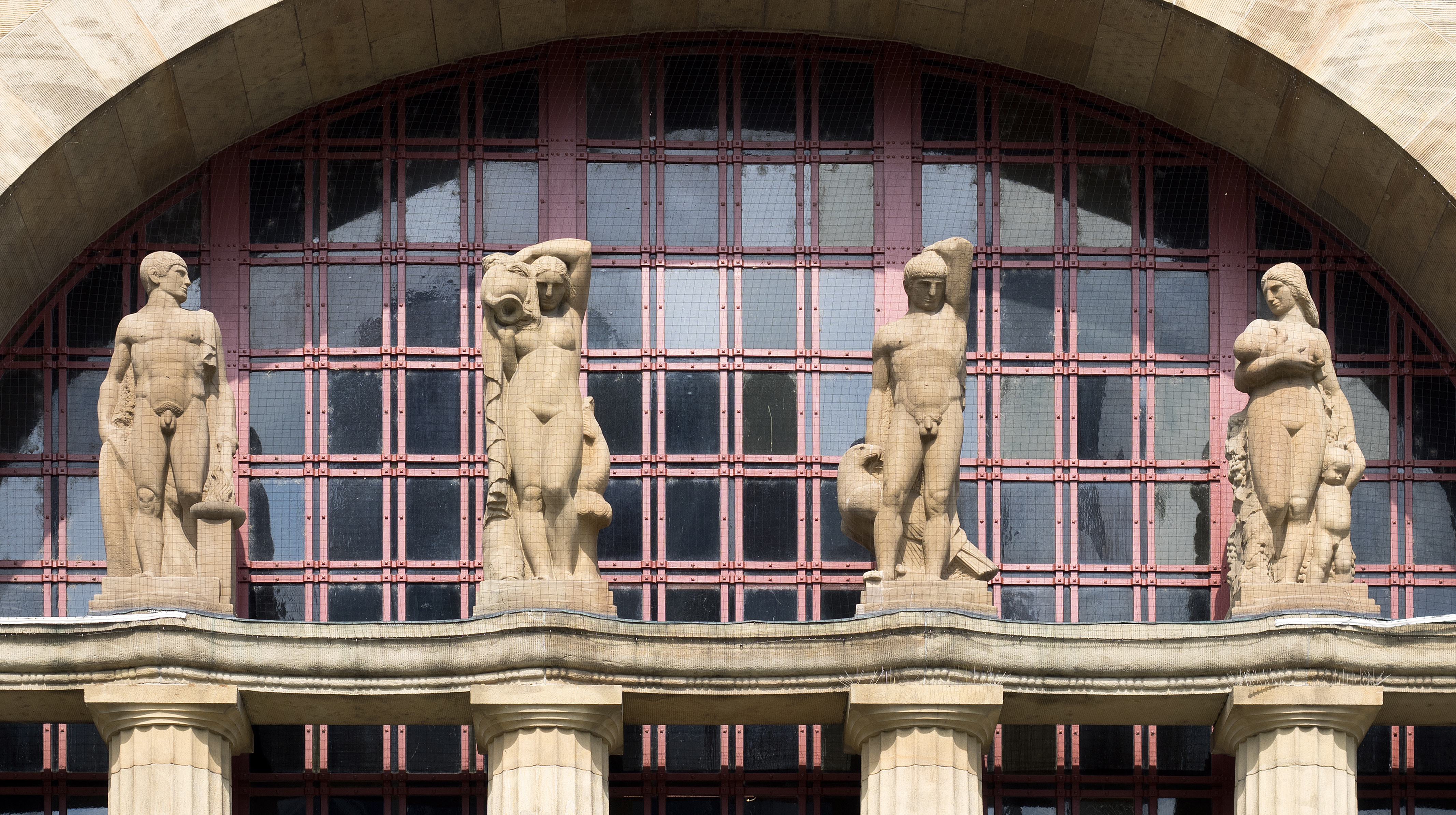
Скульптуры на фронтоне Баденского вокзала в Базеле. Арх. К. Мозер, скульптор О. Кифер.

### Развитие модерна в Португалии
Вариант ар-нуво в Авейру назывался Arte Nova, и его главной отличительной чертой была показная демонстрация: этот стиль использовался буржуазией, которая хотела выразить своё богатство на фасадах, оставив при этом интерьеры консервативными. Другой отличительной особенностью Arte Nova было использование плитки местного производства с мотивами ар-нуво.
Самым влиятельным художником Arte Nova был Франсиско Аугусто да Силва Роша . Хотя он не был архитектором, он спроектировал множество зданий в Авейру и других городах Португалии. Одно из них — Резиденция майора Песоа, где в настоящее время располагается Музей Арте Нова.
Есть и другие образцы Arte Nova в других городах Португалии. Некоторые из них: музей-резиденция Анастасио Гонзальвес Мануэль Хоаким Норте Жуниор, дом-музей доктора Анастасио Гонсалвеса (1904—1905) в Лиссабоне, кафе Маджестик Жуан Кейруш (1921) и др.

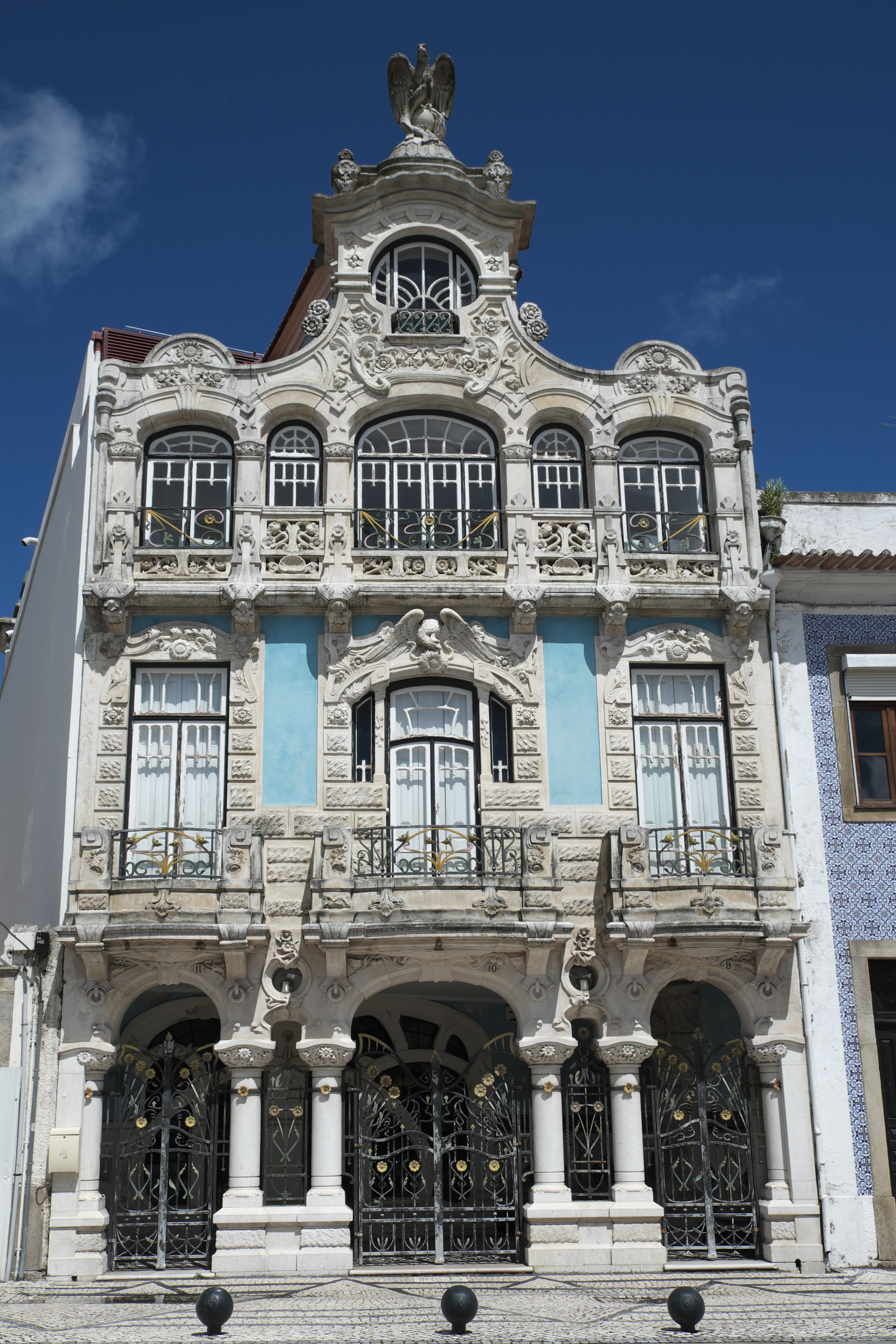
Резиденция майора Песоа, Авейру, Португалия, 1907—1909
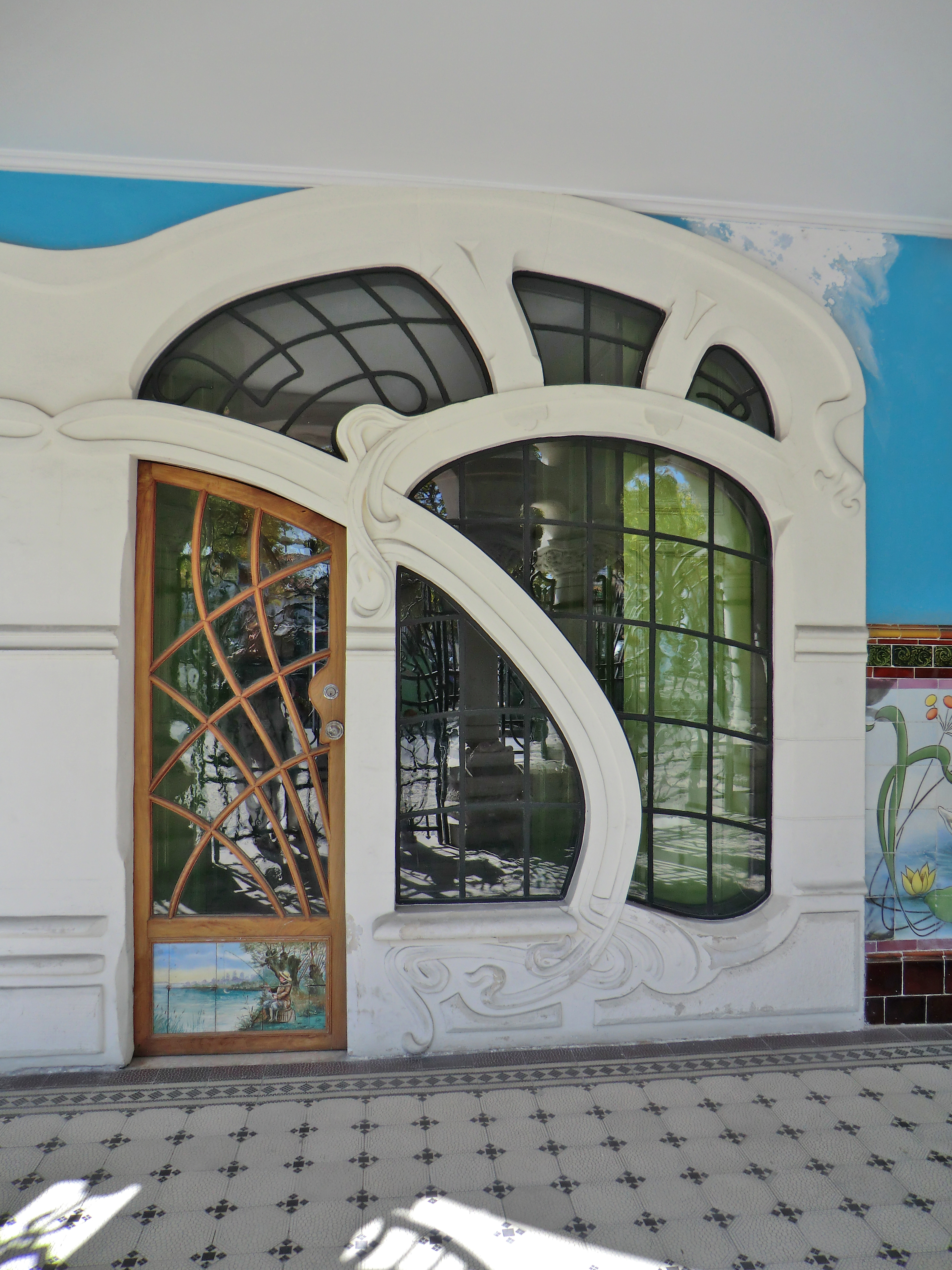
Атриум резиденции майора Песоа, Авейру, Португалия, 1907—1909
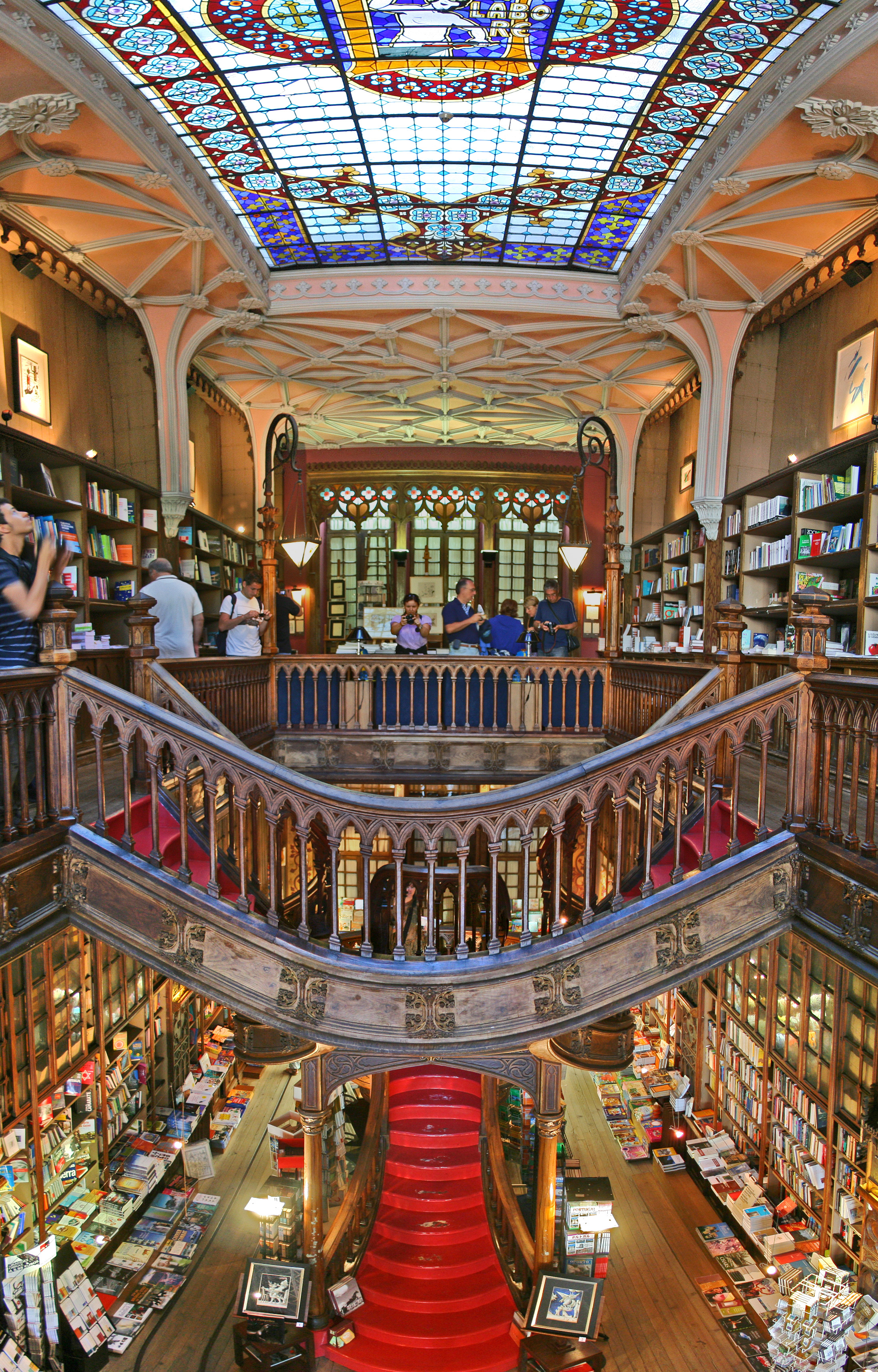
Книжный магазин Lello, Франсиско Ксавье Эстевес, Порту, Португалия, 1906

### Развитие модерна в США
В США компания Луиса Комфорта Тиффани играла центральную роль в развитии американского направления стиля. В 1885 году Тиффани создал собственное предприятие, которое занималось производством изделий из тонкого стекла и разработкой методов его окрашивания. В 1893 году Тиффани начал производить вазы и чаши, разрабатывая новые методы, которые позволяли создавать оригинальные формы и окраску, а также производил эксперименты с декоративным оконным стеклом. В 1895 году его новые работы были представлены в галерее Зигфрида Бинга, что позволило ему приобрести новых европейских клиентов.
После смерти отца в 1902 году он взял на себя полное управление компанией, но по-прежнему посвящал большую часть своего времени проектированию и изготовлению стеклянных арт-объектов.
По настоянию Томаса Эдисона он начал изготавливать электрические лампы с разноцветными стеклянными абажурами из бронзы и железа, украшенные мозаикой, выпускаемой многочисленными сериями. Над каждым изделием работала команда дизайнеров и мастеров. Лампа Тиффани, стала одной из «икон» модерна, но мастера компании проектировали не только лампы, а также делали необычные окна, вазы и другие произведения искусства, выполненные из стекла.
Колумбийская выставка была важным местом для Тиффани; часовня, которую он спроектировал, была показана в Павильоне искусства и промышленности. В настоящее время часовня Тиффани вместе с одним из окон дома Тиффани в Нью-Йорке выставлены в Музее американского искусства Чарльза Хосмера Морса в Уинтер-парке, штат Флорида.
Изделия Тиффани, выполненные из стекла также имели большой успех на Всемирной выставке 1900 года в Париже. Его витраж под названием «Полёт душ» завоевал золотую медаль выставки.
Другой важной фигурой американского модерна был архитектор Луис Салливан. Салливан был пионером американской современной архитектуры, являясь основателем Чикагской школы, архитектором первых небоскрёбов и учителем Фрэнка Ллойда Райта. Его самым известным высказыванием было: 

«Форма следует за функцией».
В то время как форма его зданий была сформирована их функцией, украшение его зданий было примером американского направления модерна.
В 1893 год] на Всемирной колумбийской выставке в Чикаго, наиболее известной неоклассической архитектурой знаменитого Белого города, он спроектировал вход в стиле модерн для одного из здании, представленных на выставке.

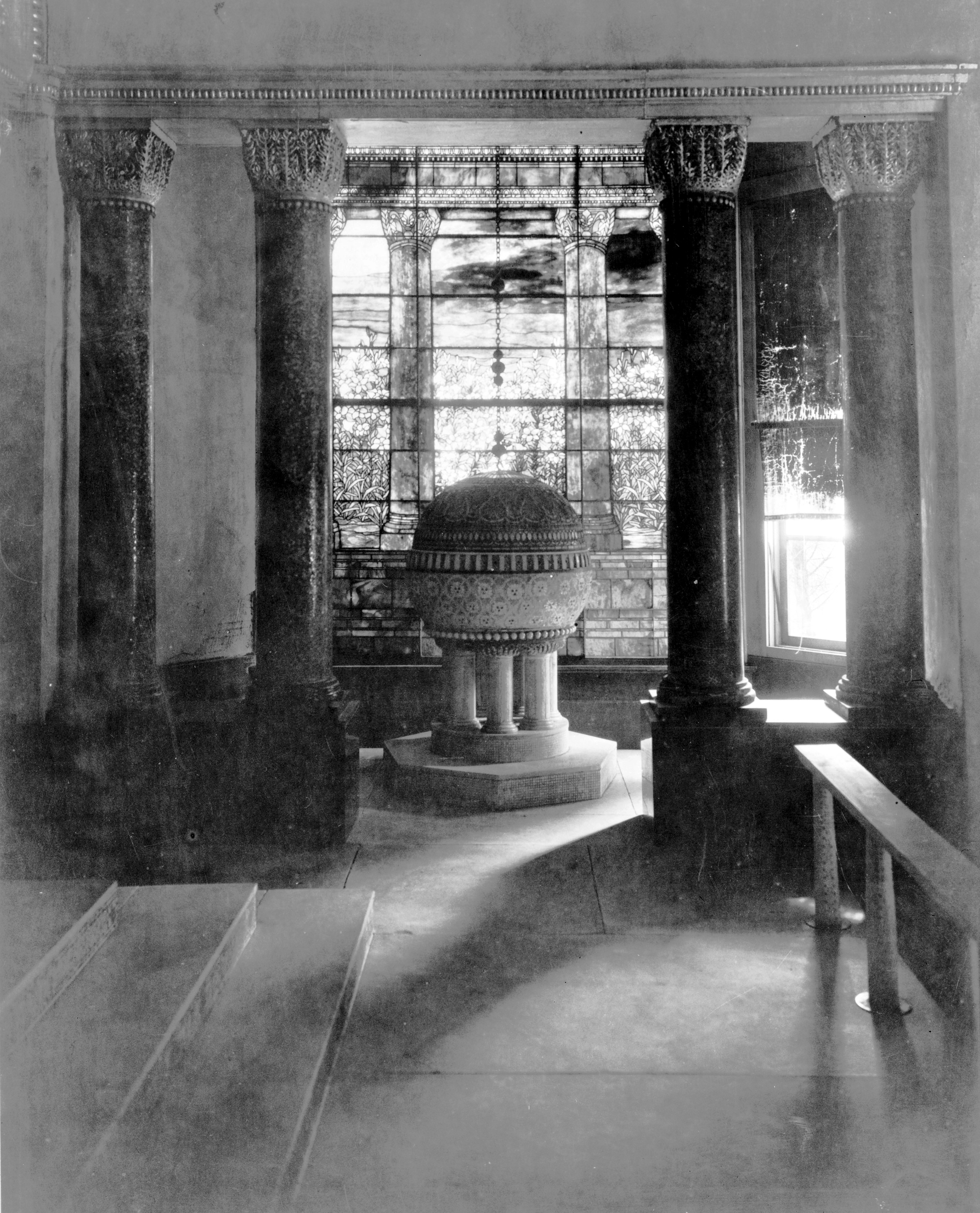
Часовня Тиффани, Музее американского искусства Чарльза Хосмера Морса в Уинтер-парке, Флорида, США, 1893
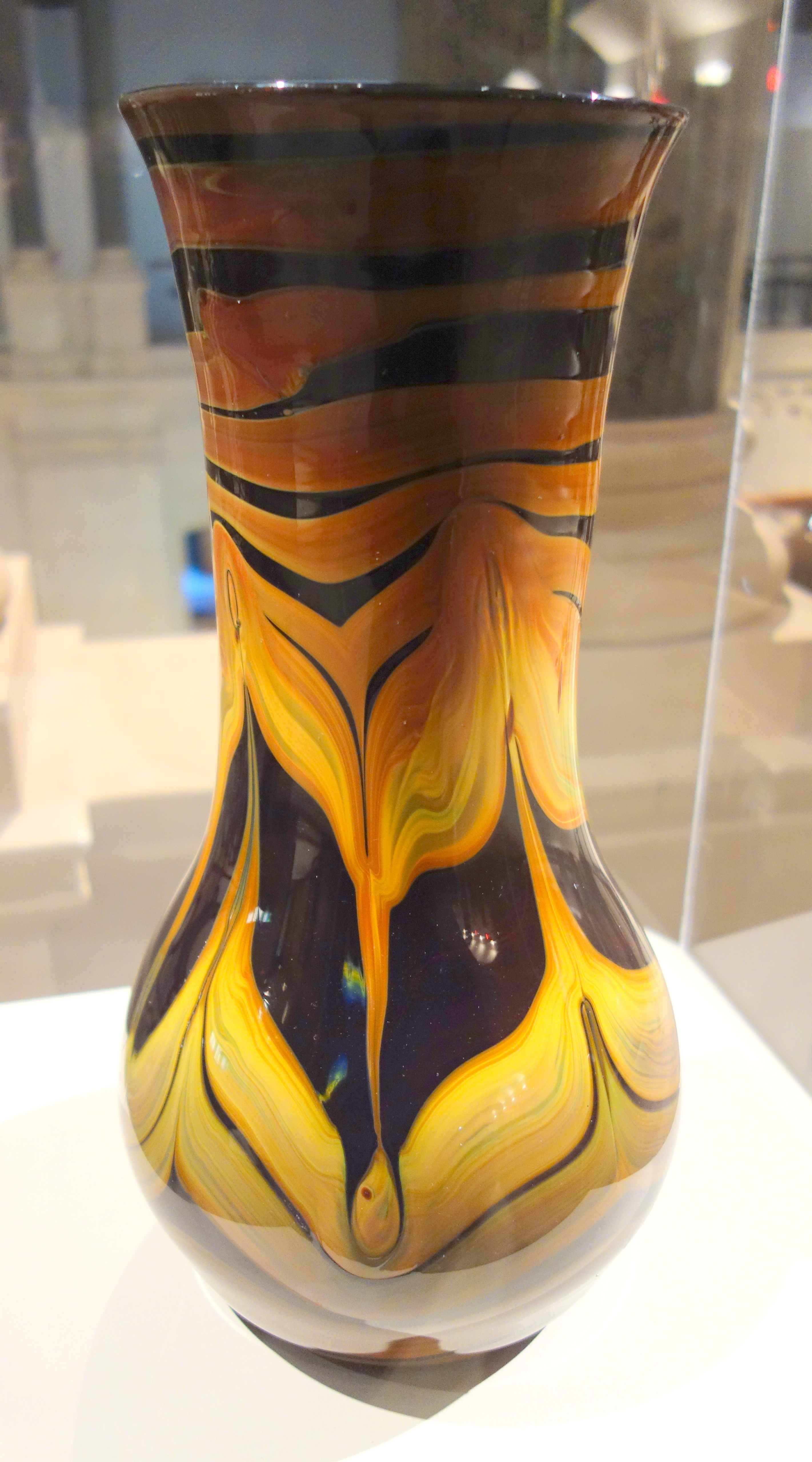
Стеклянная ваза, Луи Комфорт Тиффани, Художественный музей Цинциннати, США, 1893—1896
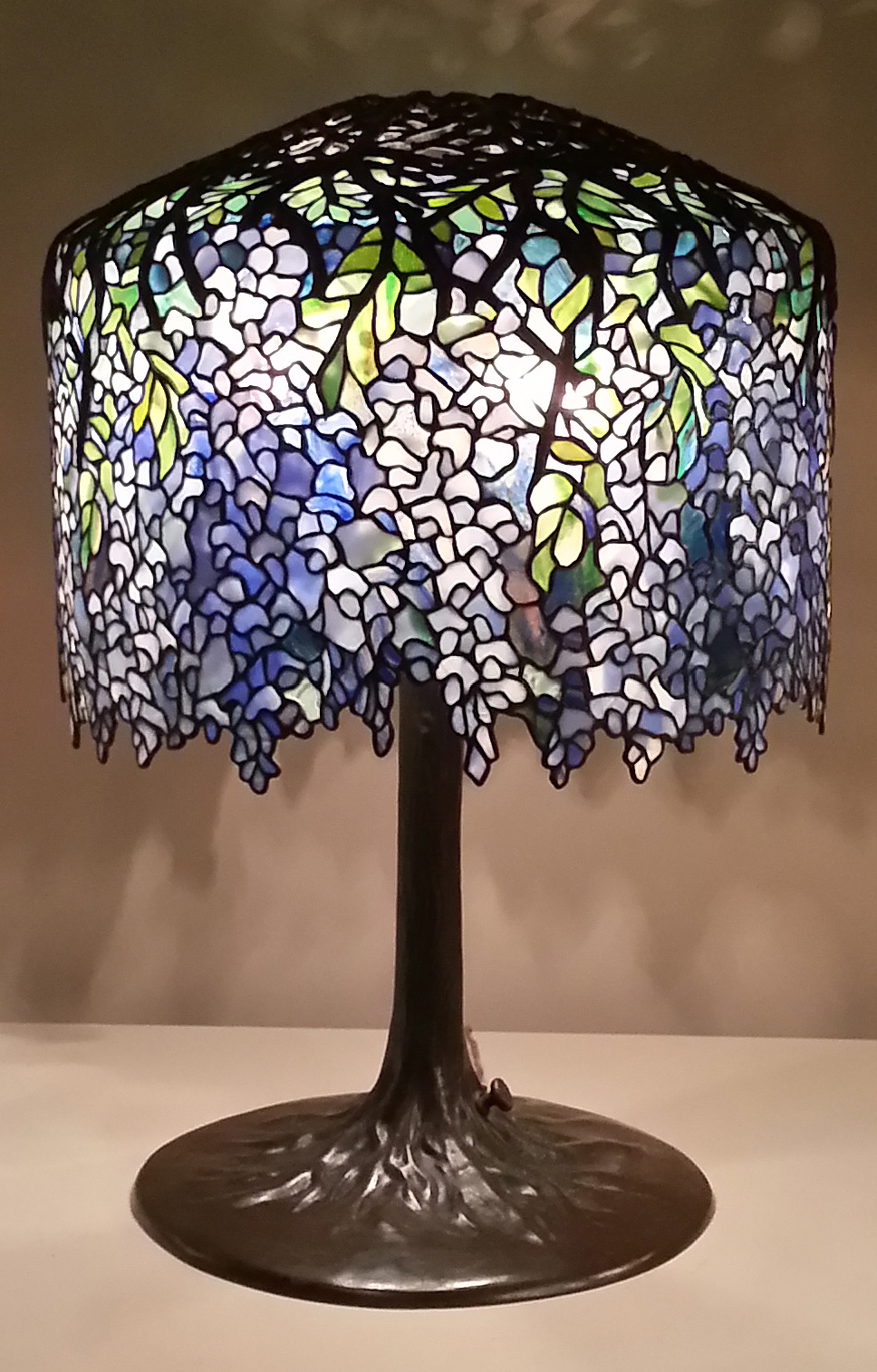
Лампа «Глициния», Музей изящных искусств Вирджинии, США, (около 1902 года)
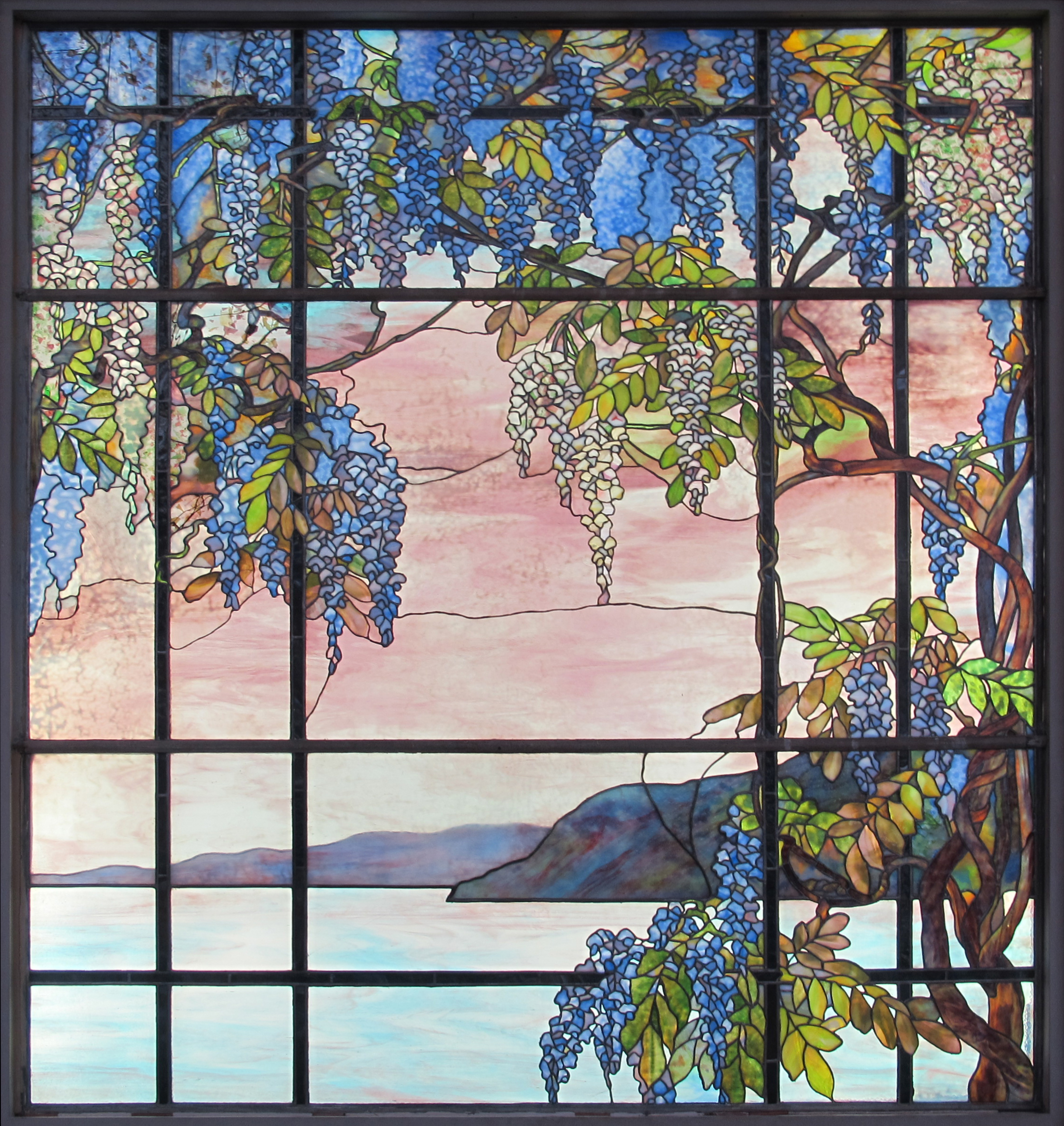
Окно «Полёт душ», Парижская выставка 1900 года, 1900

### Развитие модерна в Аргентине
Наводнённая европейскими иммигрантами, Аргентина впитала в себя все художественные и архитектурные европейские стили, включая модерн. Городами с наиболее заметным наследием модерна в Аргентине являются Буэнос-Айрес, Росарио и Мар-дель-Плата.
Париж явился архитектурным прототипом для Буэнос-Айреса со строительством больших бульваров и проспектов . Местный стиль наряду с французским влиянием также испытал влияние итальянского направления модерна, так как многие архитекторы — Вирджинио Коломбо, Франсиско Джанотти, Марио Паланти — были итальянцами.
В работах Хулиана Гарсии Нуньеса можно отметить каталонское влияние.
Влияние Венского сецессиона можно найти в здании Пасо-и-Виамонте.
Развитие модерна в Росарио связано с именем Франсиско Рока Симо, который обучался в Барселоне. Его здание «Испанский Клуб» (исп. Club Español) (1912 год) имеет один из крупнейших витражей в Латинской Америке. Скульптуры на здании были выполнены скульптором Диего Масана из Барселоны.
Бельгийское направление стиля в аргентинском модерне представлено виллой Ортиса Басуальдо, в которой в настоящее время располагается Муниципальный музей искусств Хуана Карлоса Кастаньино в Мар-дель-Плата, где мебель, интерьеры и освещение выполнены Гюставом Серрюрье-Бови.

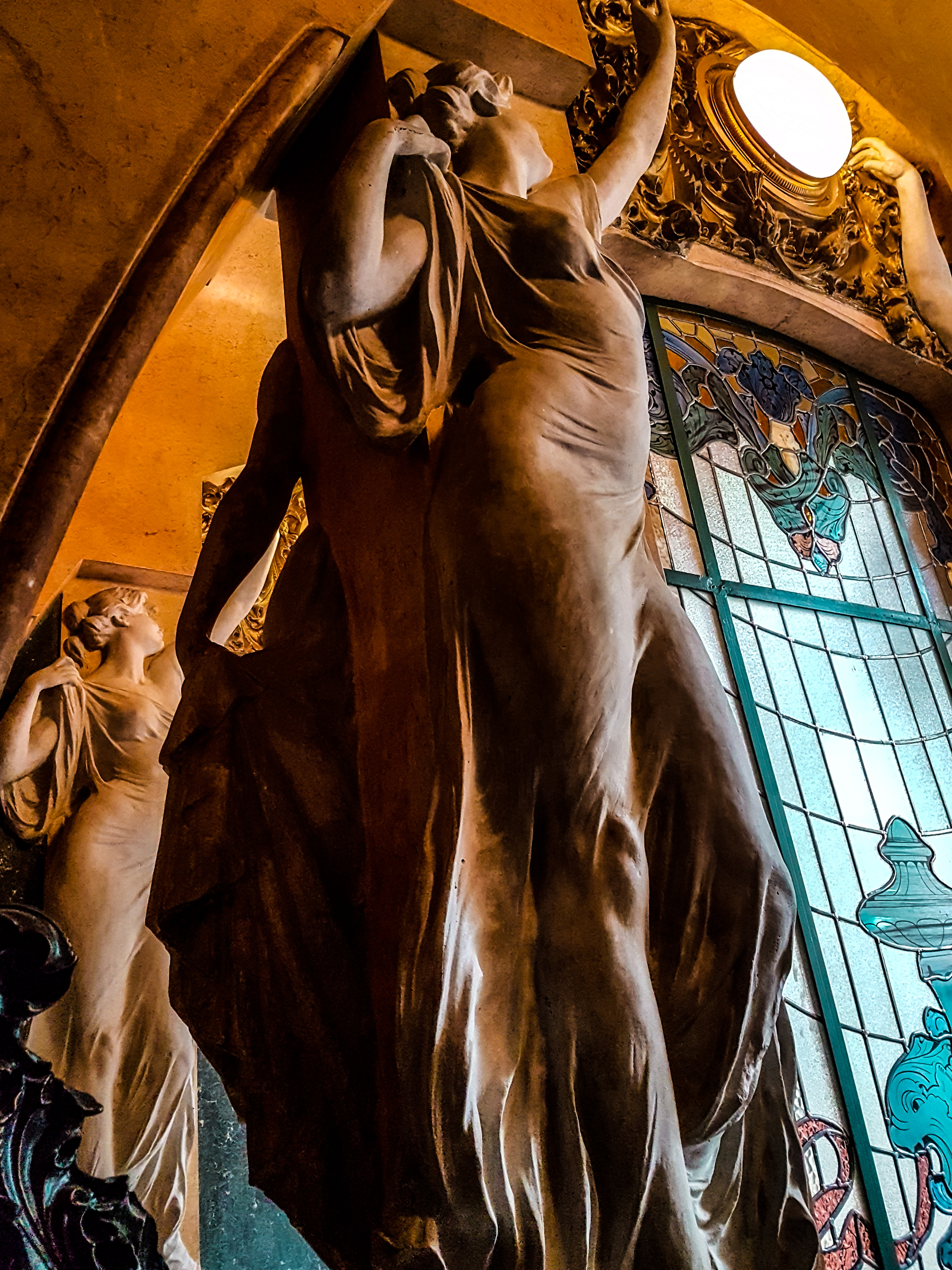
Витражи и скульптуры, «Дом Калиса», Эрколе Пасина, Буэнос-Айрес, Аргентина, 1911
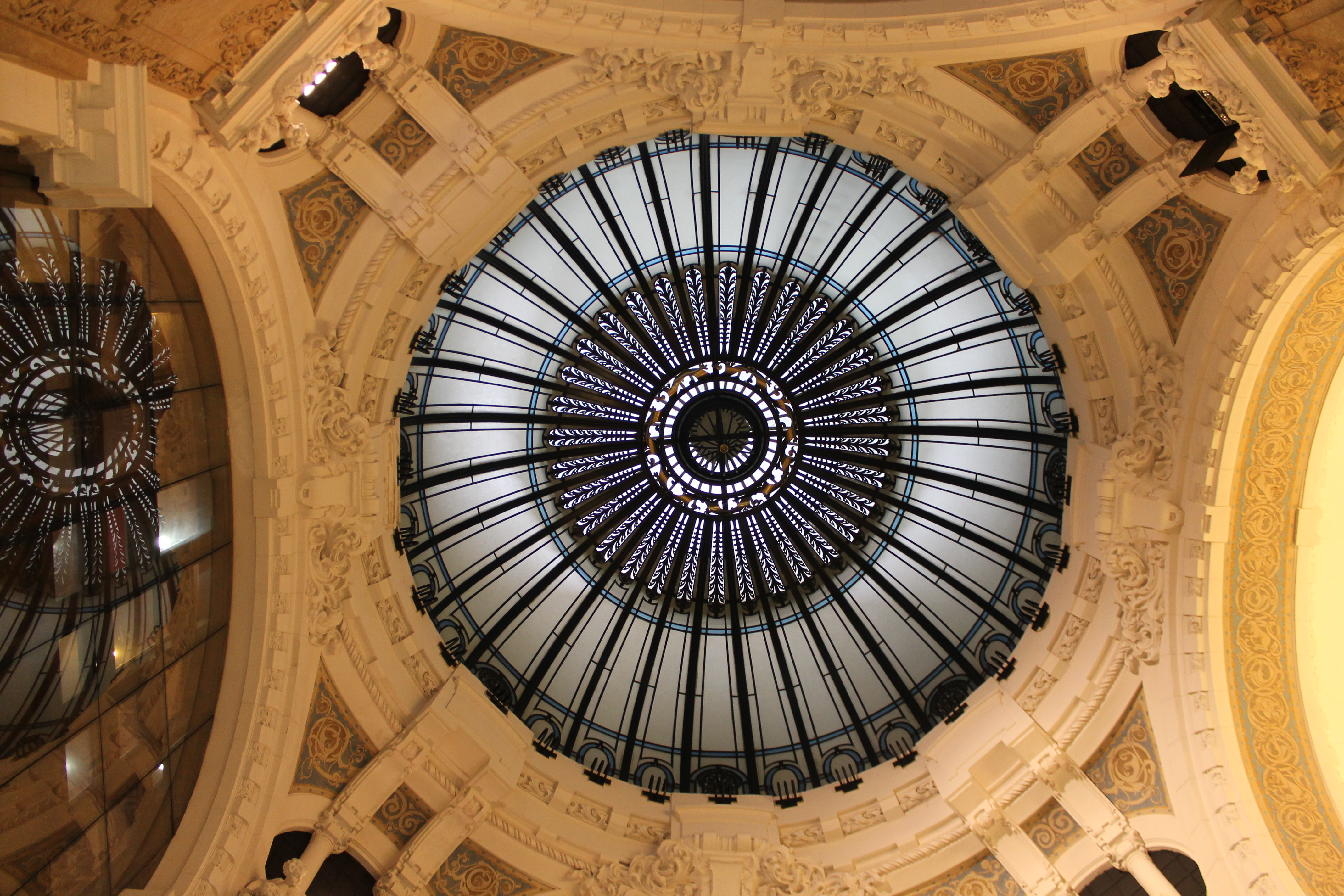
Интерьер, Галерея Гуэмес, Франсиско Джанотти, Буэнос-Айрес, Аргентина, 1913
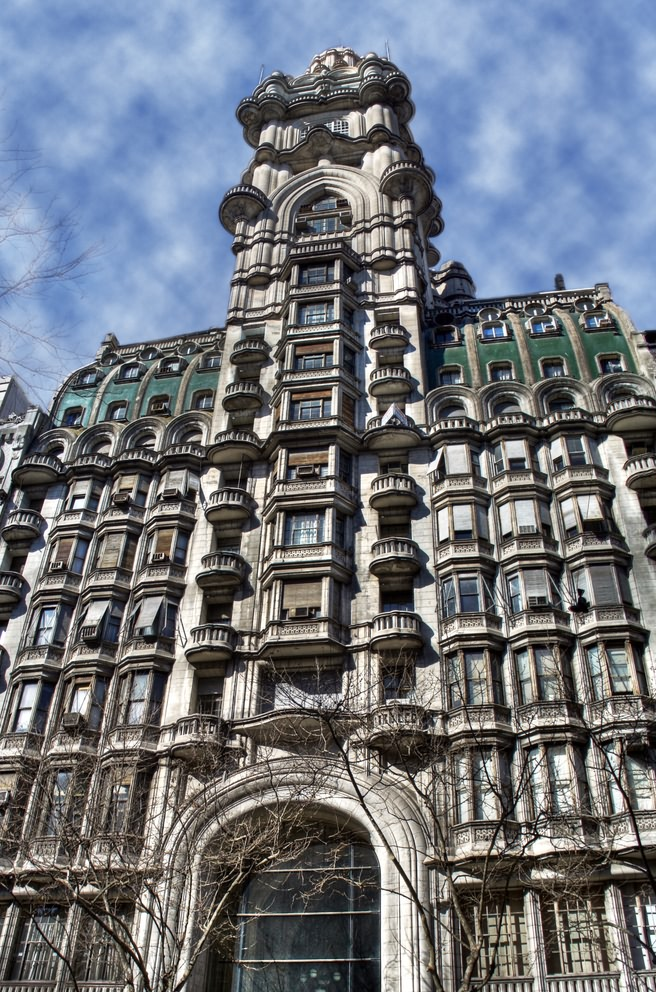
Паласио Бароло, Марио Паланти, Буэнос-Айрес, Аргентина, 1919—1923
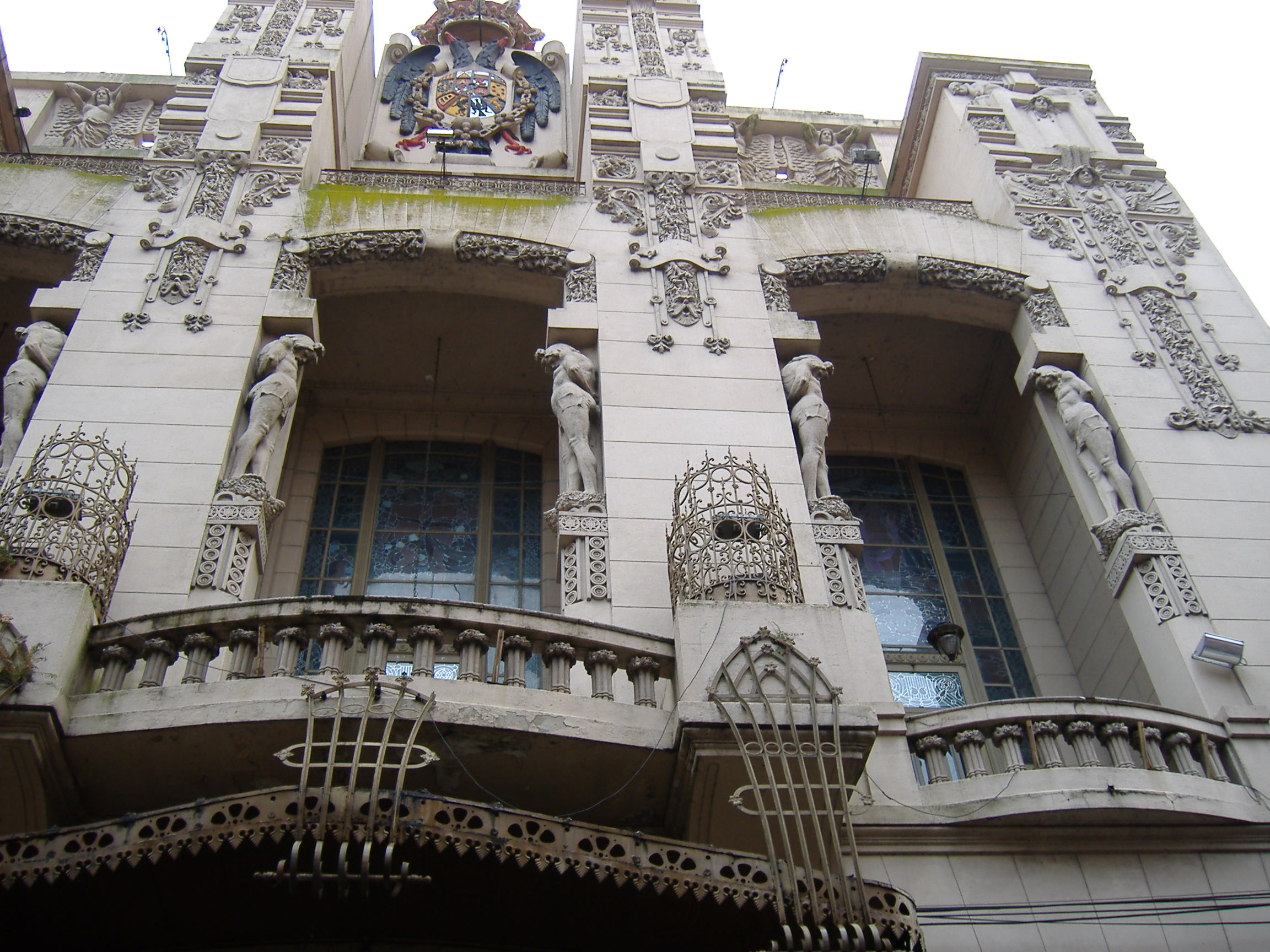
Металлические и керамические элементы и статуи, «Испанский Клуб», Франсиско Рока Симо, Росарио, Аргентина, 1912

### Развитие модерна в других странах
Как и в Аргентине, модерн в остальных странах мира не представленных выше, в основном, находился под влиянием иностранных художников:
- Испанцы стояли за проектами в Гаване, на Кубе.
- В Понсе и Пуэрто-Рико работы местных архитекторов, были выполнены под влиянием испанских архитекторов[113].
- Французы выполняли проекты модерна в Тунисе (в то время это был французский протекторат).
- Немцы в Людерице, Намибия[114] и в Циндао, Китай.
- Итальянцы выполняли работы в Вальпараисо, Чили[115]; Монтевидео, Уругвай; Рио-де-Жанейро, Бразилия[116].
- Русские стояли за наследием модерна в Харбине, Китай[117].
- Наследие модерна в Лиме состоит из работ итальянцев — братьев Маспери, французского архитектора Клода Сахута и британских мастеров[118].
- Дворец изящных искусств в Мехико стал результатом сотрудничества итальянцев (архитектор Адамо Боари и скульптора Леонардо Бистолфи), местного архитектора Федерико Марискаля, венгерских художников Аладара Кёрёсфёй-Криша, Гезы Мароти и Миксы Рот, каталонского скульптора Агусти Керола Субиратса и французского мастера Эдгара Брандта[119].
- Мотивы модерна также можно найти во французской колониальной архитектуре по всему Французскому Индокитаю.
- Заметное художественное движение под названием школа Бецалель появилось в палестинском регионе в конце османского и британского протекторатов. Оно явилось «слиянием восточного искусства и югендстиля»[120]. Несколько художников, связанных со школой Бецалель, были достаточно известны: Зеев Рабан, Эфраим Моше Лилиен и Абель Панн[121].

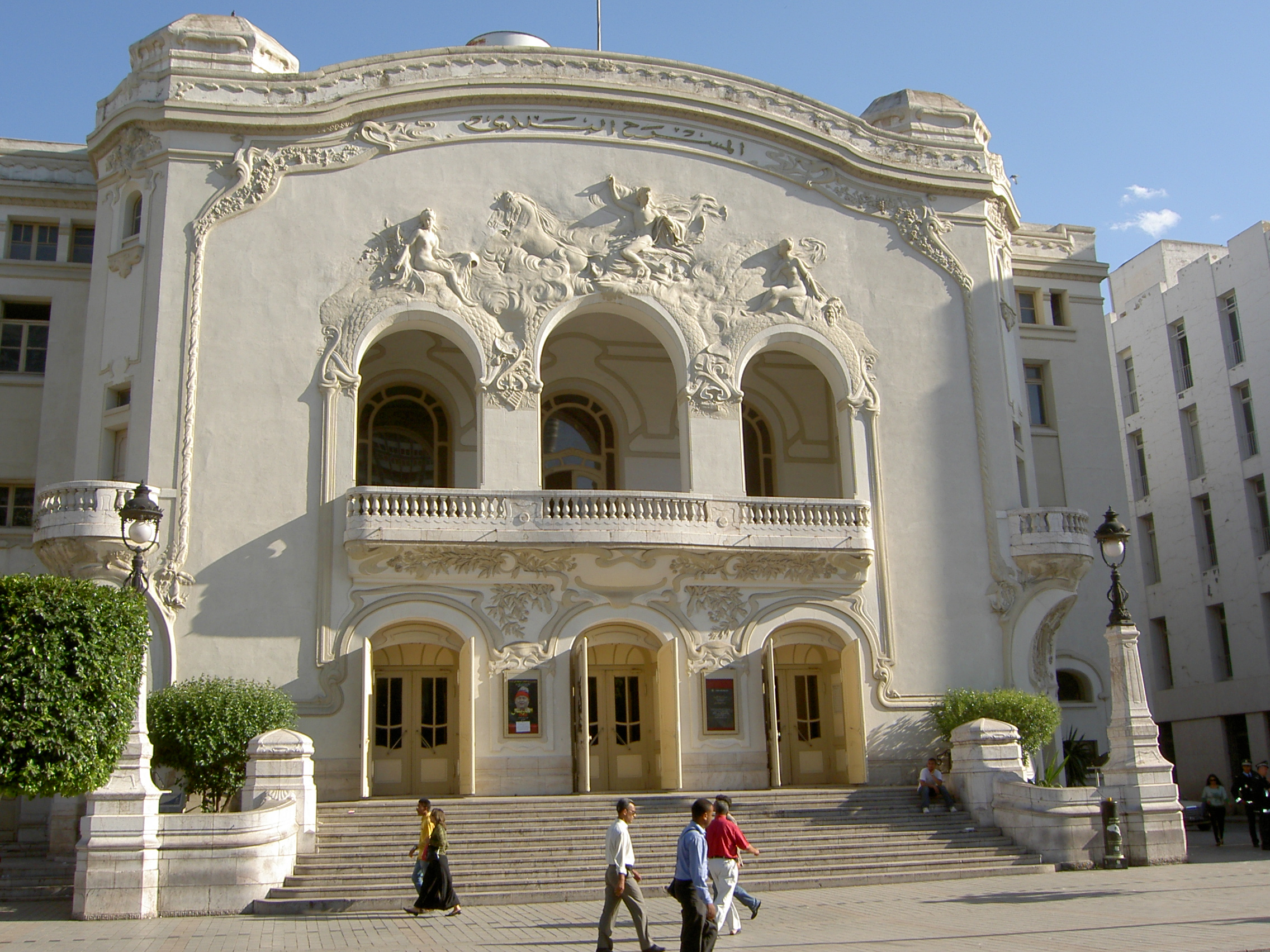
Муниципальный театр, Тунис, 1902
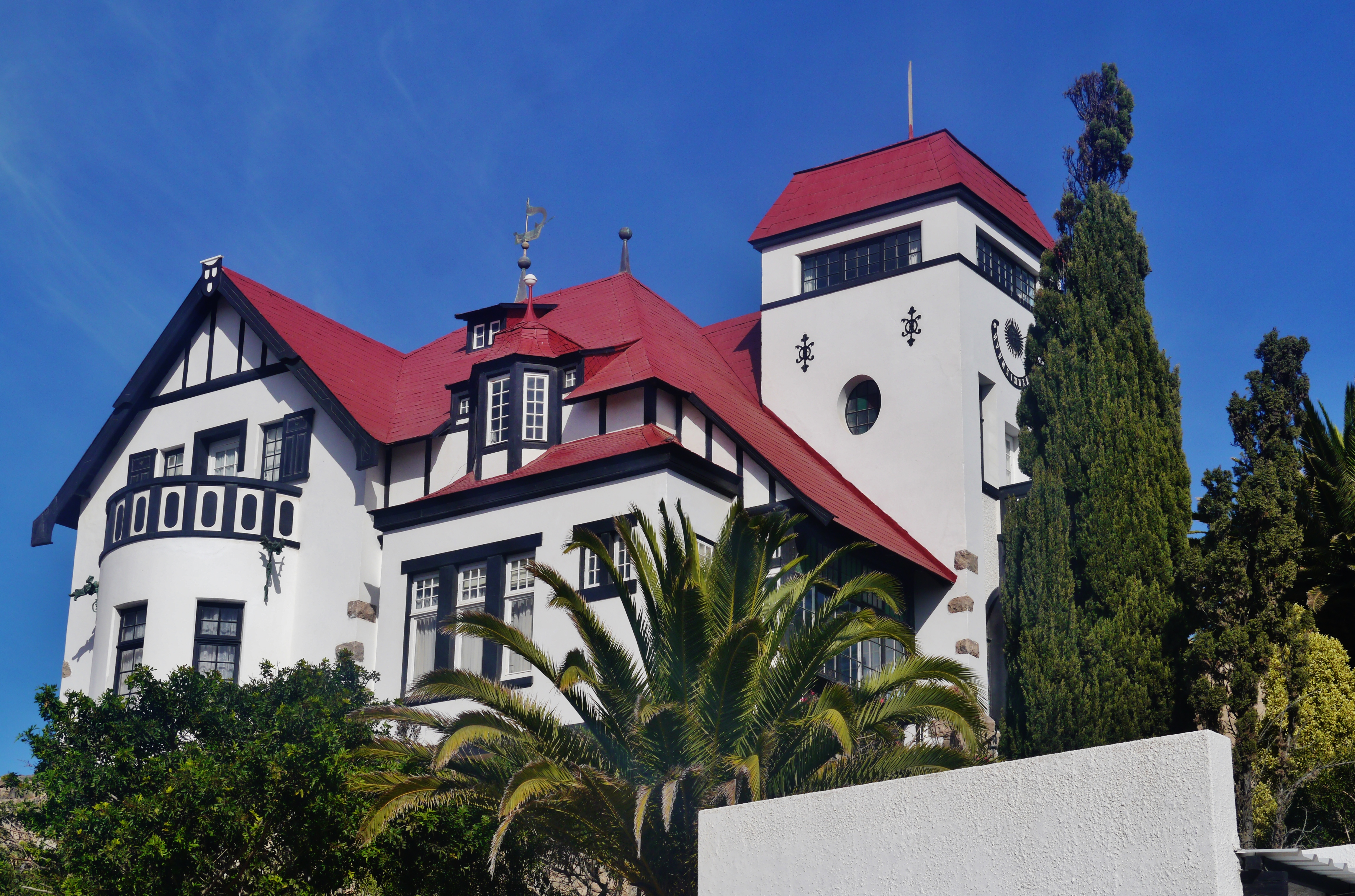
Герке-Хаус, Людериц, Намибия, 1909—1910
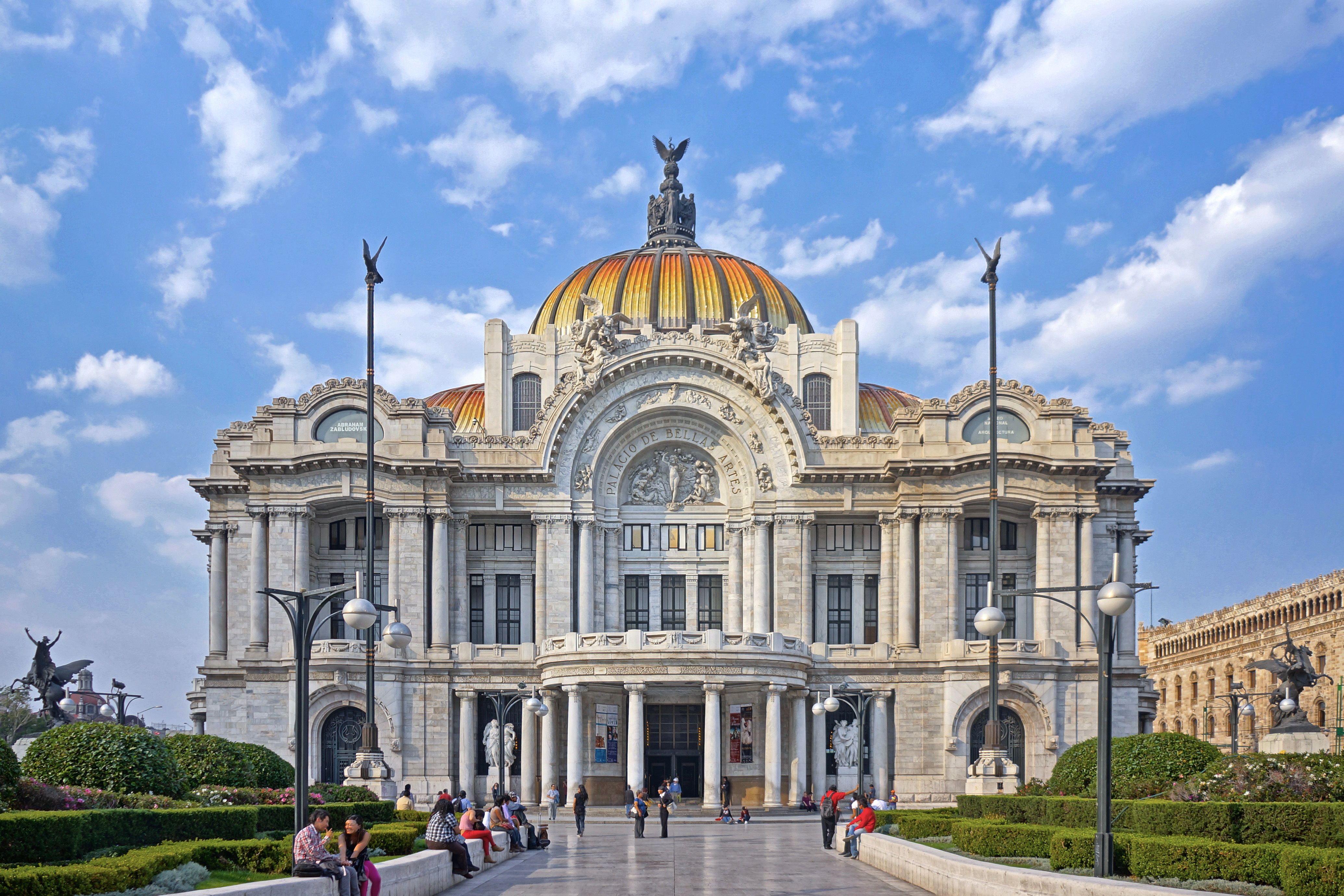
Дворец изящных искусств, Мехико, Мексика, 1904—1934
Статуя Пегаса, Мехико, Мексика

## Модерн в различных видах искусства

### Модерн в живописи
На живопись эпохи модерна оказали тенденции перехода от традиционных академических принципов композиции картины XIX века к использованию открытий новейших европейских течений, в частности символизма.
Одним из первых стала Понт-авенская школа учеников и последователей Поля Гогена. Живописные картины модерна стали рассматривать в качестве декоративных панно, как элементы оформления архитектурного интерьера. Поэтому и качества декоративности локальных цветовых отношений, орнаментальности контуров и стилизации форм стали одними из главных в живописи модерна. В моду входили исторические стилизации, привлекавшие заказчиков и художников экзотичностью, модными темами и сюжетами.
Для живописи модерна характерны парадоксальное сочетание декоративной условности, орнаментальных «ковровых фонов» и натуралистично «вылепленных» со скульптурной чёткостью фигур и лиц первого плана, например в картинах Густава Климта и Фернана Кнопфа, сказочные сюжеты произведений Михаила Врубеля), а также использования больших цветовых плоскостей (Леон Бакст, Эдвард Мунк).
Символизм привнёс в живопись модерна не только экспрессию линии и цвета, но и темы мировой скорби, смерти, эротики; распространённым стало обращение художников к миру тайны, сна, легенды, сказки.
(См. также список художников эпохи модерна)

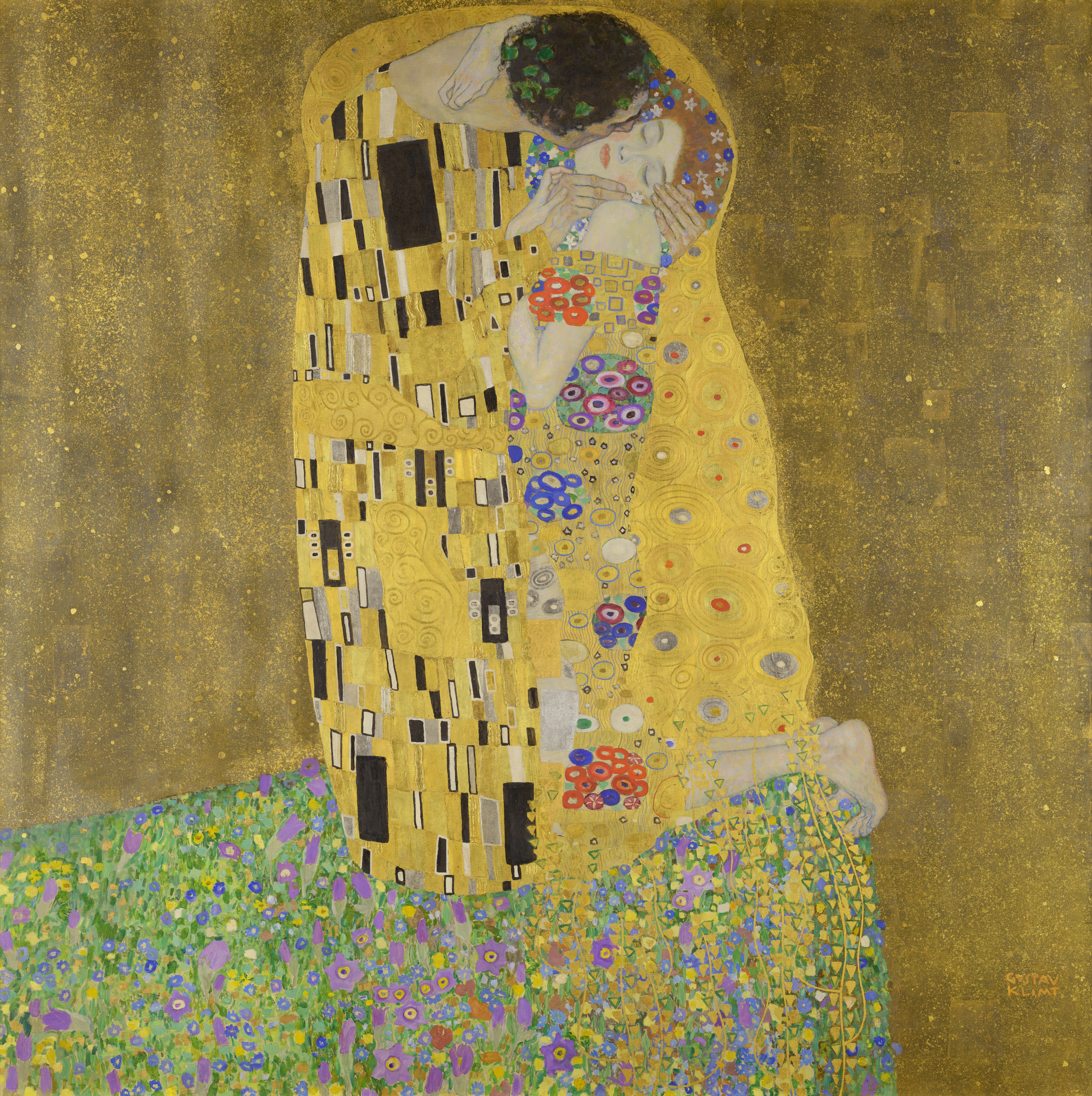
Г. Климт. Поцелуй. 1907—1908
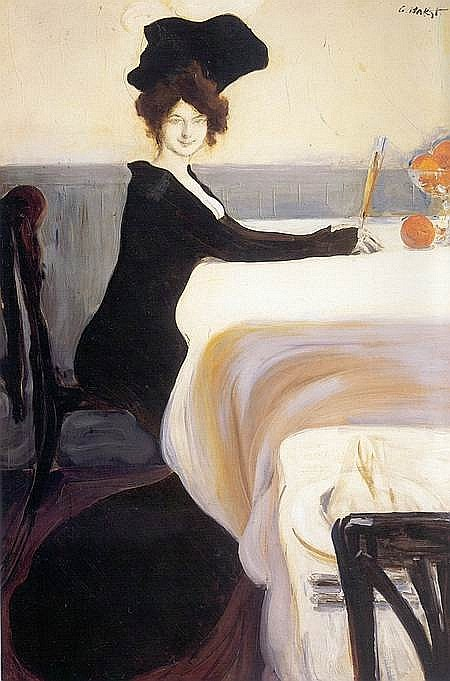
Л. Бакст. Ужин. 1902
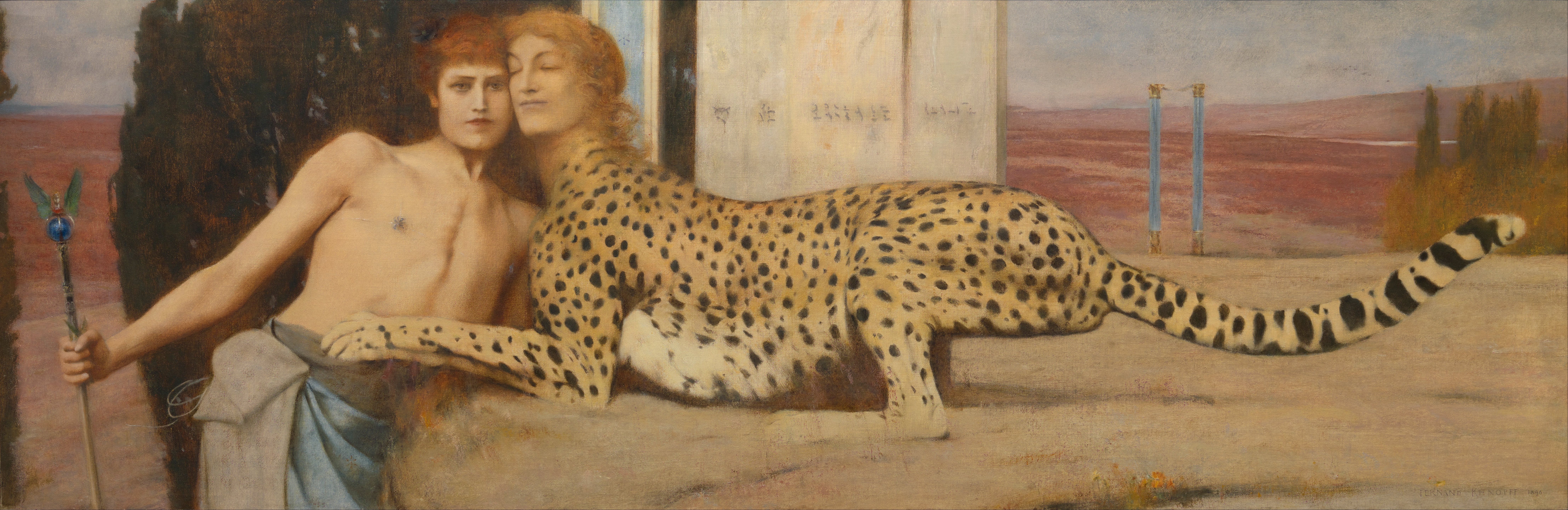
Ф. Кнопф. Искусство, или нежность сфинкса. 1896
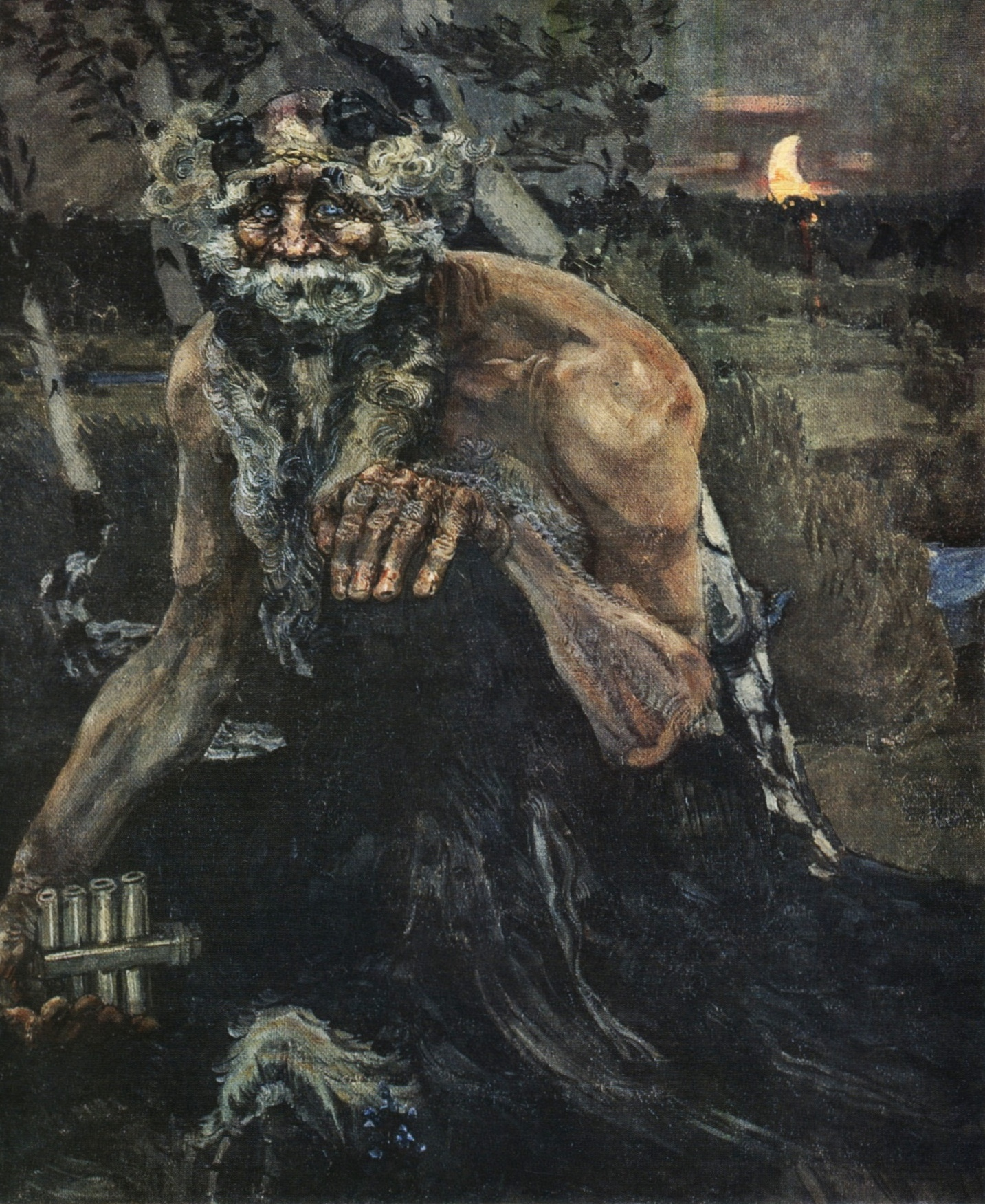
М. А. Врубель. Пан.  1899
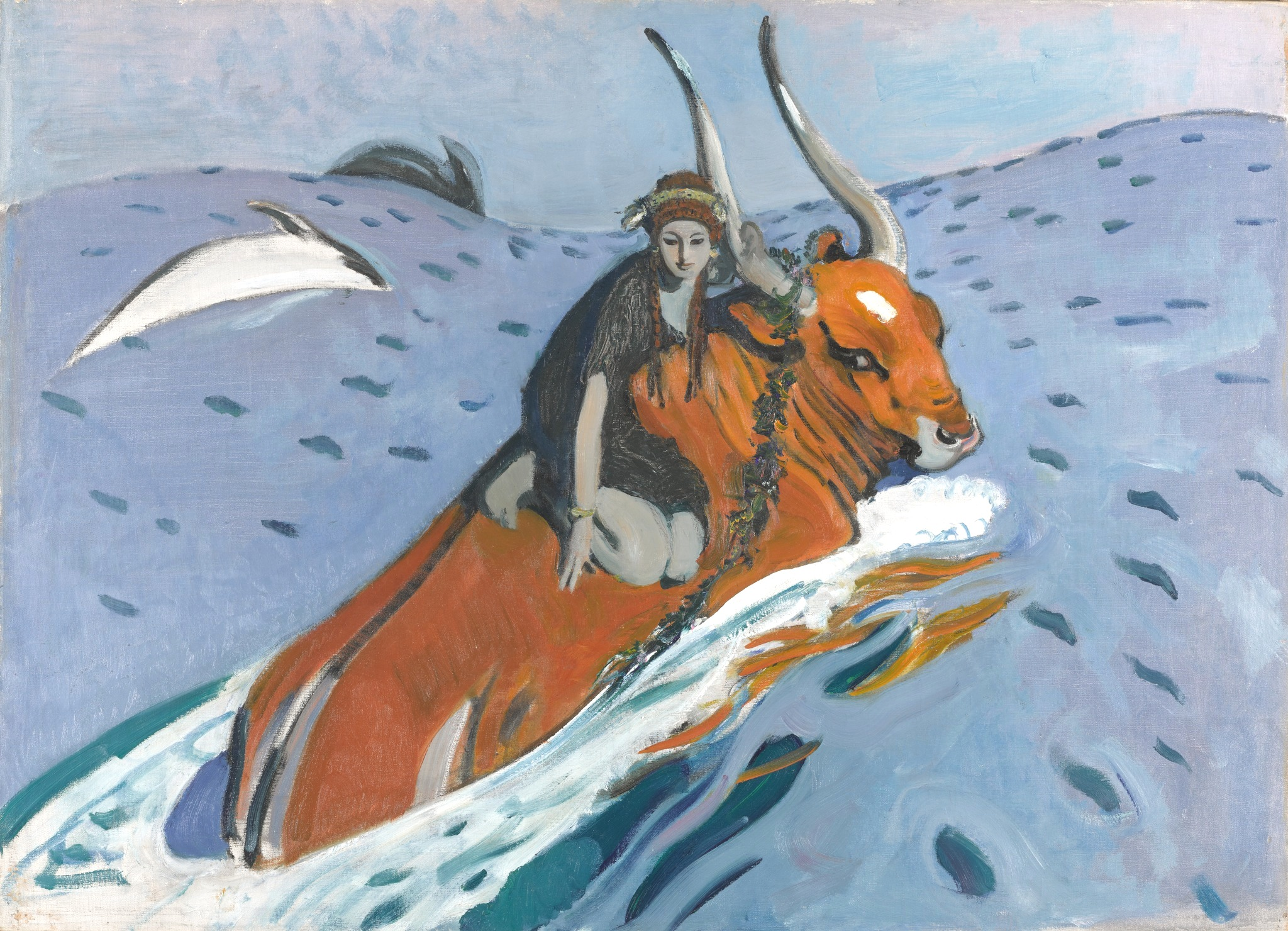
В. А. Серов. Похищение Европы. 1910

### Графика модерна
В период модерна получила большое распространение книжная и журнальная графика, афиша и плакат. Выходило небывалое множество журналов, которые пропагандировали произведения искусства модерна: в Мюнхене «Югенд» (1896), в Берлине «Пан» (1895), в Дармштадте «Немецкое искусство и украшение» (нем. Deutsche Kunst und Dekoration) (1897), в Лондоне «Студия» (1893), во Фландрии «С этого момента и позже» (нидерл. Van Nu an Straks) (1893), в Париже «Искусство и украшение» (фр. Art et d'coration) (1897) и «Белый журнал» (фр. La Revue Blanche) (1889), в Вене «Весна священная» (1898), в Праге «Бесплатные направления» (фр. Volne Smery) (1897), в Петербурге «Мир искусства» (1898).

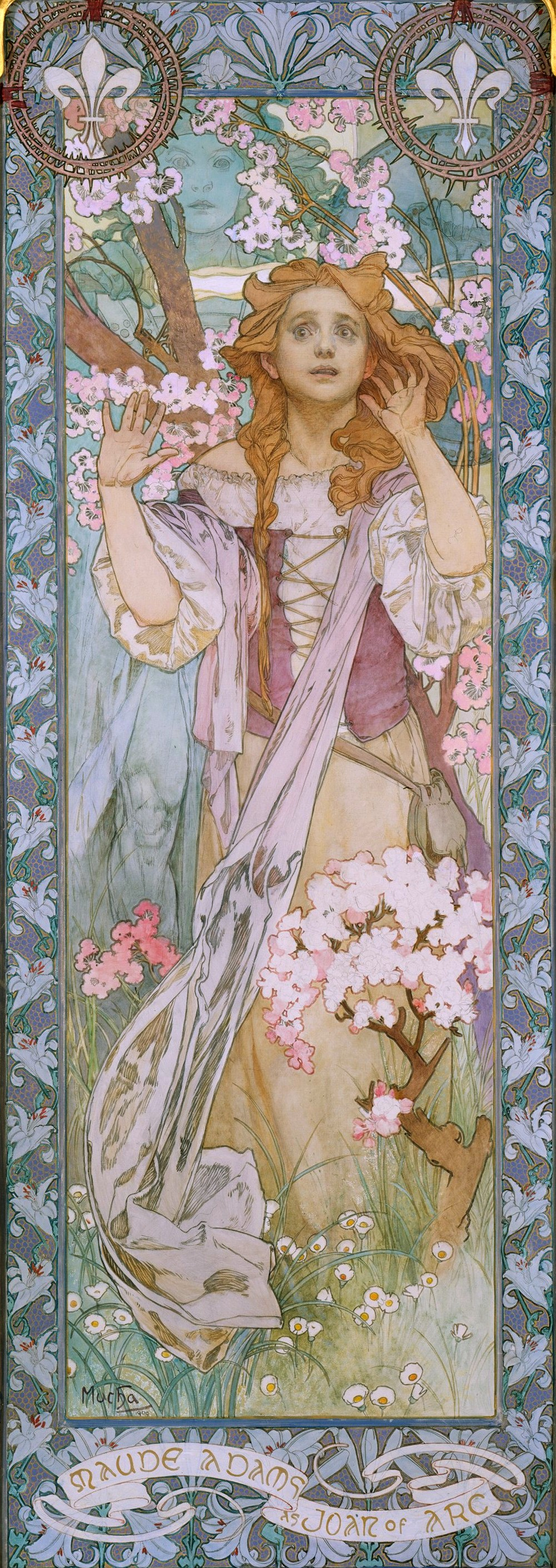
А. Муха. «Мод Адамс как Жанна д’Арк». Афиша 1883 года

Графика стала своеобразным «носителем стиля», и тем самым оказывала значительное влияние на развитие других видов искусства, например обложка, созданная для книги под названием «Городские церкви Рена» английским художником А. Макмердо. Обложка этой книги, посвящённой архитектуре и знакомой многим британским архитекторам, оказала своё воздействие на развитие архитектурного стиля ар-нуво.
В конце XIX века формировался вид печатной графики, именуемый плакатом. Рождение плаката было обусловлено новшествами в типографской промышленности. Широкому распространению искусства плаката открыла путь техника хромолитографии (цветной литографии). Тиражи печатных плкататов и афиш могли составлять несколько тысяч оттисков.
Искусство книжной графики достигло в период модерна высокого уровня благодаря работам английского художника О. Бёрдсли, немецких Т. Гейне, Г. Фогелера. Обри Бёрдсли — автор иллюстраций к «Саломее» Оскарда Уальда и рисунков для журнала «Жёлтая книга». Графика Бёрдсли — классика модерна. Русский график Николай Кузьмин говорил, что Бёрдсли «отделил свет от тьмы. Для света — белая бумага, для тьмы — чёрная тушь. И никаких полутонов. Линия приобрела удивительную силу. Началась новая эра графики». Крайняя простота средств: только чёрное и белое, лист бумаги, перо, флакончик туши. Но там, где он хотел показать свою поразительную «способность стараться», его техника становится похожей на тончайшее кружево: фронтисписы к «Саломее», к «Венере и Тангейзеру», «Вольпоне», сюите «Похищение локона».
Графика модерна обладала собственными выразительными средствами: энергичный обобщённый рисунок, резкие контрастные цветовые соотношения, использование больших технических возможностей литографии содействовали развитию такой разновидности графики, как афиша, плакат. Для них характерны тщательно разработанные композиции, декоративные и шрифтовые.
В России важную роль в становлении книжной графики играли А. Н. Бенуа, К. А. Сомов и другие мастера объединения «Мир искусства».
Художественные достижения приобрёл модерн в создании афиш и плакатов (работы Эмиля Грассе во Франции, Альфонса Мухи в Чехии).
В 1896 году в Мюнхене начал выходить журнал «Югенд». К этому времени в Германии сложилась развитая полиграфическая промышленность. Книжное и журнальное дело, имевшее давние традиции, достигло расцвета. Получили широкое распространение многоцветная печать, крупноформатный литографированный плакат и вместе с тем миниатюрная рекламная наклейка. Развивались малые жанры: экслибрис, рекламная листовка. Музеи Мюнхена и Берлина заказывали полиграфистам своеобразные пригласительные билеты. Каталоги издательских фирм, книжных магазинов, нередко, являлись настоящими графическими шедеврами, представлявшими картины художников.
Мастера немецкой графики искали новые технические приёмы. К таким новшествам можно было отнести рисование на грубой зернистой бумаге с предварительным покрытием её белилами. Чтобы, например, получить мягко расплывающийся штрих, мюнхенские графики стали широко использовать японскую кисть. Ещё один новаторский приём получение на белой бумаге отпечатка фактуры грубой материи, слегка пропитанной тёмной краской. Фон напоминал зернистую поверхность холста; нанесённый на него штрих приобрёл специфические свойства. Художники учились обрабатывать бумагу разными кислотами, чтобы превращать её в подобие пергамента. Линии на такой бумаге выглядели необычно.

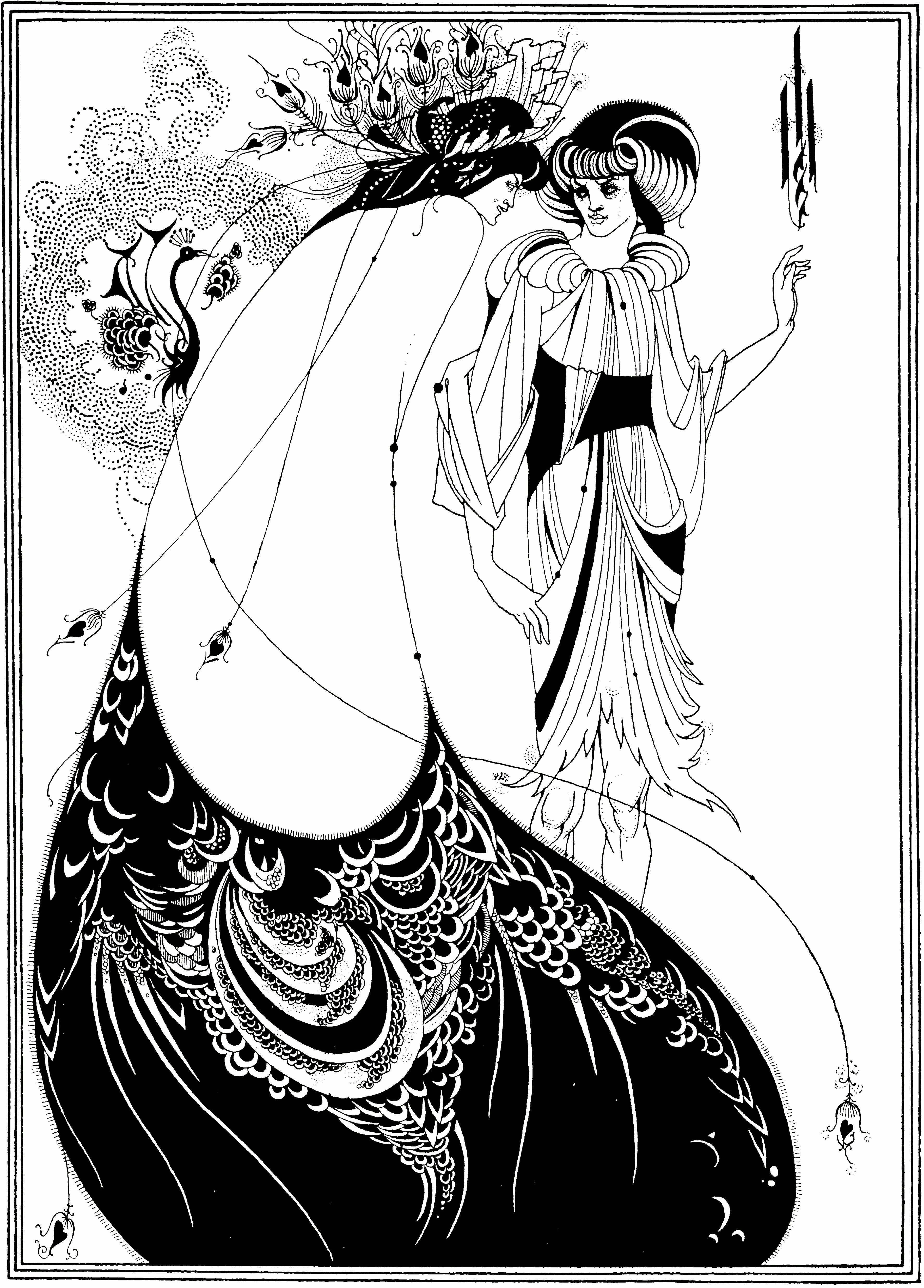
О. Бёрдсли. Павлинья юбка. Иллюстрация к «Саломее» О. Уайльда. 1892
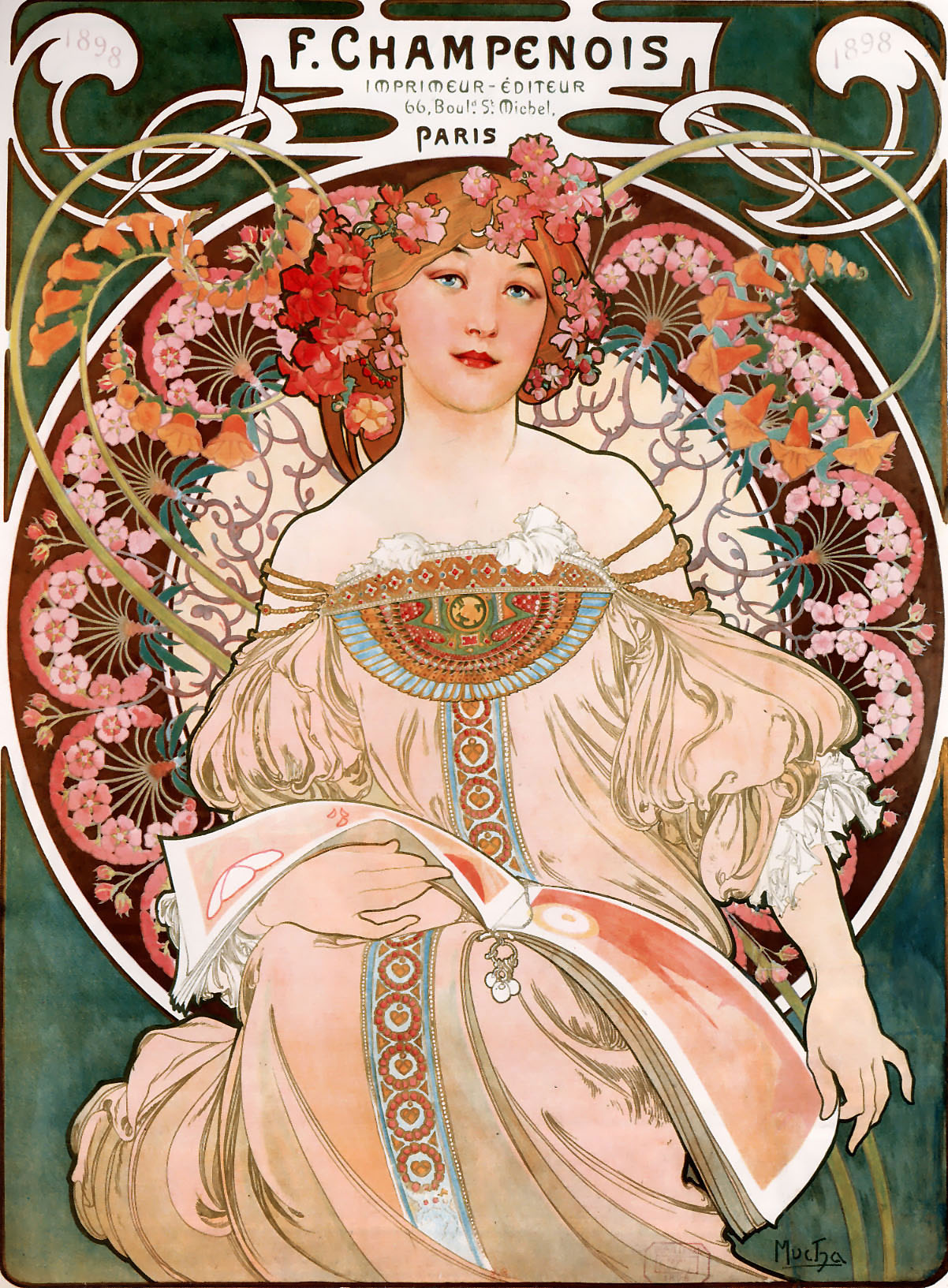
А. Муха. F. Champenois Imprimeur-Éditeur». 1897. Хромолитография
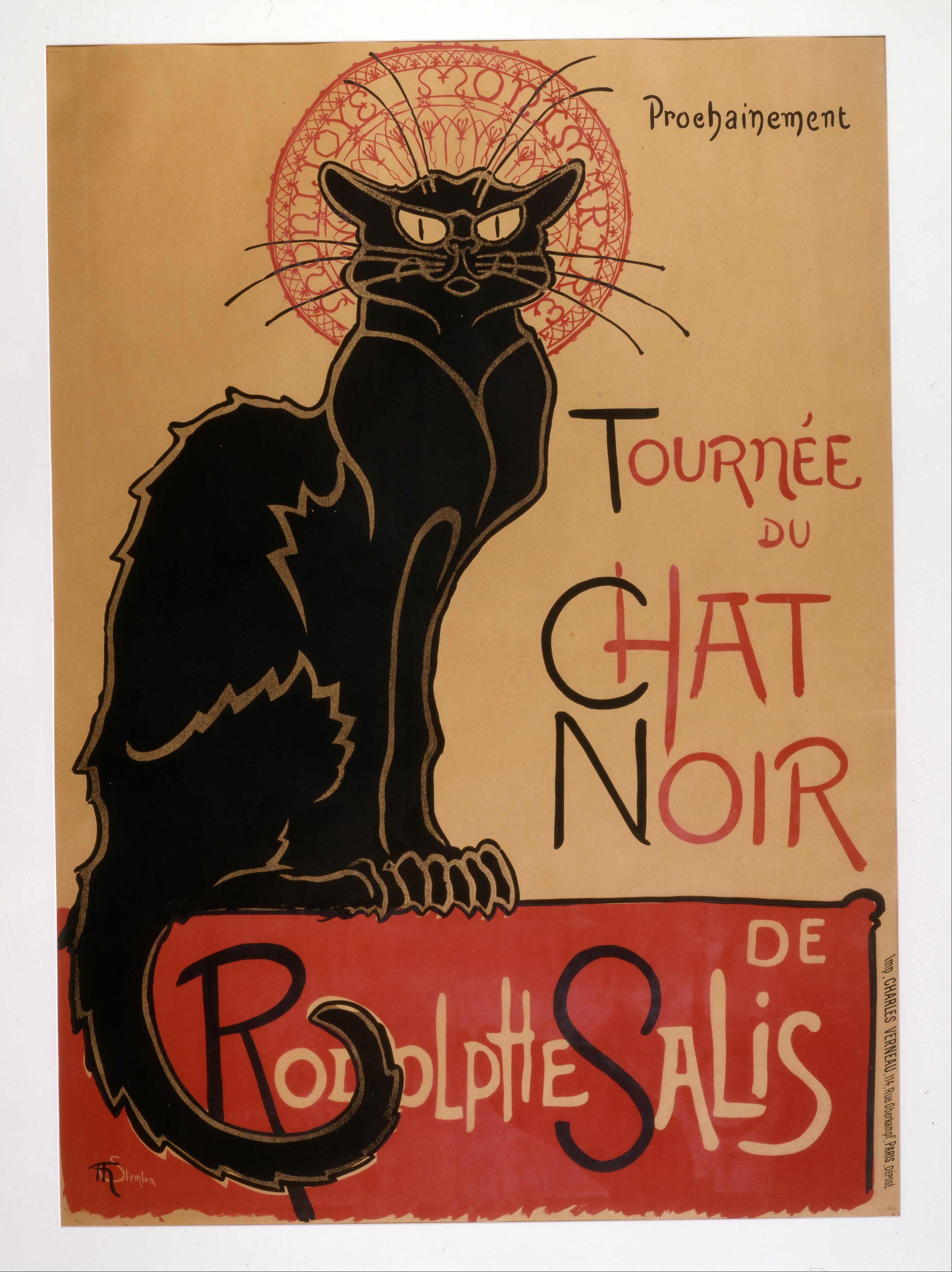
Афиша кабаре «Чёрный кот». 1896. Хромолитография
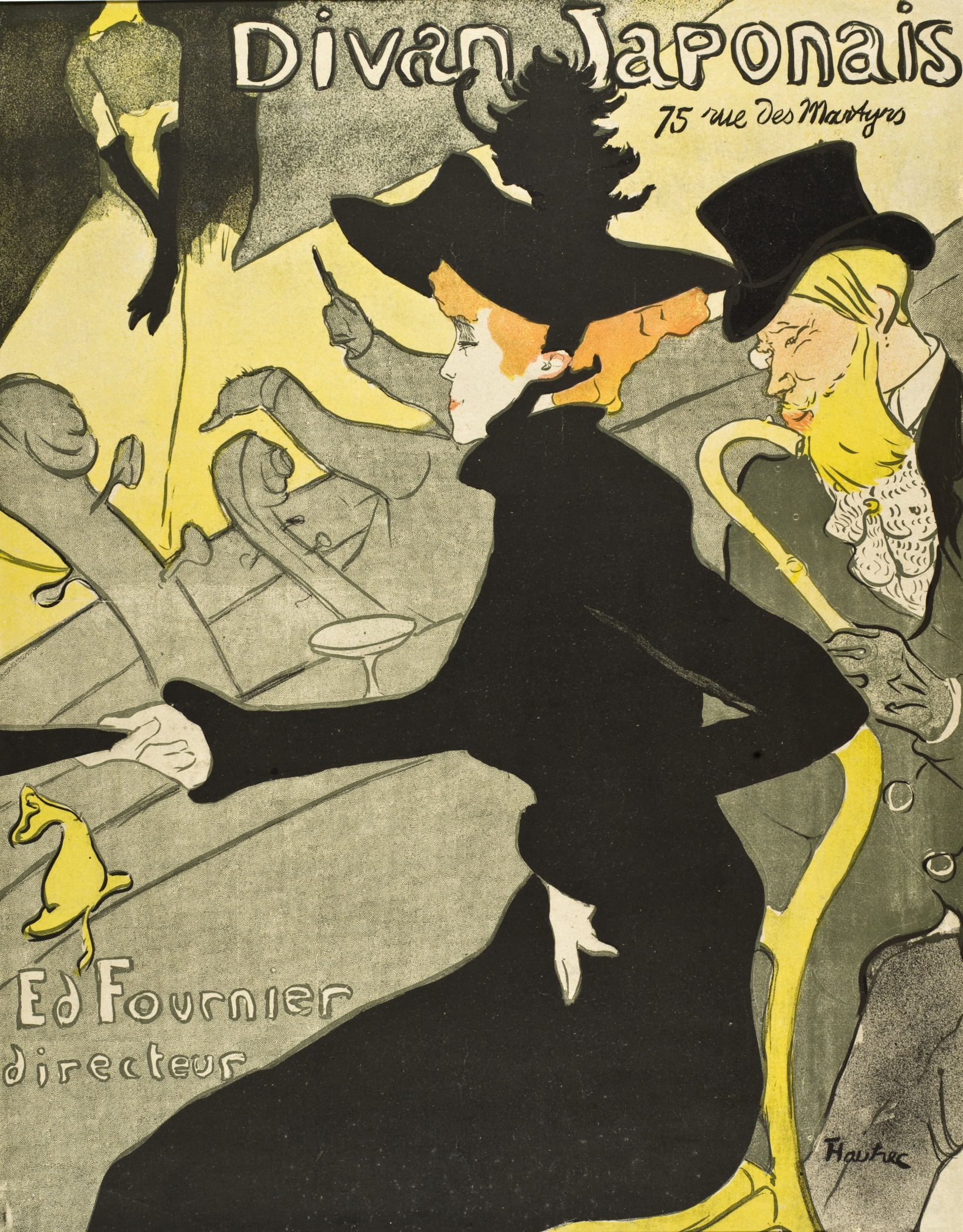
А. де Тулуз-Лотрек. Афиша кафе-шантан «Японский диван». 1892—1893. Хромолитография
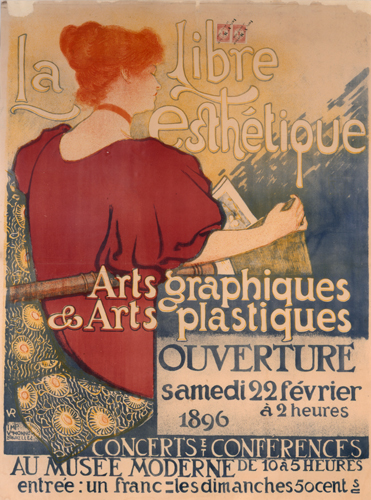
Тео ван Рейссельберге. Афиша общества «Свободная эстетика». 1896.
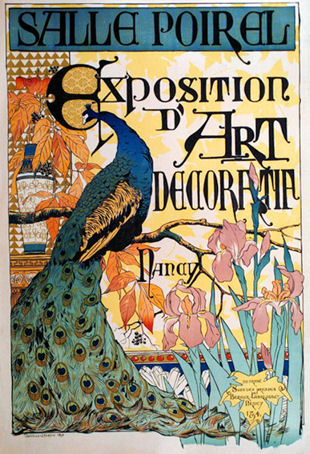
К. Мартин. Афиша «Выставка декоративного искусства. 1894. Нанси, Франция

### Скульптура модерна
Скульптура модерна, как и живопись, испытала влияние символизма. Основные черты: возвращение к «природным» линиям, текучесть форм, «внутренняя энергия». Среди скульпторов периода модерна особо выделяют двух французских мастеров: Огюста Родена и Аристида Майоля. Для последнего характерно стремелние к монументальности, обощённости форм и, одновременно, к декоративности, связи скульптурного объёма с окружающим пространством.
Среди многих работ Родена самая известная — «Мыслитель». Другие отличаются мягкой, «текучей» пластикой: «Первый поцелуй», «Вечная весна», «Поэт и муза». Аристид Майоль занялся скульптурой будучи уже хорошо известным живописцем. Он стремился создавать образы естественной красоты, подчёркивал природную гармонию женского тела, чувственность и эмоциональность. Его работы — «Помона», «Ночью, Река», «Три нимфы» — находятся в лучших музеях мира, а всё его творчество по праву относится к шедеврам европейского искусства.
Другими блестящими образцами модерна в скульптуре являются работы Наума Аронсона — портреты Комиссаржевской, Толстого, Пастера. Он единственный из художников создал скульптурный портрет, который теперь хранится в одном из музеев Израиля. Его работы украшают многие музеи и галереи мира.
Одним из наиболее ярких представителей этого стиля в Италии был Адольфо Вильдт, работы которого в своём развитии прошли путь от символизма через венский и берлинский сецессион до зачатков экспрессионизма.

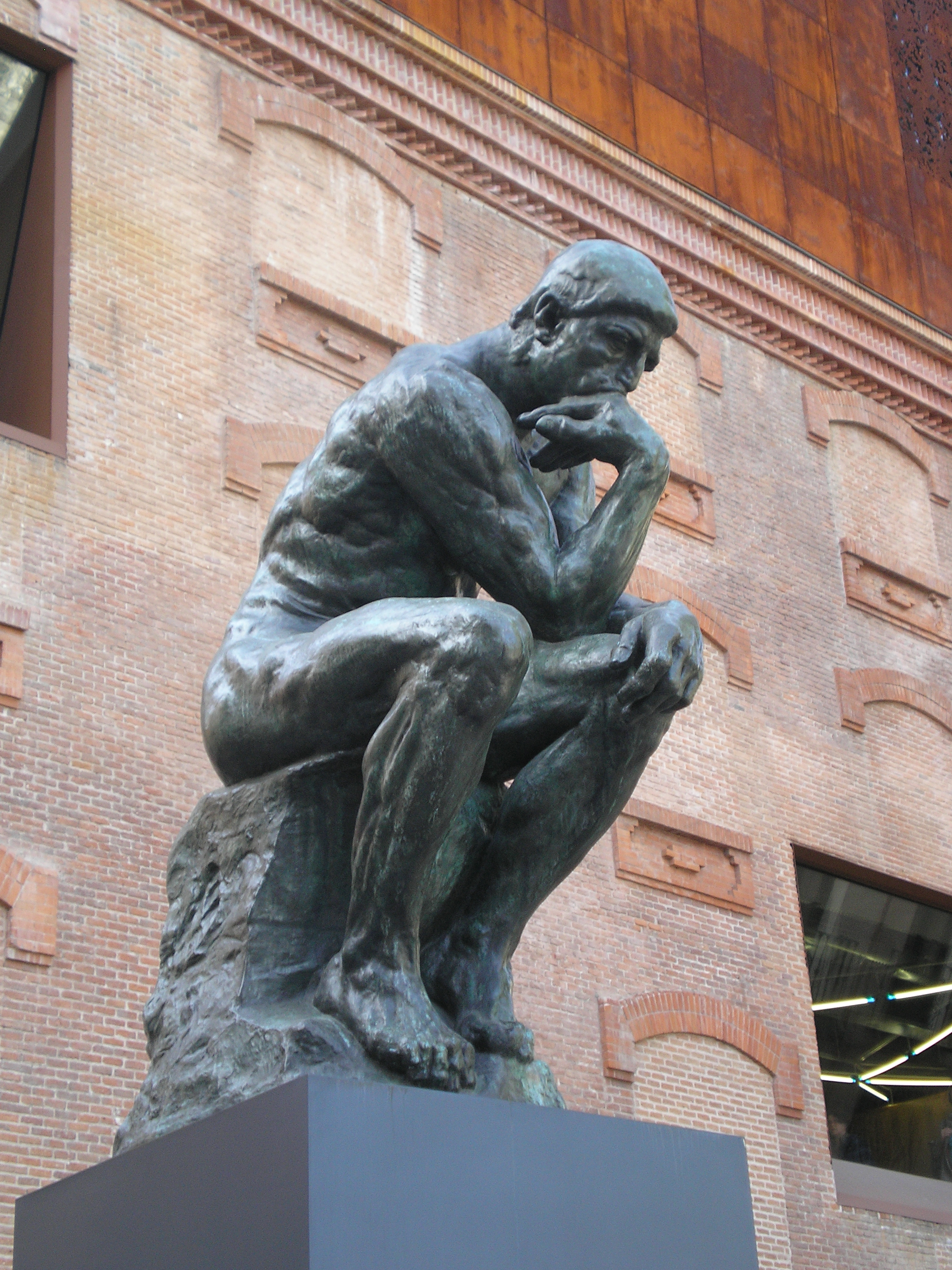
О. Роден Мыслитель. 1880—1882. Бронза
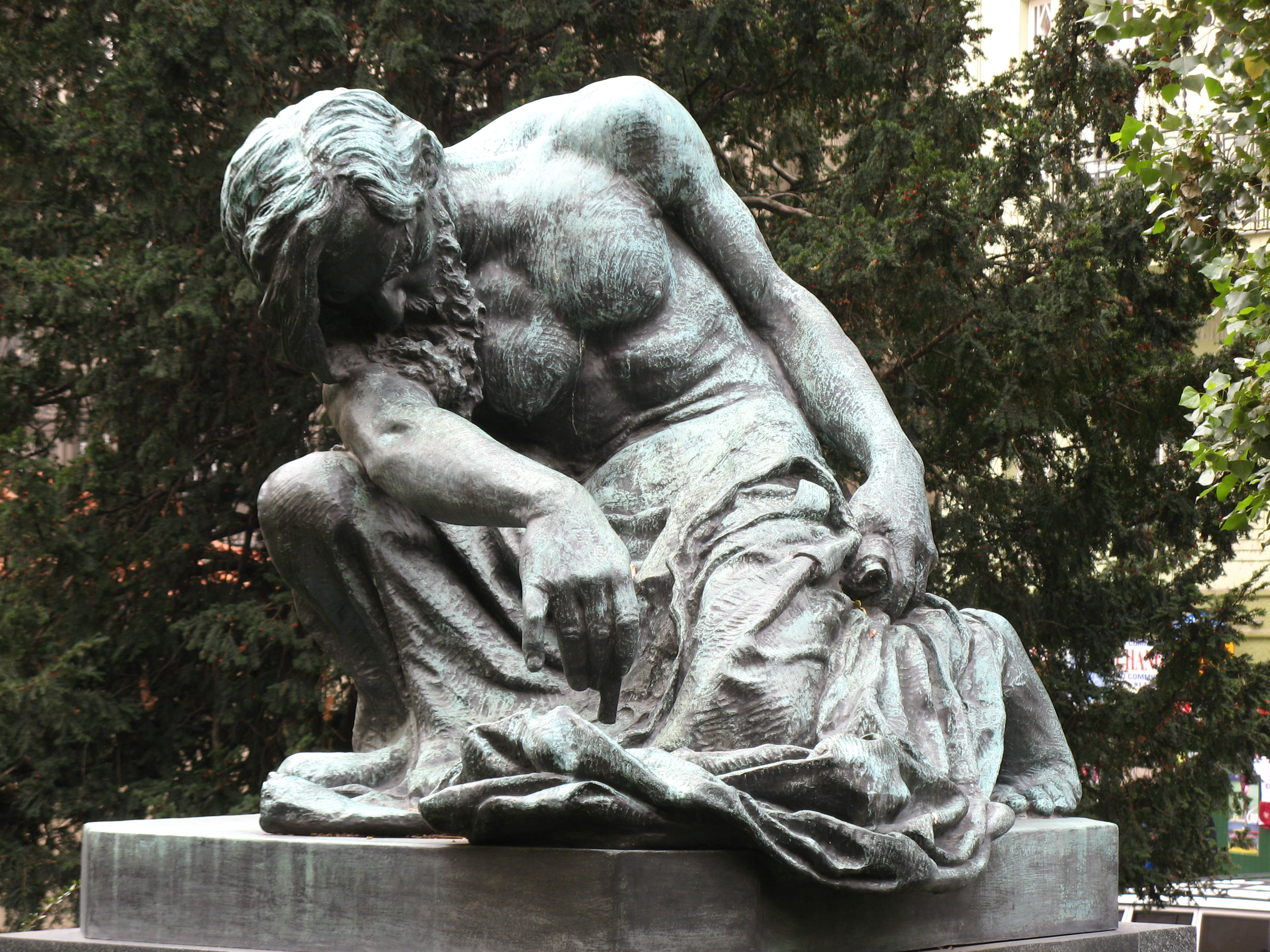
Ф. Билек. Моисей. 1905
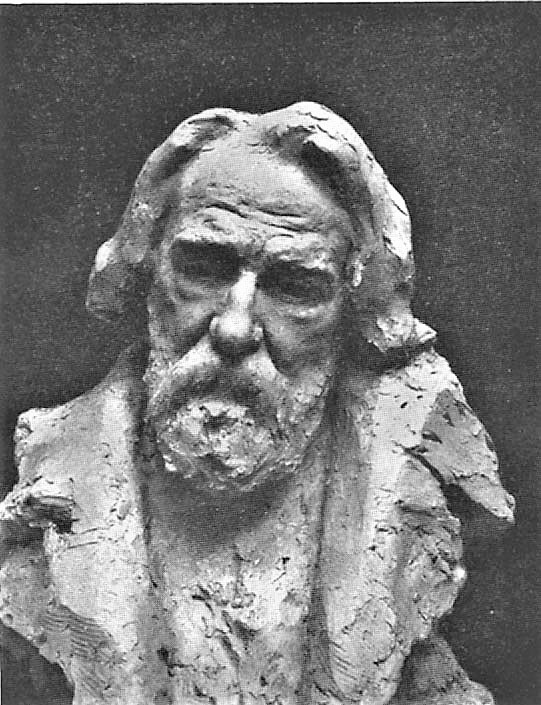
Н. Аронсон. Портрет И. С. Тургенева. 1906—1913 годы
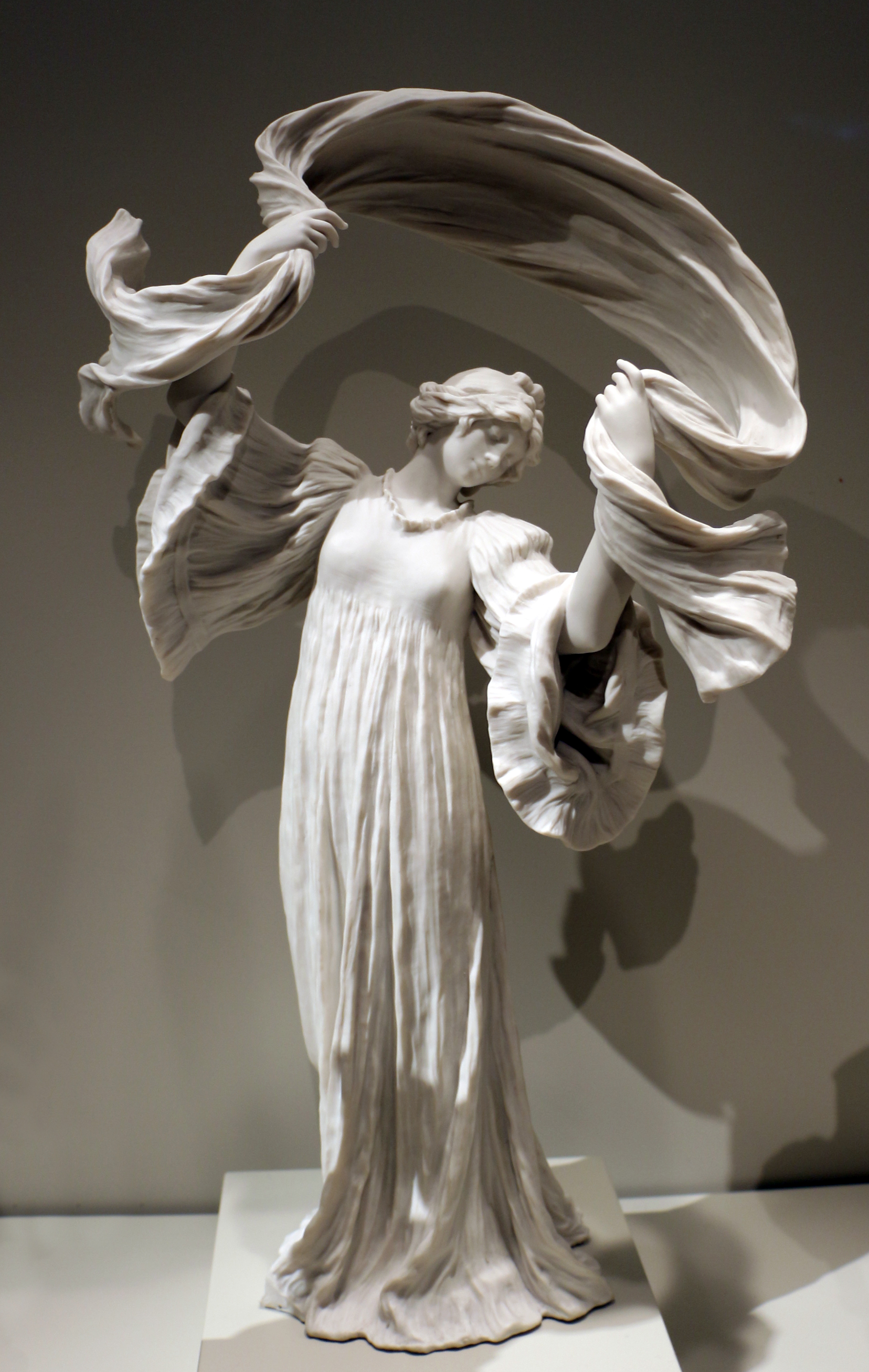
А. Леонар. Танец с шарфом. 1897—1900

### «Стекло модерна»
Искусство изделий из стекла испытало в период модерна небывалый подъём. Художники осуществляли разнообразные эксперименты с техниками изготовления стеклянных изделий в поисках новых эффектов сочетания прозрачности и непрозрачности: в дополнение к традиционной огранке и гравировки использовали технику «камео», стекло «с нацветом», травление и пескоструйную обработку многослойного цветного стекла.
Важным центром французской стекольной промышленности стал город Нанси в Лотарингии, где располагалась Школа Нанси, основанная выдающимся французским художником, мастером стеклоделия и проектировщиком мебели Эмилем Галле. В 1878 году Жан Дом (Даум) приобрёл в этом же городе старую стекольную фабрику, которой в 1887 году стал руководить его сын — Антонин (Антуан) Дом (1864—1930). С ним работал его брат Огюст (1853—1909). После успеха Эмиля Галле на Всемирной выставке 1889 года в Париже братья Дом решили обратиться к «новому стилю» — искусству ар нуво. Они начали выпускать изделия из стекла с флоральным (растительным) декором, близкие тем, что производил сам Галле. Братья Дом, как и Галле, использовали травление многослойного стекла, роспись, пескоструйную обработку, гравировку.
Там же работали и другие известные художники: Анри Берже (фр.), Эжен Валлен (фр.), Луи Мажорель, Виктор-Эмиль Пруве 
В Бельгии ведущей фирмой была стекольная фабрика «Валь Сен-Ламбер» (фр. du Val-Saint-Lambert), которая выпускала вазы в формах, содержащих органические и цветочные мотивы, многие из которых были разработаны Филиппом Вольферсом. Вольферс был особенно известен созданием произведений из стекла с металлическими украшениями.
В Богемии, в то время регионе Австро-Венгерской империи, известными производителями художественного стекла была компания «Лобмейр» и Стекольная фабрика «Вдова Йоханна Лётца».
В Германии экспериментами со стеклом занимался Карл Кёппинг, который использовал выдувное стекло для создания чрезвычайно тонких стаканов в форме цветов, настолько деликатных, что немногие сохранились до нашего времени 
Американский художник Луис Комфорт Тиффани и его сотрудники прославились изделиями «фэврайл глас» (англ. favrile glass, от ст.-франц. fauril— «подвижное, призрачное, рукодельное стекло»), опаловым стеклом и «мозаичными абажурами» электрических ламп, выполненными в технике наподобие «оконной», или «транспарантной, эмали», известной ещё в Средневековье.
Лампы Тиффани приобрели популярность после Всемирной выставки 1893 года в Чикаго. Было выпущено несколько разных серий ламп Тиффани, а также комнатных витражей, ширм, ваз и других декоративных предметов. Работы художника сначала были привезены в Германию, затем во Францию Зигфридом Бингом, а затем стали одной из декоративных сенсаций Всемирной выставки 1900 года в Париже. Американский конкурент Тиффани, компания «Стекольный завод Штойбена» (нем. Steuben Glass), была основана в 1903 году в Корнинге, штат Нью-Йорк, Фредериком Картером, который, как и Тиффани, использовал процесс «Фавриль» для создания поверхностей с переливающимися цветами. Ещё одним известным американским художником по стеклу был Джон Ла Фарж, создававший замысловатые и красочные витражи как на религиозные, так и на чисто декоративные темы.

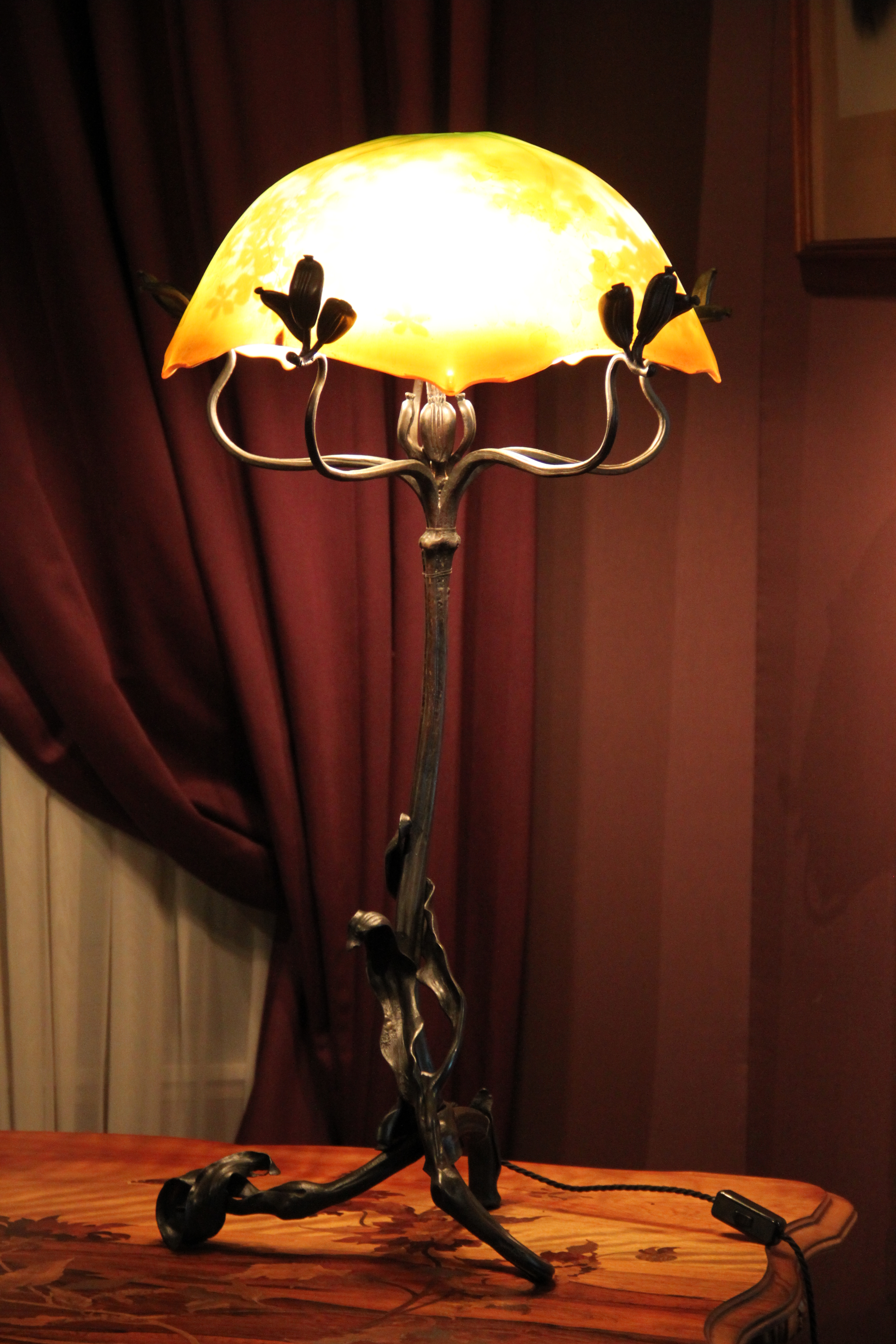
Лампа с зонтиками. Э. Галле, Франция. Ок. 1902
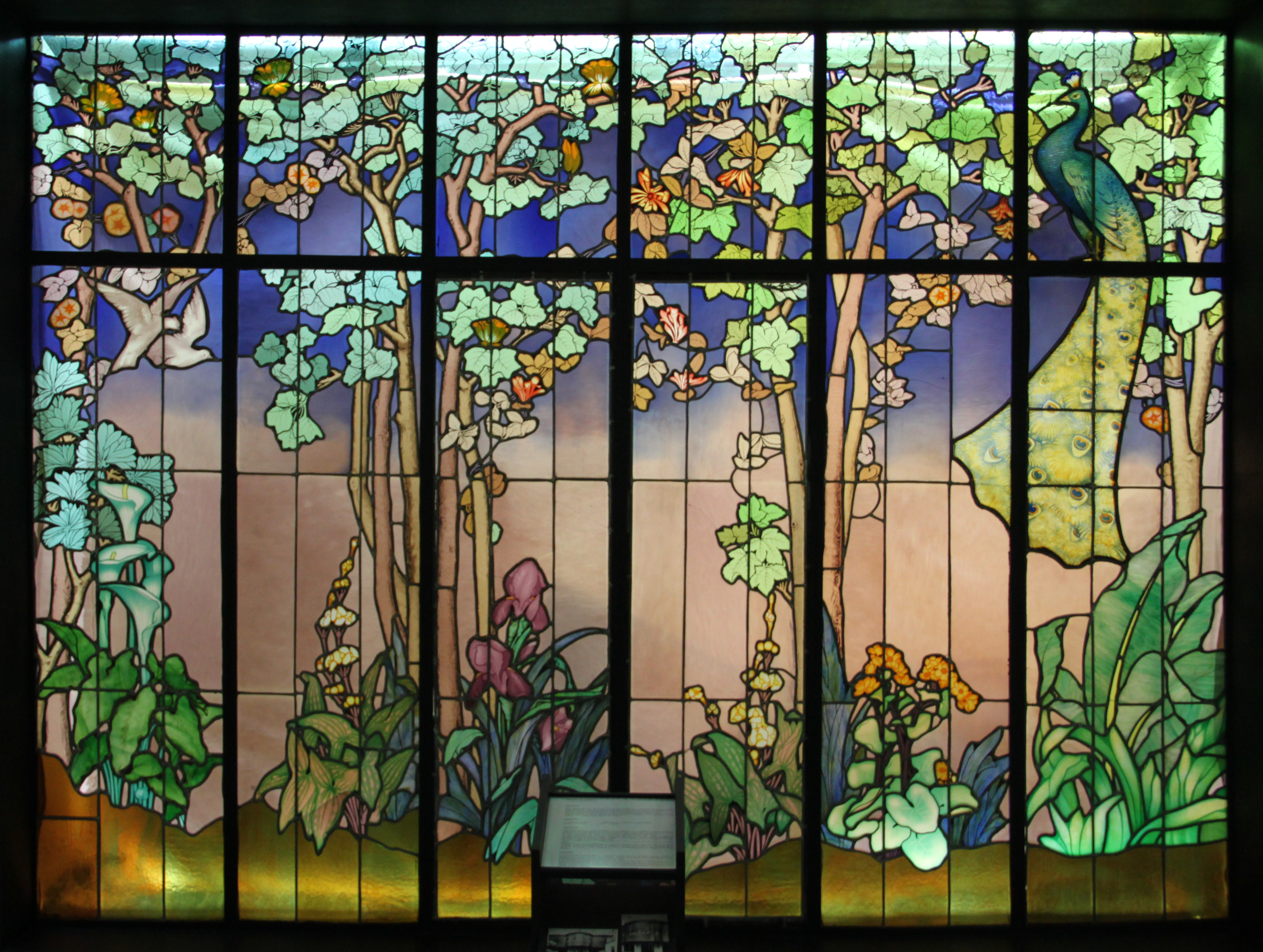
Витраж «Веранда в зале». Ж. Грюбер, Нанси, Франция. 1904
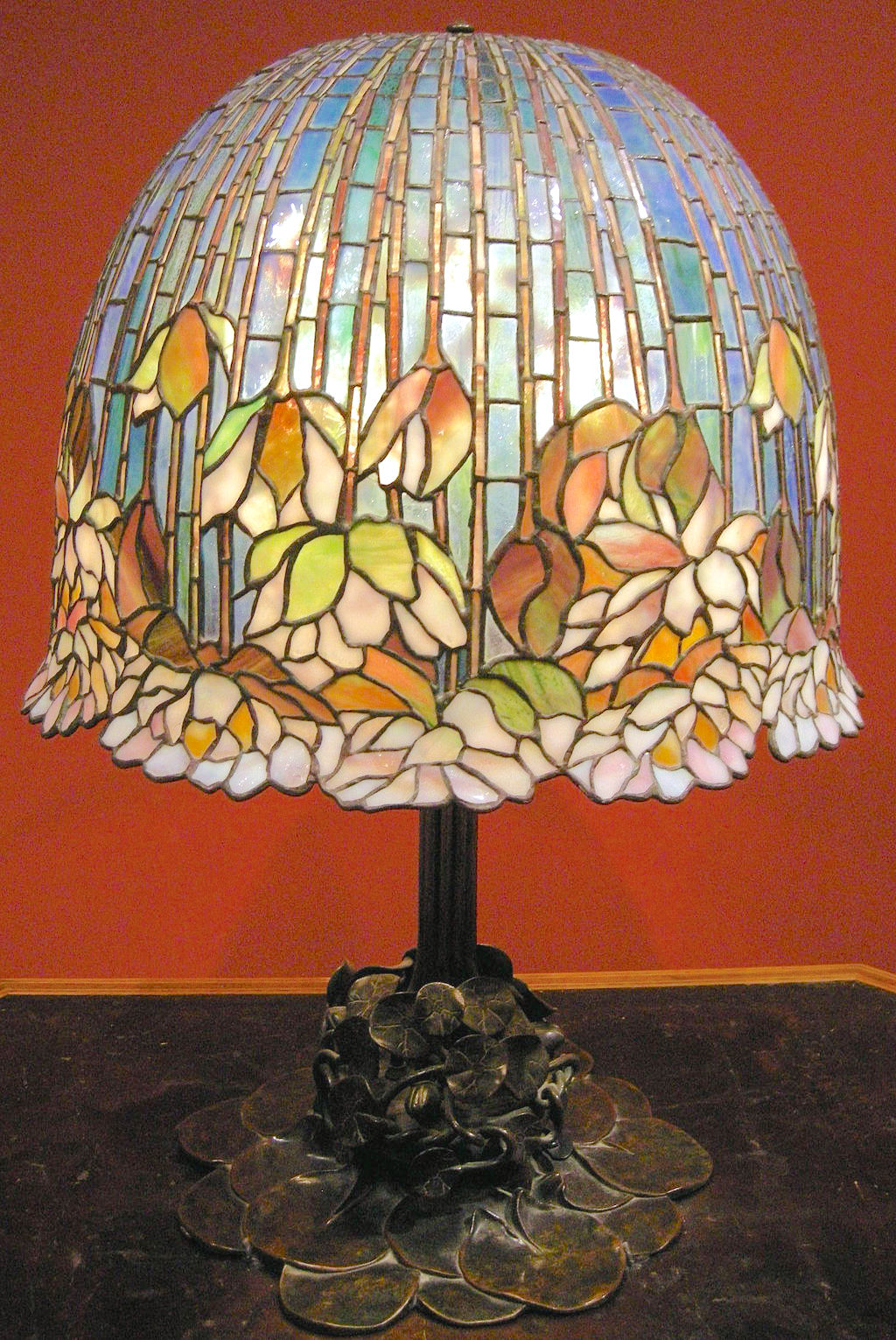
Лампа «Лили». Луис Комфорт Тиффани, США. 1900–1910
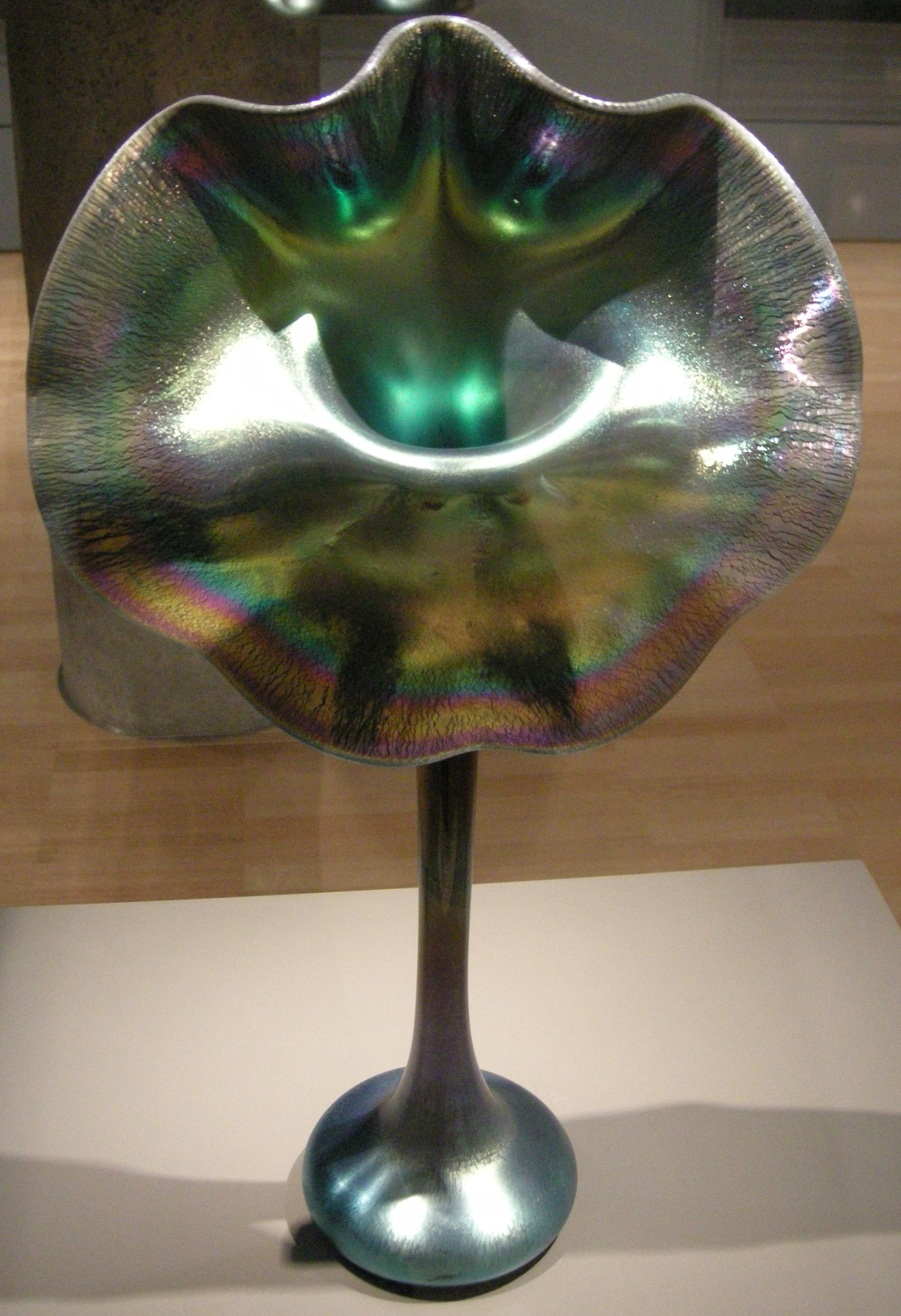
Ваза «Джек за кафедрой». Луис Комфорт Тиффани, США. 1910
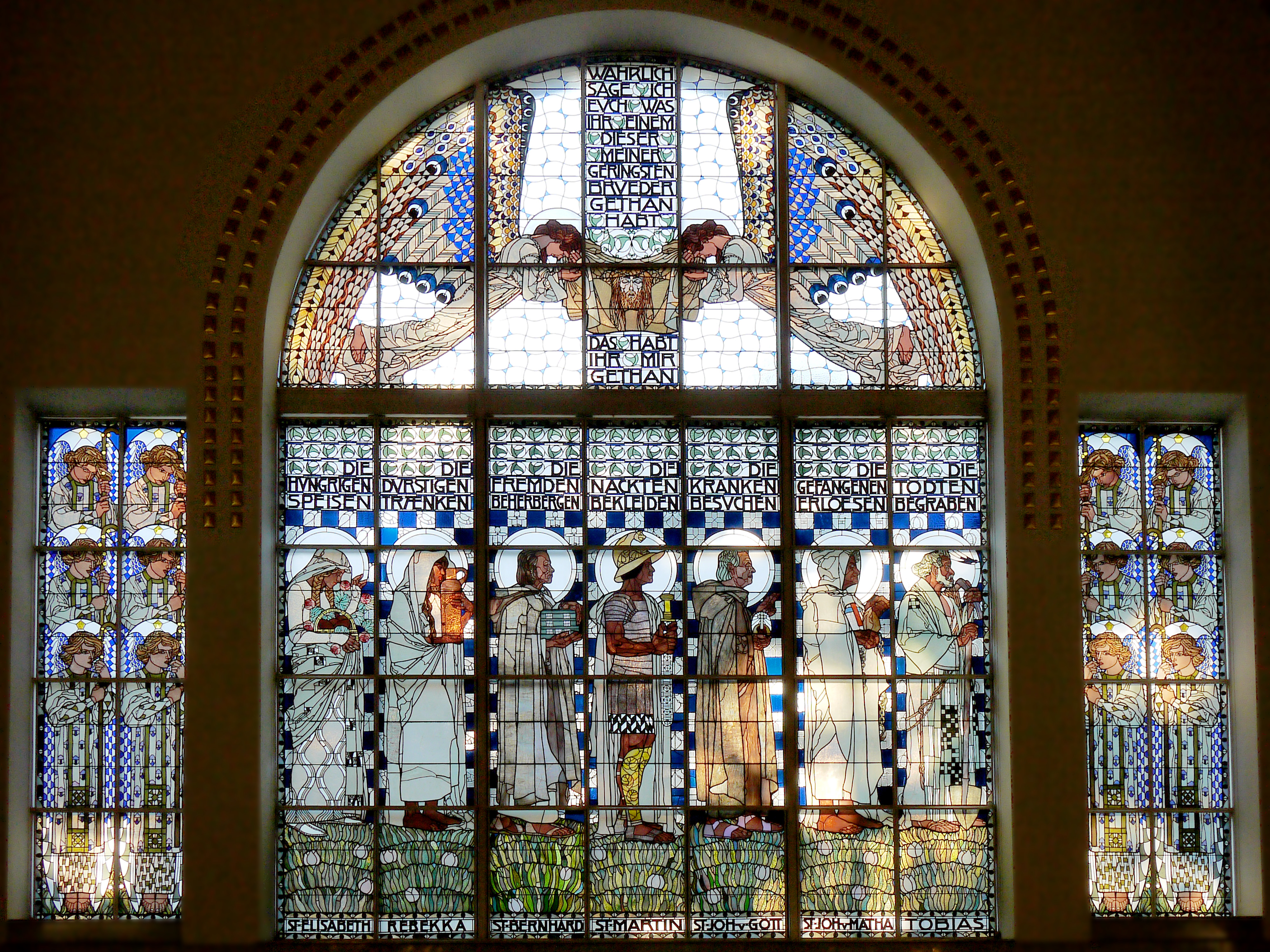
Витражи церкви Святого Леопольда. К. Мозер, Вена, Австрия. 1902–1907

### Керамика модерна
Во второй половине XIX века благодаря новейшим технологиям интенсивно развивалось искусство керамики, в частности, создание изделий из огнеупорной (высокотемпературной) керамики, так называемого «большого огня» (фр. grand feu) с кристаллизованной и матовой глазурью наподобие средневековых глино-каменных масс. Искусство керамики периода модерна отчасти развивалось под влиянием китайских и японских образцов. Были заново открыты несколько утраченных техник, таких как китайская глазурь «бычья кровь» (фр. sang de boeuf) тёмно-красного цвета.
Во Франции художники «заново открыли» традиционную керамику — «вазы под песчаник» (фр. vase de grés) и стали применять её использованием новых мотивов. Эмиль Галле из Нанси создавал глиняные изделия в естественных «земляных красках» с натуралистическими изображениями растений и насекомых. Важный вклад в художественную керамику периода модерна внёс Леон-Виктор Солон.
Керамика нашла новое применение в архитектуре: архитекторы, среди которых были Жюль Лавиротт и Эктор Гимар, стали украшать фасады зданий керамическими рельефами и облицовочными плитками, значительную часть которых изготавливала фирма Александра Биго. Одним из пионеров французской керамики периода модерна был французский художник Эрнест Шапле, чья карьера в области керамики длилась тридцать лет. Он начал производить керамические изделия под влиянием японских и китайских прототипов. Начиная с 1875 года работал вместе с Феликсом Бракмоном, с 1886 года с живописцем Полем Гогеном, а также сотрудничал со скульпторами Жюлем Далу и Огюстом Роденом. Его работы были отмечены на Всемирной выставке 1900 года в Париже.
На Парижской выставке 1900 года были представлены многие знаменитые мануфактуры: Севрская фарфоровая мануфактура, Нимфенбург, Мaйсен, Виллерой и Бох в Германии и Даултон в Великобритании. Среди других ведущих французских художников-керамистов были Таксиль Доат, Пьер-Адриен Дальпайра, Эдмон Лашеналь, Альбер Даммуз и Огюст Делаэрш.
Во Франции керамику, чаще фаянс или фарфор, использовали в качестве материала для скульптуры. Примером может служить серия статуэток из фарфора: «Танцовщица с шарфом» работы Агатона Леонара. Модель, изготовленная скульптором для мануфактуры в Севре, получила признание в обеих категориях на Парижской выставке 1900 года.
В Венгрии в 1853 году Миклошем Жолнаем была основана керамическая фабрика, которую возглавил его сын Вилмош Жолнай вместе с главным художником Таде Сикорски. В 1893 году Жолнай представил фарфоровые изделия c использованием эозина. Он получил признание, демонстрируя свои инновационные изделия на международных выставках, в том числе на Всемирной выставке 1873 года в Вене, а также на Всемирной выставке 1878 года в Париже, где Жолнай получил Гран-при. Морозостойкие строительные украшения Жолнаи использовались во многих зданиях. Керамическая облицовочная плитка была отличительной чертой португальского модерна, продолжавшего давние традиции португальских традиционных изразцов — азулежу.

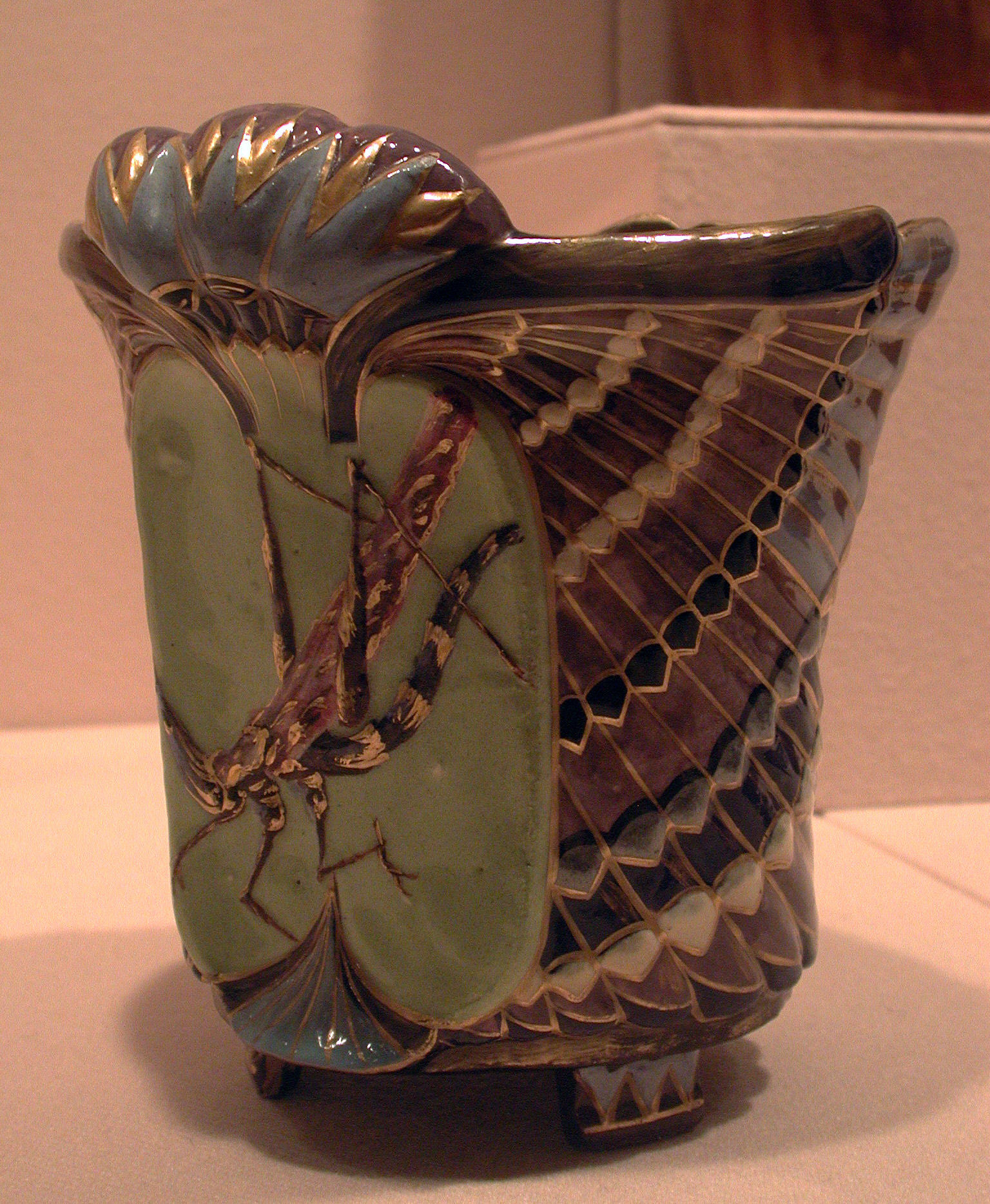
Э. Галле. Ваза. 1880–1885. Глино-каменная масса. Метрополитен-музей, Нью-Йорк
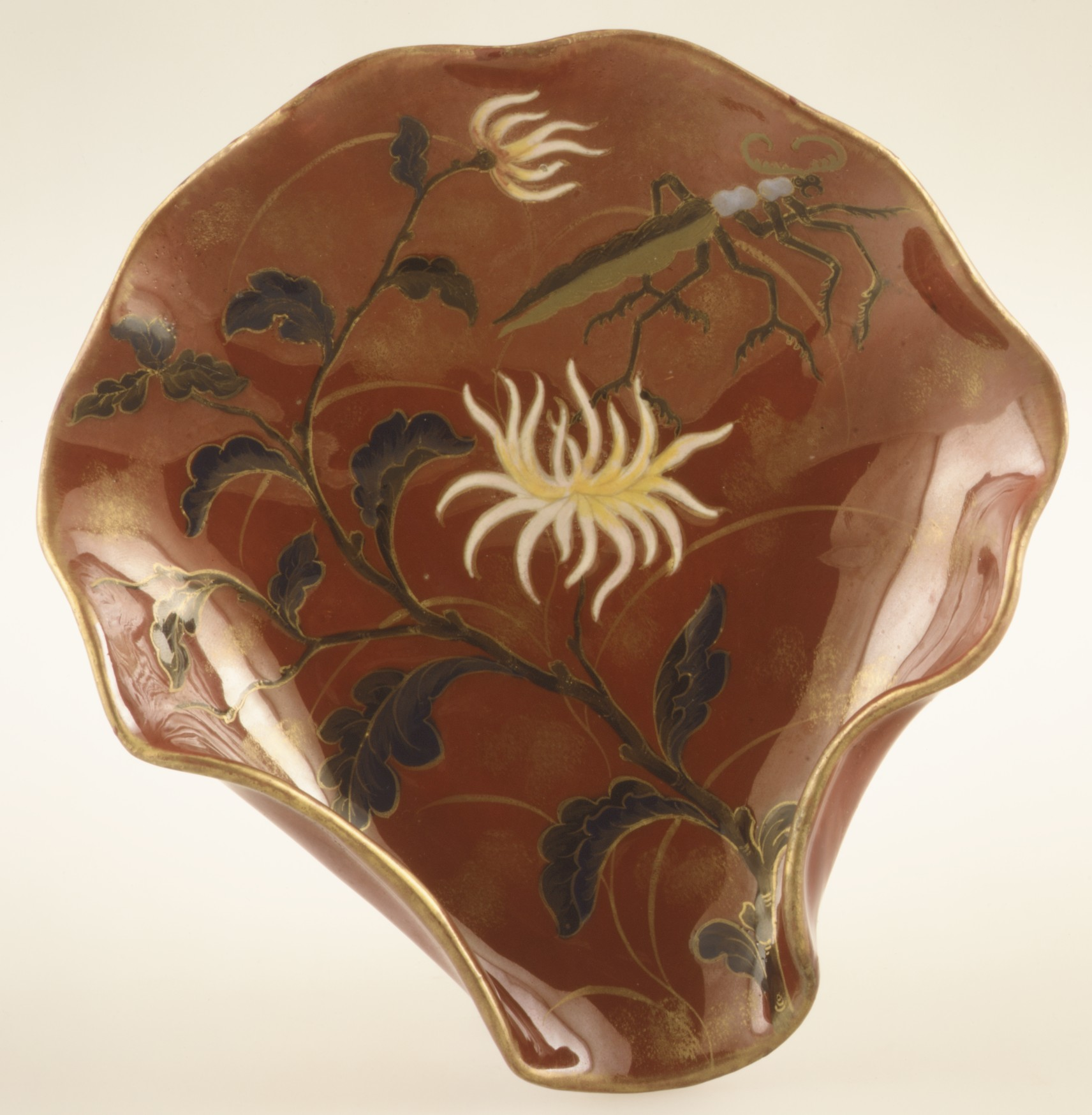
Э. Галле. Ваза. 1885. Глино-каменная масса. Метрополитен-музей, Нью-Йорк
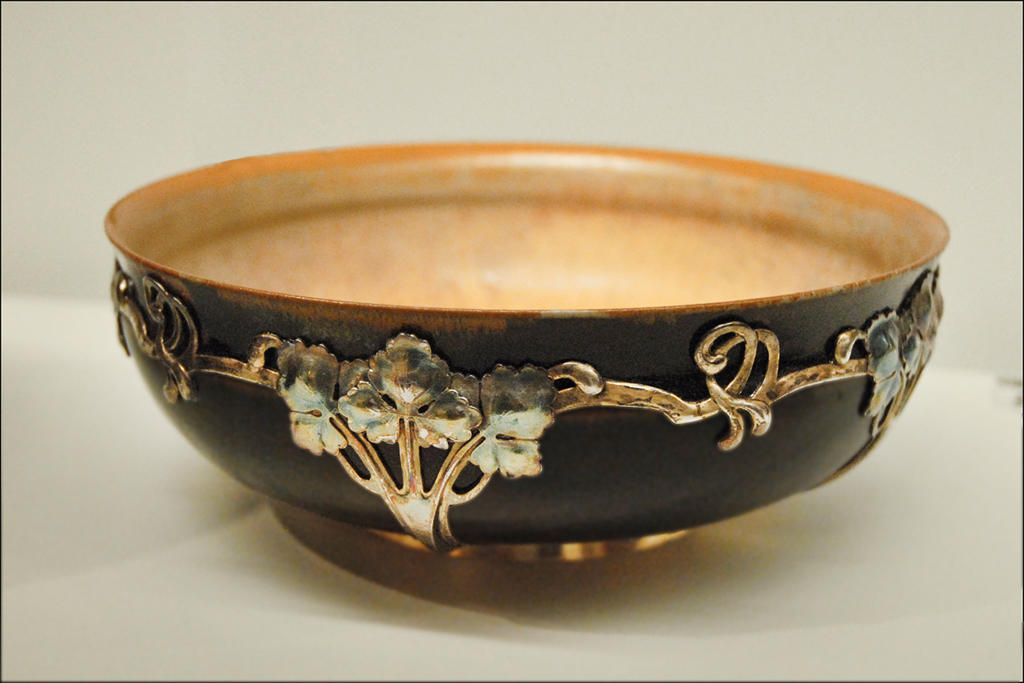
О. Делаэрш. Чаша «де гре». 1901. Глазурь, монтировка: серебро, золочение. Музей декоративного искусства (Лувр), Париж
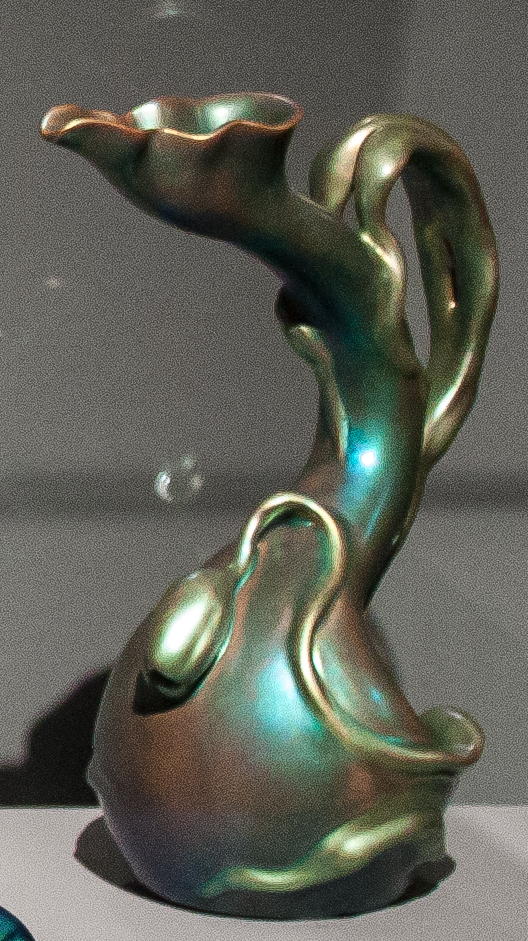
Й. Рипль-Ронаи. Ваза. 1899. Керамика, люстр. Фабрика Жолнаи, Печ
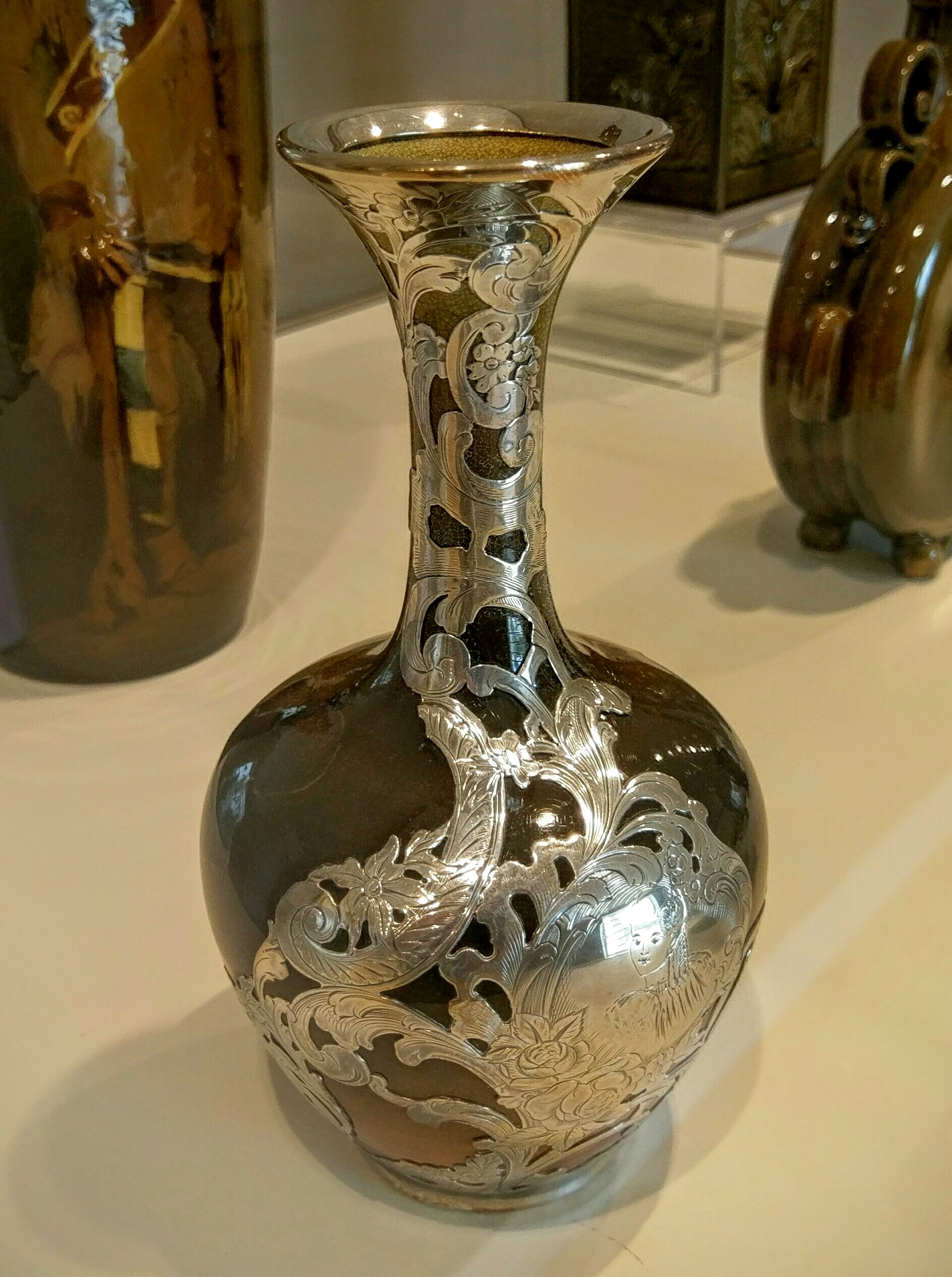
Ваза. 1904. Керамика, накладное серебро. Мануфактура Руквуд. Цинциннати, Огайо. США

### Металлодекор периода модерна
Архитекторы Виктор Орта и Эктор Гимар первыми стали придавать металлическим конструкциям декоративные органогенные формы в виде цветов и листьев лестничных и балконных ограждений, дверных и оконных решёток, светильников и других элементов. В интерьерах металл также широко применяли в качестве деталей мебели, стоянов канделябров и электрических ламп .
В США дизайнер Джордж Грант Элмсли проектировал чрезвычайно замысловатые чугунные конструкции для балюстрад и другого убранства зданий чикагского архитектора Луиса Салливана.
Йозеф Мария Ольбрих и другие художники Венского сецессиона, как и Йозеф Хоффман в Германском Веркбунде создавали чайники, посуду, столовые приборы и другие металлические предметы в более геометрическом и сдержанном стиле венского модерна

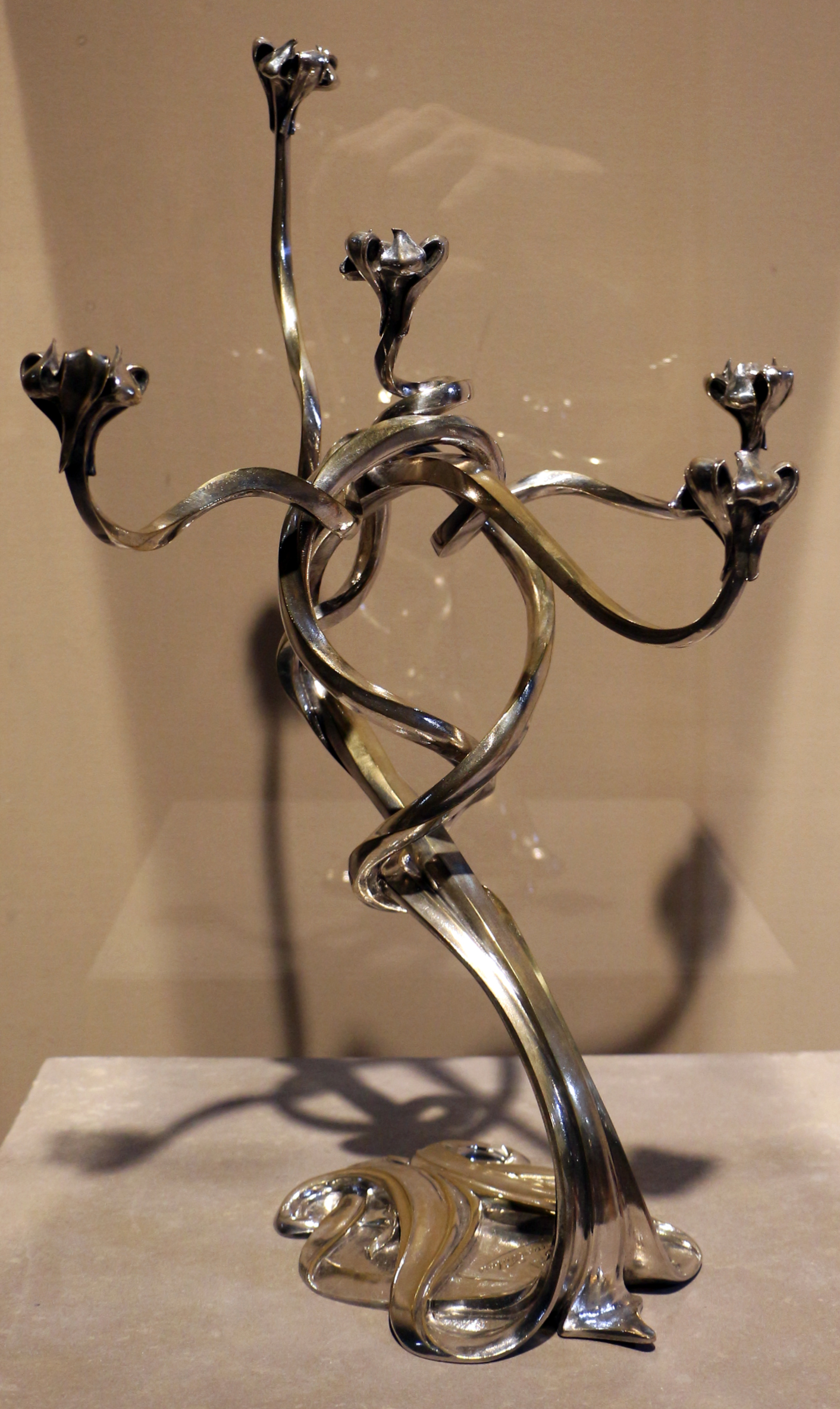
Канделябр «тюльпан». Ф. Дюбуа. 1899. Бронза, серебрение
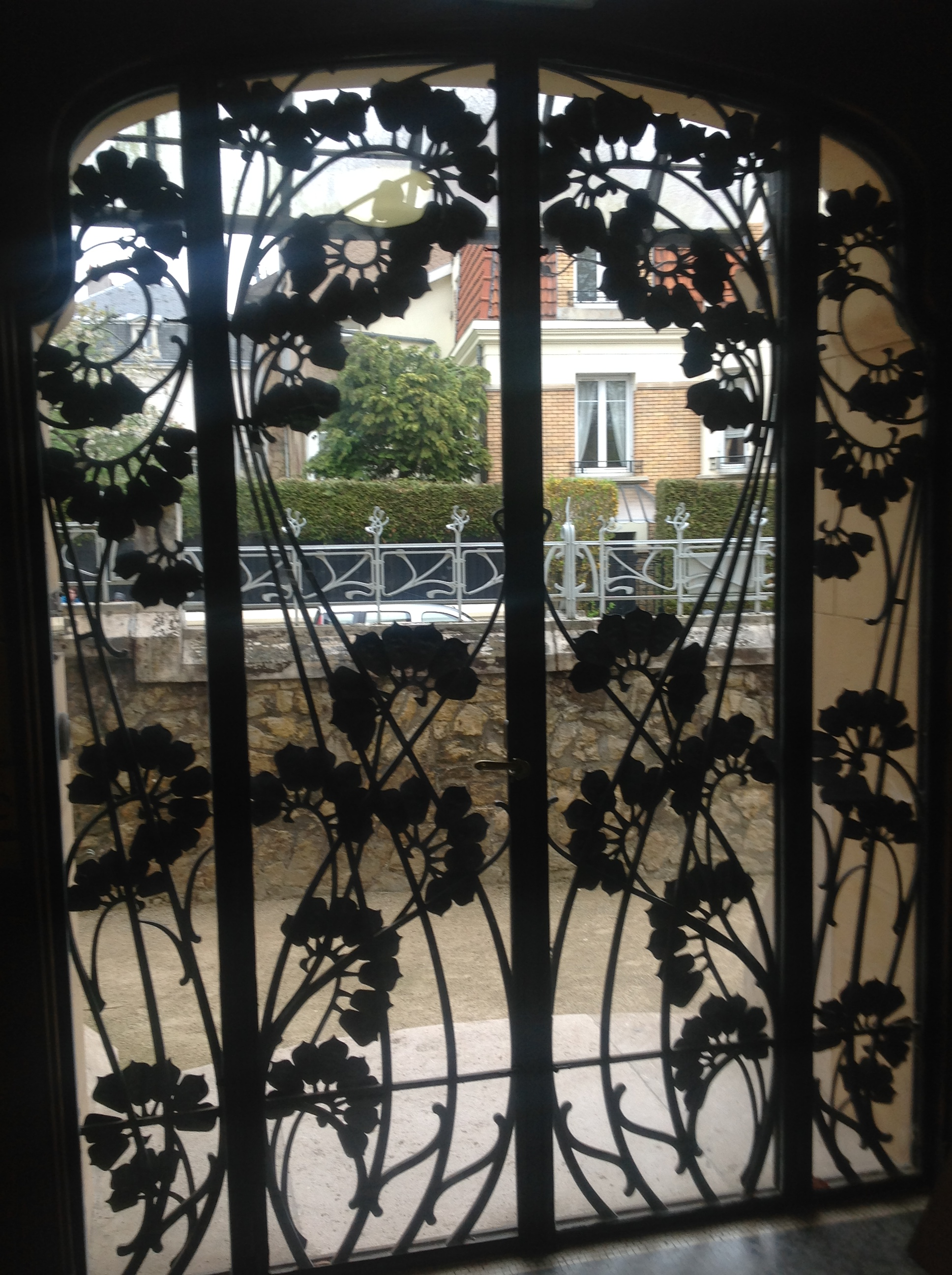
Входная решётка виллы Мажорель. Нанси, Лотарингия. 1901–1902. Железо
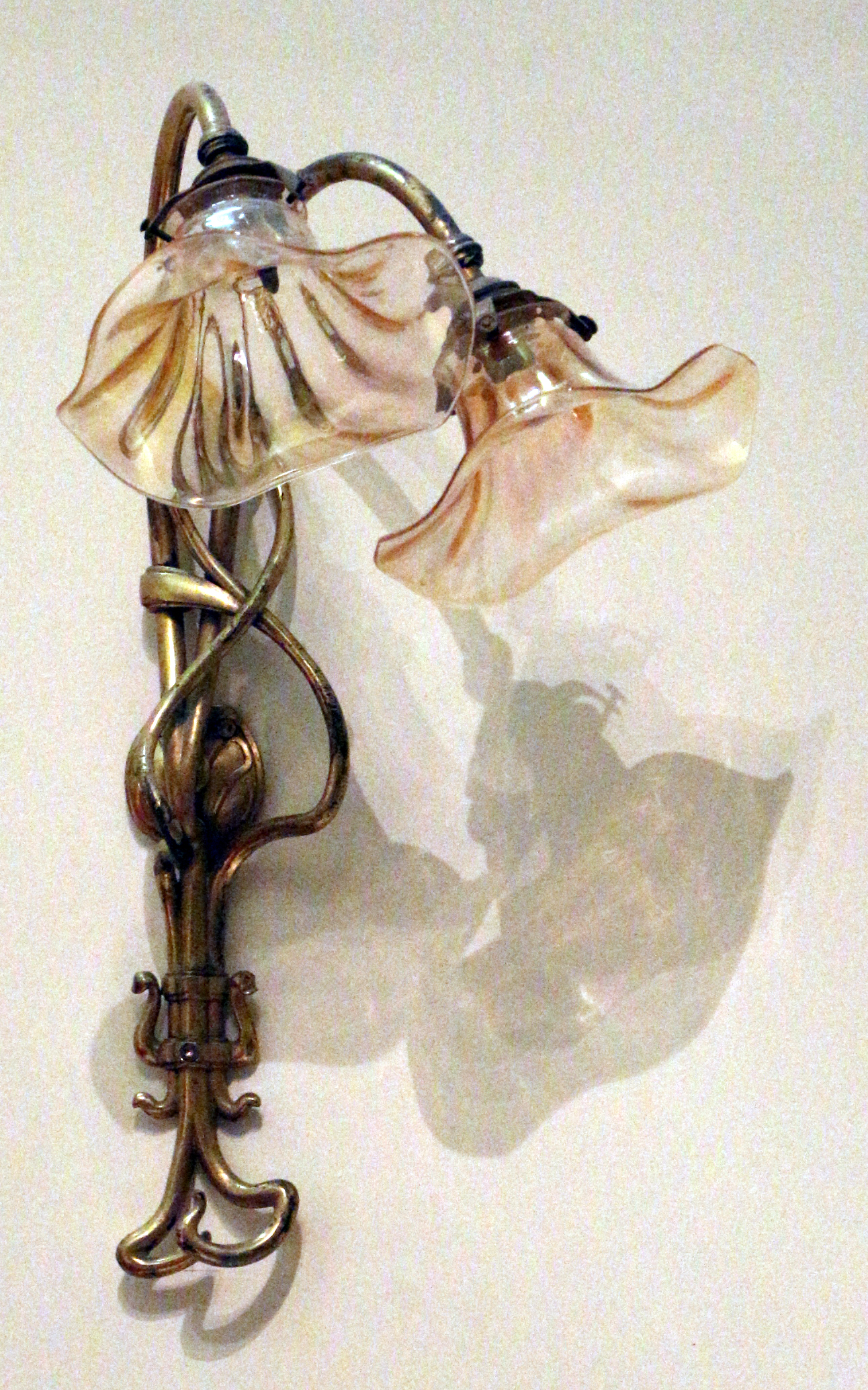
Электрическое бра. В. Орта. 1903. Музей д’Орсе, Париж
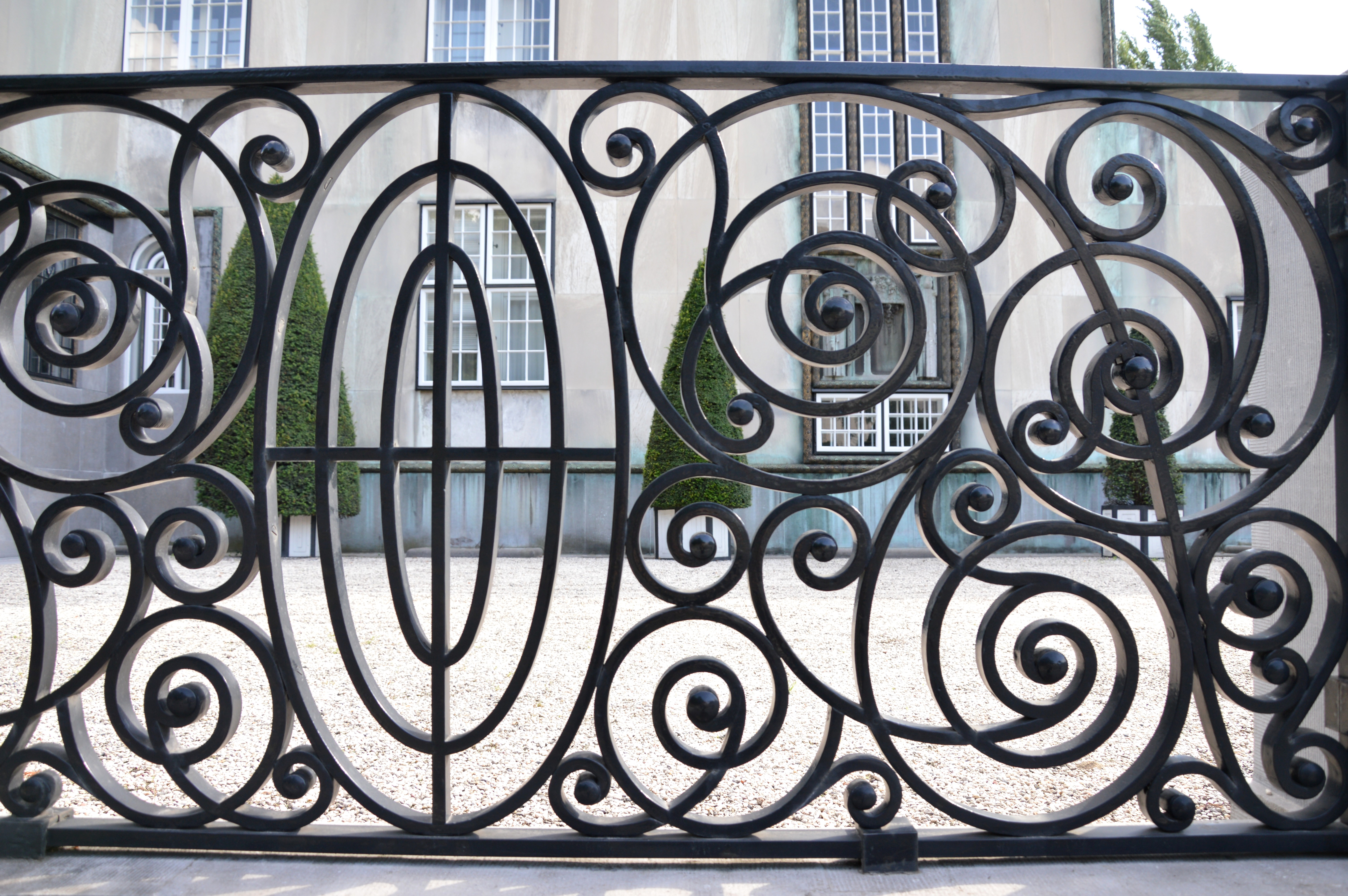
Деталь ограждения. Дворец Стокле, Брюссель. Й. Хоффман. 1905-1911
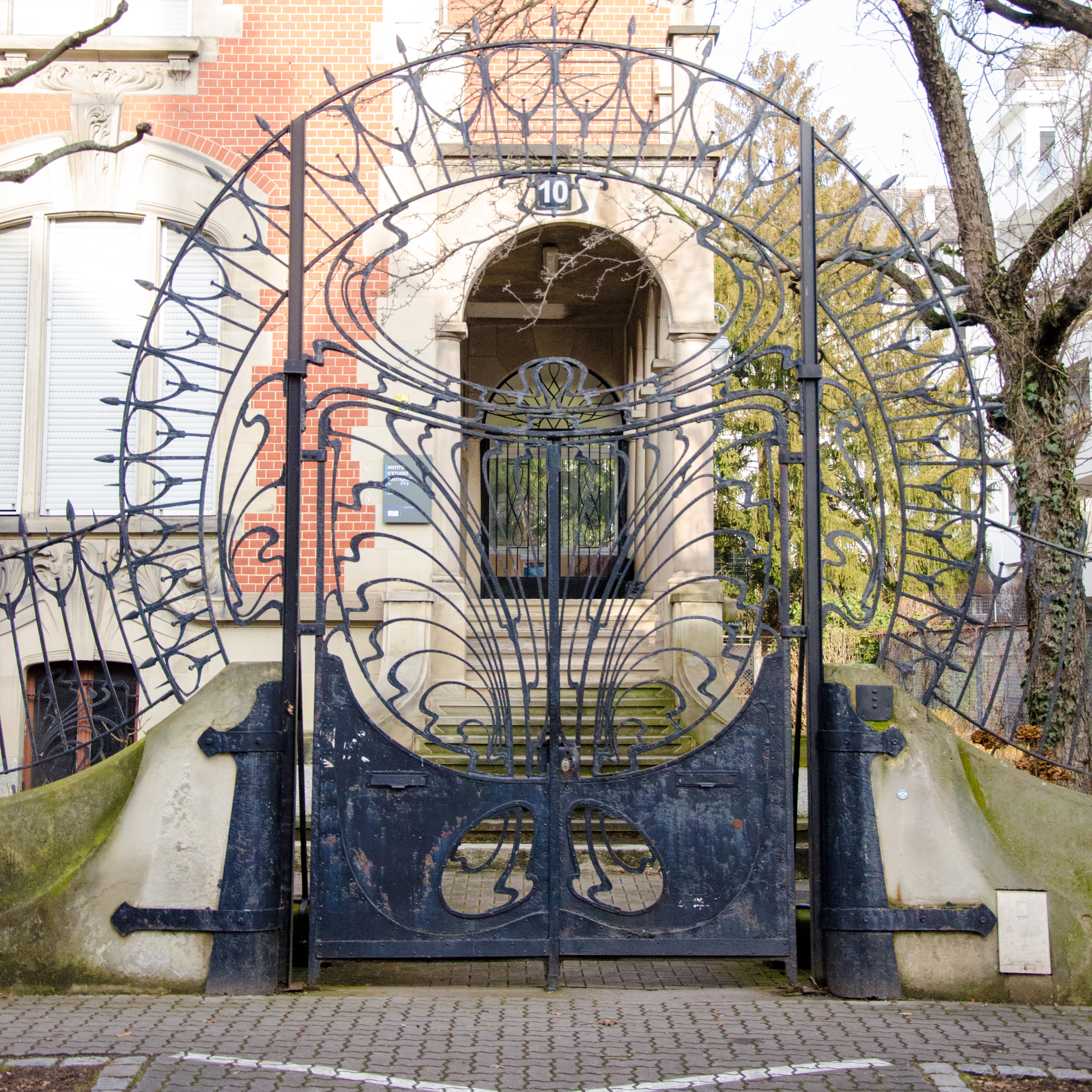
Ворота виллы Кнопф. Страсбург, Франция. 1905

### Ювелирное искусство модерна
Для ювелирного искусства периода ар-нуво характерно использование плавных, естественных линий, подражающих форме растения или волны, использование приглушённых пастельных и матовых цветов и разнообразных, контрастных материалов. Не отказываясь от золота, серебра и драгоценных камней, ювелиры ар-нуво использовали полудрагоценные непрозрачные камни, такие как опал, лунный камень, бирюза, а также жемчуг, эмаль, слоновую кость. В декоративных мотивах доминируют флоральные, зооморфные (стрекозы, ящерицы, летучие мыши, бабочки) формы и сказочные (нимфы, феи) мотивы.
Среди выдающихся ювелиров этого времени широко известны имена Рене Лалика, Алексиса Фализа, Луиса Комфорта Тиффани, Жоржа Фуке, Эжена и Люсьена Гайара, Эдварда Колонны.

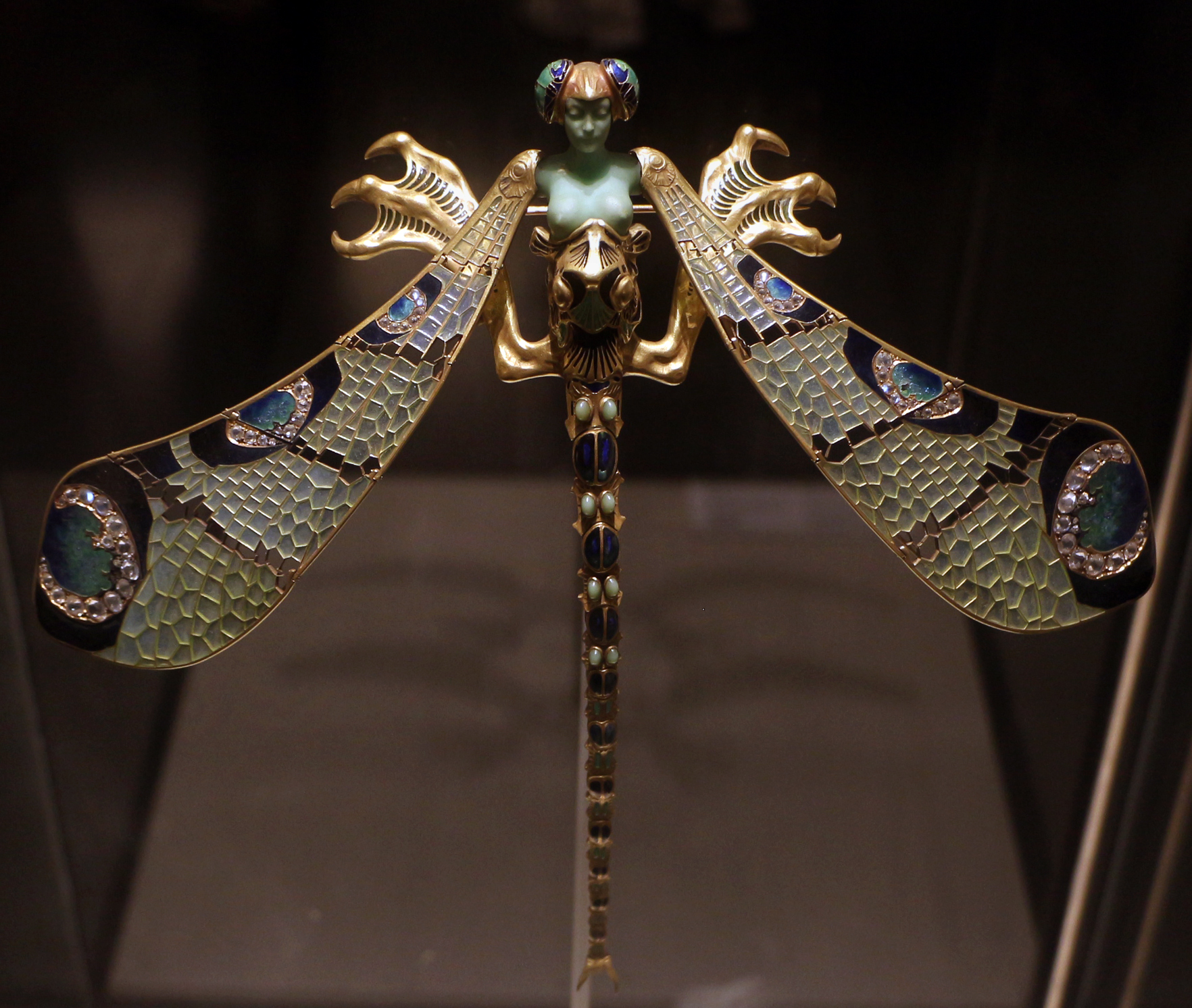
Стрекоза, Рене Лалик, 1897—1898 годы
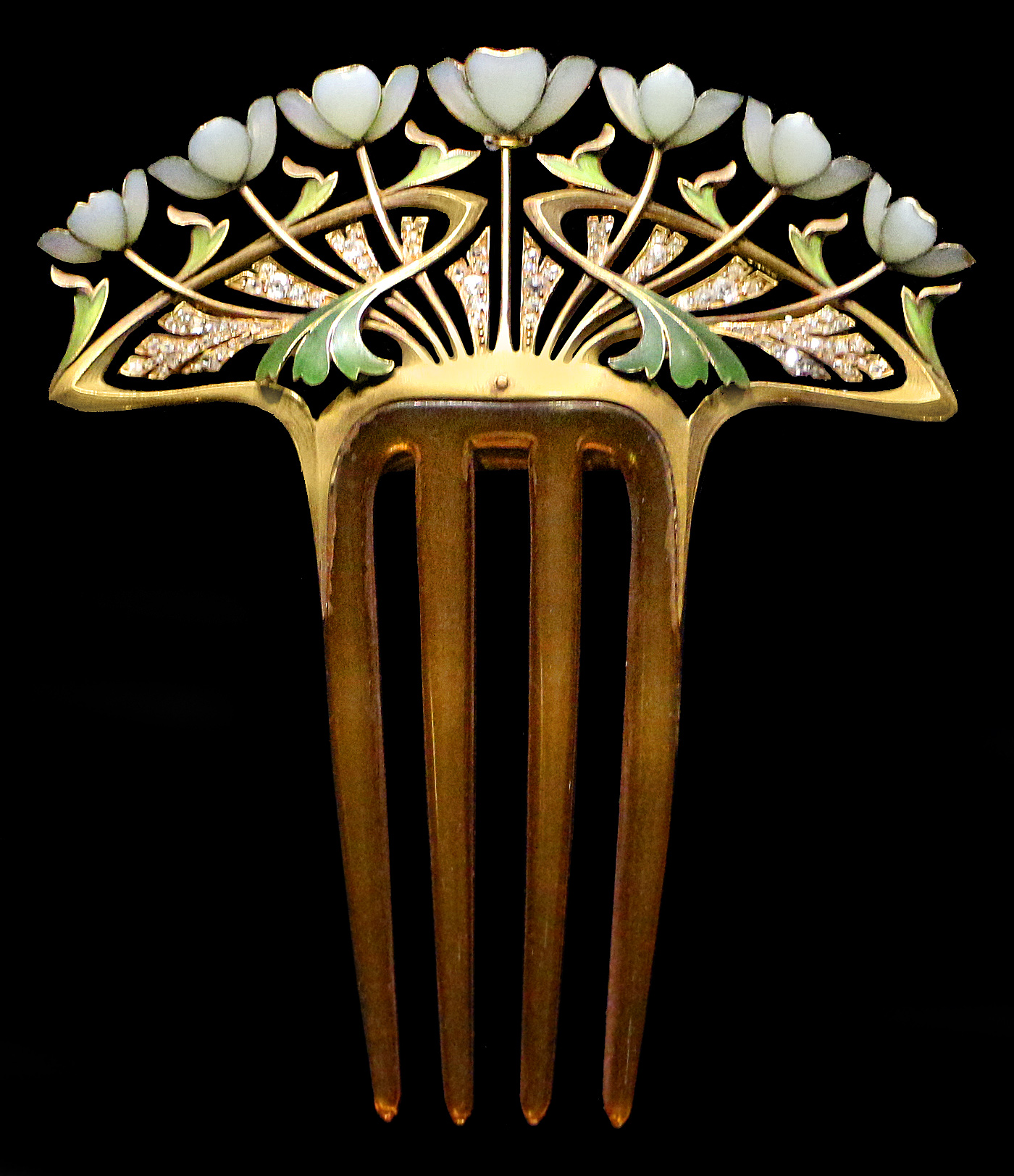
Гребень, Рене Лалик, 1902 год
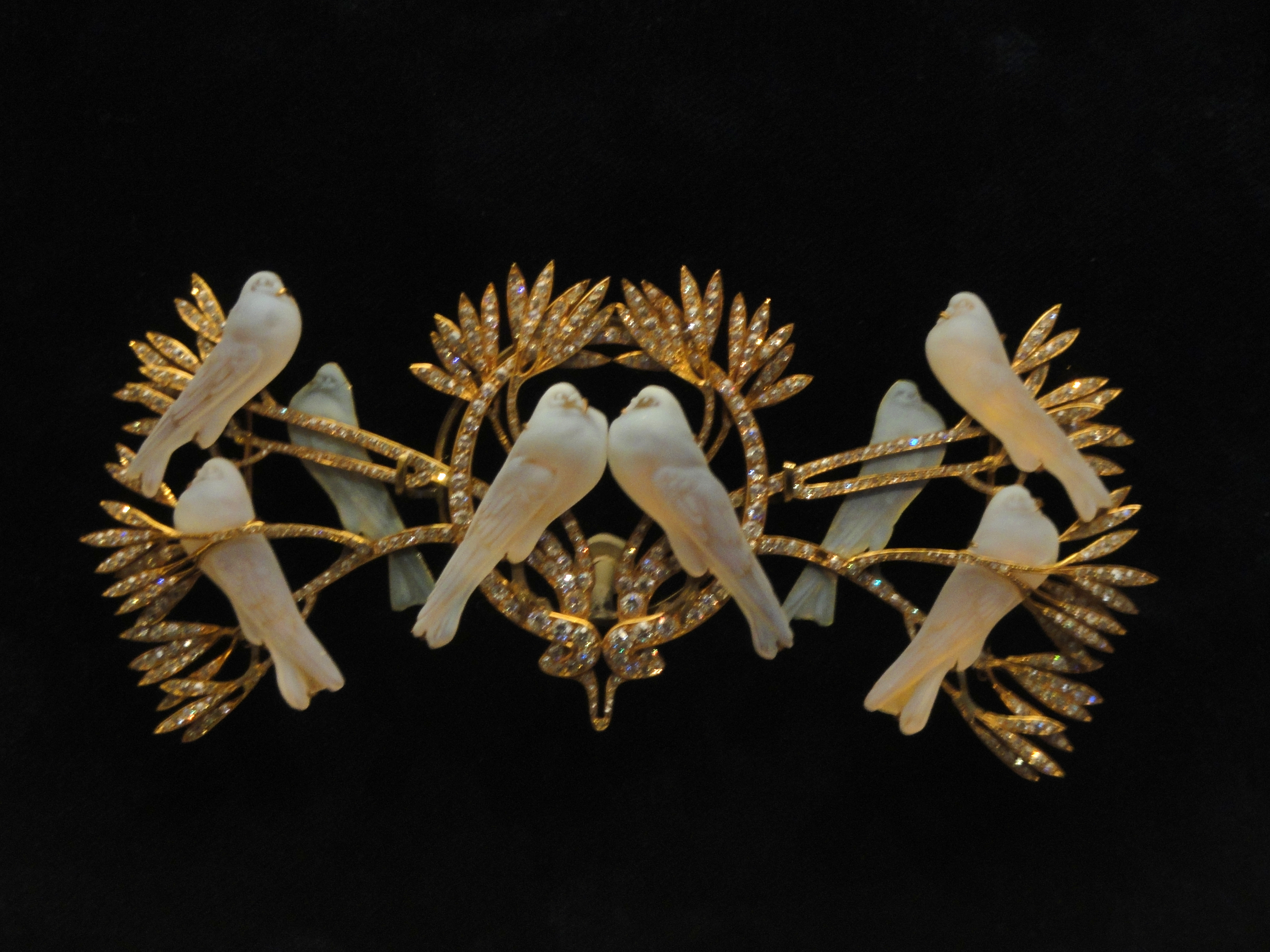
Брошь, Рене Лалик, 1919 год
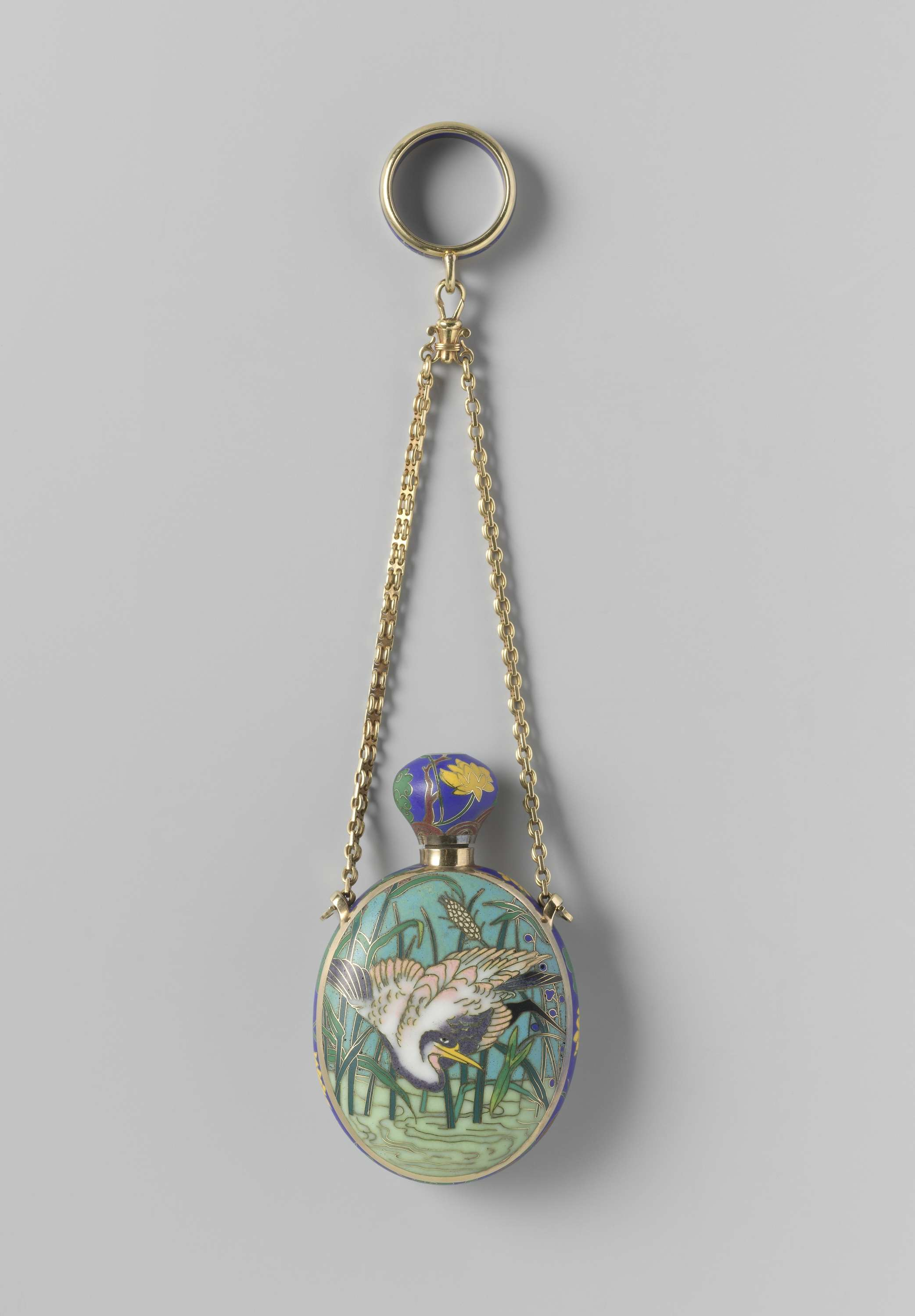
Флакон для нюхательных солей, Алексис Фализ, 1867—1870 годы
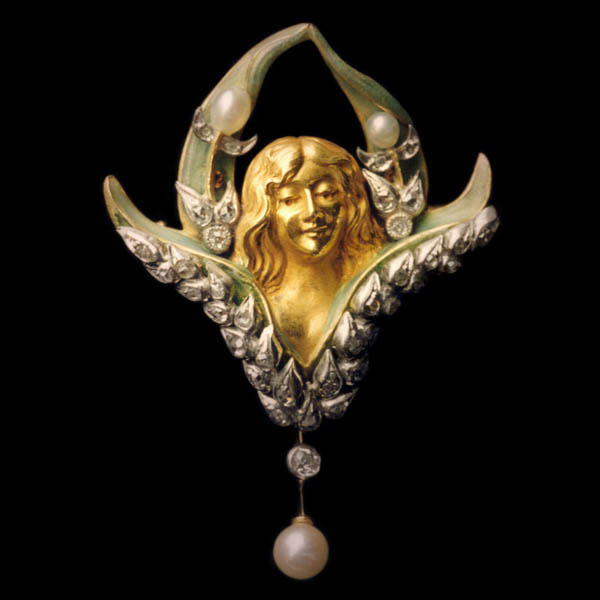
Подвеска-брошь с богиней Флорой, Луи Окок, около 1900
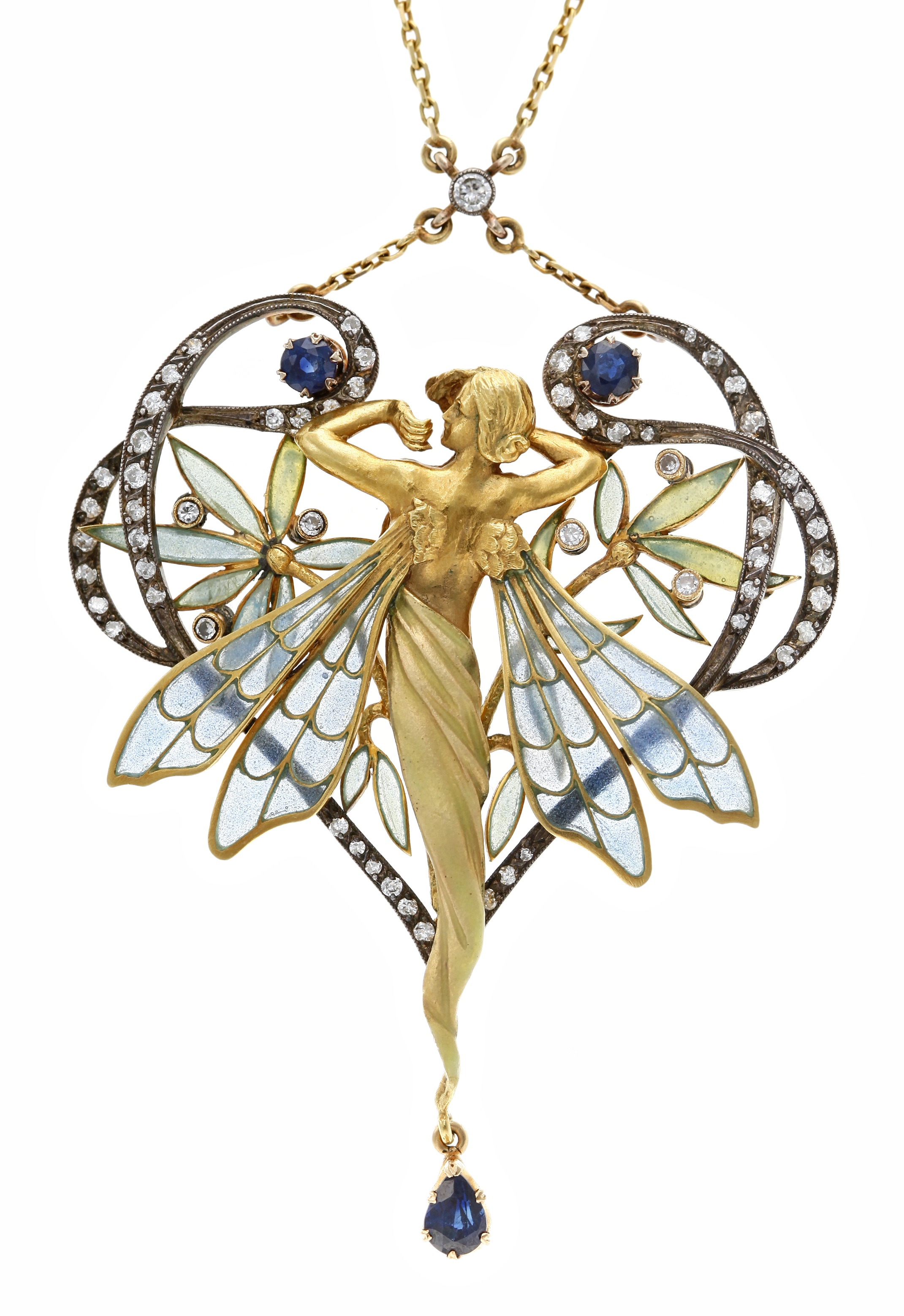
Кулон с нимфой, Masriera&Carreras

### Мебель модерна
В искусстве мебели периода модерна отчётливо выявлены две основных линии: франко-бельгийского стиля ар-нуво с приоритетом прихотливо изогнутых линий, например в мебели Эмиля Галле и Луи Мажореля, и строгой, конструктивной мебели немецких и английских мастеров. Предметы, тяготеющие к конструктивной ясности линий и форм, более просты, элемент декора в них сведён к минимуму. Это направление полнее всего представлено в творчестве Рихарда Римершмида и Отто Панкока. Предметы немецких, венских и английских мебельщиков, созданные в геометрическом «пуританском» стиле, яснее по конструкции и форме.
Предтечей обтекаемых изогнутых форм мебели ар-нуво была так называемая «тонетовская мебель». В 1841 году немецко-австрийский мастер Михаэль Тонет получил патент на изготовление мебели из гнутых под горячим паром буковых стволов и многослойной фанеры. Отсюда популярные названия «венская мебель», «венский стул». Такая мебель, необычайно прочная и практичная, характерная своими изогнутыми линиями, была популярна долгое время вплоть до середины XX века.
В одно время с дизайнерскими новациями и переходом на поточное механизированное производство прочной и практичной мебели многие мастера продолжали изготавливать образцы в неоготическом, неоренессансном, необарочном стилях либо в совершенно оригинальном стиле, как например, знаменитый итальянский художник Карло Бугатти.
Французская, бельгийская и испанская мебель представлена изысканными шкафами-витринами и этажерками Луи Мажореля, Эмиля Галле и Эктора Гимара, «стулом-коброй» и «стулом-улиткой» Карло Бугатти, фантастическими формами Антонио Гауди, плавно-текучими линиями корпусной мебели Анри Ван де Велде. «Конструктивную» мебель создавали художники Школы Глазго: Чарльз Ренни Макинтош и Маргарет Макинтош, мастера знаменитых «Венских мастерских»: Йозеф Хоффман, Коломан Мозер, Адольф Лоос. Новации мебели модерна использовали в своих проектах выдающиеся архитекторы Элиэль Сааринен, Ф. Л. Райт и многие другие. Идеи стилевой целостности архитектурного пространства способствовали распространению гарнитуров мебели, выполненных в едином стиле и вписанных в общее пространство помещения. Исключительно важное место занимали столовые гарнитуры, включая главную его часть — буфет или сервант, который, несмотря на вполне утилитарное предназначение, обычно размещался в гостиной, подтверждая статус своего хозяина.

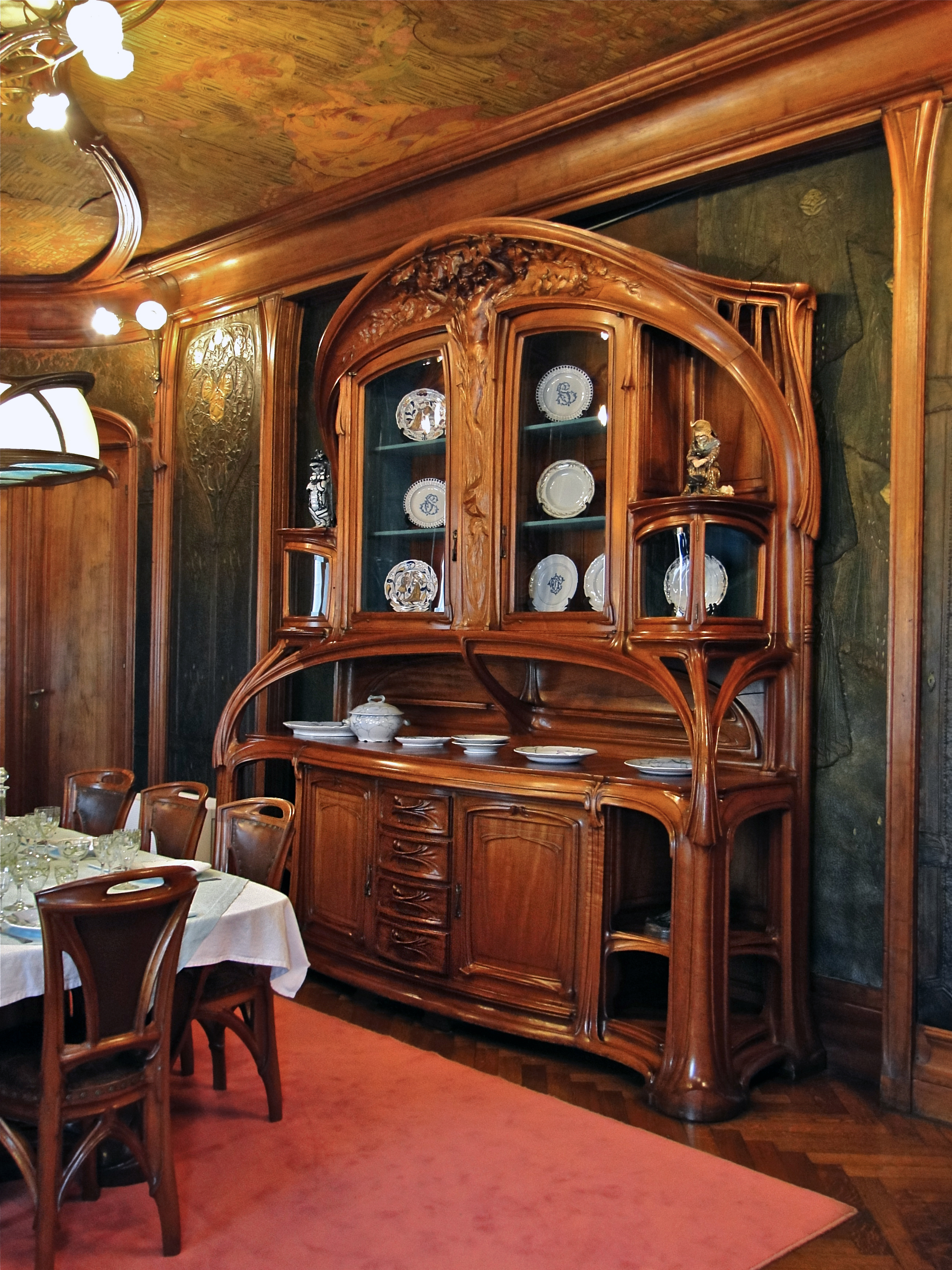
Буфет и столовая Массона. 1903. Проект Э. Валлена и В. Пруве. Париж
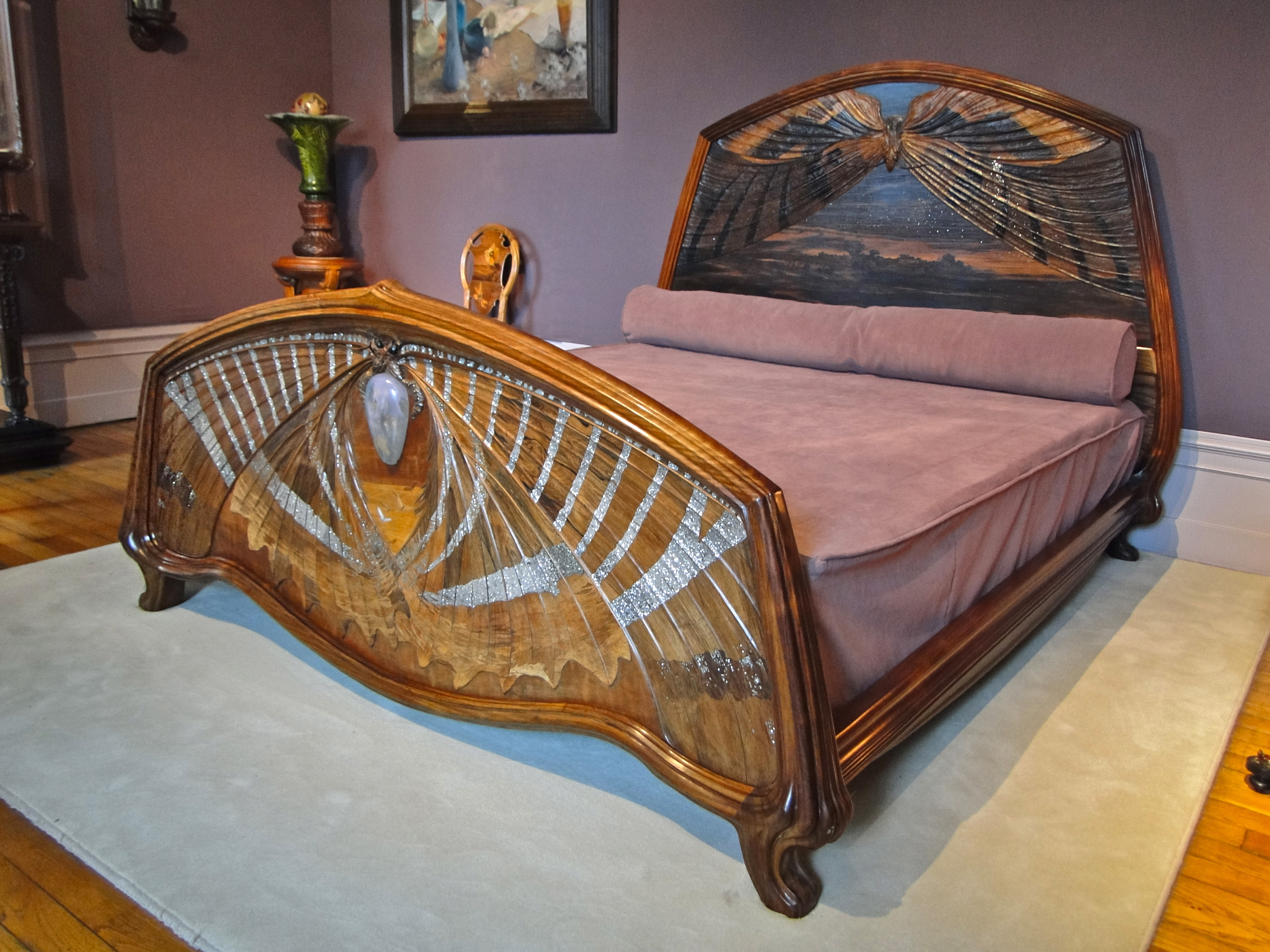
Кровать «Рассвет и закат» (Aube et Crépuscule). 1904. Эмиль Галле
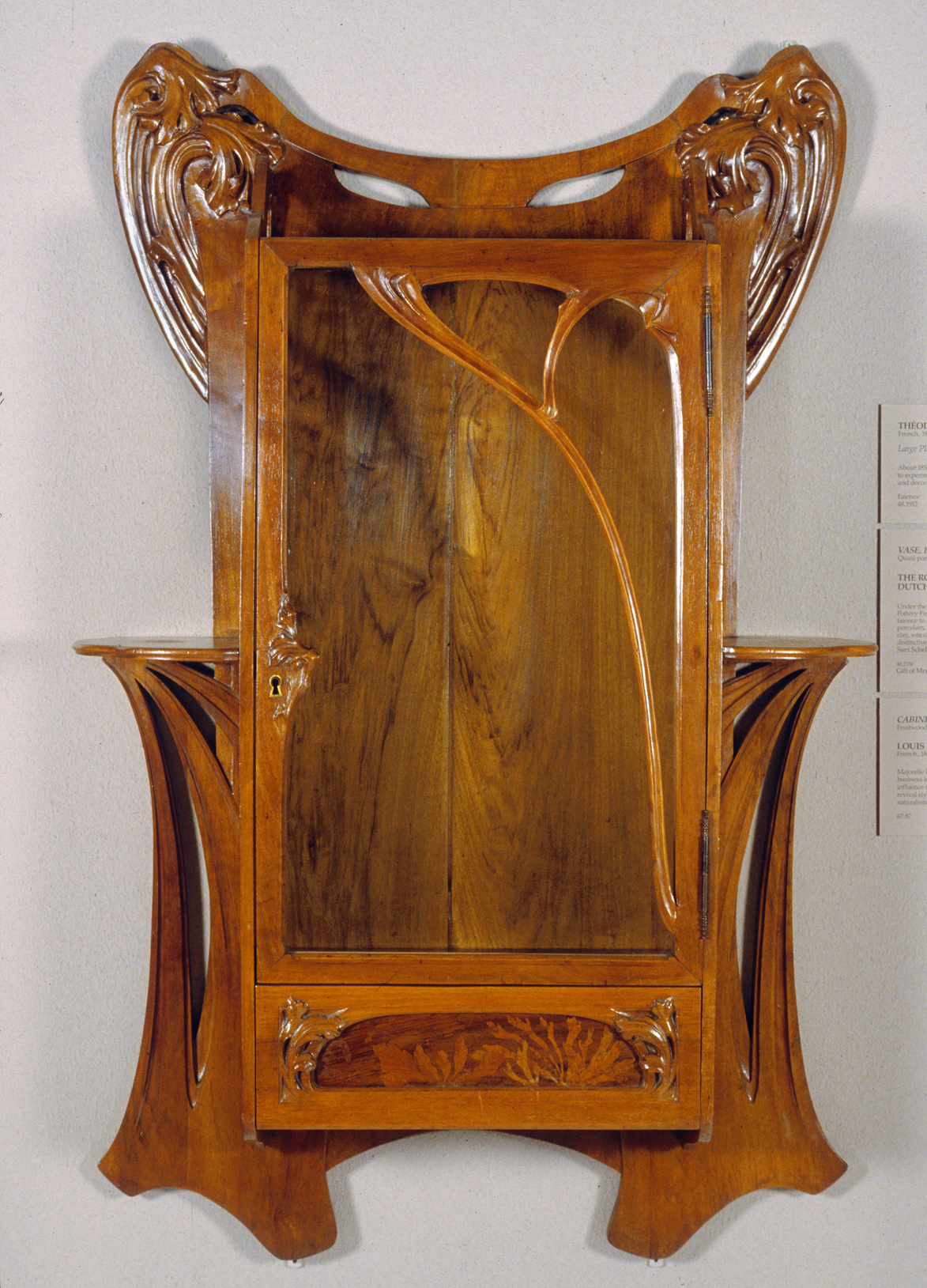
Настенный шкафчик. Л. Мажорель. Художественный музей Уолтерса, Балтимор. США
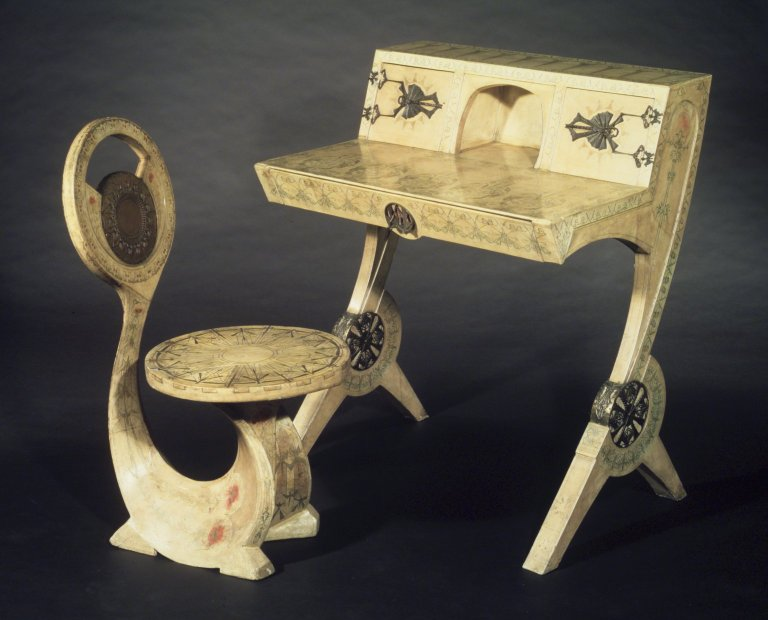
Кресло «кобра» и письменный стол. 1902. Карло Бугатти. Музей Бруклина
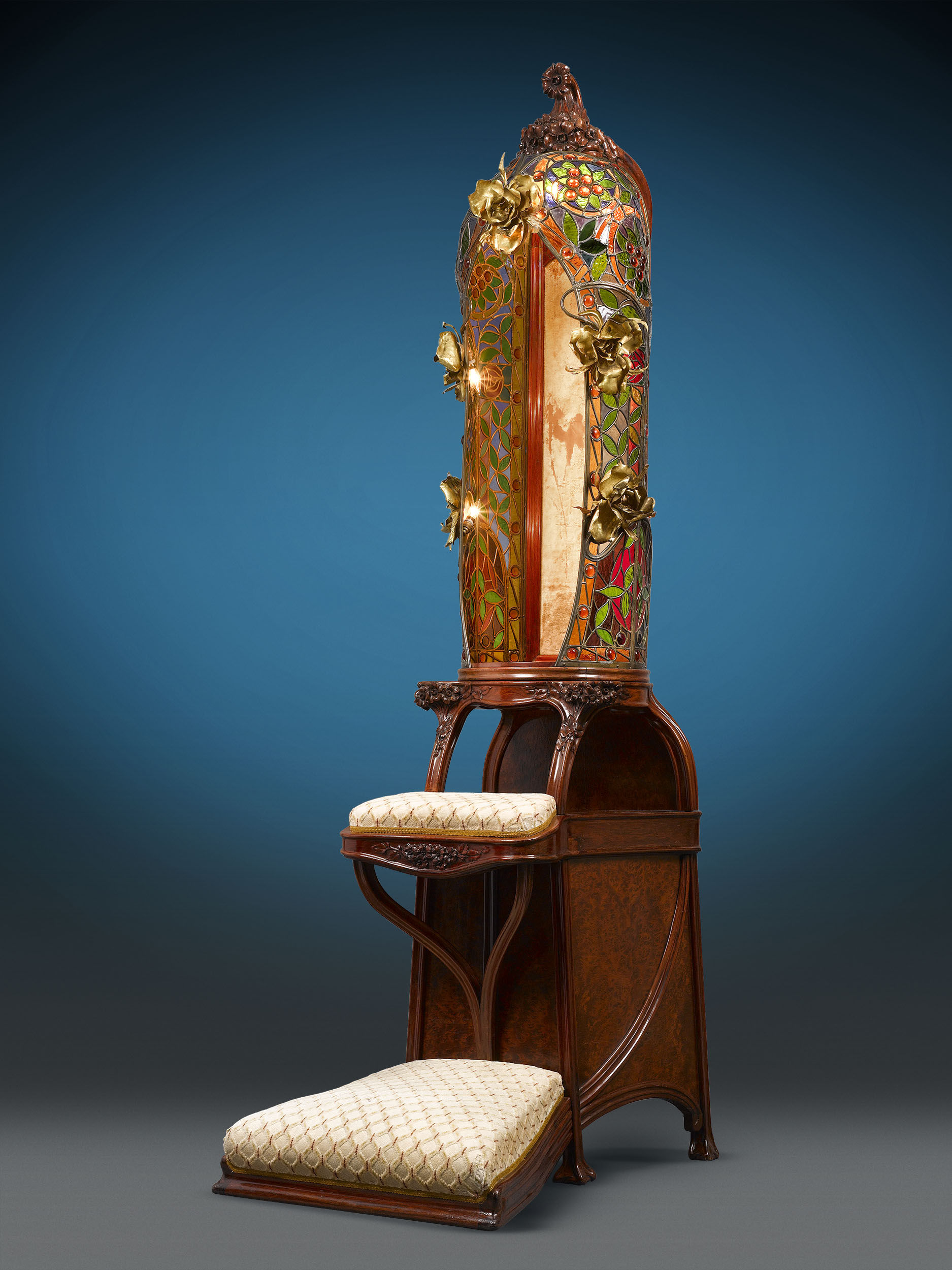
«Молитесь Богу» (Prie dieu). А. Гауди. Каса-Батльо, Барселона
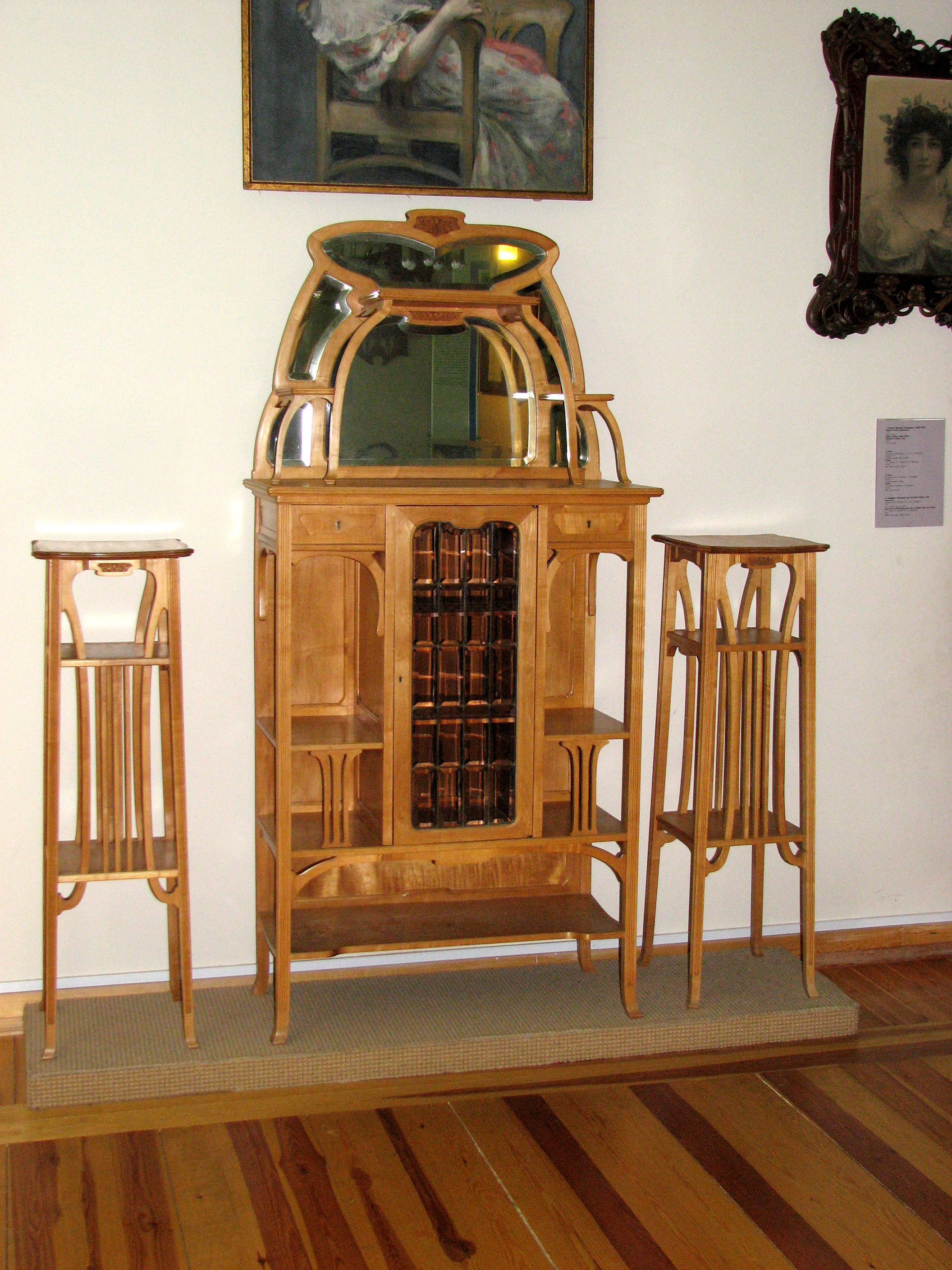
Горка и две подставки. 1907. Фабрика «Ф. Ф. Мельцер и К°». Санкт-Петербург. Музей истории Санкт-Петербурга
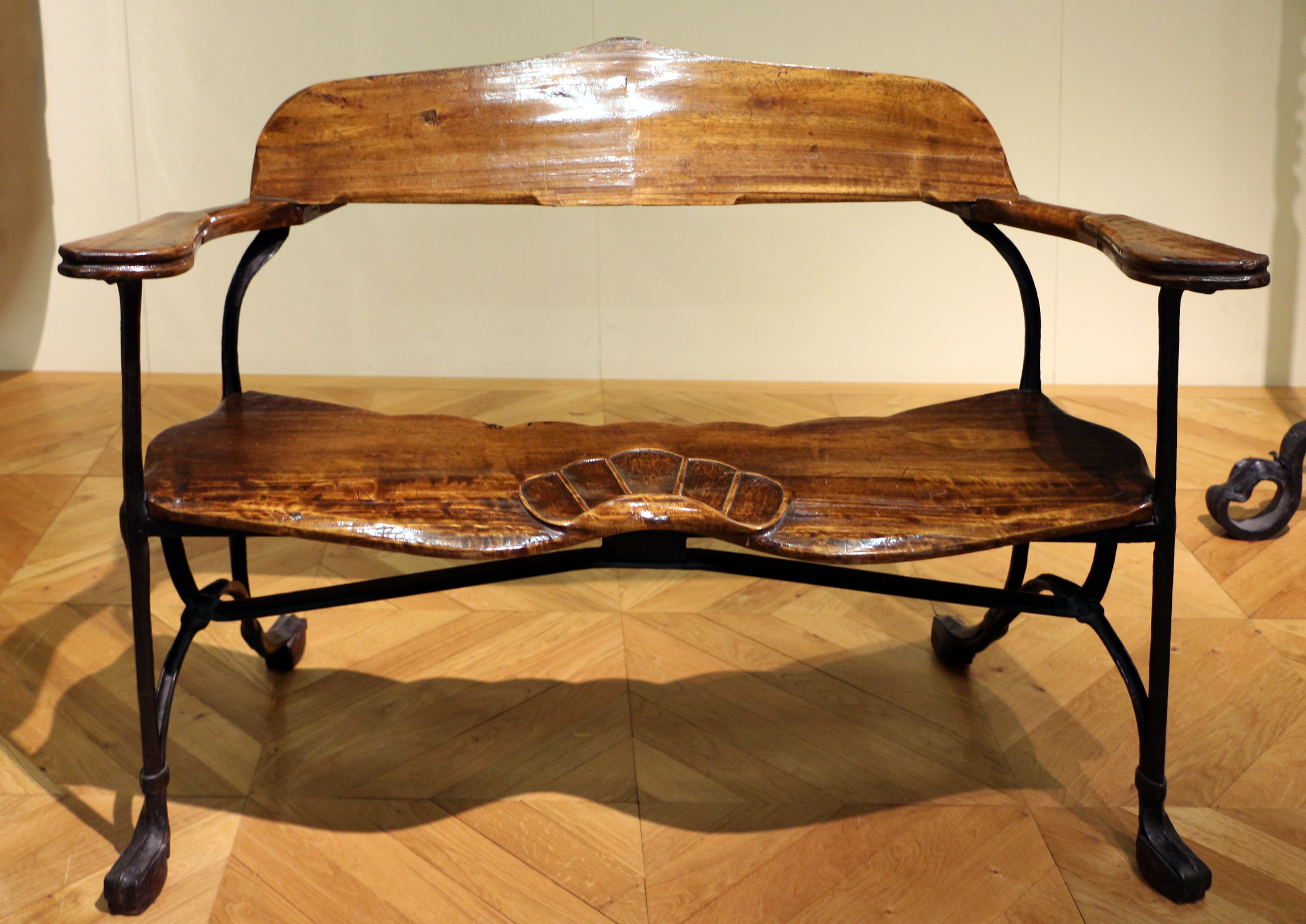
Диван для Колонии Гуэль. 1910. А. Гауди. Музей Д’Орсе, Париж

### Мозаика модерна
Мозаику использовали многие архитекторы-декораторы периода модерна, как на фасадах, так и в интерьерах зданий. Красочная майоликовая плитка с флоральным (растительным) орнаментом является отличительной чертой знаменитого «Майоликового дома]]» в Вене (архитектор Отто Вагнер, 1898).
Испанские художники стиля «каталонского модернизма» использовали майолику в своих причудливых сооружениях, главным образом в Барселоне. Льюис Доменек-и-Монтанер: Замок трёх драконов (1888), Дом Льео-и-Мореры (1902—1906), Дворец каталонской музыки (1905) и больница Сан-Пау (1901—1930), Антонио Гауди (1852—1926) в оформлении Парка Гуэль, дома Каса-Батльо (1904—1906) и Каса-Мила (1906—1912). Антонио Гауди изобрёл собственную технику облицовки построек майоликовым и стеклянным «боем» (осколками) на цементной основе под названием тренкадис.
Майолику использовали М. А. Врубель и другие русские художники Абрамцевского кружка.

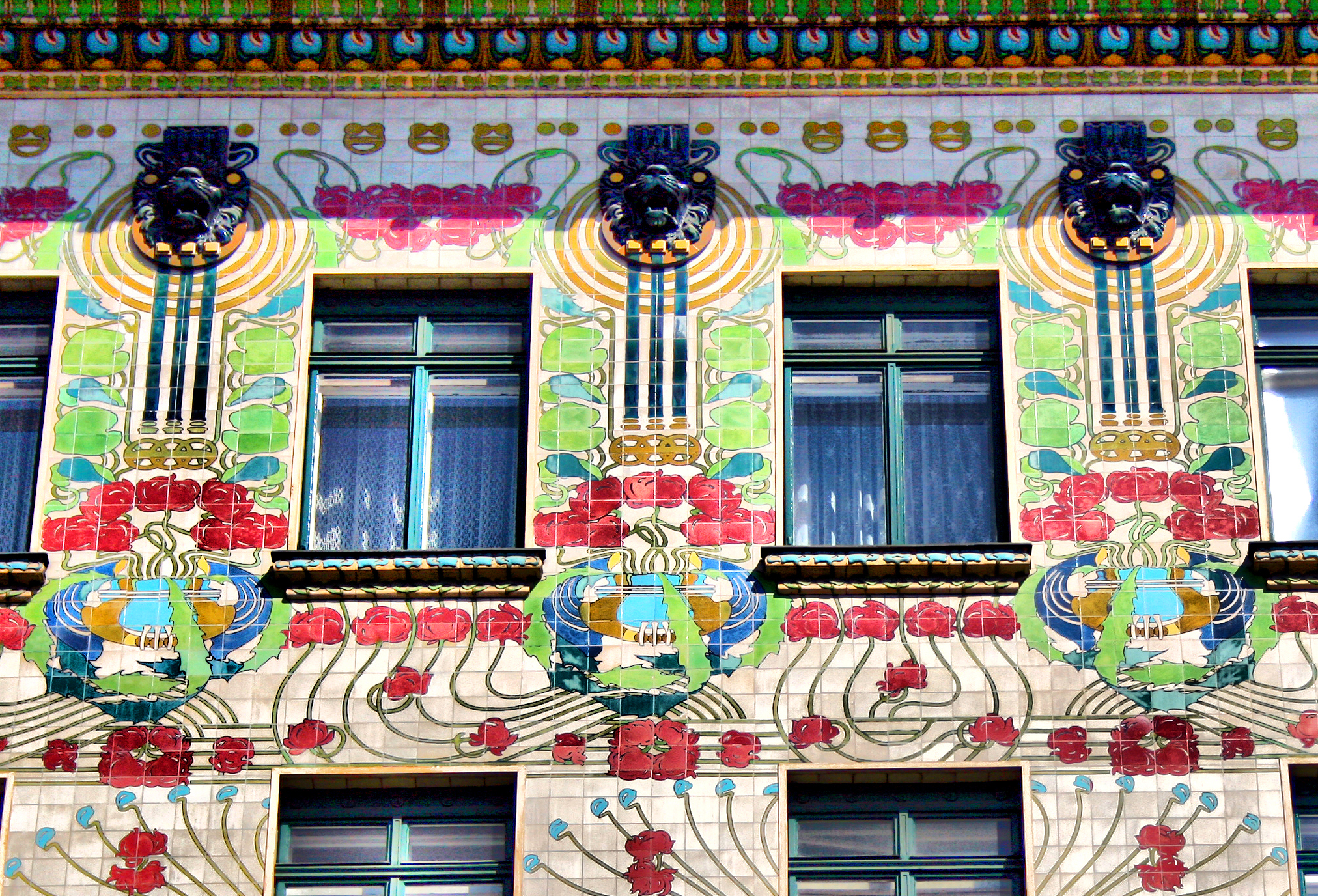
«Майоликовый дом» на Linke Wienzeile, Вена. Архитектор О. Вагнер. 1899
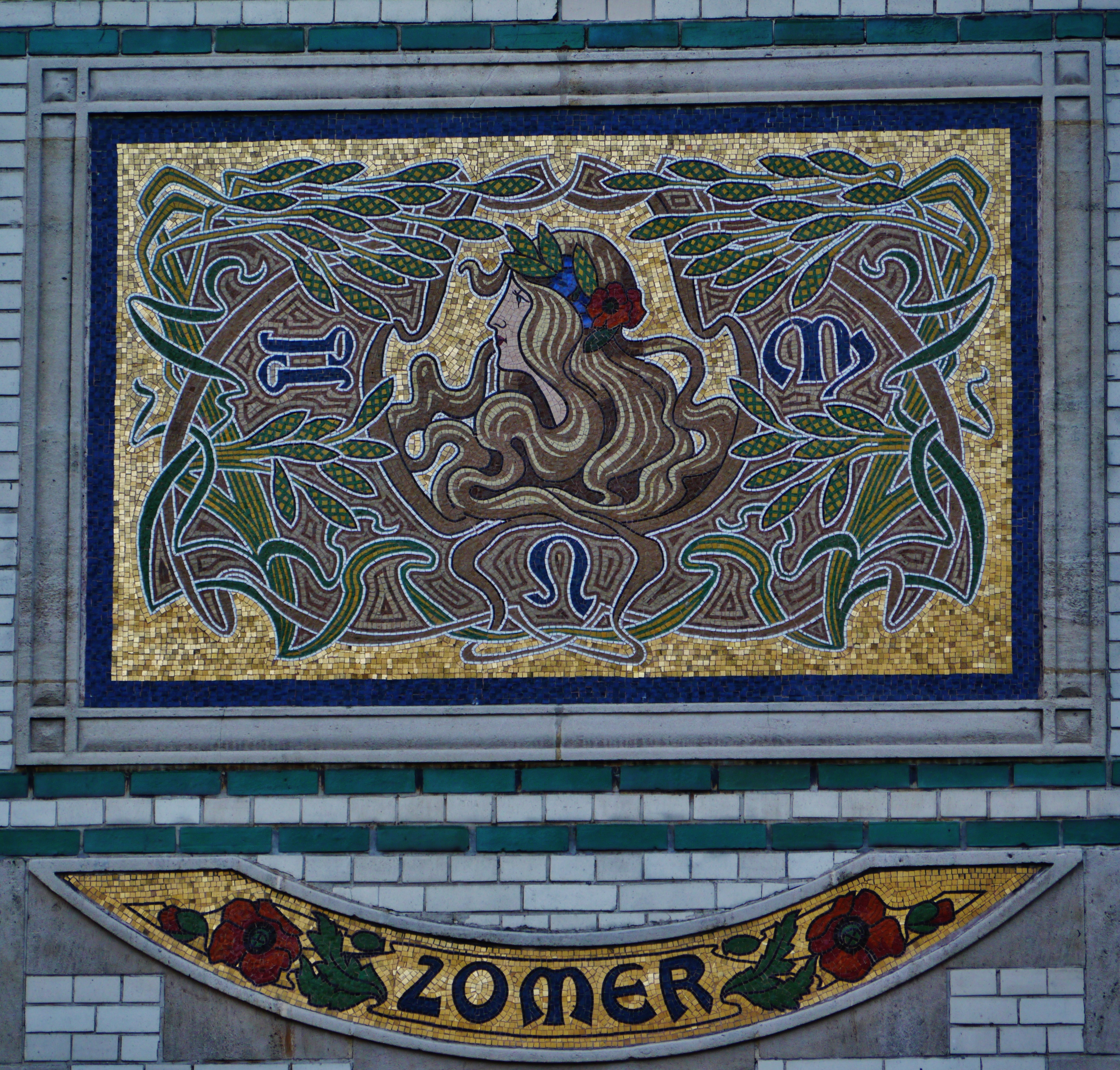
Лето. Деталь мозаики «Времена года». Антверпен, Бельгия
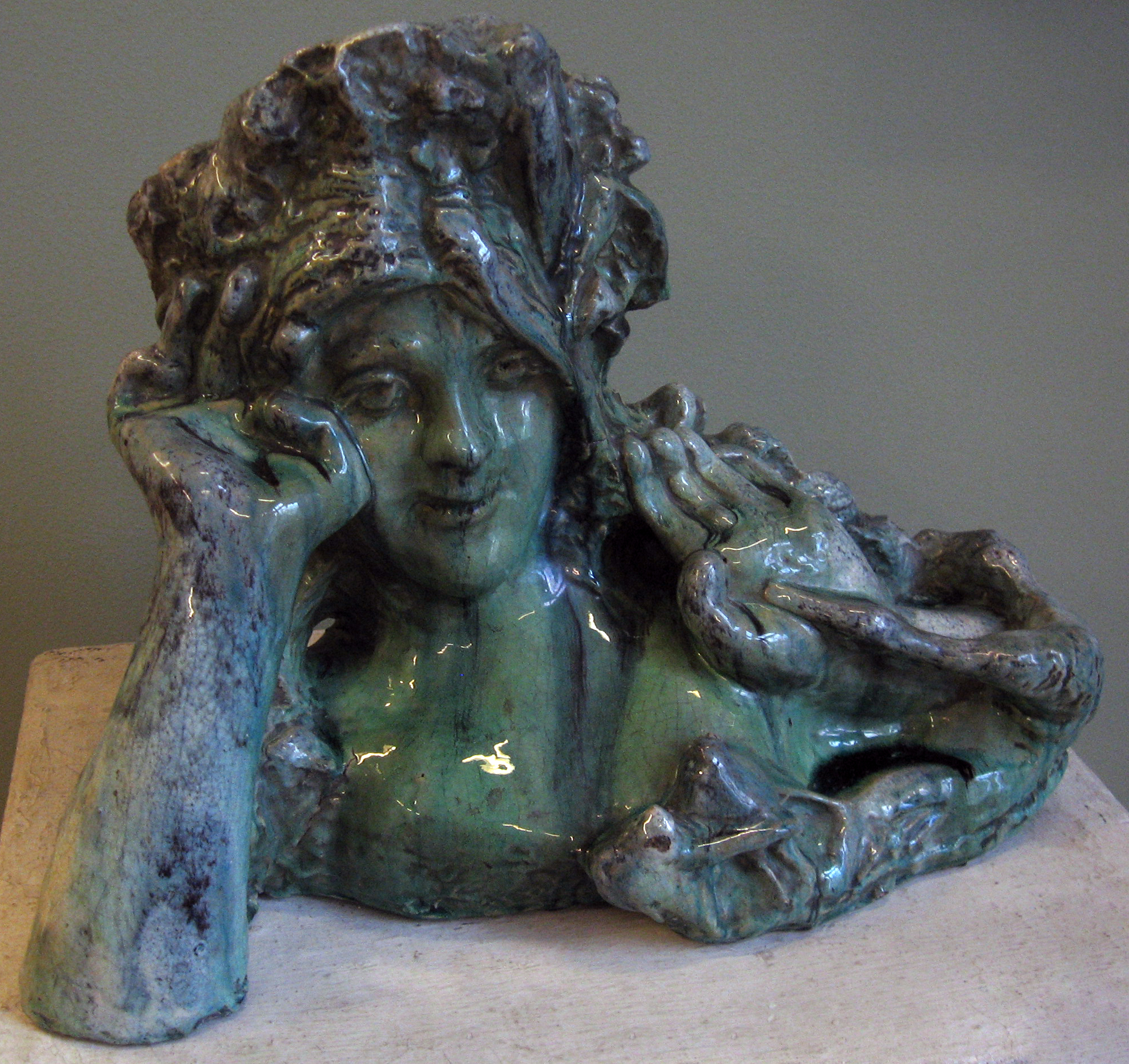
М. А. Врубель. Волхва Морская царица 1899—1900. Майолика
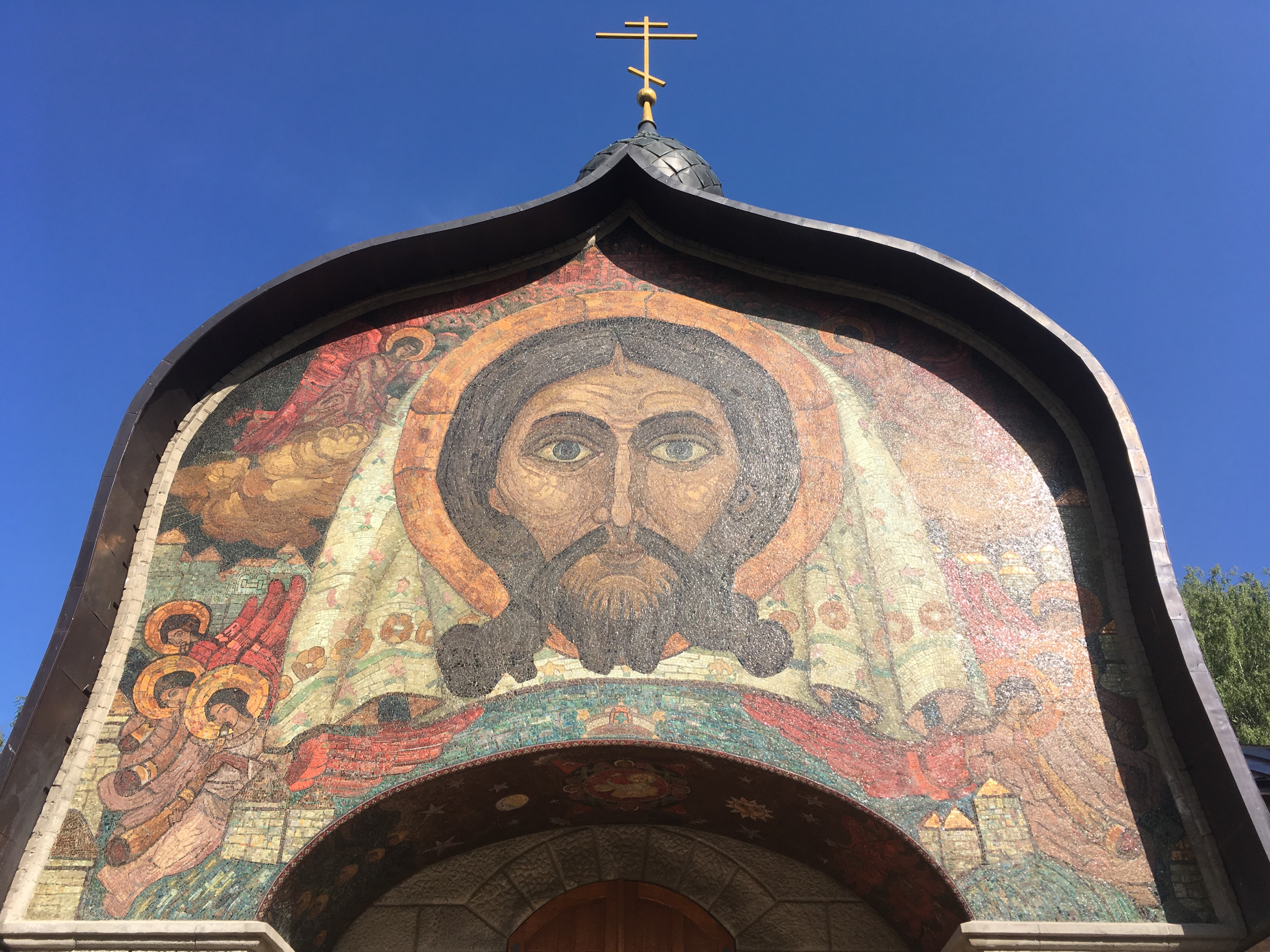
Мандилион.  Н. К. Рерих. Спас Нерукотворный. Мозаика портала Церкви Святого Духа. 1908–1914. Талашкино
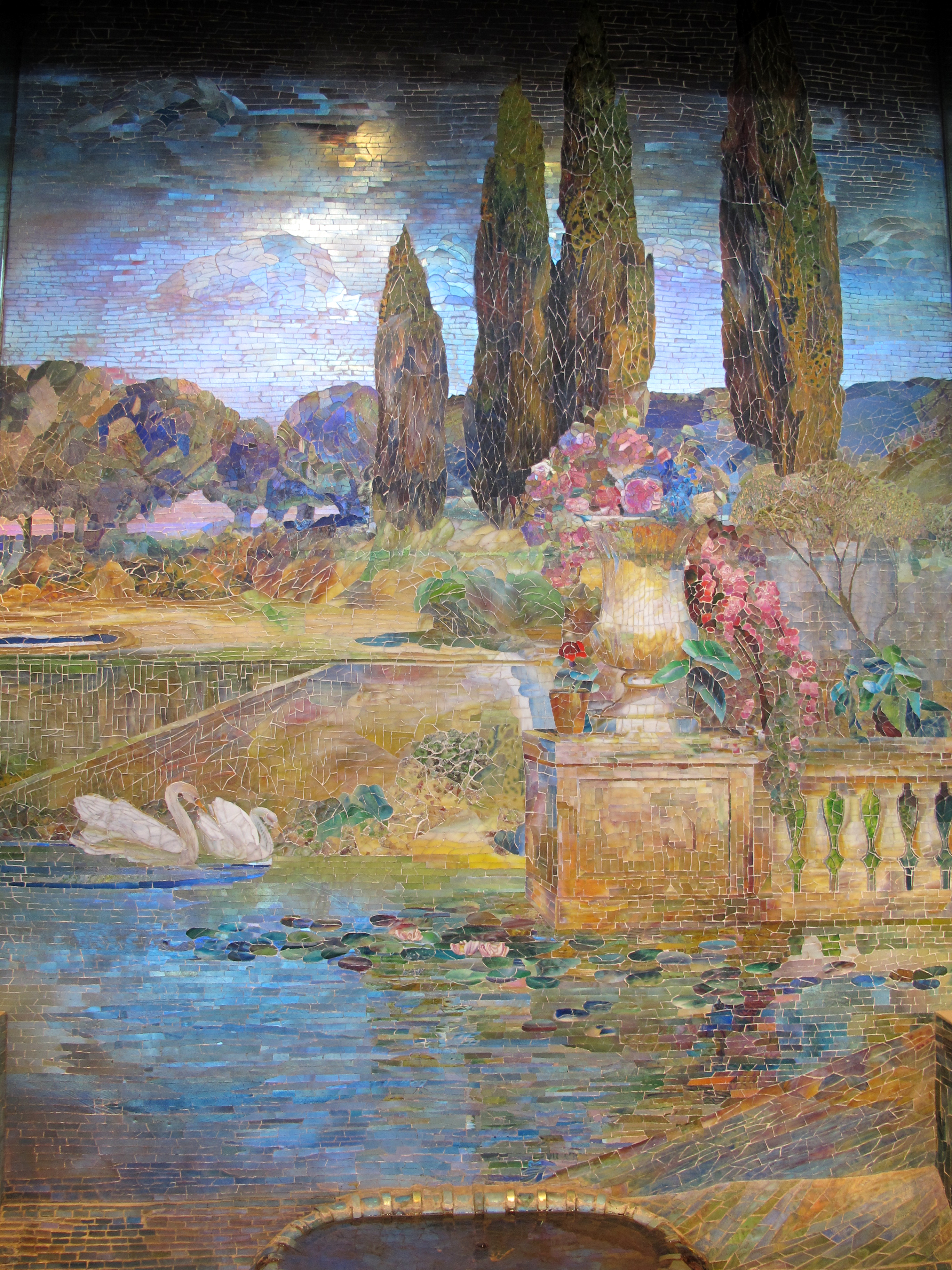
Л. К. Тиффани. Пейзаж. 1915. Мозаика. Метрополитен-музей, Нью-Йорк

### Текстиль и обои модерна
Текстиль и обои всегда были важным элементом оформления архитектурного интерьера. В Великобритании текстильные рисунки с растительным орнаментом создавал основатель мастерских «Искусства и ремёсла» Уильям Моррис. Многие работы художники мастерских создавали для магазина «Либерти» в Лондоне, что поспособствовало популяризации стиля во всей Европе. Другим примером могут служить работы мастеров «Серебряной студии» (англ. Silver Studio), которые выполняли красочные стилизованные цветочные узоры. Многие образцы шотландского модерна были созданы в Школе Глазго художницей Макдональд Макинтош, Маргарет Маргарет Макинтош, в том числе характерные геометрические мотивы и «Розу Глазго».
Во Франции значительный вклад в развитие текстиля и обоев модерна внёс художник Эжен Грассе. В 1896 году он опубликовал работу «Растение и его орнаментальное применение» (фр. La Plante et ses Applications Ornatales), предложив рисунки основанные на сочетании различных цветов и растений. Многие образцы были разработаны для крупных французских производителей текстиля в Мюлузе, Лилле и Лионе в немецких и бельгийских мастерских.
Немецкий художник-декоратор Герман Обрист специализировался на так называемом флоральном орнаменте (цветочных узорах), особенно на изображении извивающихся стеблей цикламенов, мотив, который критики назвали «ударом бича», он стал одним из символов «нового стиля». Бельгиец Анри ван де Велде в салоне «Свободная Эстетика» (фр. La Libre Esthéthique) в Брюсселе представил гобелен «Бдение Ангелов» (фр. La Veillée d'Anges), вдохновлённый символикой изогнутых линий на картинах Поля Гогена и художников группы Наби.
Народное искусство вдохновляло многих художников модерна на создание гобеленов, ковров, вышивки и текстиля в Центральной Европе и Скандинавии: Герхарда Мюнте и Фриды Хансен в Норвегии. Композиция «Пять лебедей» Отто Экмана повторялась более чем в ста различных вариантах. Венгерский художник Янош Васари также объединял элементы стиля модерн с фольклорными мотивами.

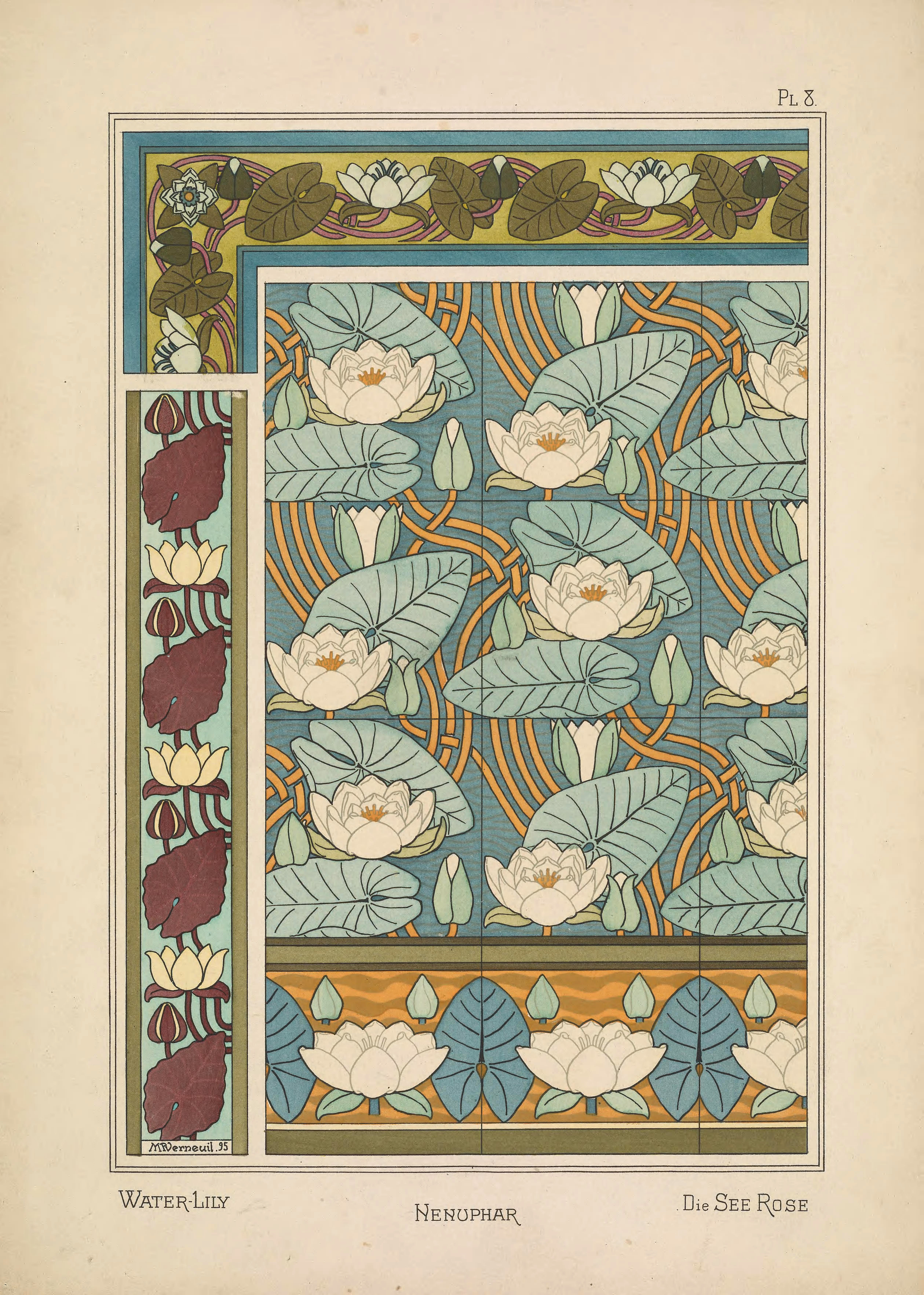
Водяная лилия. Из книги Э. Грассе «Растение и его орнаментальное применение». 1896
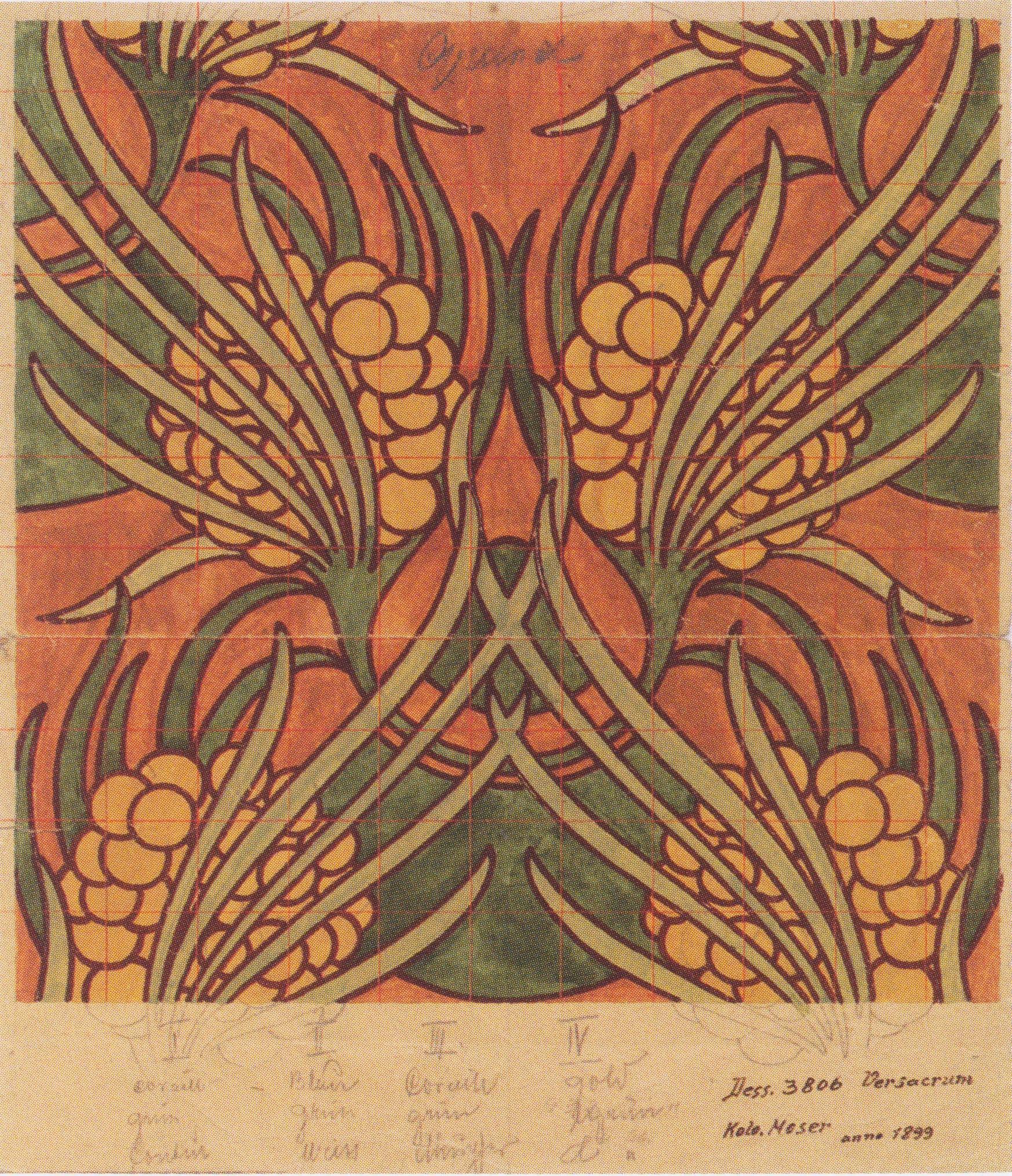
К. Мозер. Рисунок для ткани. 1899
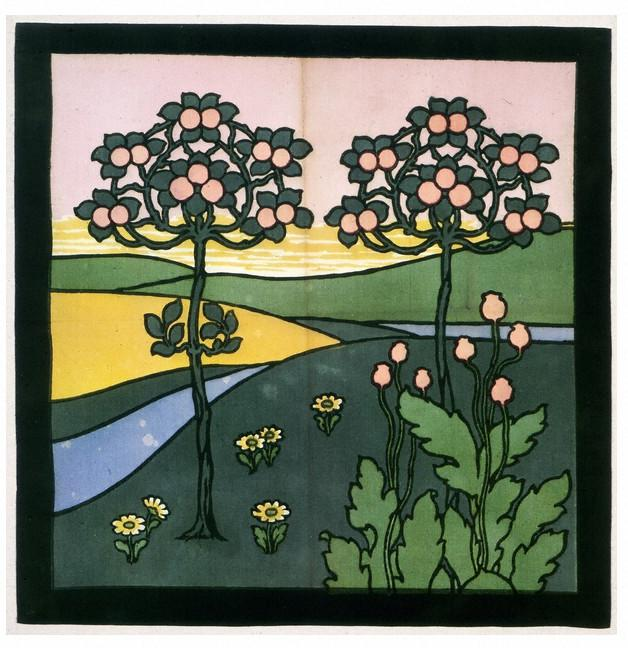
Набивная хлопчатобумажная ткань. «Серебряная студия». Англия. 1904
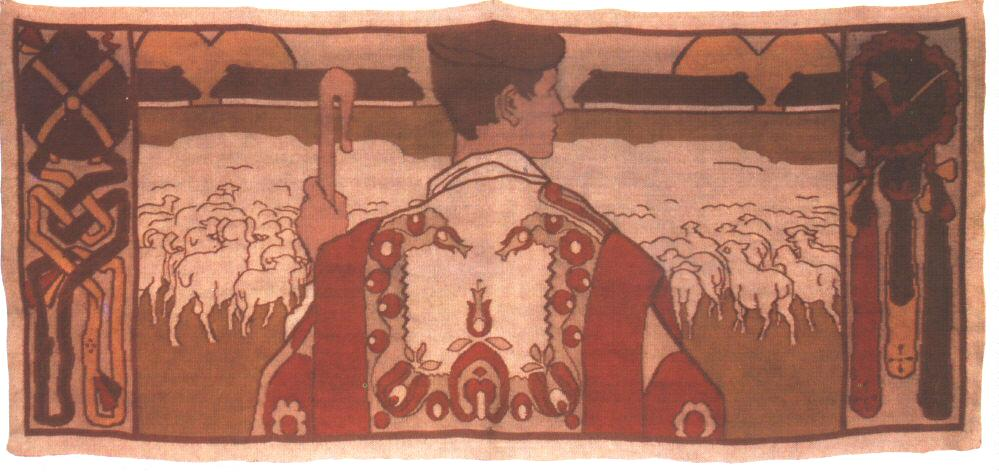
Я. Вашари. Гобелен «Пастух». 1906
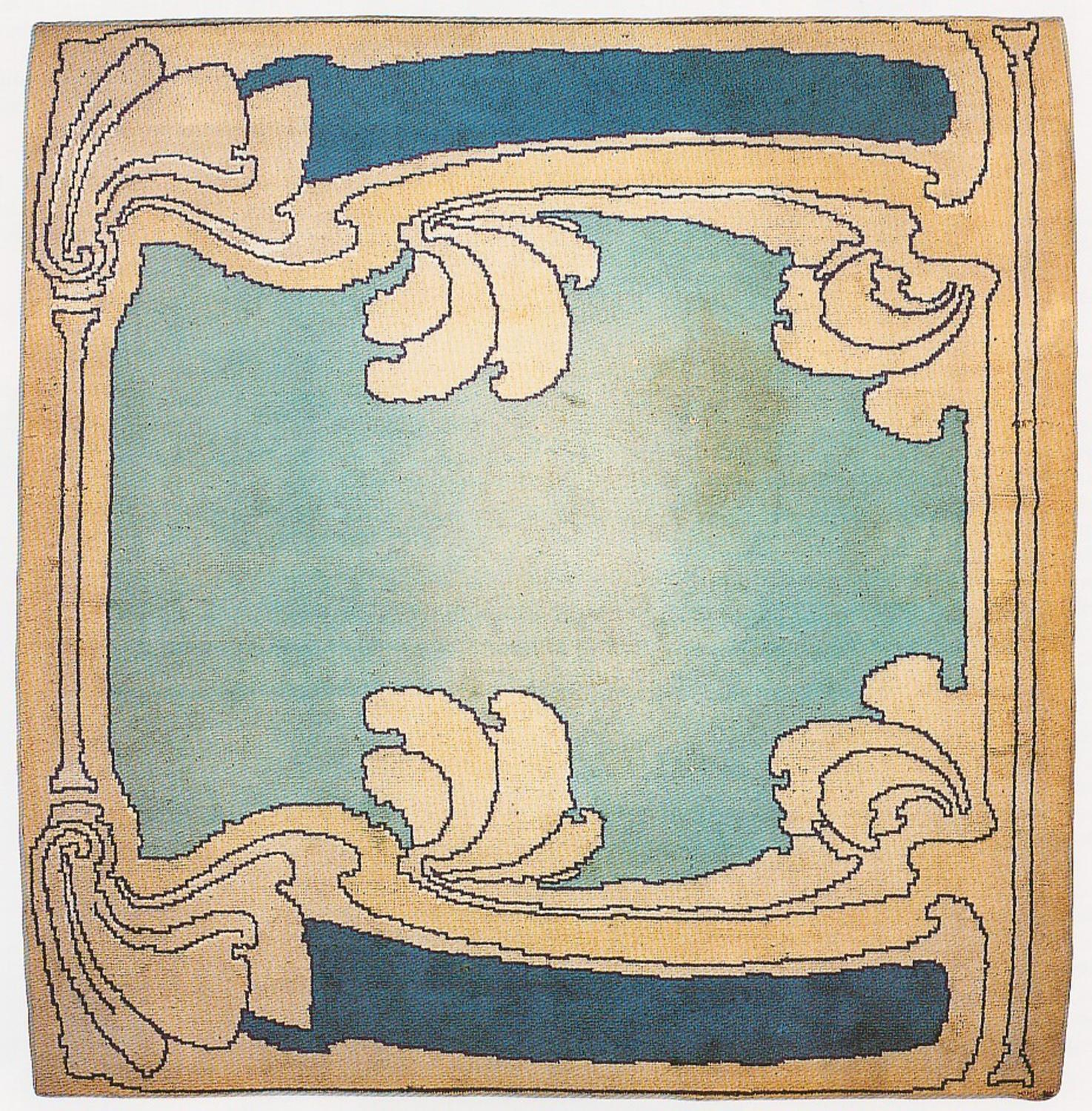
Л. Ломбард. Ковёр. Шерсть. Фонд короля Бодуэна, Брюссель

### Комментарии
1. ↑  Термин «Modern style» впервые использовали французские журналисты в 1900-х годах для описания архитектуры и декоративного искусства периода Fin de siècle, которые рассматривались в негативном ключе и воспринимались, как иностранное (английское) влияние. Термин не использовался за пределами Франции, так как в английском языке за искусством модерна сразу закрепился термин «art nouveau». Во французском языке «Modern style» было окончательно вытеснено термином «art nouveau» в 1980-х годах, с возрождением интереса к декоративному искусству 1900-х годов[4].
2. ↑  Термин «северный модерн» встречается исключительно в русскоязычной литературе.